# Egon Schiele
Vous lisez un « article de qualité » labellisé en 2020.
Pour les articles homonymes, voir Schiele.
Egon Schiele (/ˈeː.gɔn ˈʃiː.lə/, ), né le 12 juin 1890 à Tulln an der Donau et mort le 31 octobre 1918 à Vienne, est un peintre et dessinateur autrichien rattaché au mouvement expressionniste.
Issu de la petite bourgeoisie, il affirme sa vocation d'artiste contre sa famille. Ses dons en dessin le font admettre à seize ans à l'académie des Beaux-Arts de Vienne et il découvre bientôt d'autres horizons au contact de la Sécession, de l'Atelier viennois et de Gustav Klimt. Fin 1909, alors que son talent se révèle, il fonde un éphémère « groupe de l'Art nouveau » avec plusieurs peintres, musiciens et poètes — lui-même écrit des textes assez lyriques.
Dans un culte égotiste de sa « mission » artistique, Schiele fait du corps dévêtu son champ d'expression privilégié : corps d'adultes, à commencer par le sien, mais aussi d'enfants, ce qui lui vaut en 1912 quelques semaines de prison. Courant 1915, il quitte sa compagne et modèle Wally Neuzil pour épouser, en marge d'autres liaisons, une jeune fille plus « convenable », Edith Harms. Affecté pour raisons de santé à l'arrière du front, il traverse la guerre en peignant beaucoup, commence à vendre, à entrevoir l'aisance, et s'impose à la mort de Klimt en 1918 comme nouveau chef de file des artistes viennois. C'est alors qu'il succombe, ainsi que son épouse enceinte, à la grippe espagnole.
Egon Schiele a produit environ 300 huiles sur toile et plus de 3 000 œuvres sur papier où le dessin se conjugue volontiers à l'aquarelle et à la gouache : natures mortes, paysages, portraits, allégories et surtout autoportraits et nus féminins et masculins innombrables, aux postures ou détails parfois crus. Même si le trait aigu et la palette se sont adoucis en dix ans, l'ensemble frappe par son intensité graphique, ses contrastes, ses couleurs peu réalistes parfois morbides ; quant aux figures décharnées, désarticulées, comme flottant dans le vide, elles semblent incarner l'angoisse sexuelle ou existentielle, la solitude et même la souffrance, dans une œuvre empreinte de violence.
Il est en fait difficile d'annexer Schiele à un groupe. Entre Art nouveau et expressionnisme, dégagé des normes de la représentation et menant sa quête en solitaire sans s'intéresser aux théories, il a exprimé de façon très personnelle sa sensibilité exacerbée tout en se faisant l'écho du désenchantement et des conflits latents d'une société en déclin. Acteur du renouveau artistique autrichien reconnu sinon apprécié de son vivant, il n'a pas été l'« artiste maudit » que la légende a voulu associer à sa vie marginale. Le traitement convulsif ou impudique de ses sujets n'en continue pas moins à surprendre un siècle après. Il est entré dans l'histoire de l'art moderne en peintre et dessinateur majeur, et certains créateurs se réfèrent à son œuvre dès la seconde moitié du XXe siècle.

## Biographie
Au-delà des témoignages, archives de galeries, documents familiaux ou administratifs, la courte vie d'Egon Schiele est également connue grâce à ses propres écrits : notations diverses et fragments autobiographiques rédigés dans une prose poétique, auxquels s'ajoutent de nombreuses lettres à des amis, amantes, collectionneurs, acheteurs, renseignent sur sa psychologie, sa vie et parfois son travail ou ses conceptions esthétiques. Quant au Journal de prison publié en 1922, dû à son fervent défenseur Arthur Roessler, il a contribué à fonder le mythe de l'artiste incompris victime des rigidités de son époque.

### Enfance et formation (1890-1909)

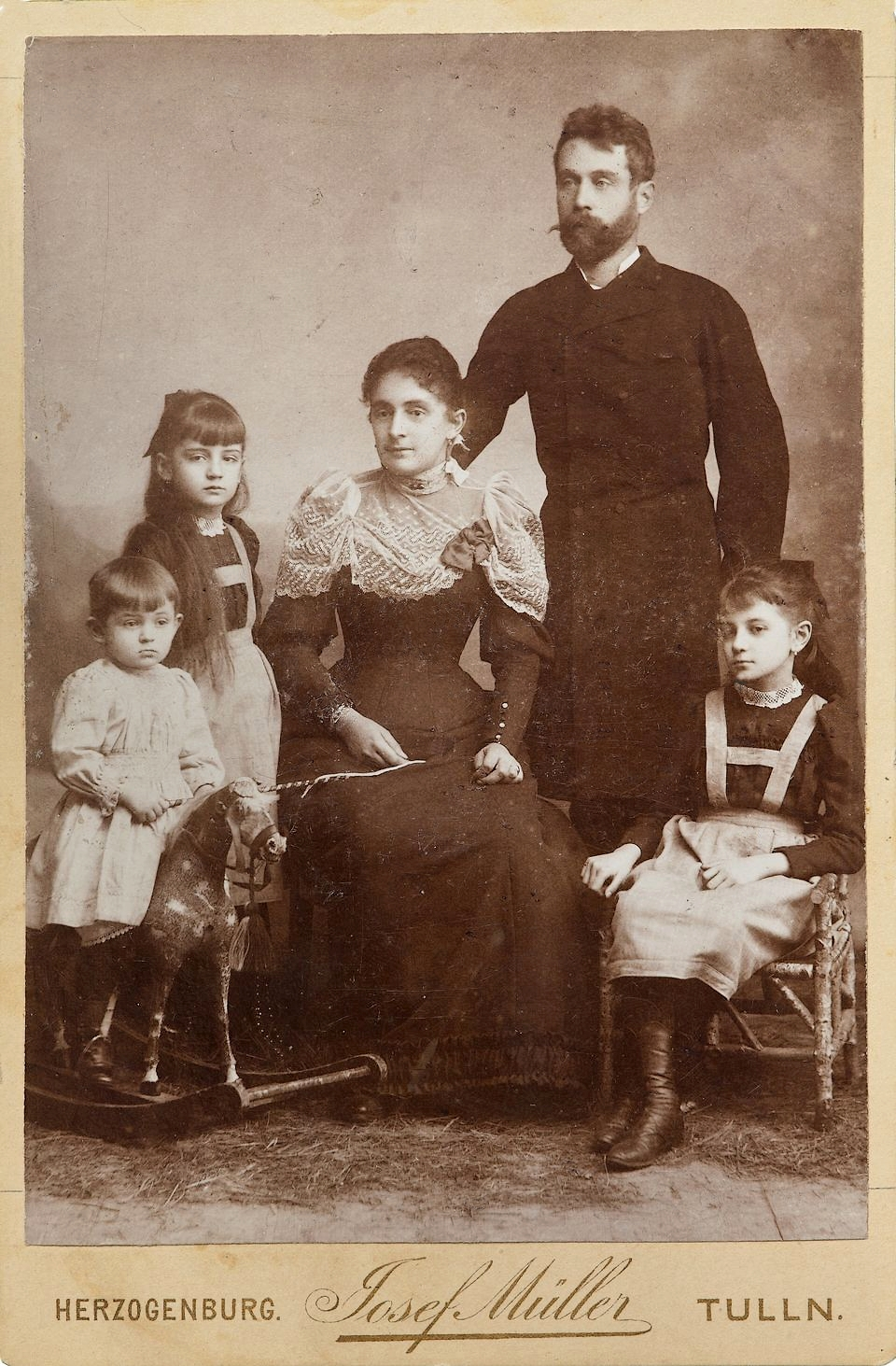
Adolf et Marie Schiele en 1893 avec, de gauche à droite, Egon, Melanie et Elvira.

Egon Leo Adolf Ludwig Schiele naît le 12 juin 1890 dans la gare de Tulln, logement de fonction de son père chef de gare à Tulln, au bord du Danube, à une trentaine de kilomètres en amont de Vienne. Seul fils survivant d'Adolf Schiele (1850-1905) et de Marie née Soukup (1862-1935), il a deux sœurs aînées, Elvira (1883-1893) et Melanie (1886-1974), mais préférera sa cadette, Gertrude dite Gerti (1894-1981). Son enfance est perturbée par ses échecs scolaires et les crises d'un père probablement syphilitique, jusqu'à ce que, décevant les ambitions familiales mais réalisant une vocation très précoce, il aille se former à la peinture dans la capitale.

#### Un futur ingénieur? (1890-1904)
Très liée à l'univers du rail, la famille Schiele y espère une carrière pour son unique descendant mâle.
Egon Schiele vient « d'un milieu exemplaire de l'Empire austro-hongrois à son déclin : catholique, conformiste et dévoué à l'État ». Le grand-père Karl Schiele (1817-1862), ingénieur et architecte venu d'Allemagne, a construit la ligne ferroviaire reliant Prague à la Bavière, et Leopold Czihaczek (1842-1929), époux d'une sœur d'Adolf, est inspecteur des chemins de fer. Le grand-père maternel Johann Soukup, d'origine rurale, a travaillé sur une ligne de train en Bohême-du-Sud et aurait été promoteur immobilier : c'est à Krumau (actuelle Český Krumlov) qu'Adolf Schiele rencontre vers 1880 sa fille Marie, qui devient sa femme. Les jeunes époux disposent d'une modeste fortune en actions de la Compagnie des chemins de fer de l'État autrichien, outre la position avantageuse que représente un emploi dans la fonction publique de ce pays bureaucratique,.

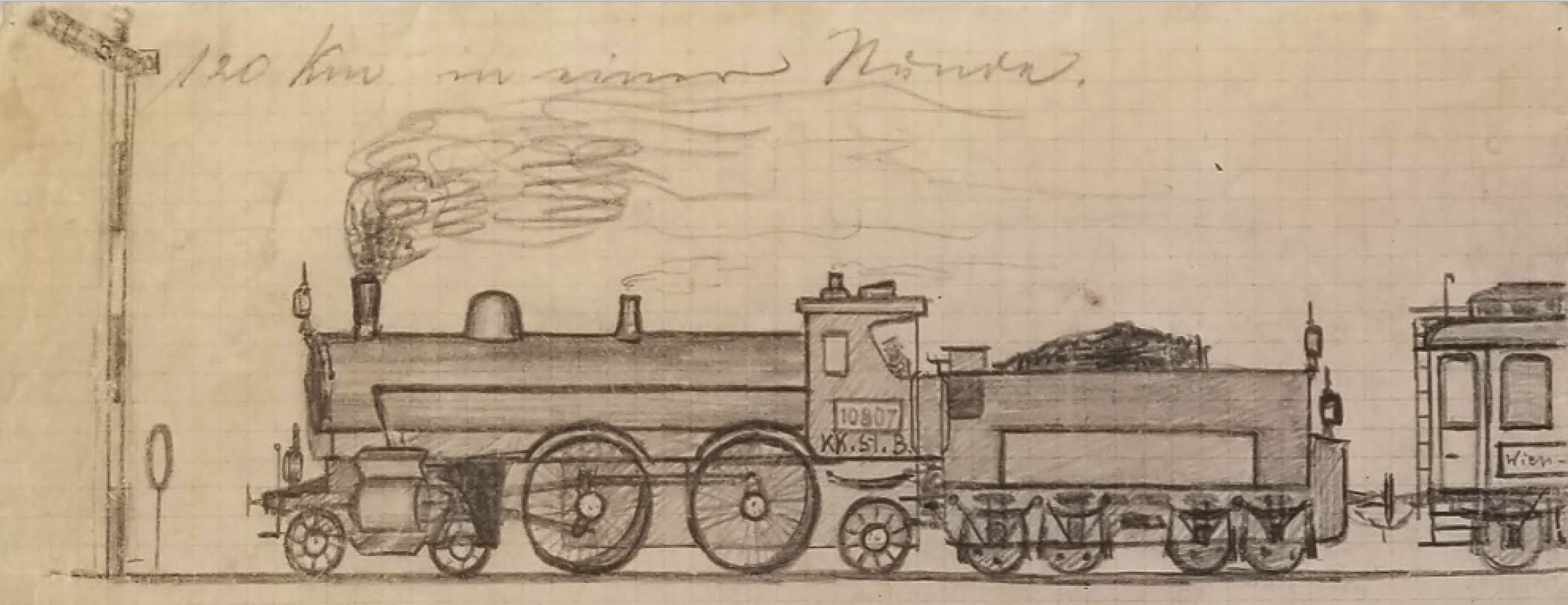
Train dessiné par Egon Schiele vers 1900, mine de plomb sur papier, coll. privée (détail).

Le séduisant Adolf aime arborer son uniforme de gala ou promener sa famille en attelage — son fils héritera de sa propension à dépenser sans compter. Tulln an der Donau est au tournant du siècle un important nœud ferroviaire et, en l'absence d'autres distractions, l'enfant développe une passion pour les trains : il joue à la locomotive, installe des circuits pour ses wagons miniatures et dès dix ans, s'inspirant des croquis de son père, dessine des gares, des voyageurs ou des convois d'une remarquable précision — adulte, il lui arrivera encore de jouer au train ou d'en imiter les différents bruits,. Son père l'imagine ingénieur dans ce domaine et s'irrite de sa prédilection pour le dessin — qui remonterait à ses dix-huit mois — jusqu'à brûler un jour un de ses carnets.
Après l'école primaire, Tulln étant dépourvue d'établissement secondaire, Egon part en 1901 pour Krems an der Donau, où il apprécie plus le jardin de sa logeuse que la discipline du collège. L'année suivante ce sera le Gymnasium de la ville de Klosterneuburg, où son père a pris une retraite anticipée pour raisons de santé. Egon accuse un gros retard scolaire, se renferme, manque des cours. Définitivement dégoûté de l'école, il ne réussit qu'en dessin, en calligraphie et, malgré une constitution fragile, en éducation physique,.

#### Plutôt un artiste (1905-1906)
Bien qu'il l'affecte profondément, le décès de son père va en quelque sorte permettre à Schiele de réaliser sa vocation.

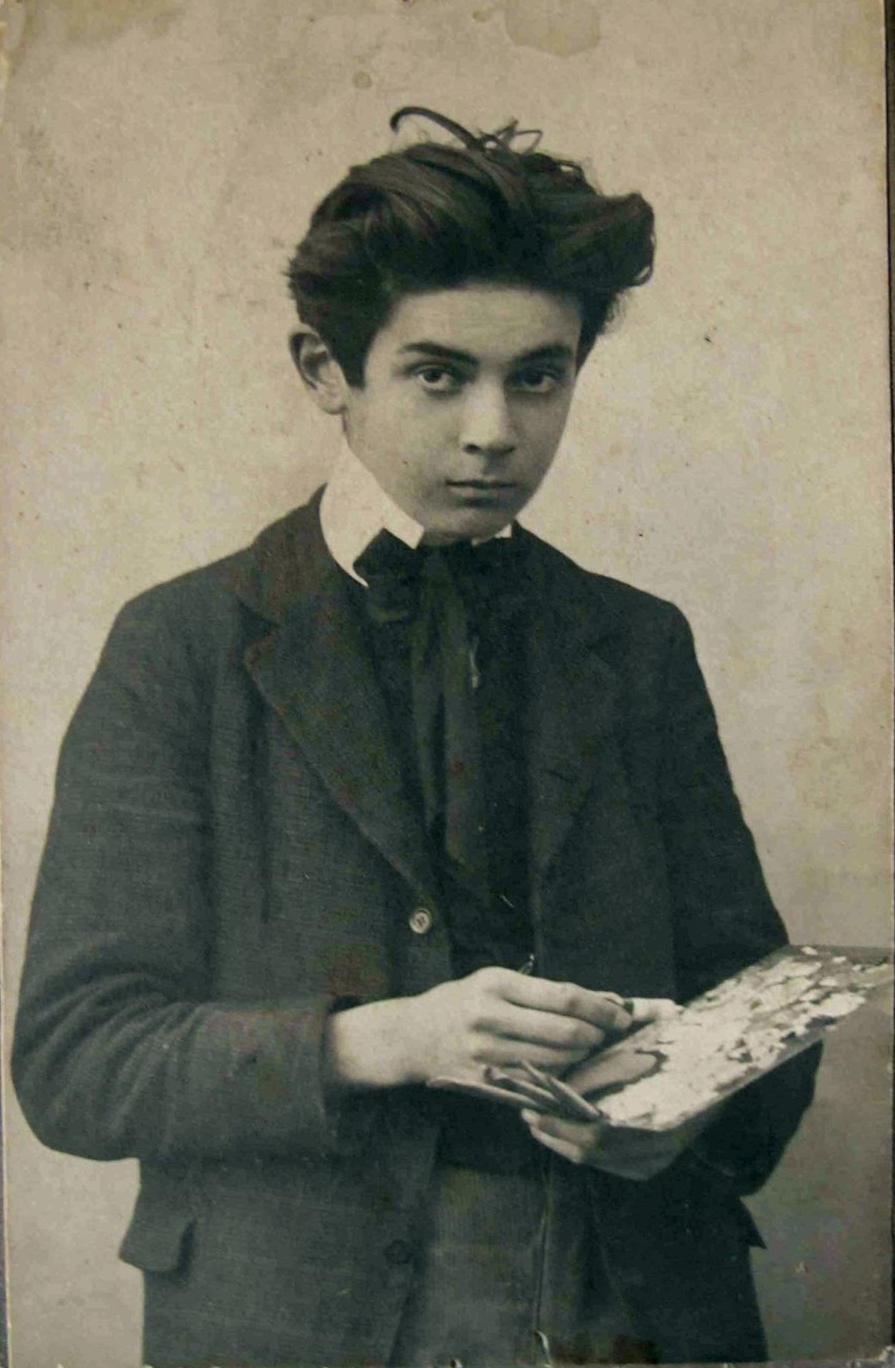
Egon Schiele en 1906.

L'ambiance familiale pâtit des troubles mentaux paternels. Comme maints bourgeois de son temps, Adolf Schiele a contracté avant son mariage une maladie vénérienne, sans doute la syphilis, ce qui pourrait expliquer que le couple ait perdu deux nourrissons et qu'une encéphalite ait emporté Elvira à l'âge de dix ans. En quelques années il est passé de phobies ou manies inoffensives, comme converser à table avec des hôtes imaginaires, à des accès de fureur imprévisibles : il aurait ainsi jeté au feu les titres boursiers complétant sa pension. Il meurt de paralysie générale le 1er janvier 1905, âgé de 55 ans,.
Egon semble avoir été lié à son père par une relation très forte. Ce décès est « le premier et le grand drame de sa vie » et, même s'il n'est pas certain que ce père idéalisé eût approuvé son projet de devenir peintre, il « nourrira toujours des sentiments d'affectueuse dévotion pour [s]a mémoire ». Ses tout premiers autoportraits, en dandy un peu imbu de sa personne, sont peut-être pour lui un moyen narcissique de compenser la perte du père dont il prétend prendre la place comme « homme de la maison ».
Plus qu'auprès de sa mère, qu'il juge froide et distante, l'adolescent trouve un réconfort dans la compagnie de ses deux sœurs ainsi qu'au sein de la nature, où il dessine et peint quelques gouaches lumineuses. Tombée dans la gêne depuis son veuvage, Marie Schiele dépend en partie de son entourage masculin, notamment Leopold Czihaczek, tuteur du garçon. Egon, qui attend d’elle d'immenses sacrifices, ne lui sera guère reconnaissant d'avoir finalement soutenu sa vocation : il lui reprochera toujours de ne pas comprendre son art, tandis qu'elle ne lui pardonnera pas de s’y vouer égoïstement sans trop se soucier d'elle, et leurs rapports conflictuels donneront lieu à des représentations ambivalentes de la maternité,.
Au lycée de Klosterneuburg, le jeune homme est vivement encouragé par son professeur de dessin, Ludwig Karl Strauch, diplômé des Beaux-Arts et grand voyageur, qui lui apporte une ouverture intellectuelle et élabore pour lui des exercices gradués. Il conjugue ses efforts à ceux d'un chanoine critique d'art et du peintre Max Kahrer pour convaincre Mme Schiele et son beau-frère de ne pas attendre qu'Egon soit renvoyé du lycée. Une formation « utile » est d'abord envisagée chez un photographe de Vienne, puis à l’École des arts appliqués, qui conseille pour l'artiste en herbe l’académie des beaux-arts. En octobre 1906, son dossier ayant été retenu, Egon passe avec succès les épreuves pratiques du concours d'entrée, pour lesquelles même Strauch ne le pensait pas mûr : ses dessins d'un parfait réalisme ont impressionné le jury et il devient le plus jeune élève de sa division.

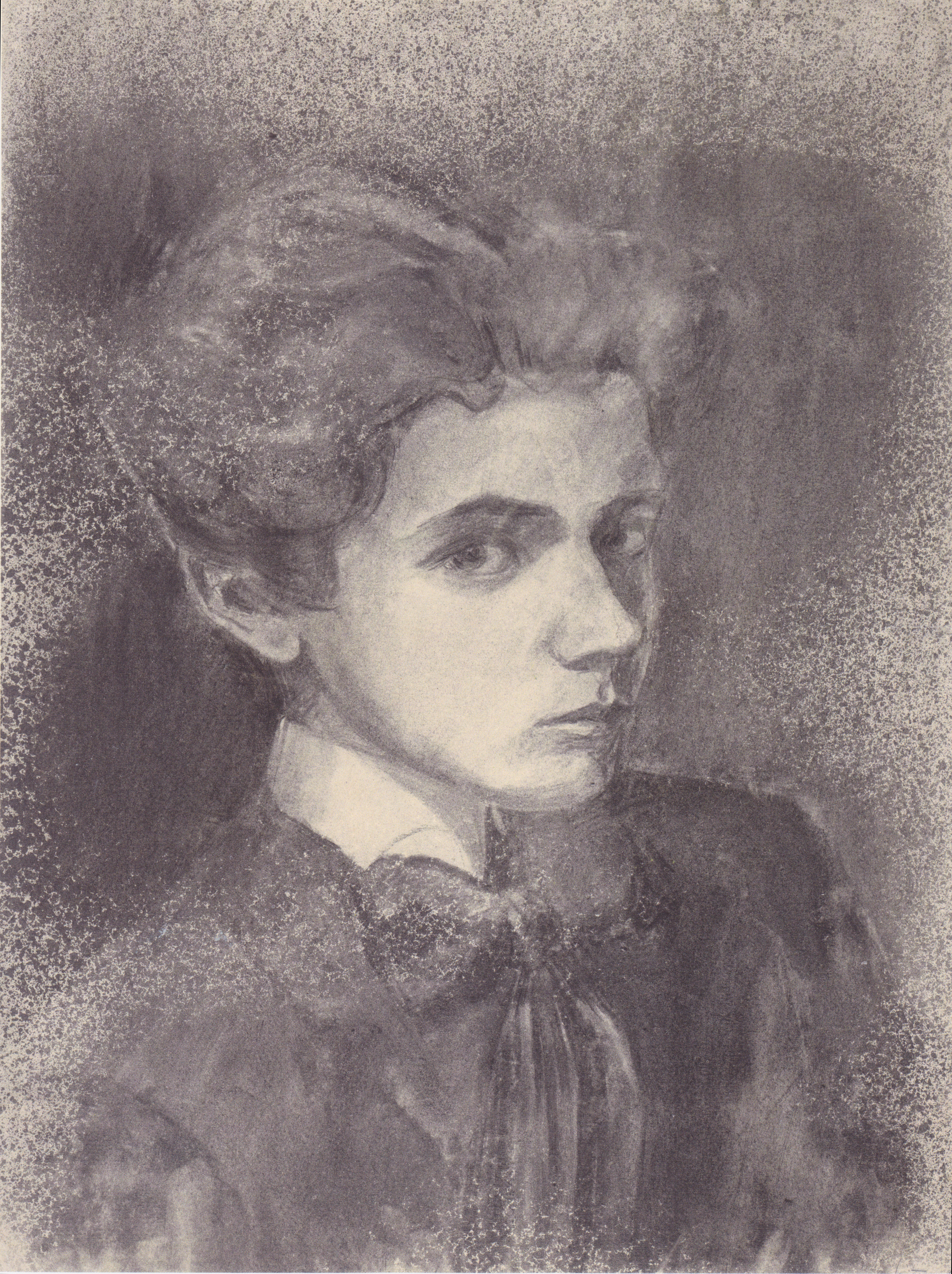
Autoportrait, 1906, fusain sur papier, 45,5 × 36,5 cm, Albertina.
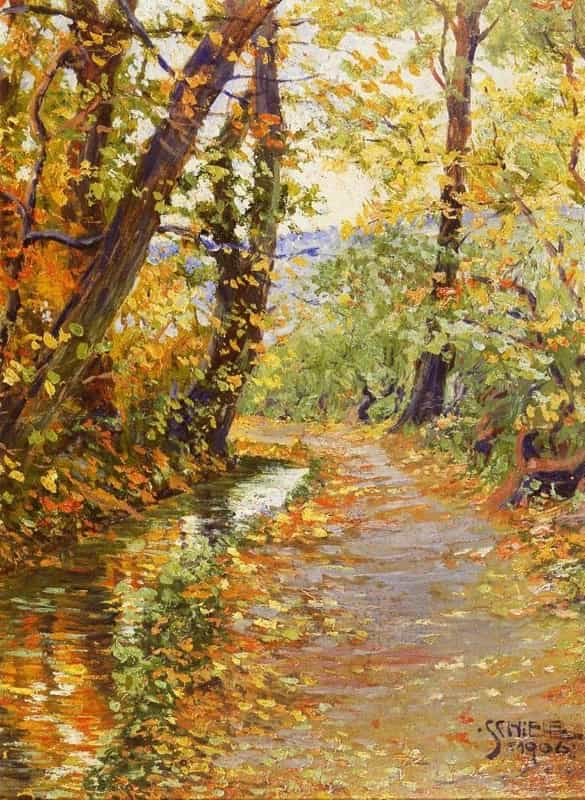
Ruisseau dans un bois à l'automne, 1906, huile sur carton, 30,5 × 23,5 cm, coll. privée.
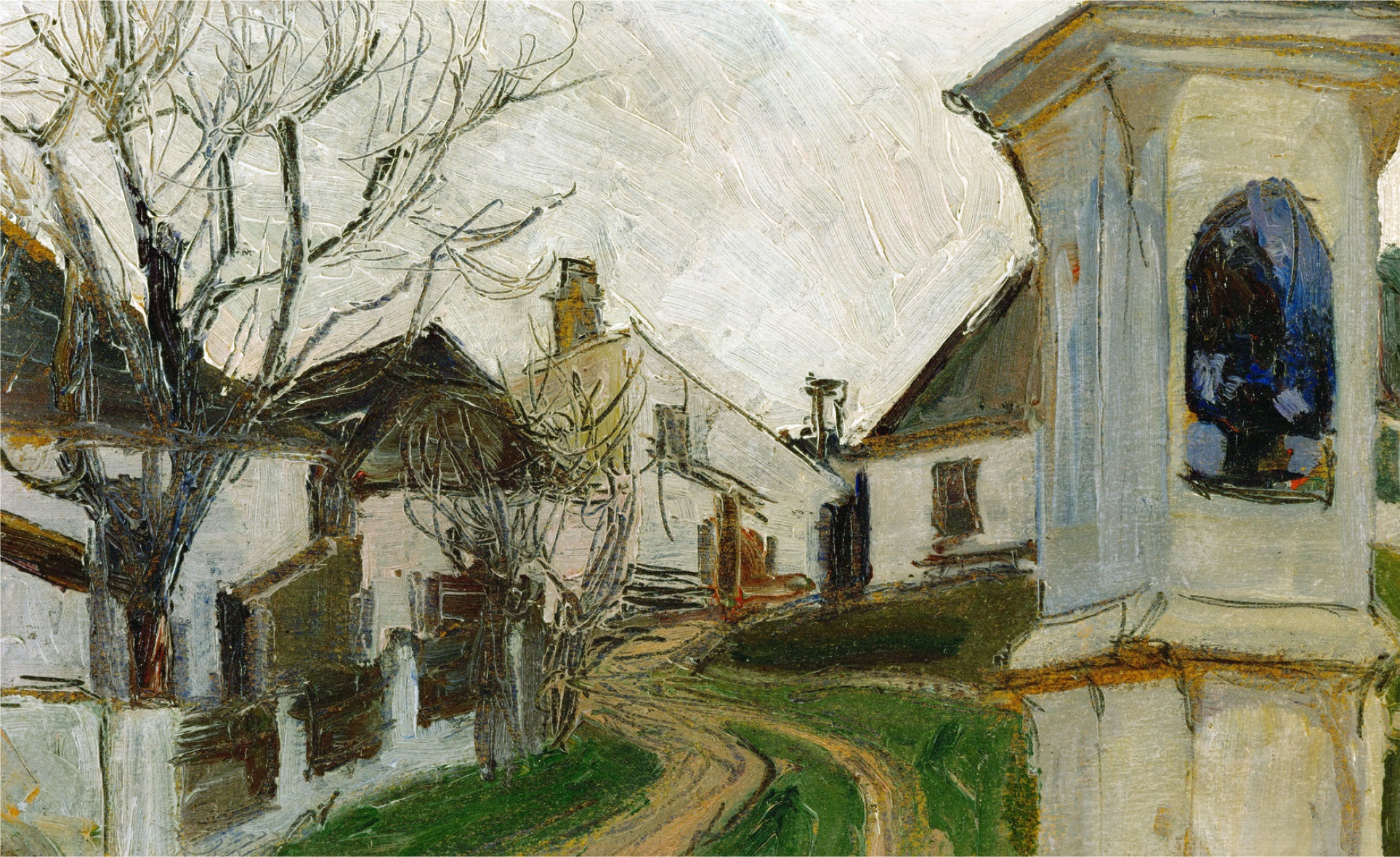
Arbres chauves, maisons et oratoire, 1907, crayon et huile sur carton, 15,5 × 25,5 cm, musée Leopold.
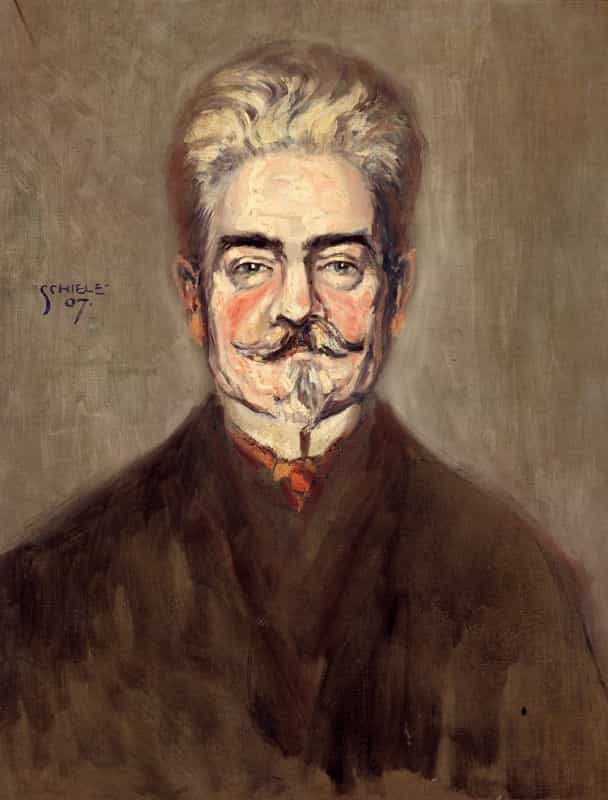
Leopold Czihaczek, 1907, huile sur toile, 42,5 × 62,5 cm, coll. privée.
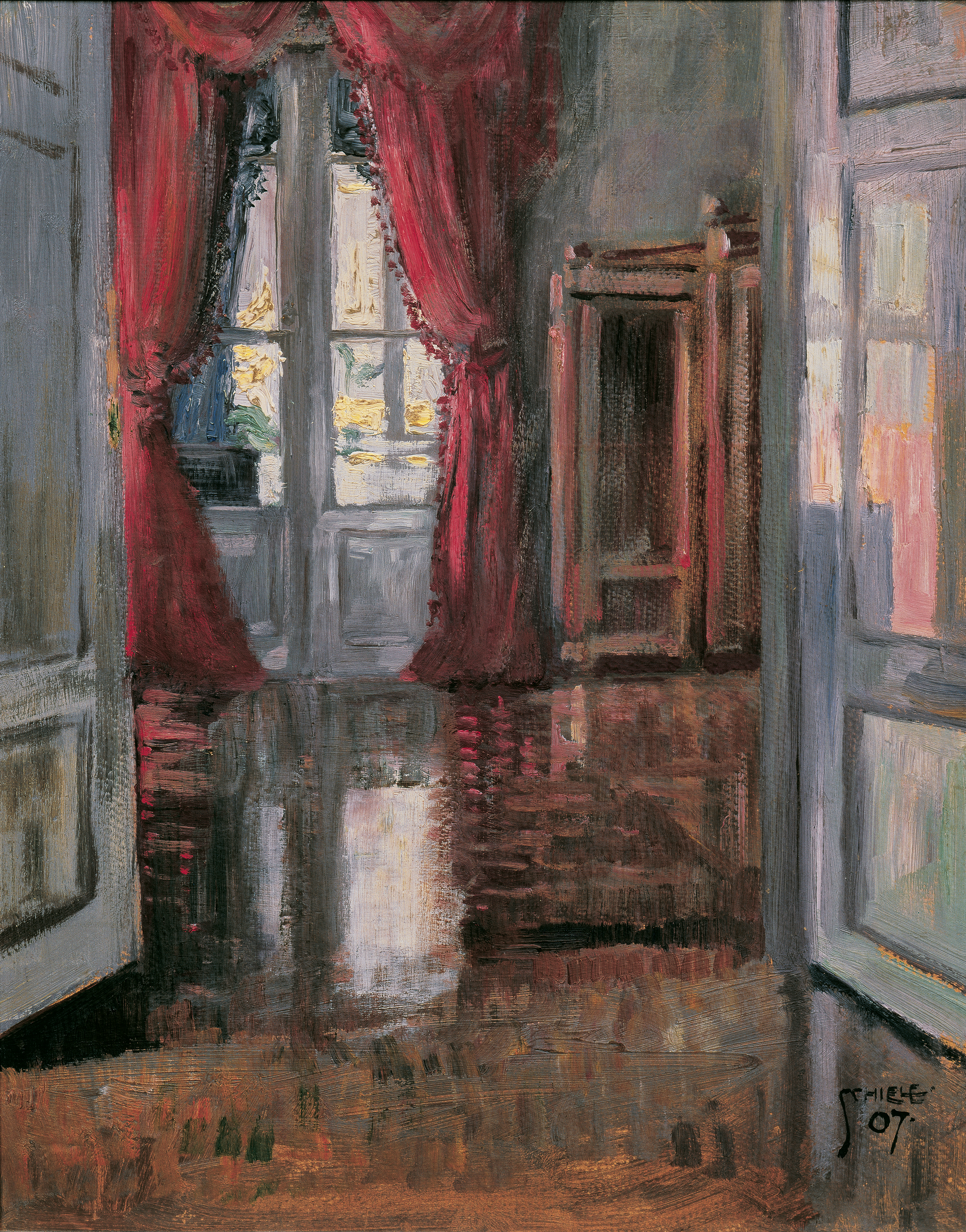
Vue de l'appartement de L. et M. Czihaczek, 1907, huile sur toile, 39 × 31 cm, Belvédère.
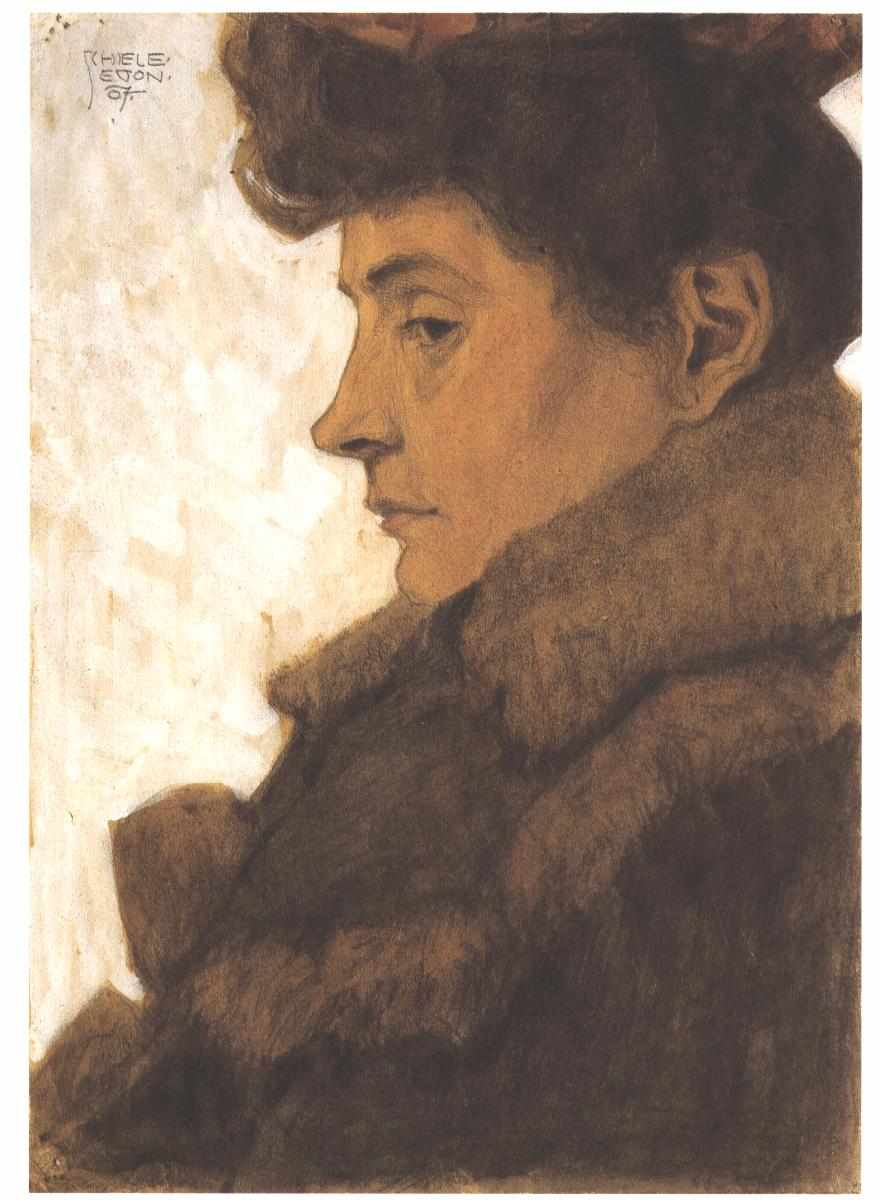
Marie Schiele au col de fourrure, 1907, crayon, gouache et aquarelle sur papier, 32 × 22 cm, coll. privée.

#### L'expérience académique (1906-1909)

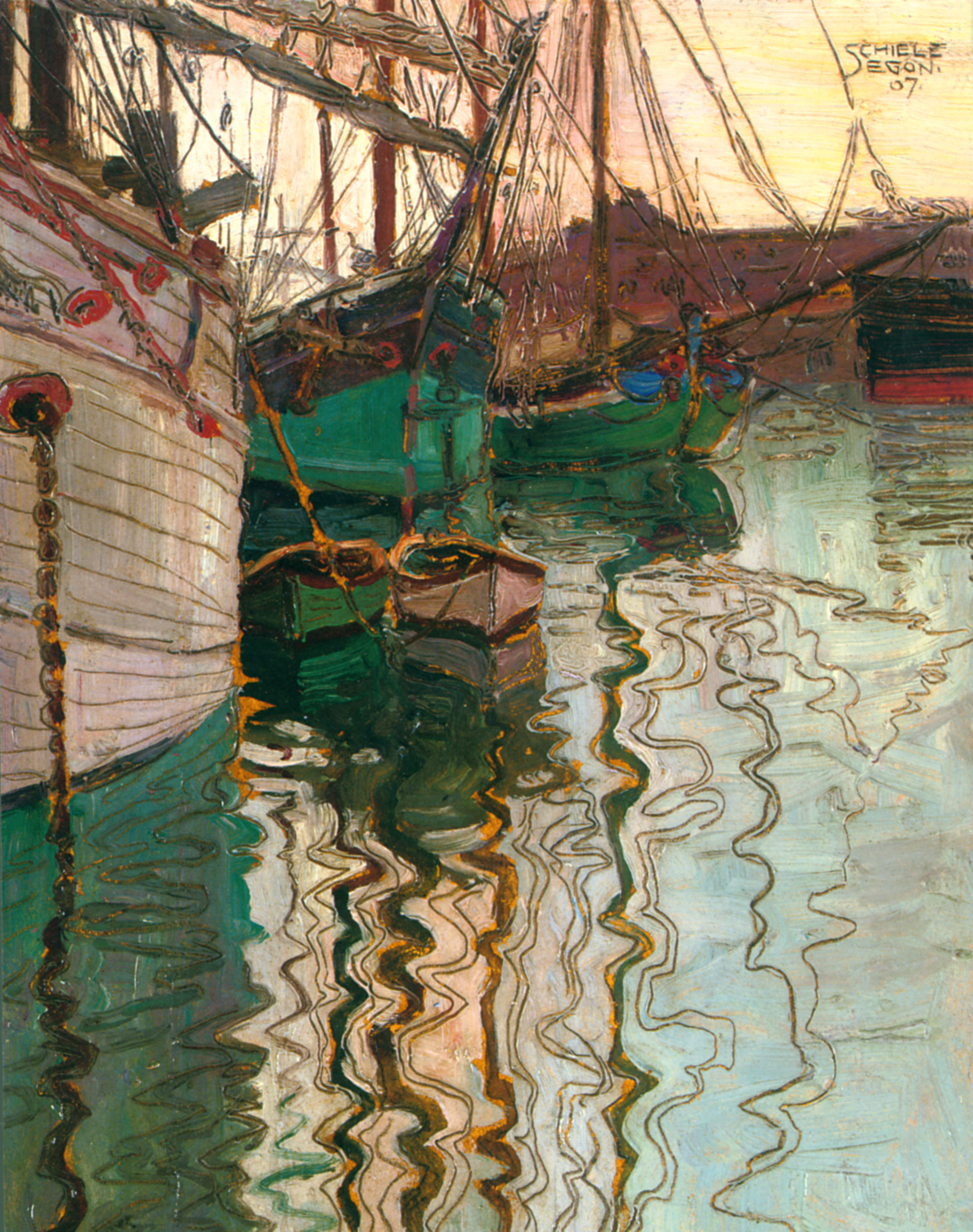
Le Port de Trieste, 1907, huile et crayon sur carton,, coll. privée.

Durant ses trois années aux Beaux-Arts, Schiele reçoit sans plaisir un enseignement strict et conservateur.
Il loge d'abord dans l'appartement cossu de l'oncle Leopold, qui joue à présent les modèles et l'emmène à la campagne ou au Burgtheater. Le jeune homme continue à déjeuner chez lui lorsque sa mère s'installe à Vienne puis lorsqu'il loue un studio-atelier miteux près du Prater, Kurzbauergasse 6. Sa pauvreté contrarie ses envies d'élégance : il racontera qu'il devait non seulement fumer des mégots mais se confectionner des faux-cols en papier et arranger, rembourrer, user jusqu'à la corde les vieux habits de son oncle, chapeaux ou chaussures trop grands pour lui. Dans cette ville qu'il n'aime pas, il est aussi déçu par ses études que par la routine « bourgeoise ». Il peint beaucoup en dehors des cours, plus provocateur dans le choix de ses sujets (femme qui fume, par exemple) que dans sa manière postimpressionniste. Lors d'un séjour à Trieste qui renforce encore leur affection mutuelle, sa petite sœur Gerti accepte de poser nue pour lui en cachette de leur mère,,.
Inchangé depuis un siècle, l'enseignement à l'académie des beaux-arts de Vienne consiste la première année en un apprentissage du dessin très progressif (d'après plâtres à l'antique puis d'après nature, nus puis portraits, modèles masculins puis féminins, étude du drapé puis de la composition) et sous contraintes : crayon sans couleurs, craie sans crayon, rehauts obtenus par le blanc du papier, temps limité, etc. Les études conservées attestent des progrès — anatomie humaine, perspective — comme de la démotivation du jeune Schiele : « [s]es nus et [s]es portraits académiques […] manquent étrangement d'émotion, et il est presque douloureux de voir le mal qu'il se donne pour en venir à bout », remarque l'historienne d'art Jane Kallir, la plus grande spécialiste de son œuvre. Il n'obtient d'ailleurs que des mentions « passable »,.

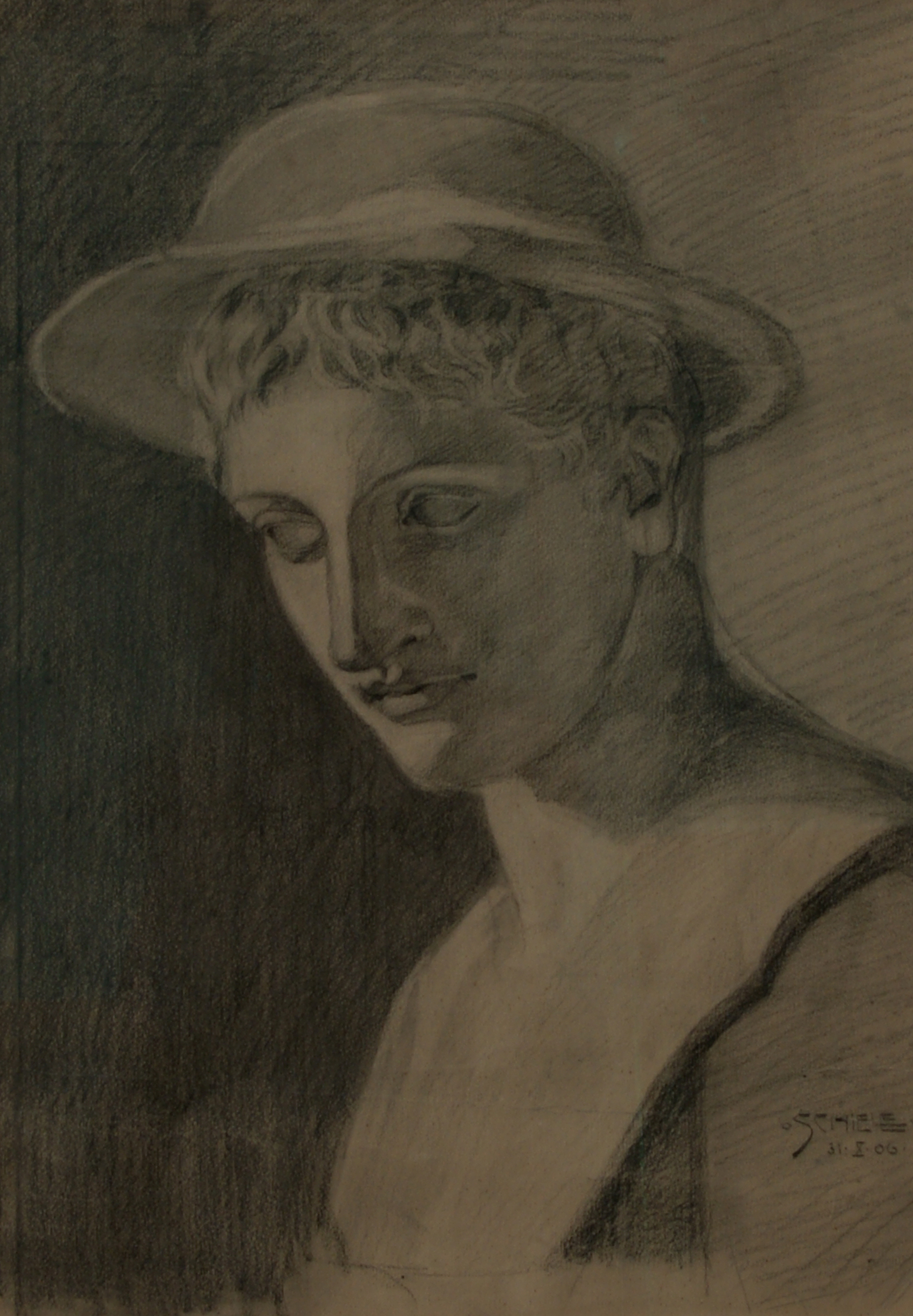
Portrait académique en buste, 1906, Musée d'art classique de Mougins.
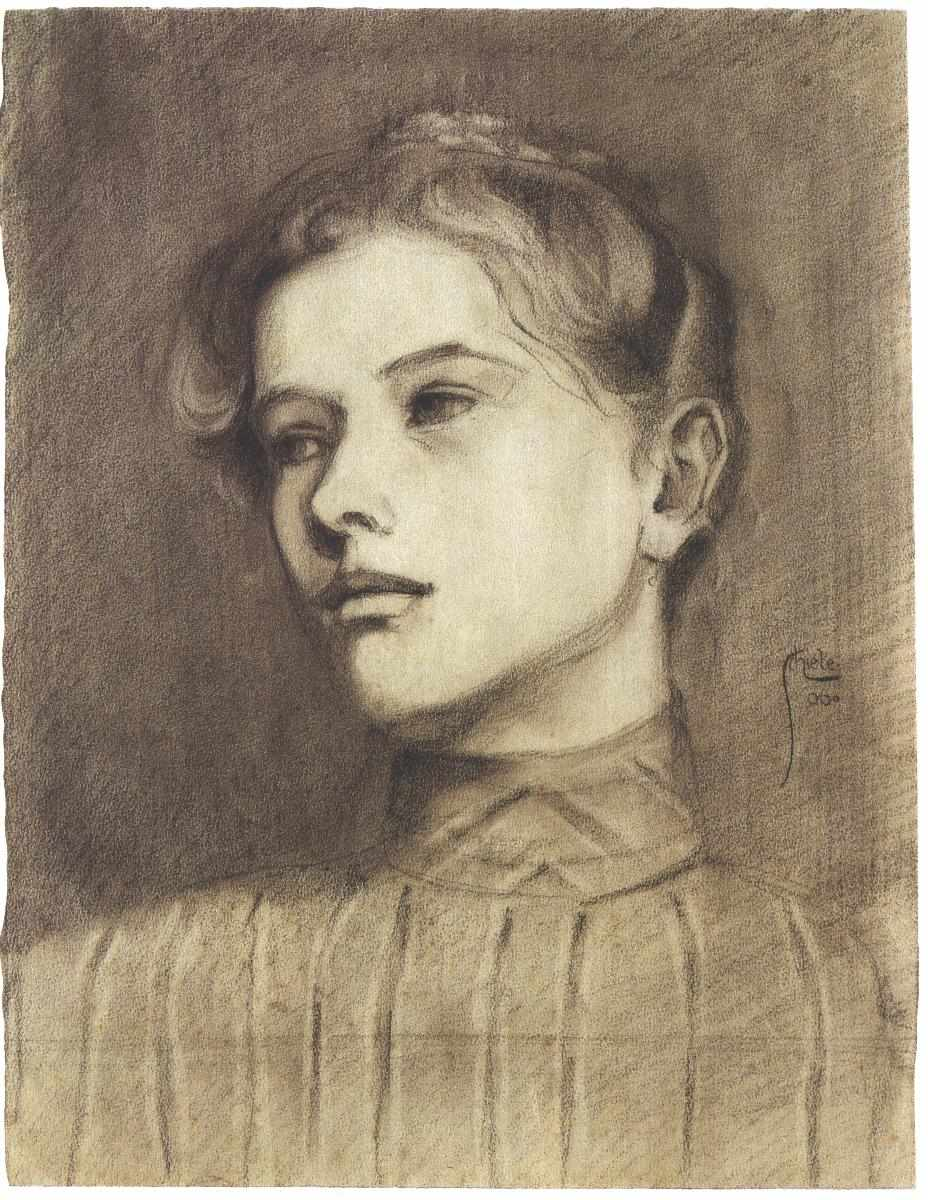
Portrait de jeune fille, date incertaine.
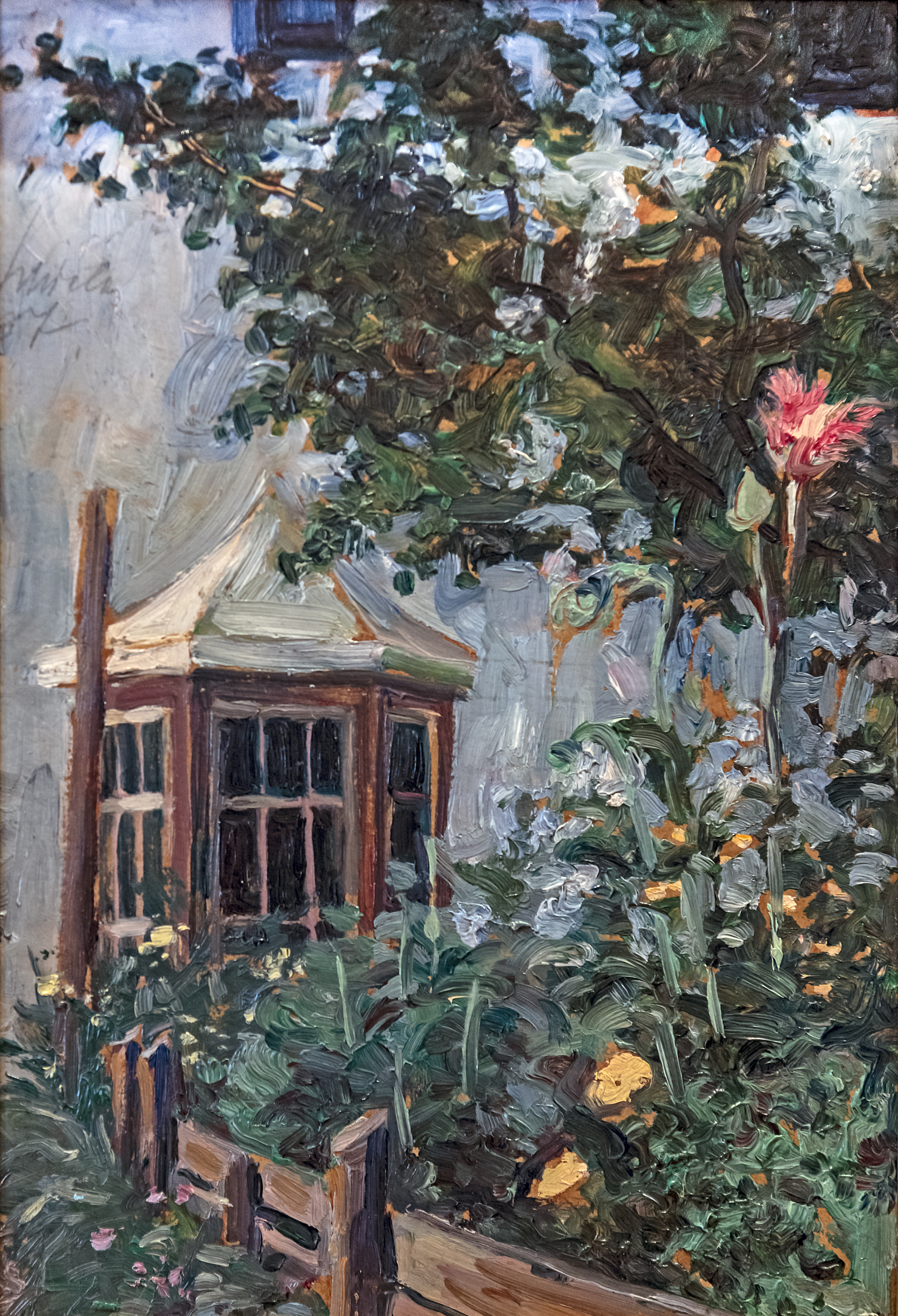
Jardin fleuri, 1907, huile sur toile, Fondation Bemberg.
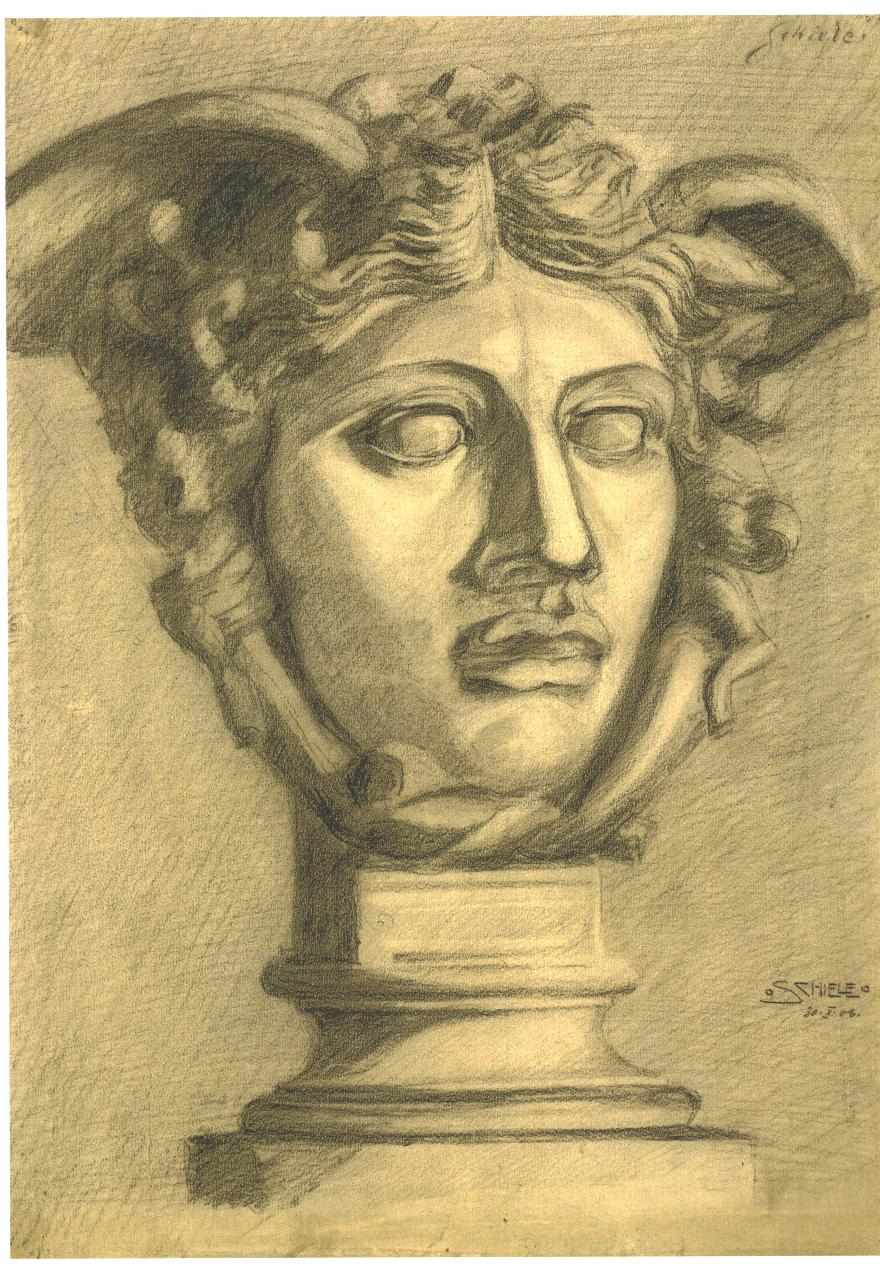
Tête de Mercure, 1908, fusain, 38 × 26,5 cm, Albertina.
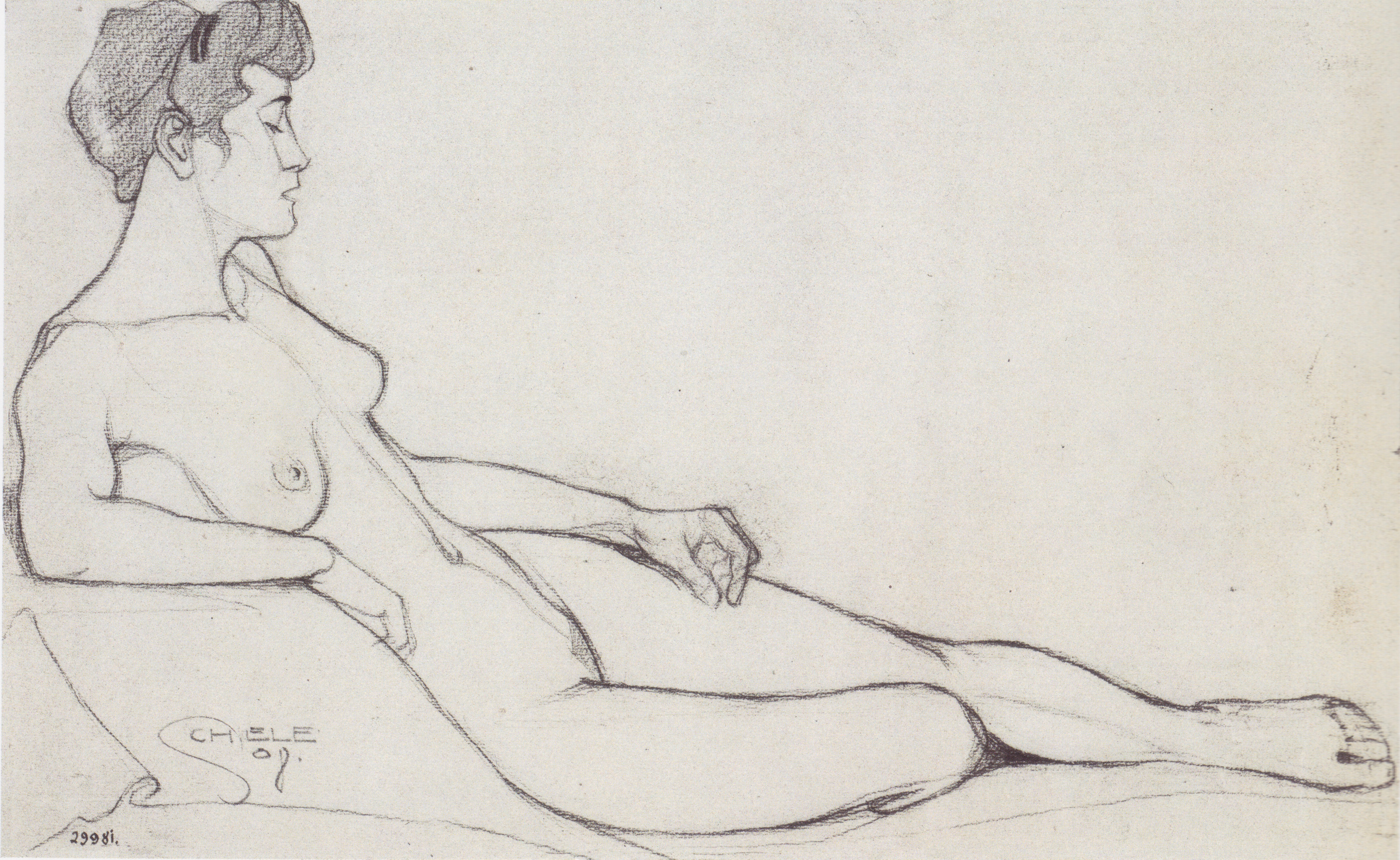
Nu féminin allongé, 1908, crayon et craie sur papier, Albertina.
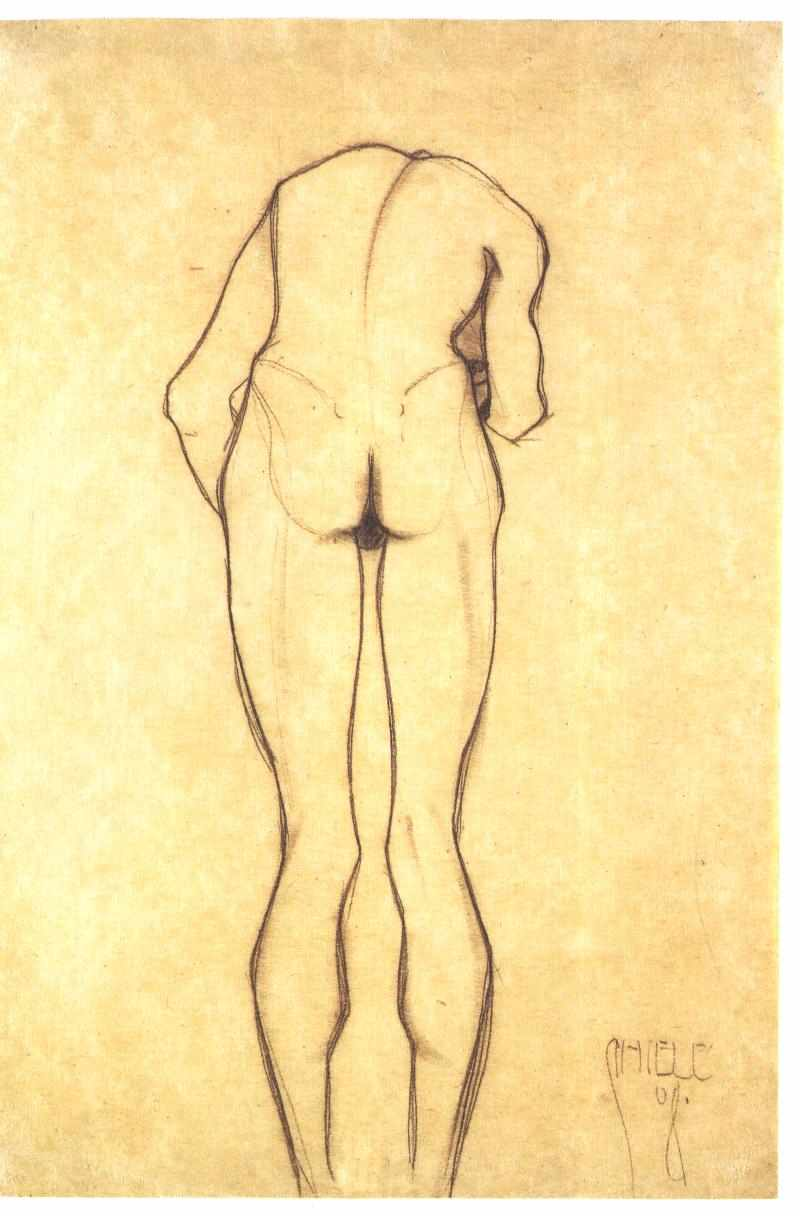
Nu masculin penché en avant, vu de dos, 1908.

À l'automne 1907, l'élève aborde la théorie des couleurs et la chimie mais ses travaux en peinture, qu'il a peut-être partiellement détruits, sont plus difficiles à suivre : ses huiles sur carton aux empâtements typiques du Stimmungsimpressionnismus (« impressionnisme d'humeur », peinture sur le motif autrichienne d'avant 1900) n'expriment en tout cas pas grand-chose de sa personnalité. À la rentrée suivante il passe sous l'autorité du portraitiste et peintre d'histoire Christian Griepenkerl, directeur de l'École, farouche défenseur du classicisme.
Le maître prend vite en aversion cet étudiant rebelle, tout en lui reconnaissant à contre-cœur un talent qu'il a contribué à consolider et qui se ressent par ailleurs du mouvement artistique ambiant du Jugendstil. Si Schiele s'astreint à expédier un dessin par jour pour l'académie — minimum requis bien inférieur à son rythme de production personnel —, il ne la fréquente plus guère que pour disposer de modèles gratuits. Il prend la tête d'un mouvement contestataire puis, diplôme en poche après un examen final médiocre, claque la porte entre avril et juin 1909. De ce carcan académique étouffant, Egon Schiele sort malgré tout doté « d'une technique qu'il saura transformer en instrument d'invention ».

### De la Sécession à l'expressionnisme (1908-1912)
Au tournant du XXe siècle, l'Autriche-Hongrie est figée dans ses faiblesses. Monarque âgé, forces conservatrices, essor économique mais prolétariat misérable, pluralité culturelle en butte aux nationalismes, : c'est la « Cacanie » de Robert Musil dont Karl Kraus ou Hermann Broch dénoncent eux aussi le vide moral. La capitale vit pourtant un âge d'or : sans remise en question politique ni sociale et avec les faveurs de la classe dominante, le bouillonnement intellectuel et artistique de Vienne en fait un foyer de modernité rival de Paris où Schiele entame un parcours très personnel.

#### Klimt, le modèle (1908-1909)

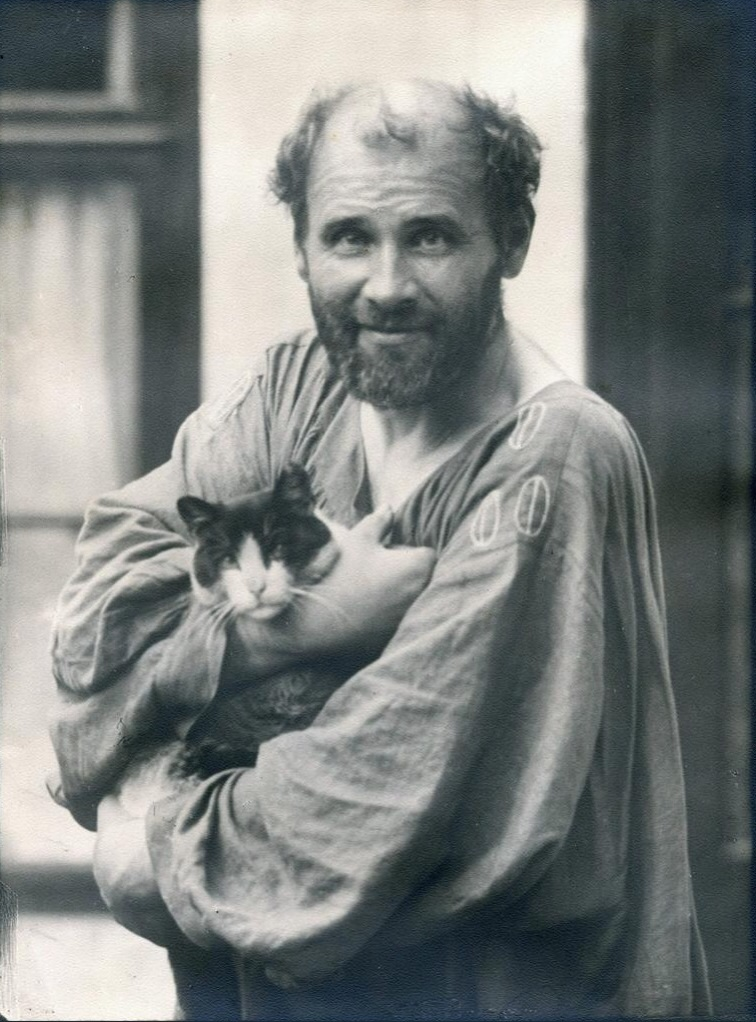
Gustav Klimt en 1910.

Pour le jeune peintre, découvrir l'œuvre de Gustav Klimt, la mouvance de la Sécession viennoise et l'art moderne européen est une étape essentielle mais bientôt dépassée.
Au tournant du siècle, l'imposante Vienne du Ring, marquée par l'art pompier d'un Hans Makart, voit imploser ses habitudes esthétiques comme certains de ses cadres de pensée (Sigmund Freud, Ludwig Wittgenstein),. Gustav Klimt (1862-1918), qui a d'abord travaillé dans l'ombre de Makart à la décoration du musée d'Histoire de l'art ou du Burgtheater, a fondé en 1897 avec des peintres (Carl Moll), des architectes (Josef Maria Olbrich, Josef Hoffmann) et des décorateurs (Koloman Moser), un mouvement inspiré de la Sécession de Munich.
Le Palais de la Sécession est érigé l'année suivante pour combattre l'art officiel ou commercial, faire connaître l'impressionnisme et le postimpressionnisme, ouvrir l'art aux masses et promouvoir de jeunes talents souvent issus des arts appliqués. En lien avec le concept d'œuvre d'art totale, il s'agit de réconcilier l'art avec la vie en réduisant le fossé qui le sépare des arts mineurs, voire de l'artisanat,. En 1903 est donc créée, sur le modèle du Arts and Crafts anglais, la Wiener Werkstätte, atelier très productif qui privilégie la stylisation décorative et les motifs géométriques, abstraits ou affranchis de la perspective : Klimt, dessinant par exemple des mosaïques pour le Palais Stoclet de Bruxelles, lui reste fidèle même après avoir en 1905 quitté la Sécession.
Il n'est pas exclu que Schiele, admiratif du « style plat et linéaire de Klimt », ait reçu ses encouragements dès 1907,,. Il le croise à coup sûr lors de la gigantesque Kunstschau de 1908, exposition d'art internationale où les seize toiles du maître sont pour lui une illumination tandis que celles d’Oskar Kokoschka le frappent par leur violence iconoclaste. Reinhard Steiner date de 1910 sa première rencontre personnelle avec Klimt qui, louant son génie du dessin et devenant son mentor, aurait représenté pour lui une figure paternelle.
Dès 1909 en tout cas, Schiele s'approprie en la transformant la manière de Klimt : ses portraits conservent la planéité et quelques éléments décoratifs mais les fonds se vident,. Son activité graphique s'intensifie indépendamment des tableaux, il dessine pour la Werkstätte des cartes, des modèles de robes ou de costumes d'homme, et aurait collaboré avec Kokoschka à la décoration du cabaret Fledermaus.

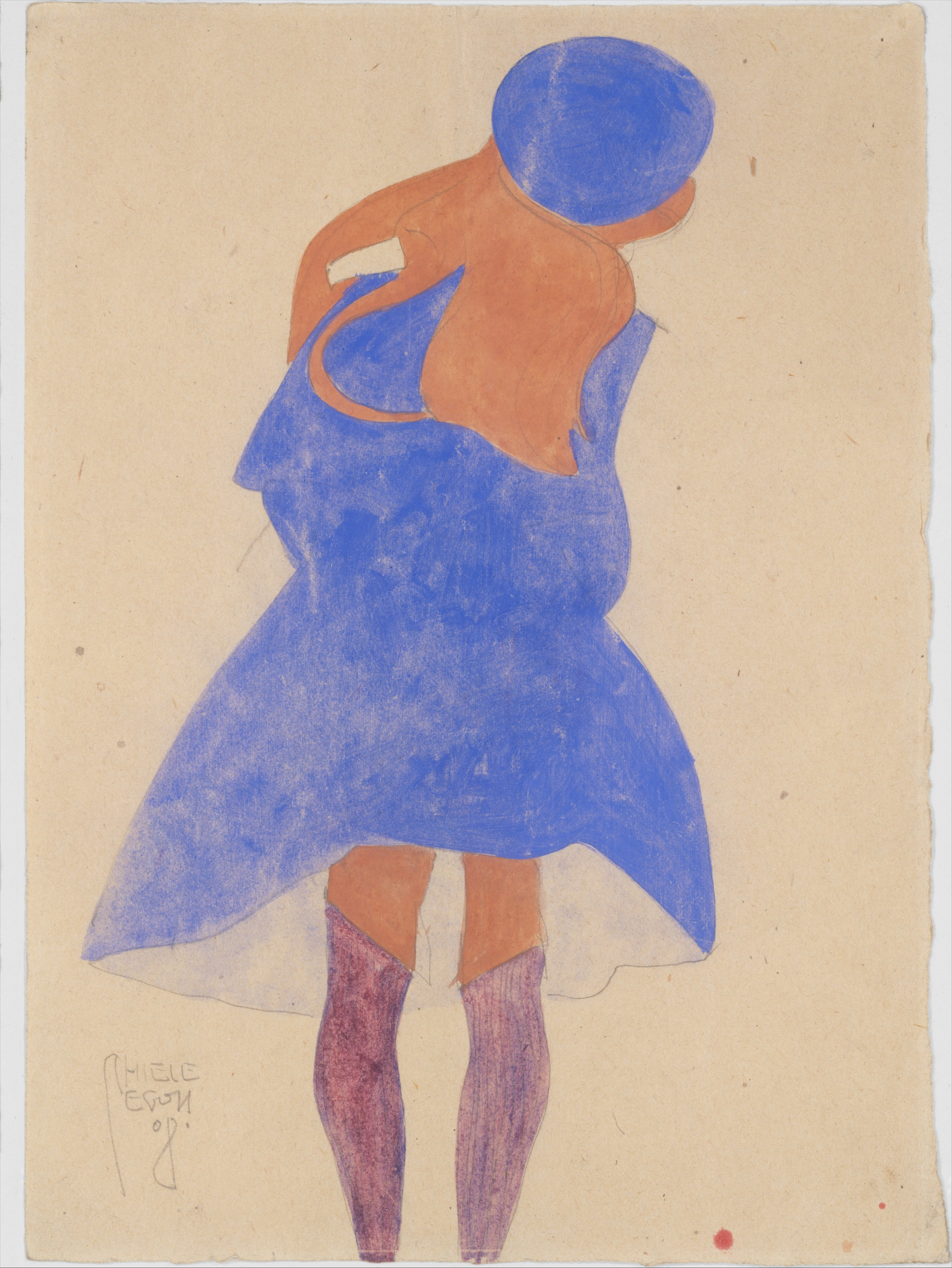
Fille debout, de dos, 1908, crayon, aquarelle et gouache sur papier, 31,5 × 23 cm, Metropolitan Museum of Art.
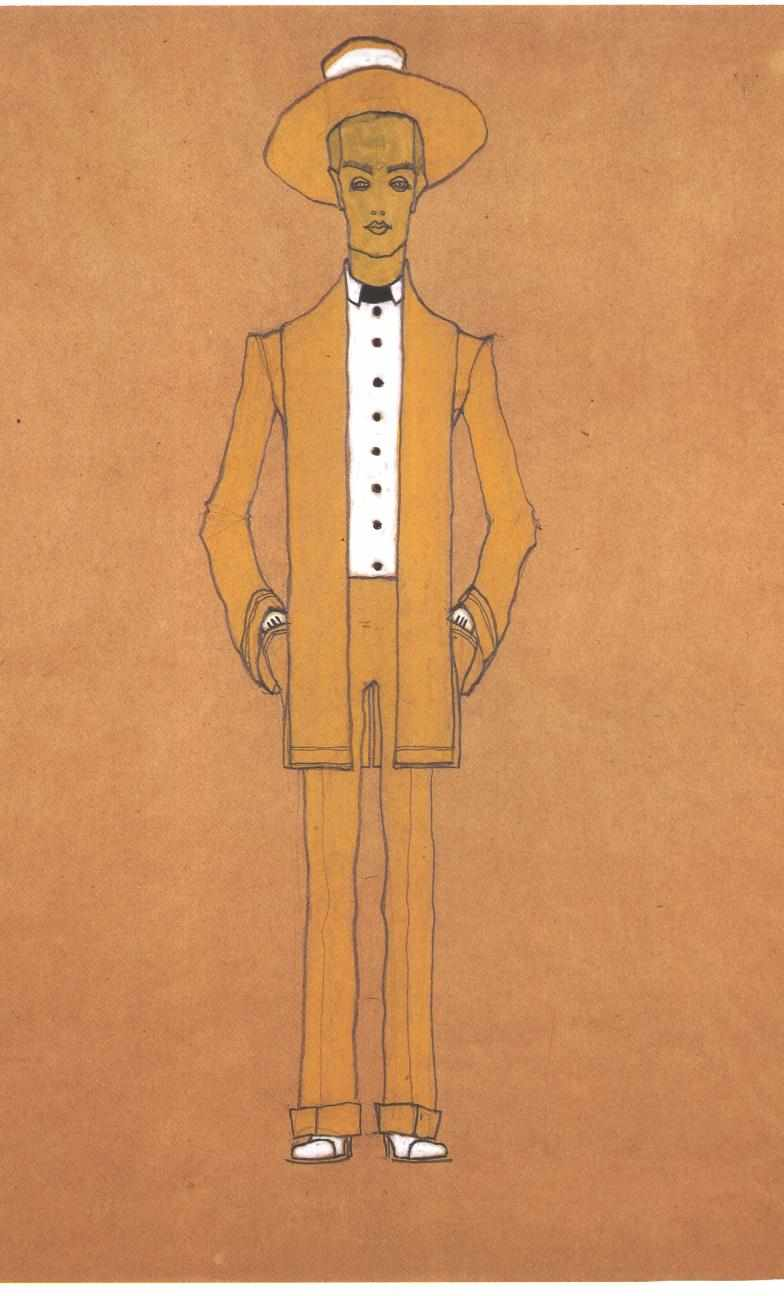
Autoportrait au costume jaune, v. 1909.
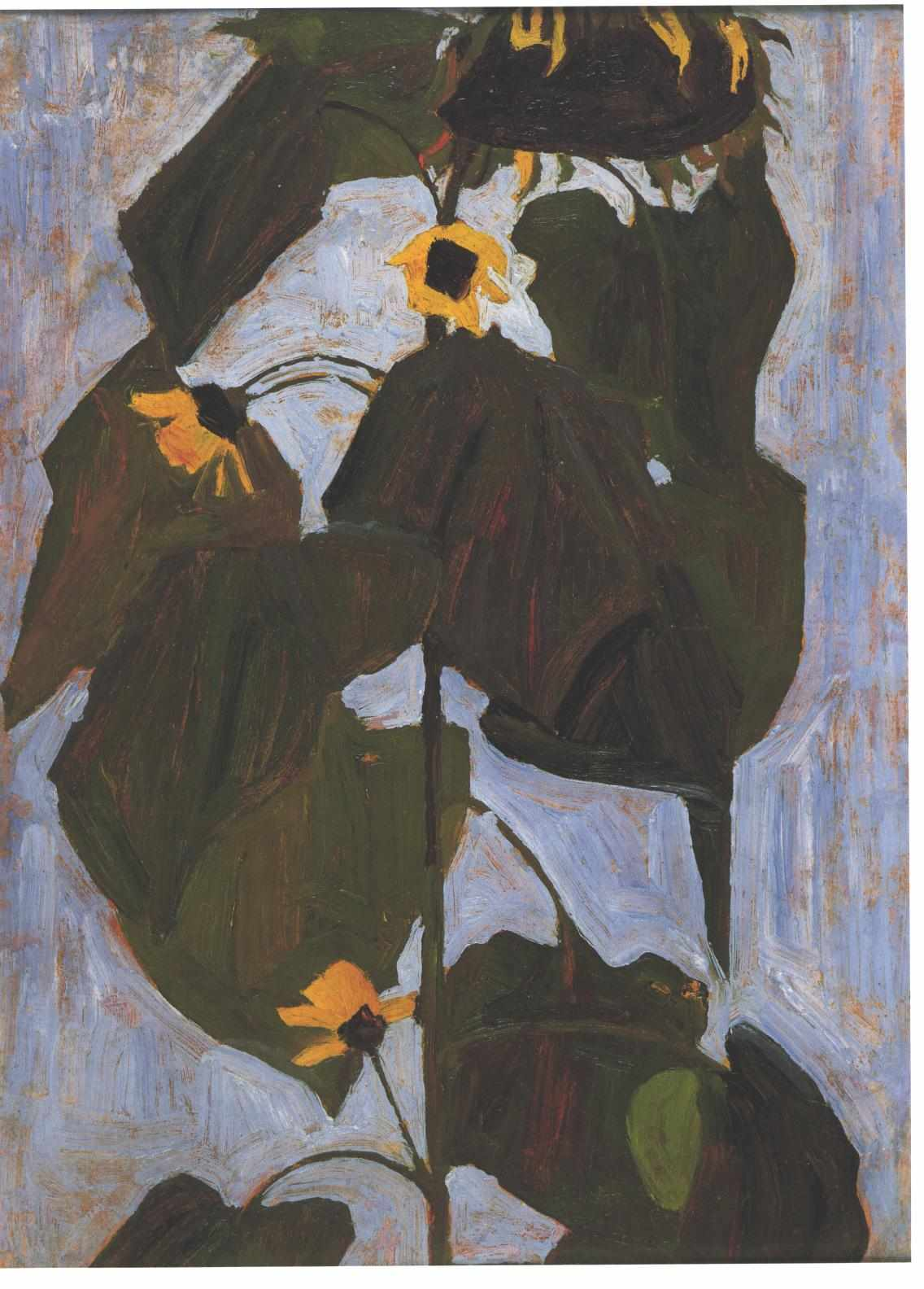
Tournesol I, 1909, huile sur carton, 44 × 33 cm, musée de la Basse-Autriche de Vienne.
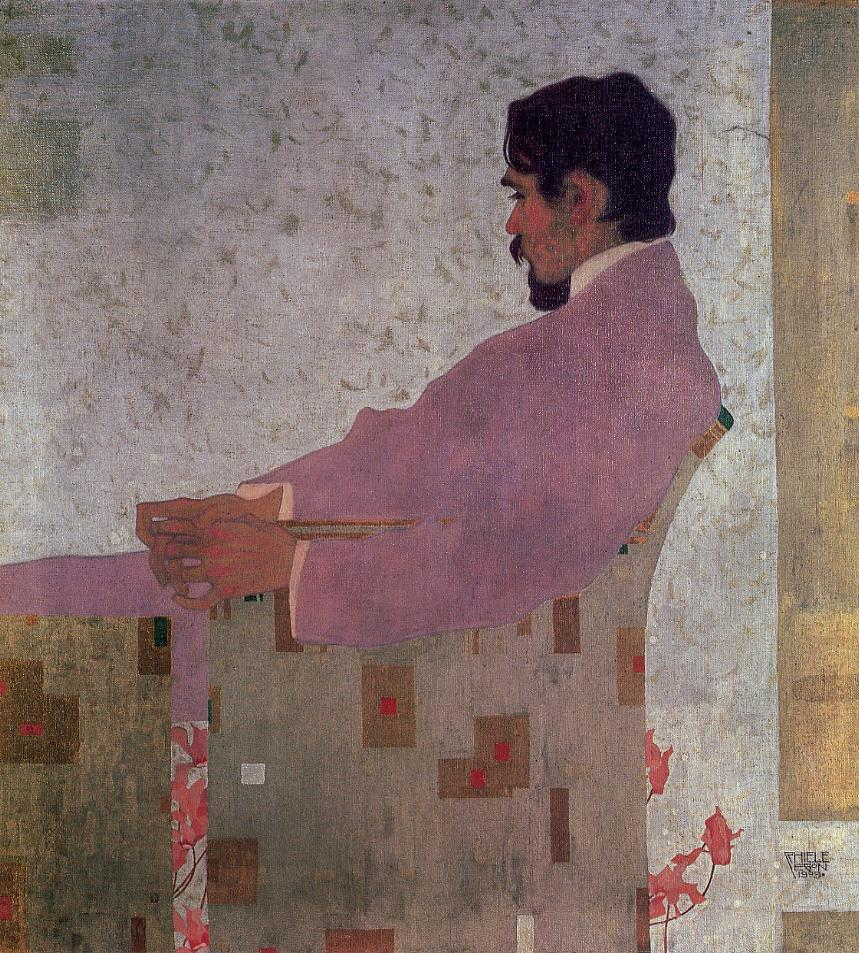
Portrait du peintre Anton Peschka, 1909, huile et penture métallique sur toile, 110 × 100 cm, coll. privée.
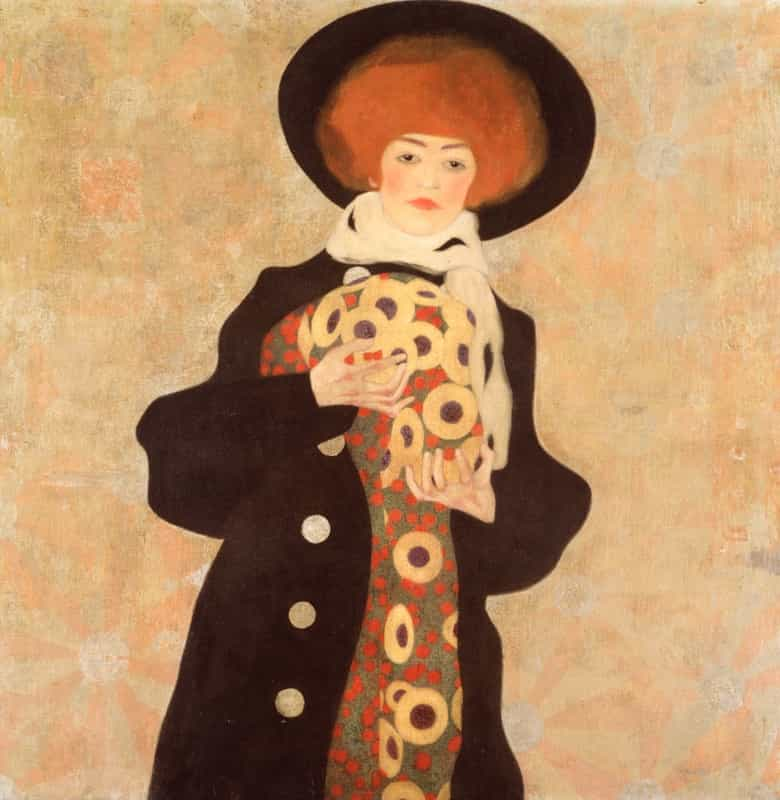
Femme au chapeau noir (Gertrud Schiele), 1909, huile et peinture métallique sur toile, 100 × 100 cm, coll. privée.

Bravant l'interdiction faite aux étudiants d'exposer hors de l'académie, celui qui se proclame « le Klimt d'argent » participe à la Kunstschau de 1909, dernière grande manifestation de l'avant-garde viennoise où le public peut voir des tableaux de Gauguin, Van Gogh, Munch, Vallotton, Bonnard, Matisse, Vlaminck… Les quatre toiles de Schiele passent inaperçues mais cette expérience l'enhardit. Il fonde avec d'anciens élèves de Griepenkerl — dont Anton Faistauer et surtout Anton Peschka, son meilleur ami — la Neukunstgruppe, « groupe de l'Art nouveau » qui en décembre expose collectivement dans une galerie, : Arthur Roessler, critique d'art pour un journal social-démocrate, y découvre Schiele avec enthousiasme et le présente bientôt à des collectionneurs comme Carl Reininghaus, industriel, Oskar Reichel, médecin, Eduard Kosmak, éditeur d'art.
En quelques mois, fin 1909, Egon Schiele s'est trouvé, son talent a éclos et il déclare, ce qui ne l'empêchera pas de le vénérer toute sa vie : « J'ai fait le tour de Klimt. Aujourd'hui je puis dire que je n'ai plus rien à voir avec lui »,.

#### Être soi-même (1909-1911)

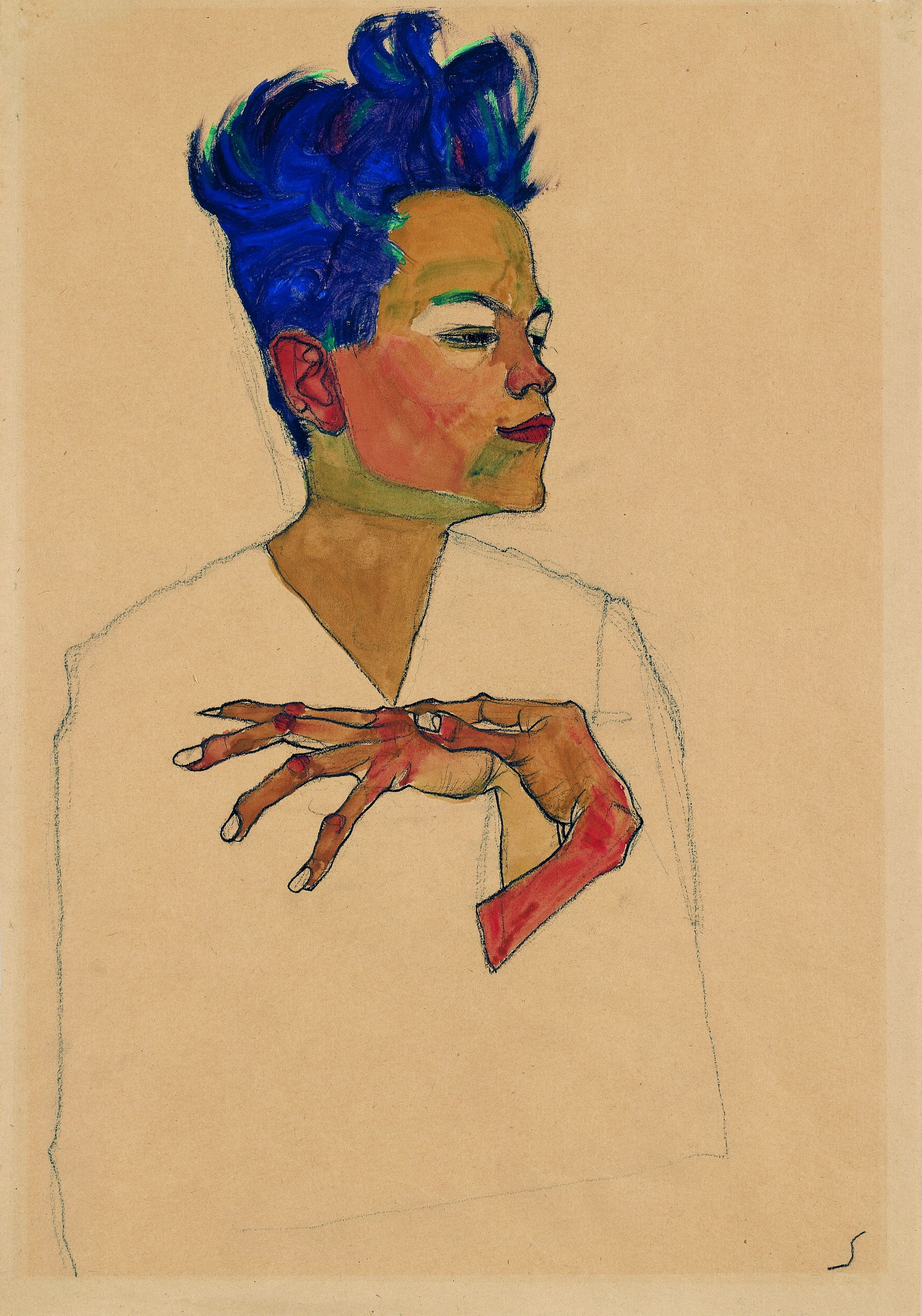
Autoportrait aux mains jointes sur la poitrine, 1910, gouache, aquarelle et fusain sur papier,, musée d'art de Zoug.

Egon Schiele affirme ses tendances expressionnistes comme son égocentrisme exacerbé.
Dès le printemps 1910 il s'éloigne de la Neukunstgruppe, dont le manifeste rédigé par ses soins revendiquait l'autonomie de l'artiste : « L'art reste toujours le même, il n'existe pas d'art nouveau. Il y a des nouveaux artistes […] mais très peu. Le nouvel artiste est et doit obligatoirement être lui-même, il doit être créateur et doit, sans intermédiaire, sans utiliser l'héritage du passé, construire absolument seul ses fondements. Alors seulement il est un artiste nouveau. Que chacun d'entre nous soit lui-même »,. Il se voit en prophète investi d’une mission, l'artiste ayant pour lui un don de prescience : « Je suis devenu voyant », écrit-il avec des accents rimbaldiens un rien complaisants.
Cette année est pour Schiele un tournant décisif : il abandonne toute référence à Klimt et, notamment sous l'influence de son ami Max Oppenheimer, penche du côté de l'expressionnisme émergent. La peinture à l'huile demeure son but mais il dessine énormément, croquis préparatoires ou œuvres à part entière, et affine sa technique d'aquarelle. Cas rare dans l'histoire de l'art, Egon Schiele, ayant déjà acquis une extrême virtuosité, exprime au moment où il les vit des tourments adolescents comme les conflits avec le monde adulte ou l'angoisse de la vie, de la sexualité, de la mort. Très enclin à l'introspection, il recompose le monde et l'art à partir de lui-même, son corps et celui de ses modèles devenant un champ d'étude aux limites de la pathologie.
Face au nombre d’autoportraits de cette période, Jane Kallir parle d'« onanisme pictural ». Cet « observateur maniaque de sa propre personne » paraît en quête de lui-même : sur certains tableaux il se dédouble, sur d'autres il peint seulement son visage, ses mains, ses jambes, ou des membres amputés, sur d'autres encore il est en pleine érection. Ses autoportraits nus semblent enregistrer ses pulsions à la manière d'un sismographe. Narcissisme, voire exhibitionnisme, efforts pour canaliser ses démons érotiques dans une société répressive : mais, comme dans ses lettres et poèmes ésotériques, sa préoccupation majeure serait l'expérience de son moi, de sa spiritualité, de son être au monde.

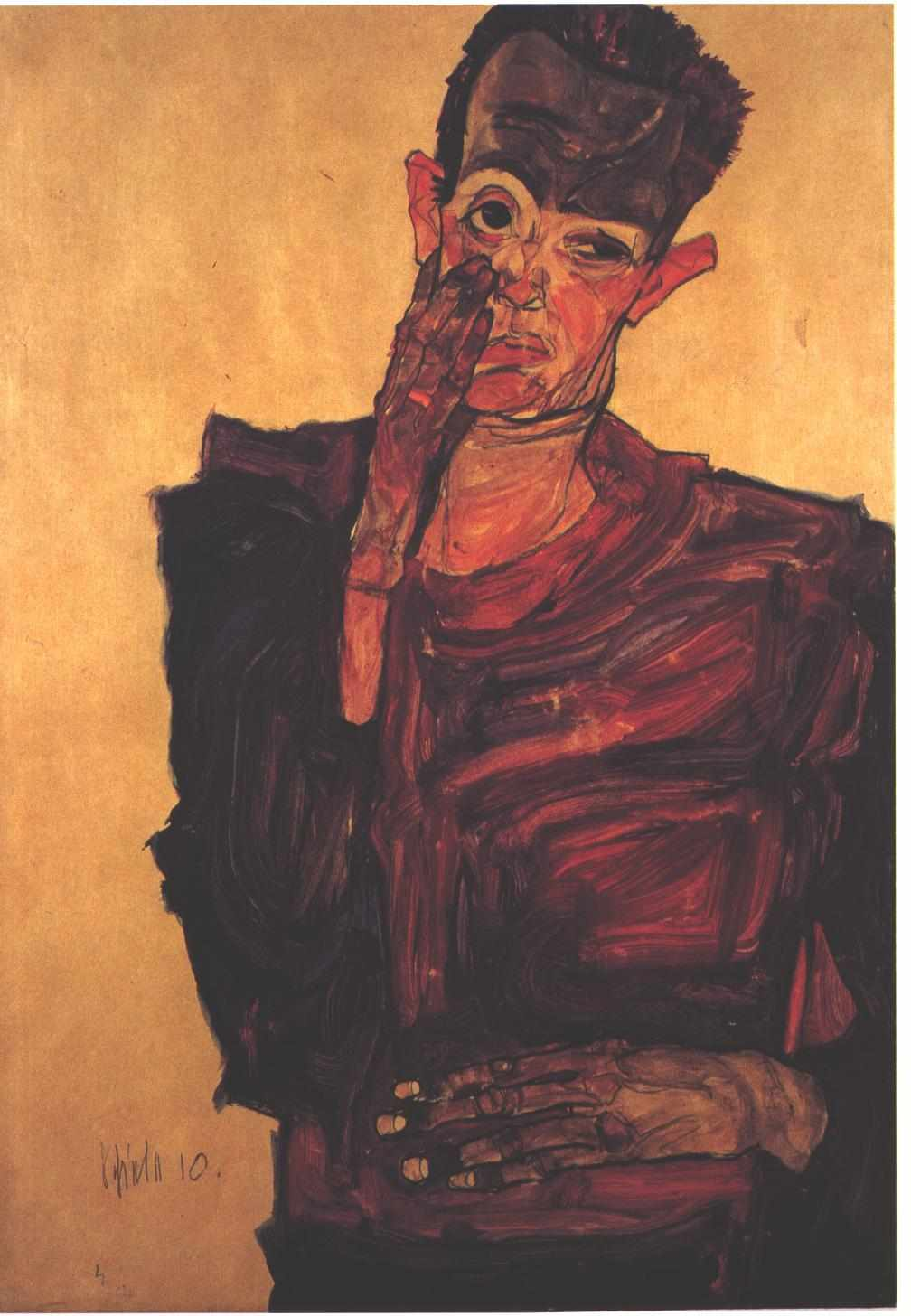
Autoportrait la main à la joue, 1910, gouache, aquarelle et fusain sur papier, 44,5 × 30,5 cm, Albertina.
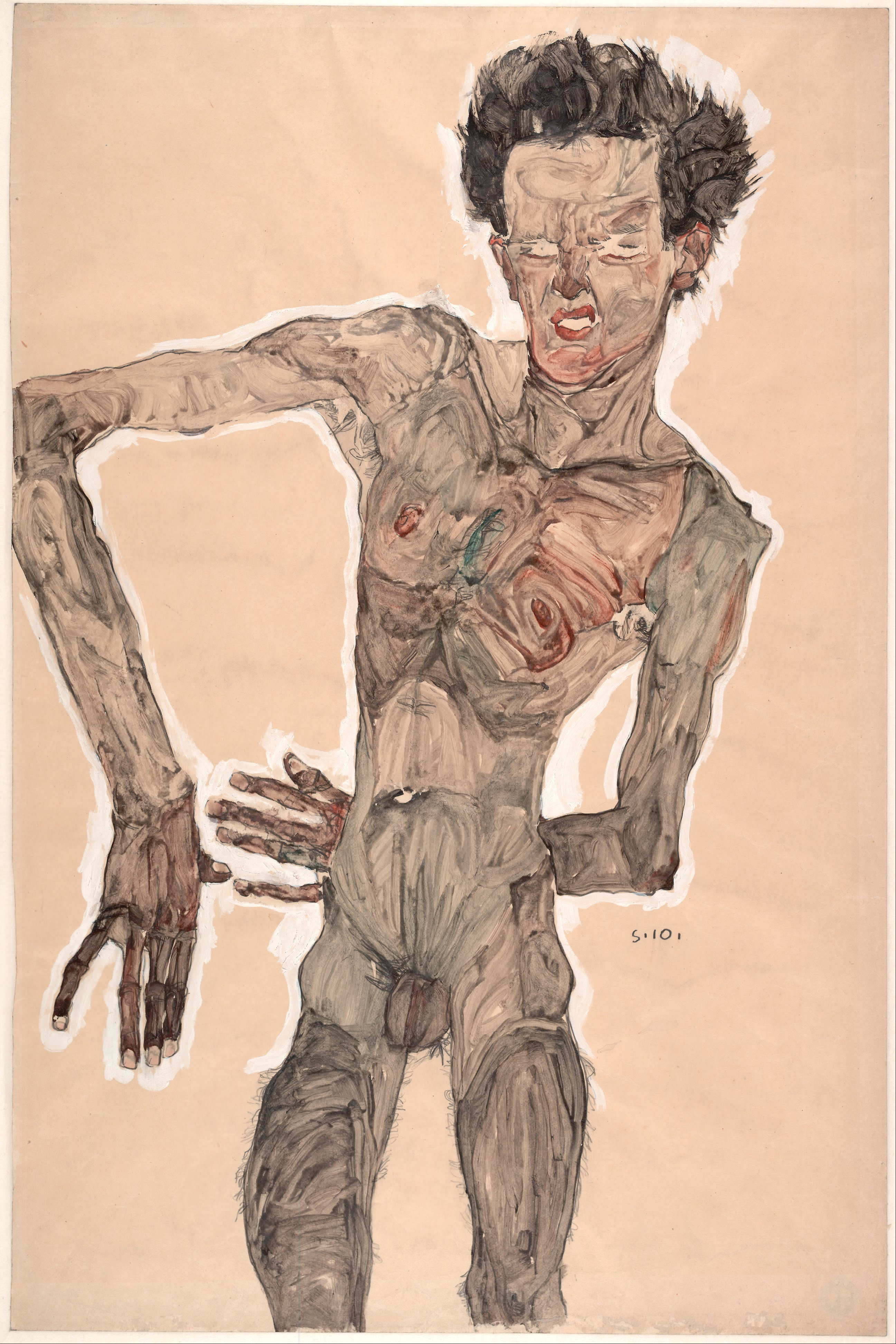
Autoportrait nu à la grimace, 1910, crayon, fusain et gouache sur papier, 56 × 36,5 cm, Albertina.
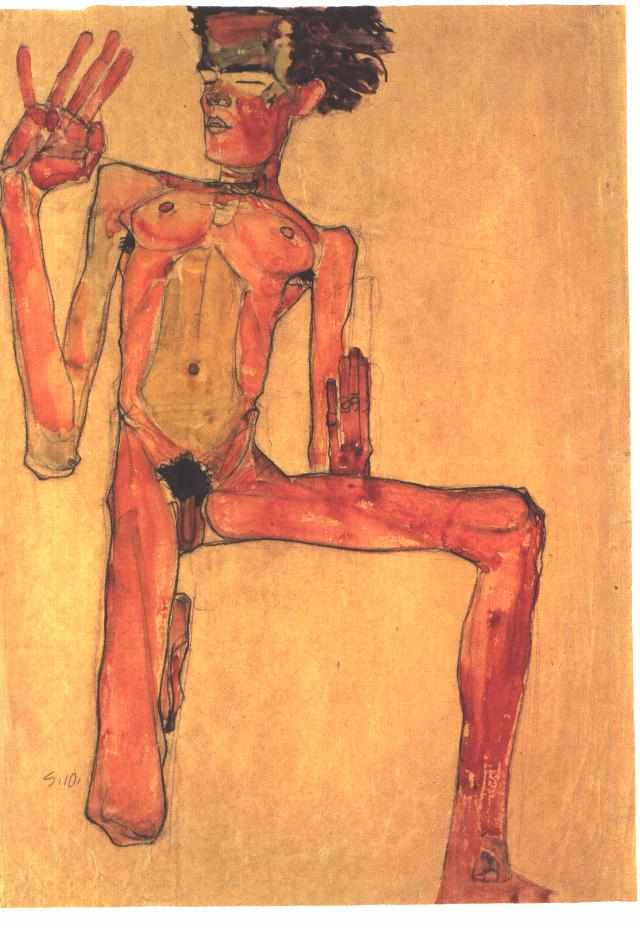
Nu à genou, autoportrait, 1910, craie et aquarelle sur papier, 62,5 × 44,5 cm, musée Leopold.
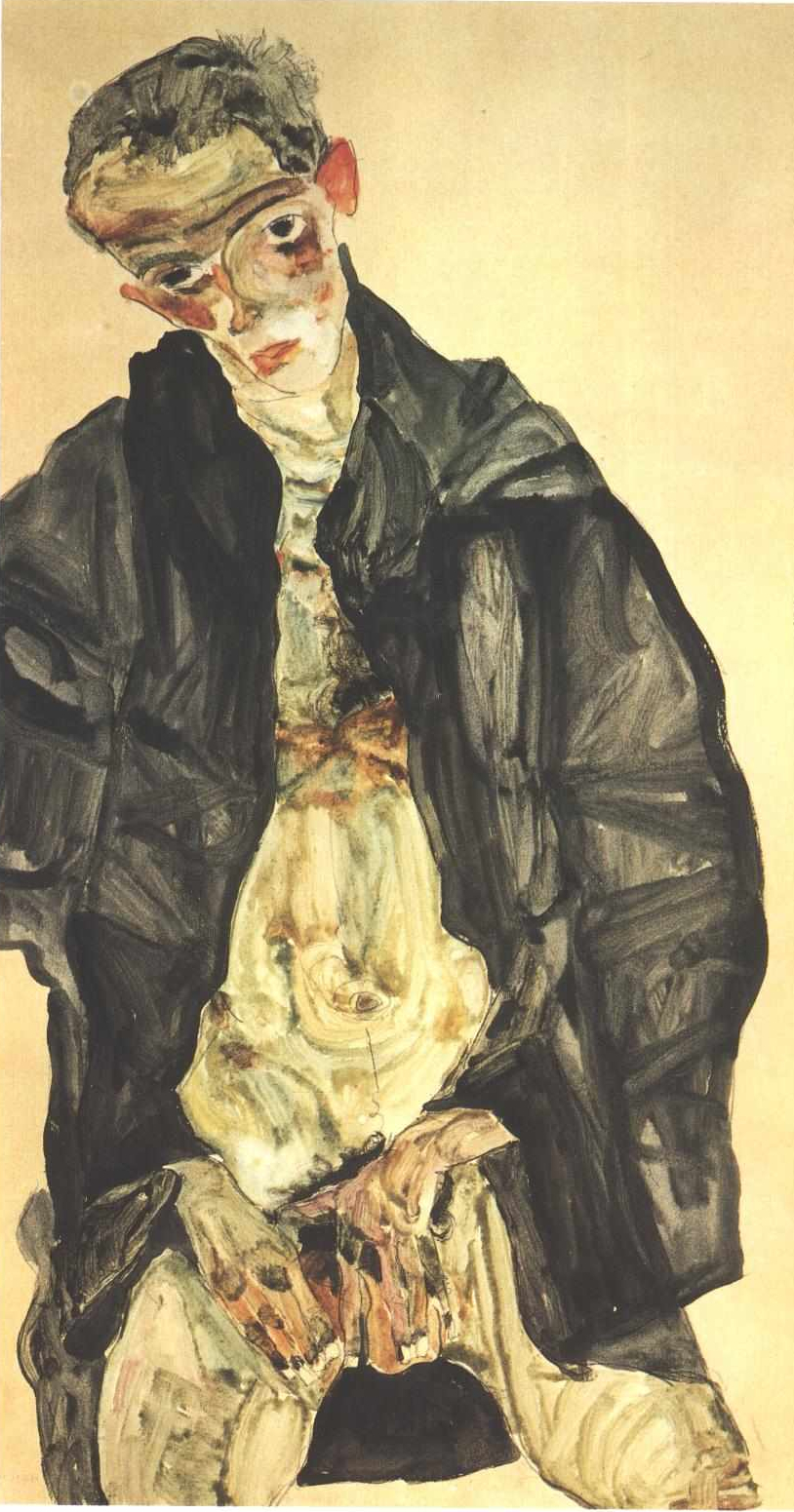
Autoportrait se masturbant, 1911, crayon, gouache et aquarelle sur papier, 48 × 32 cm, Albertina.
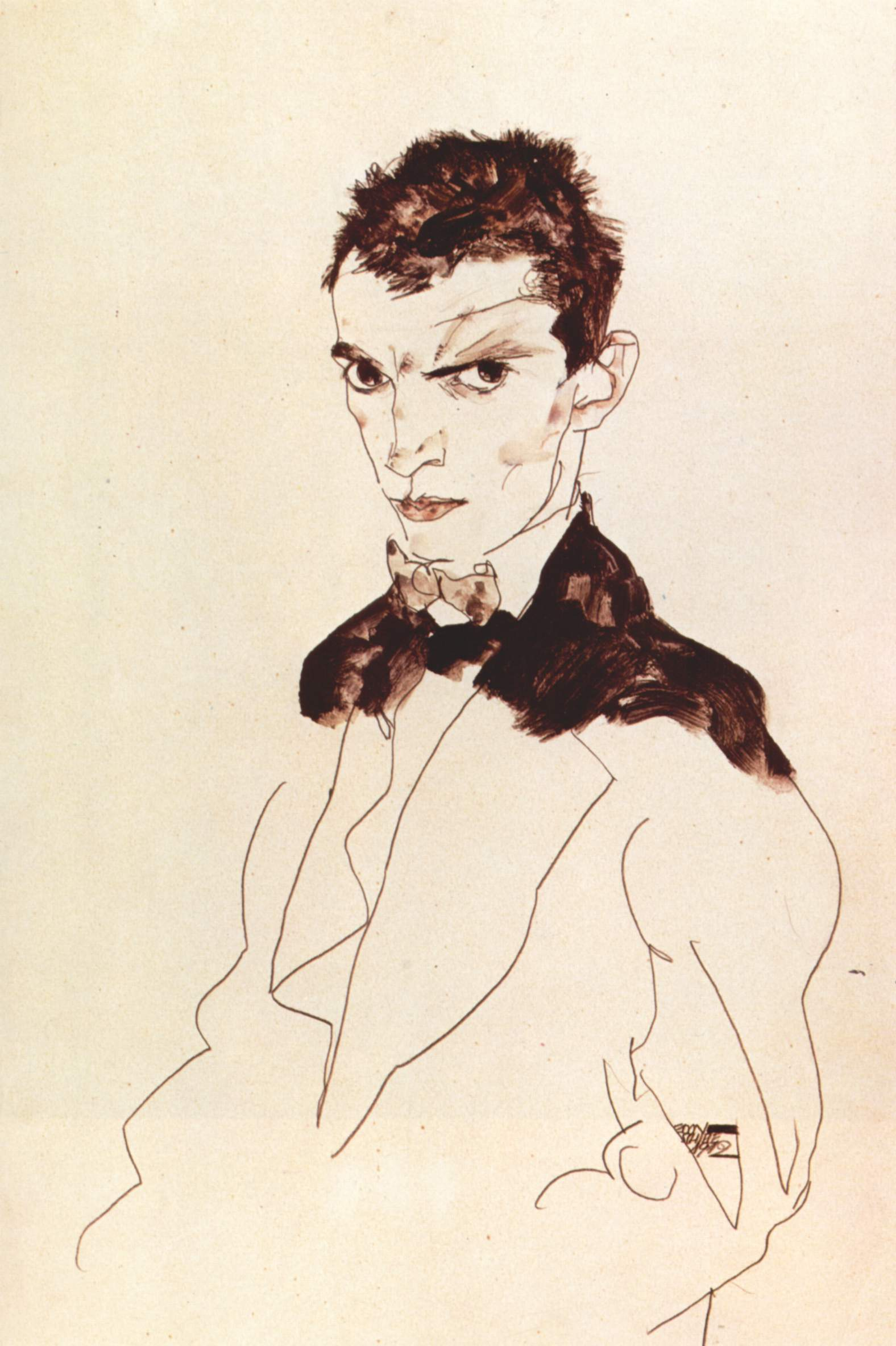
Autoportrait, 1912, crayon, aquarelle et tempera sur papier, 46,5 × 31,5 cm, coll. privée.

La même crispation torturée se retrouve dans les nus dont l'hermaphrodisme (visages peu différenciés, pénis chétifs, vulves gonflées) pourrait traduire l'ambivalence sexuelle de l'artiste. Celui-ci entame une exploration obsessionnelle des corps qui le conduit à exiger de ses modèles des postures quasi acrobatiques. Il a des relations avec certaines des femmes qui posent pour lui et un autre modèle féminin témoignera que, sans compter l'exhibition des parties intimes, poser pour lui n'était pas drôle car « il ne pensait qu'à ça ». Son regard est-il fasciné et terrifié par sa découverte des femmes et d'une sexualité qui a coûté la vie à son père, ou bien d'une froideur de scalpel ? Il est en tout cas avéré qu'il a pu voir et dessiner librement des patientes enceintes et des nouveau-nés dans une clinique gynécologique, avec l'aval de son directeur,,.
Ses portraits d'enfants des rues ont plus de naturel. Celui qui se dit « éternel enfant » a le contact facile avec eux et convainc sans mal de poser nues pour lui des fillettes venues des quartiers misérables de Vienne, où la prostitution enfantine, « légitimée » par une majorité sexuelle à 14 ans, est courante. Pour ses premiers portraits de commande en revanche, aux airs de marionnettes hallucinées, « seuls ses proches pouvaient accepter ces images qui sont autant les leurs que celles de la psyché du peintre », estime Jean-Louis Gaillemin : certains les refusent, tels Reichel ou Kosmak.

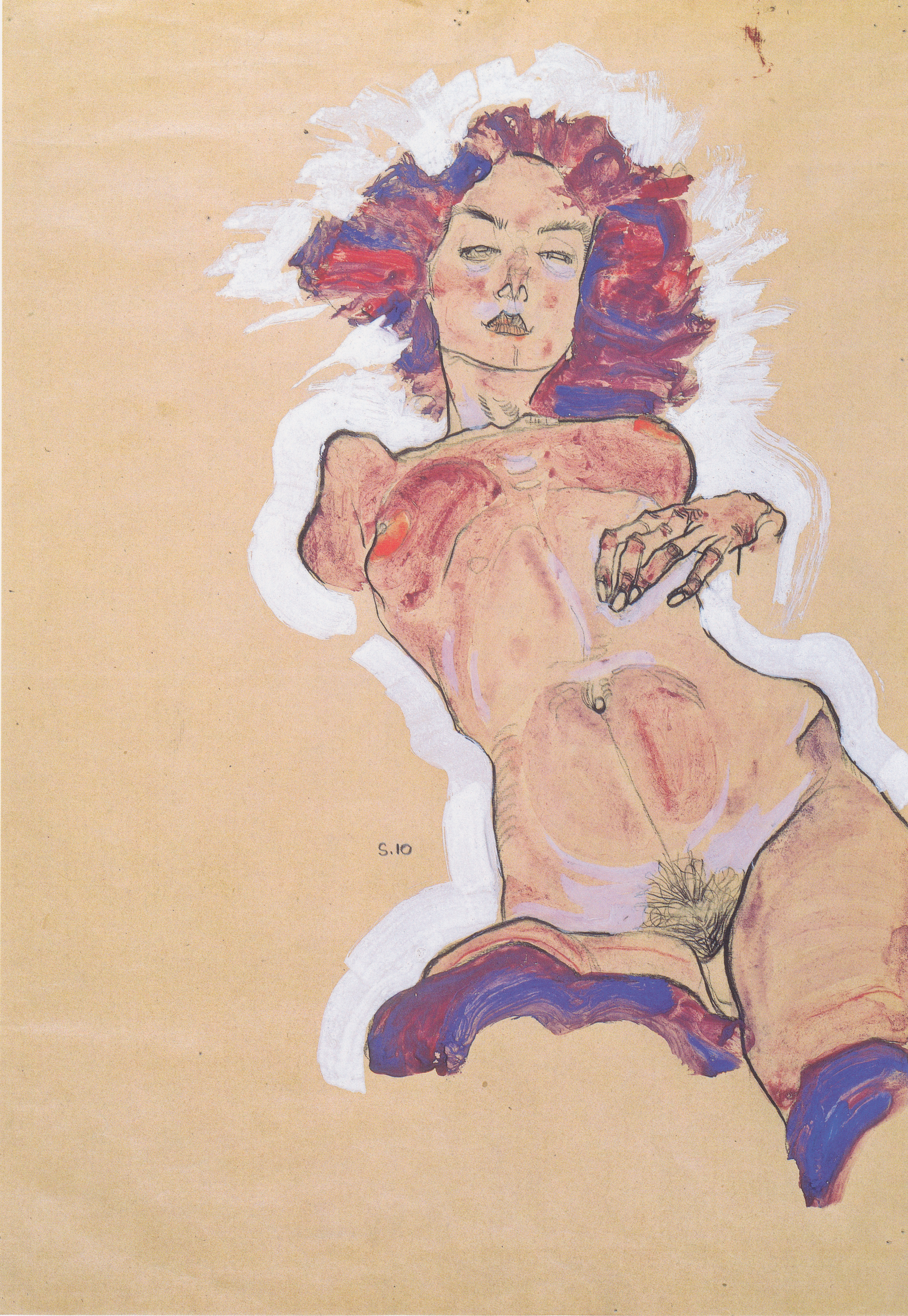
Nu féminin, 1910, crayon, craie noire, aquarelle et gouache sur papier, 44 × 30,5 cm, Albertina.
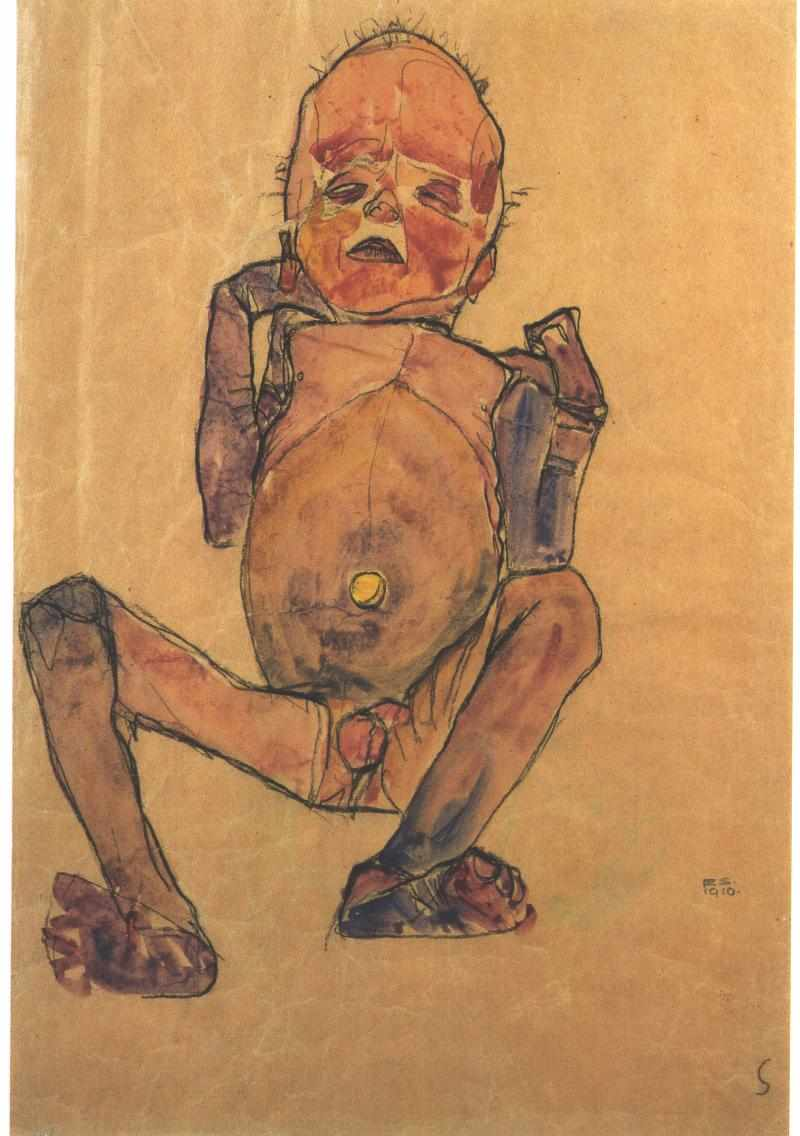
Nouveau-né, 1910, fusain et aquarelle sur papier, 46 × 32 cm, coll. privée.
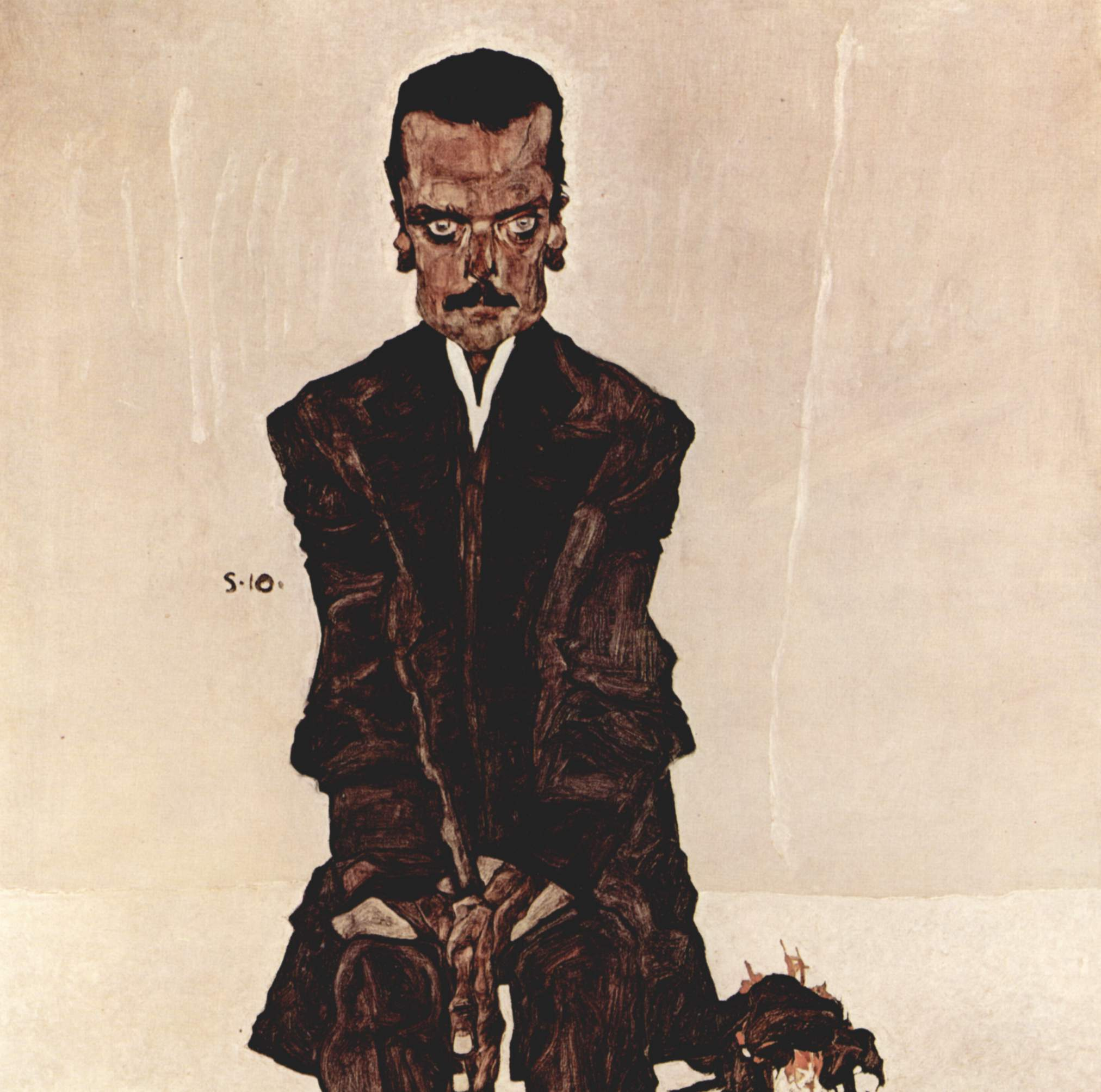
Portrait d'Eduard Kosmack, 1910, huile sur toile, 100 × 100 cm, galerie du Belvédère.
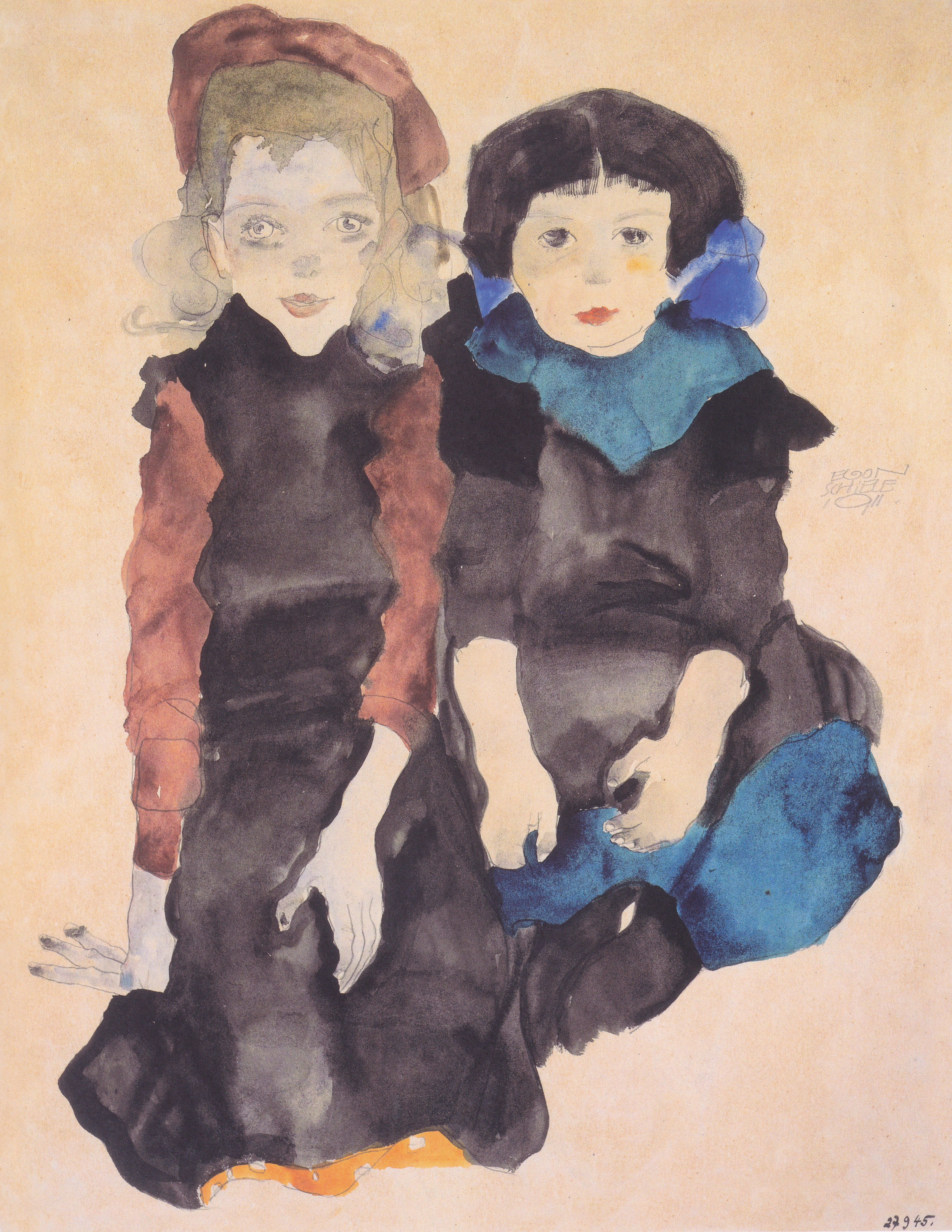
Deux fillettes accroupies, 1911, crayon, gouache et aquarelle sur papier japon, 43 × 32 cm, Albertina.
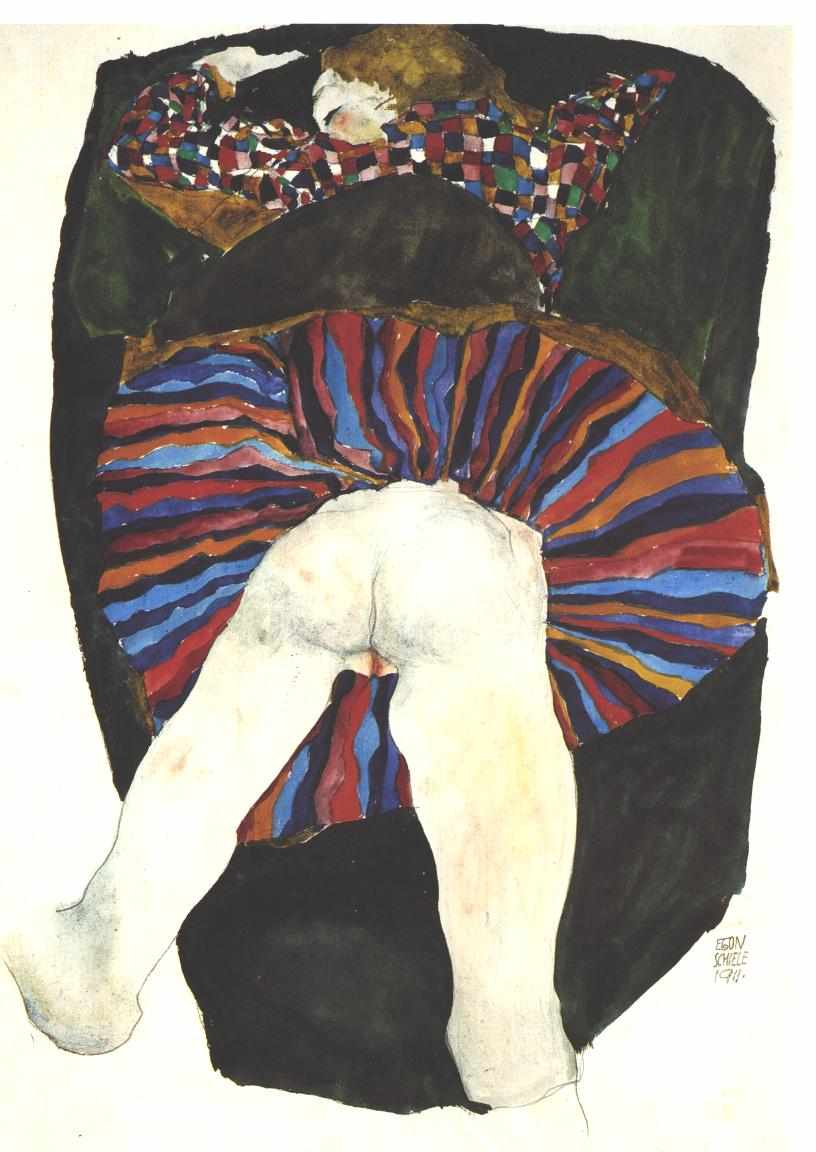
Demi-nu couché, 1911, crayon, gouache et aquarelle sur papier, 48 × 31,5 cm, coll. privée.

Malgré un travail intense, ce sont des années de vaches maigres. Leopold Czihaczek abandonne tutelle et soutien financier en 1910 mais son neveu dépense beaucoup, tant pour ses vêtements ou ses loisirs — cinéma notamment — que pour son art. La structure du mécénat dans un pays où il n'y a pas de marchands d'art empêche, en outre, de se faire une clientèle en dehors des collectionneurs — or Heinrich Benesch par exemple, inspecteur des chemins de fer qui admire Schiele depuis 1908, a peu de moyens,. Ceci aussi a pu pousser Schiele vers le dessin et l'aquarelle : ils se vendent plus facilement. Toujours est-il qu’en avril-mai 1911 le public viennois, encore sensible aux séductions décoratives sécessionnistes, boude sa première exposition personnelle à la très réputée galerie Miethke,,.

#### Scandales (1911-1912)
Fuyant Vienne pour la campagne sans renoncer à son habitude de faire poser des enfants, Schiele s'attire des ennuis.
Au printemps 1910 il confie à Anton Peschka sa nostalgie de la nature et son dégoût de la capitale : « Comme tout est odieux ici. Tous les gens sont jaloux et faux. […] Tout est ombre, la ville est noire, tout n'est que truc et formule. Je veux être seul. Je veux rejoindre la forêt de Bohême ».

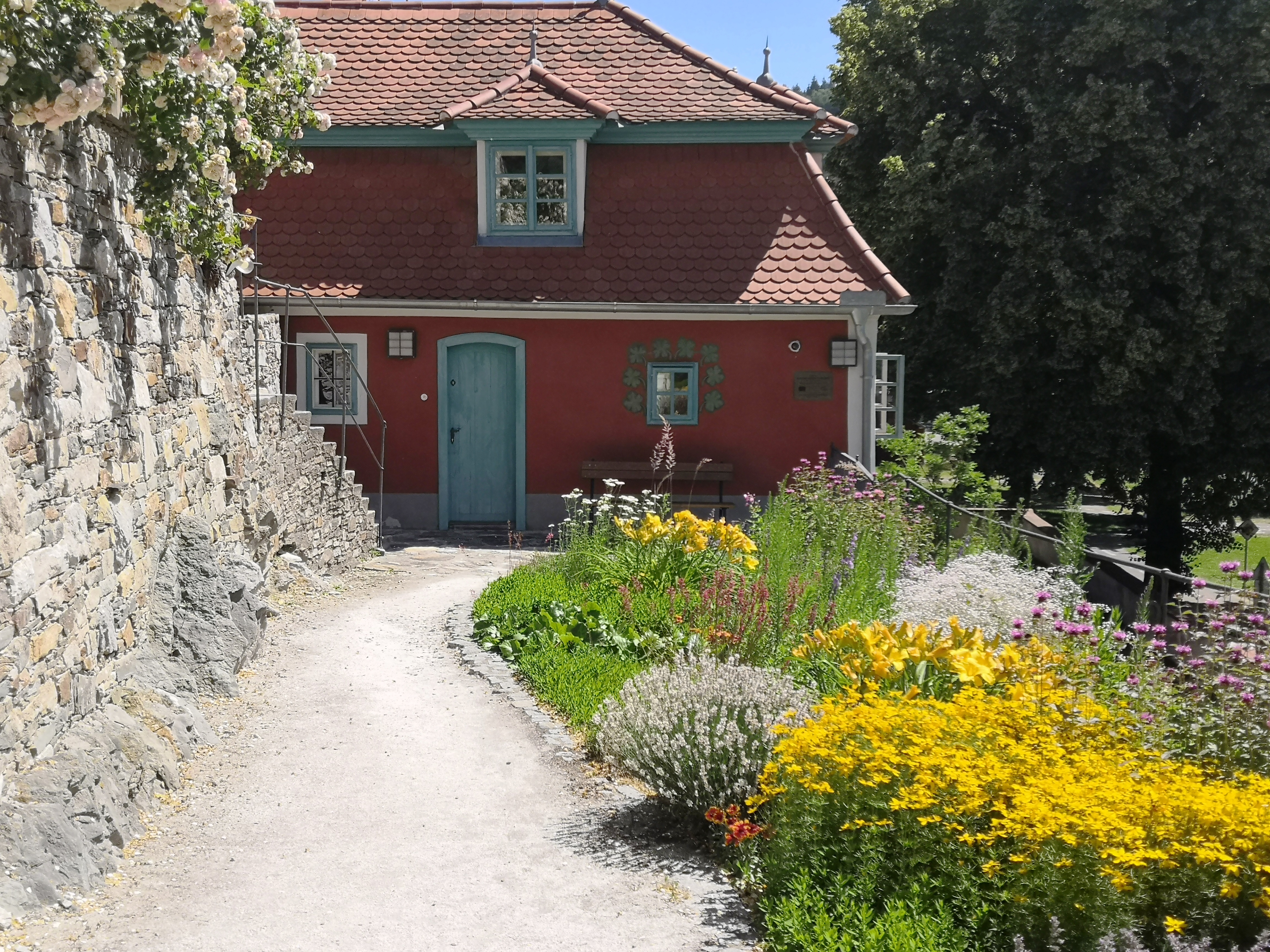
Maison de Schiele à Krumau.

C'est ce qu'il fait en passant l'été à Krumau, ville natale de sa mère, sur une boucle de la Moldau,. Avec Peschka et un nouvel ami, Erwin Osen — plasticien et mime cherchant apparemment à profiter de sa candeur —, il envisage même de fonder une petite colonie d'artistes. Le groupe fait jaser par ses excentricités — costume blanc et melon noir pour Egon par exemple —, d'autant qu'un lycéen de 18 ans qui s'affiche avec eux, Willy Lidl, est peut-être l'amant de Schiele. Après un hiver à Meidling, celui-ci revient néanmoins se fixer à Krumau.
Il s'est lancé dans des allégories sur le thème de la mère (enceinte, aveugle, morte) et des paysages urbains qui dégagent une atmosphère étouffante et inquiétante,. Pourtant, dans la maison qu'il a louée au bord du fleuve à flanc de coteau, Schiele éprouve pour la première fois de sa vie un bonheur sans mélange, : il vit avec la discrète Wally Neuzil, âgée de 17 ans, sans doute ancien modèle de Klimt ; Willy n'a peut-être pas encore été rapatrié à Linz par sa famille ; enfin défilent en permanence « toute une faune d'amis » ainsi que les enfants du voisinage.

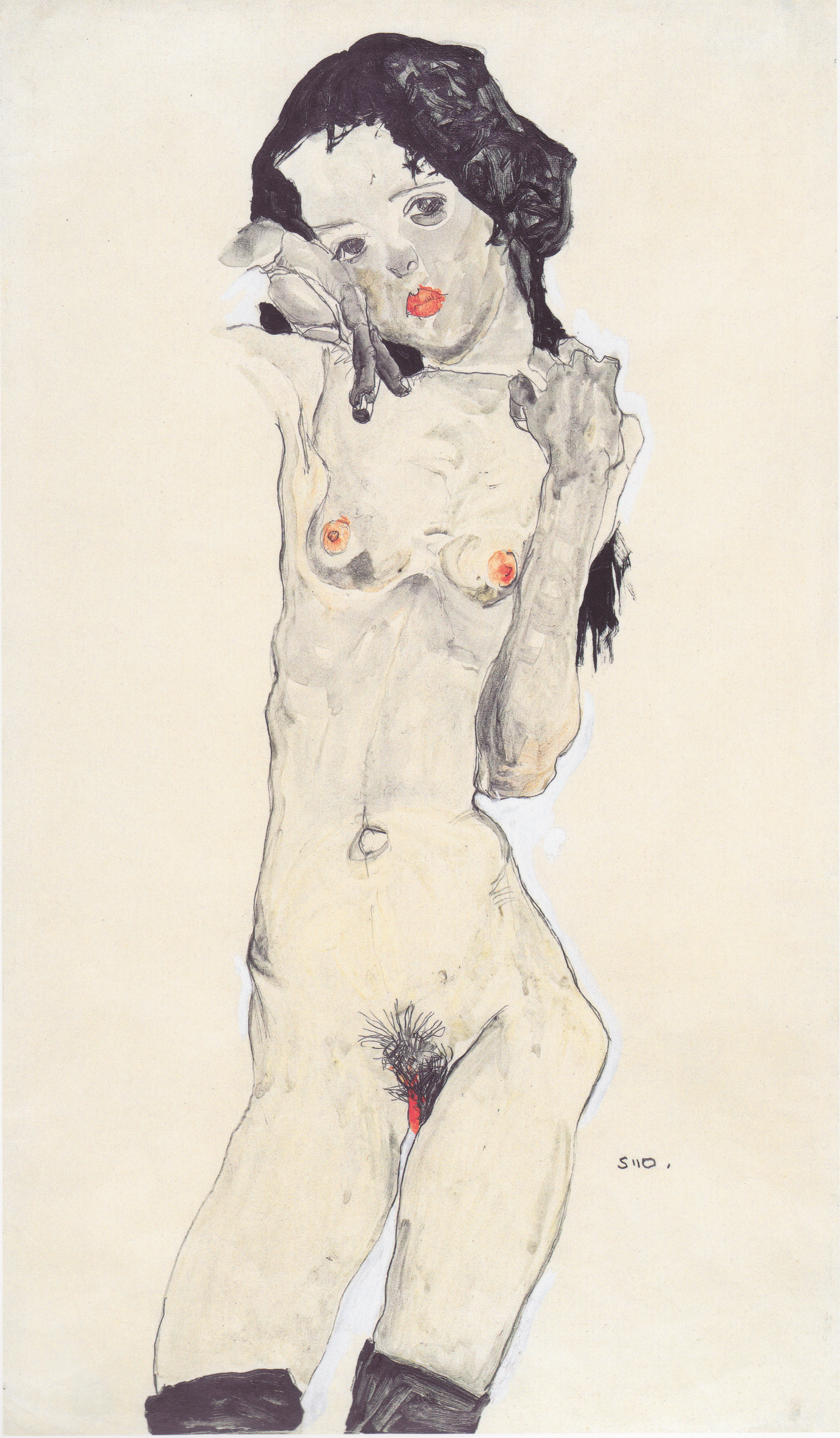
Fille nue aux cheveux noirs, 1910, crayon et aquarelle avec rehauts de blanc sur papier,, Albertina.

Cependant l'union libre est très mal vue, Egon et Wally, qui ne vont pas à la messe, sont suspectés d'être des agitateurs « rouges », et le village finit par savoir que ses enfants posent pour le peintre. Fin juillet, surpris en train de croquer une fillette nue dans son jardin, Schiele doit fuir le scandale,. Installé un mois plus tard à Neulengbach, il ne change pas son mode de vie, considérant qu'un artiste n'a pas à se soucier du qu'en-dira-t-on ni du fait qu'un bourg de province n'offre pas l'anonymat d'une capitale. Les rumeurs vont à nouveau bon train et en avril 1912 éclate une seconde affaire.
Tatjana von Mossig, 13 ans, fille d'un officier de marine, s'est amourachée d'Egon et fugue chez lui un soir d'orage. Le couple embarrassé l'héberge pour la nuit et Wally la conduit le lendemain à Vienne puis, la jeune fille ne voulant plus aller chez sa grand-mère, l'emmène dormir à l'hôtel. Lorsqu'elles reviennent, le père de Tatjana a déjà déposé une plainte pour détournement de mineur et viol. Durant l'enquête sont saisis quelque 125 nus, dont un punaisé au mur, et le peintre est placé en détention provisoire à la maison d'arrêt de Sankt Pölten,. Il y passe environ trois semaines durant lesquelles il exprime son désarroi par l'écriture et le dessin : il crie au meurtre de l'art et de l'artiste mais comprend qu'il aurait dû solliciter l'accord de leurs parents avant de réaliser ces dessins d'enfants à peine pubères qu'il qualifie lui-même d'« érotiques » et destine à un public particulier,.
Egon Schiele comparaît le 17 mai sous trois chefs d'inculpation : enlèvement de mineure, incitation à la débauche, attentat à la pudeur et à la morale. Seul le dernier est finalement retenu, le problème n'étant pas de déterminer si ses œuvres relèvent de l'art ou de la simple pornographie, mais que des mineurs aient pu les voir : l'artiste est condamné à trois jours de prison en plus de la préventive. Ses amis se réjouissent de cette courte peine en comparaison des six mois qu'il encourait, mais Arthur Roessler va lui bâtir une réputation d'artiste martyr à partir de ses souvenirs de cellule et du fait que le juge aurait symboliquement brûlé un de ses dessins en salle d'audience,.
S'il a pu mesurer durant cette épreuve la fidélité de Roessler, Benesch ou Wally, Schiele en sort très ébranlé,. Lui qui a toujours aimé cela voyage durant l'été 1912 (Constance, Trieste). De retour à Vienne il loue, Hietzinger Hauptstrasse 101, un atelier qu'il ne lâchera plus et qu’il décore comme toujours selon une sobre esthétique « Wiener Werkstätte » : meubles peints en noir, tissus colorés, jouets et objets folkloriques,, sans oublier l'accessoire essentiel à sa peinture qu'est son grand miroir en pied. Il rêve à présent d'un nouveau départ.

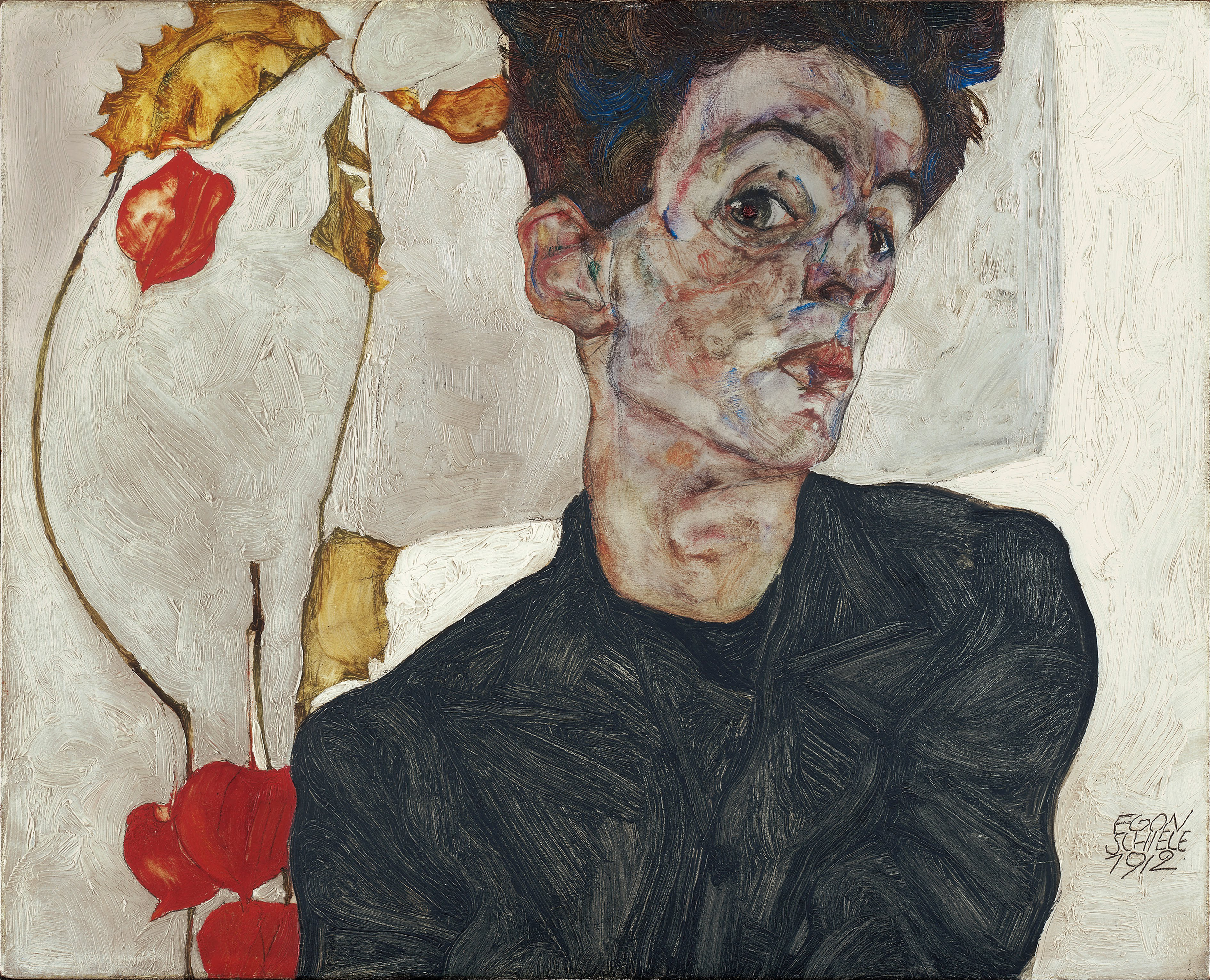
Autoportrait à la lanterne chinoise, 1912, huile et gouache sur bois, 32 × 40 cm, musée Leopold.
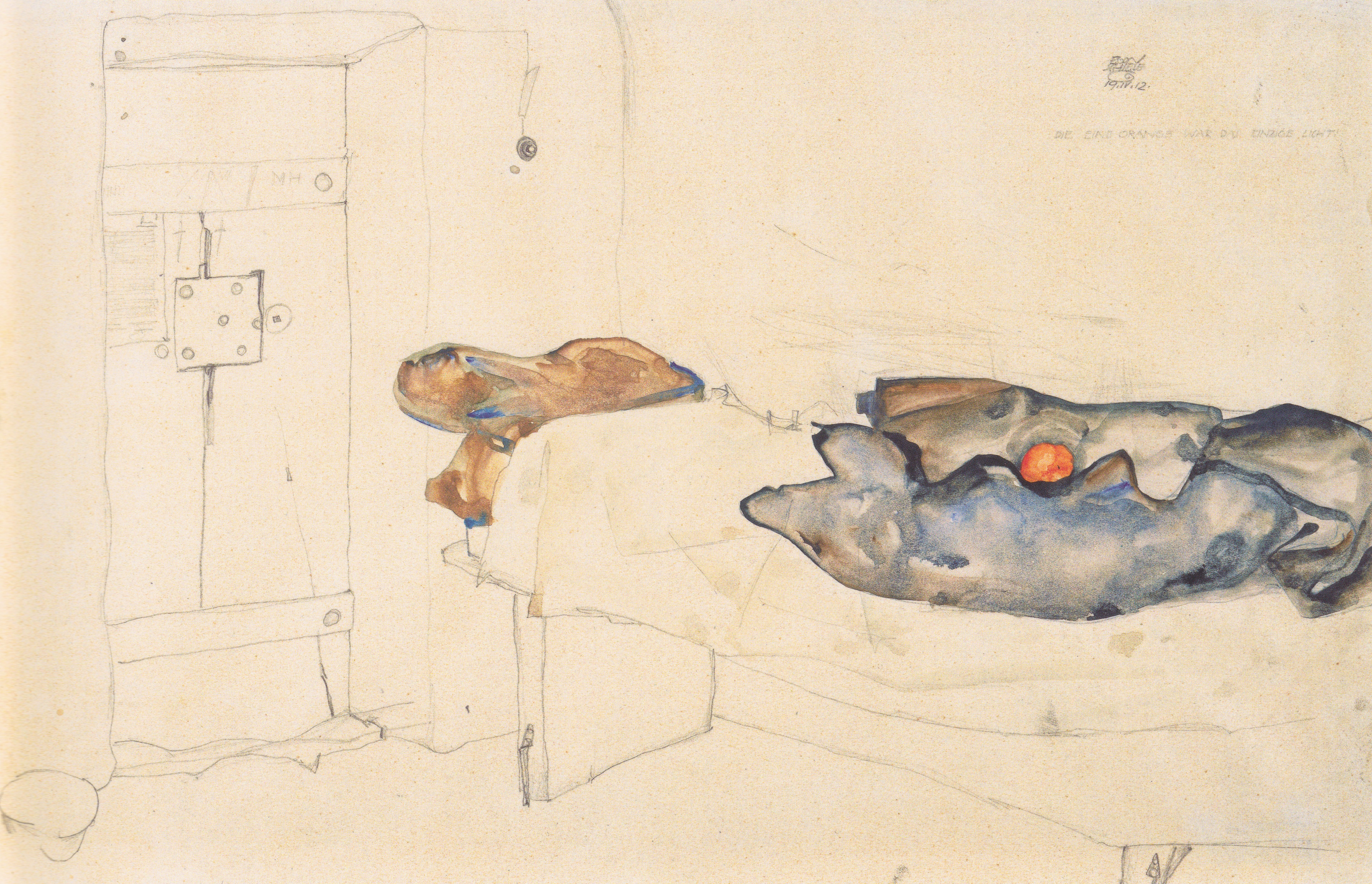
L'unique orange était la seule lumière, 19-4-1912, aquarelle et crayon sur papier, 31,5 × 48 cm, Albertina.
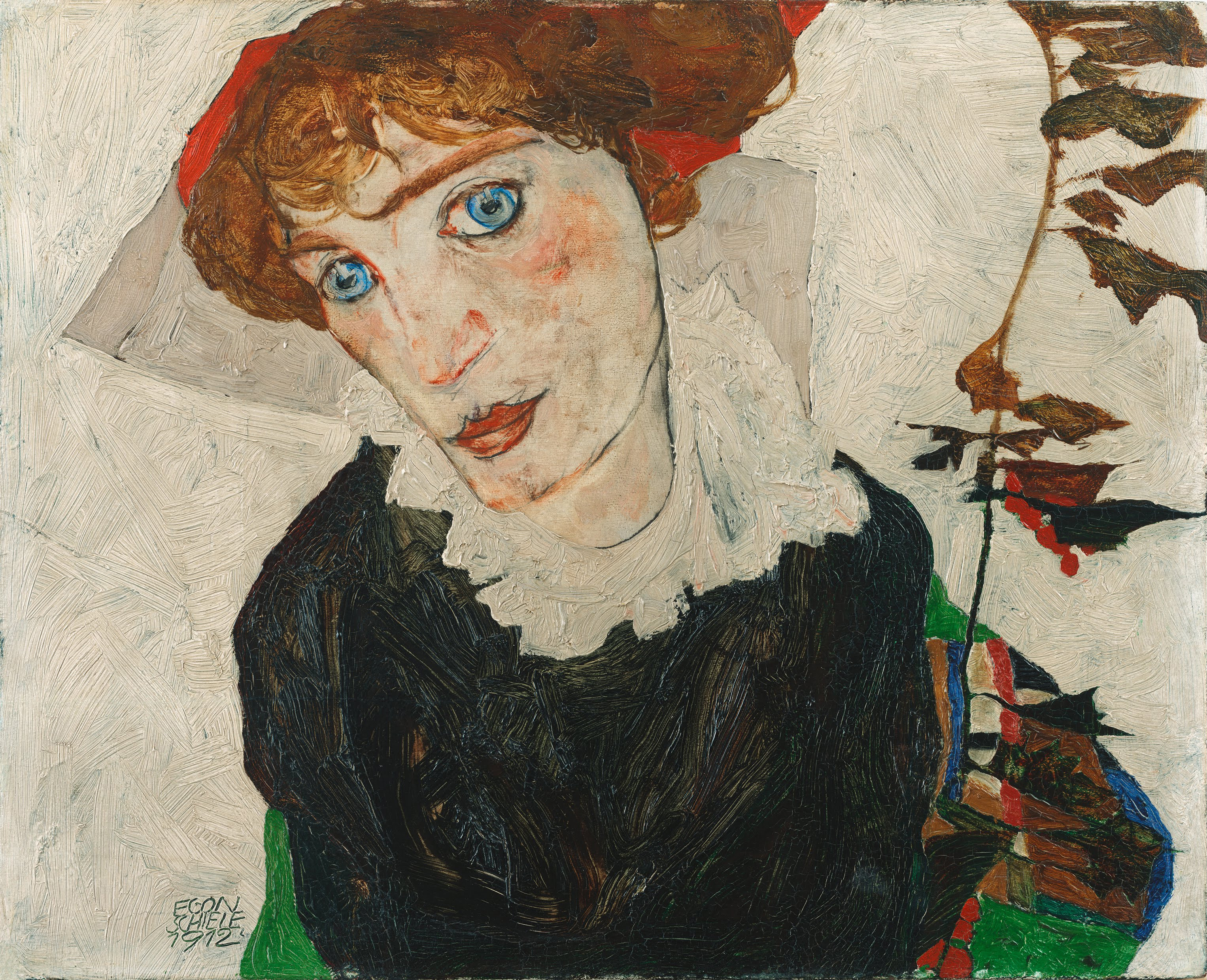
Portrait de Walburga Neuzil (Wally), 1912, huile sur bois, 32 × 40 cm, musée Leopold.

### La maturité (1912-1918)

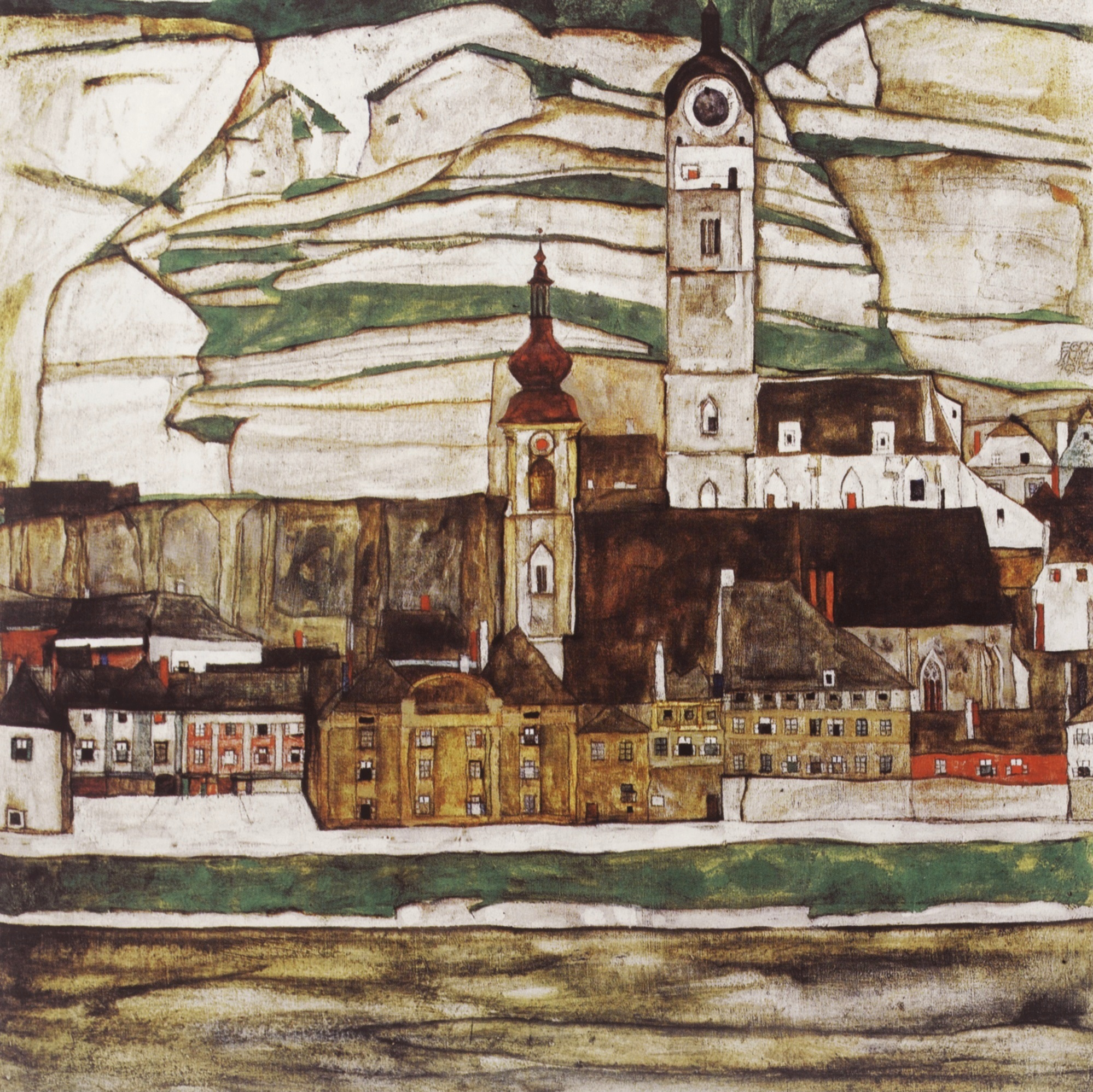
Stein sur le Danube, vu du sud, 1913, huile sur toile,, Neue Galerie (New York).

Le succès de Schiele va croissant à partir de 1912 et il participe à des expositions en Autriche comme à l'étranger. La Première Guerre mondiale n'interrompt pas son activité, mais sa production, plus riche en peintures, fluctue au gré de ses affectations à l’arrière du front. Par ailleurs, moins rebelle que pénétré de sa mission créatrice, il intègre certaines normes sociales, ce que manifeste un soudain mariage « petit-bourgeois ». La grippe espagnole l'emporte alors qu'il commençait à jouer un rôle clé dans la relève de l'art viennois.

#### Sortir de soi (1912-1914)
| Peinture représentant un cardinal qui enlace une nonne en l'embrassant                    |  | Peinture représentant un homme qui enlace une femme en l'embrassant                               |
| Schiele, Cardinal et Nonne (Caresse), 1912, huile sur toile, 70 × 80,5 cm, musée Leopold. |  | Klimt, Le Baiser, 1908-1909, huile et feuille d'or sur toile, 180 × 180 cm, Galerie du Belvédère. |

Attisant le mépris de Schiele pour la « Cacanie », le drame de Neulengbach provoque néanmoins en lui un choc salutaire.
Le peintre se remet lentement de son expérience carcérale et exprime sa révolte contre l'ordre moral à travers des autoportraits en écorché vif. De 1912 date aussi Cardinal et Nonne (Caresse), qui parodie Le Baiser de Gustav Klimt et est à la fois symbolique et satirique : Schiele s'y représente en grand prêtre de l'art accompagné dans sa quête par Wally, et raille au passage le catholicisme pesant sur l'Autriche-Hongrie.
L'affaire de Neulengbach a renforcé l'union de Schiele avec Wally bien que, tenant à sa liberté, il lui fasse garder son logement et déclarer par écrit qu'elle ne l'aime pas. Il la peint souvent, avec plus de tendresse semble-t-il que plus tard son épouse. Le scandale n'a pas arrangé ses rapports avec sa mère mais leurs échanges, où il joue encore au chef de famille, informent sur celle-ci : Melanie vit avec une femme, Gerti et Anton Peschka veulent se marier — ce qu'Egon accepte si mal qu'il tente de les séparer —, Marie paraît à son fils inconsciente de son génie. « Sans nul doute je deviens le plus grand, le plus beau, le plus rare, pur et le plus accompli des fruits [qui] laissera derrière lui des êtres vivants éternels [ses œuvres] ; alors combien grande doit être ta joie de m'avoir engendré », lui écrit-il dans un élan d'exaltation révélateur d'une vanité ingénue,. Il aime toujours à se mettre en scène, grimaçant devant son miroir ou l'objectif de son ami photographe Anton Josef Trčka.
Même s'il craint d'y perdre « sa vision », c'est-à-dire la posture introspective qui a jusqu'ici imprégné son œuvre, Schiele admet peu à peu que pour sa mission artistique même, il doit abandonner ce que Jane Kallir désigne comme son solipsisme et tenir compte de la sensibilité du public : il cesse de dessiner des enfants, atténue l'audace de ses nus,,, reprend ses recherches allégoriques. Sans négliger le travail sur papier il transfère ses motifs dans la peinture à l'huile tandis que son style devient moins aigu : ses paysages se colorent, ses modèles féminins, plus mûrs, plus robustes, gagnent en modelé.

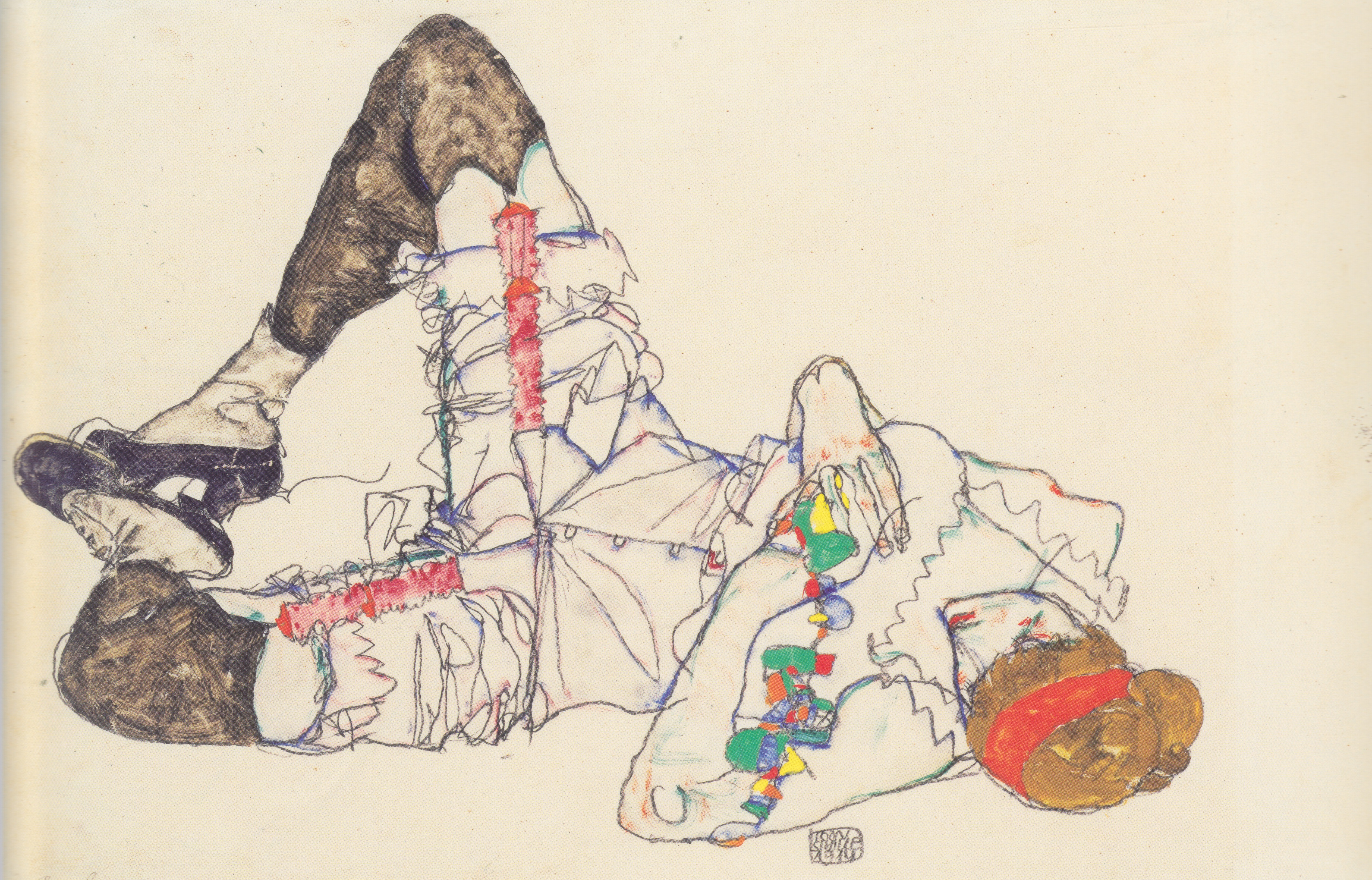
Femme étendue sur le dos, 1914, crayon et gouache,, Kunstmuseum (Bâle).

Son emprisonnement lui a valu une certaine publicité et il rencontre d'autres collectionneurs : Franz Hauer, propriétaire d'une brasserie, l'industriel August Lederer et son fils Erich qui devient un ami, ou encore l'amateur d'art Heinrich Böhler qui prend auprès de lui des cours de dessin et de peinture,. L'intérêt pour son travail grandit, à Vienne et dans une moindre mesure en Allemagne : présent dès 1912 à la galerie Hans Goltz de Munich aux côtés des artistes du Cavalier bleu puis à Cologne pour une manifestation du Sonderbund, il envoie ses œuvres dans diverses villes allemandes, mais son exposition de l'été 1913 chez Goltz est un fiasco,. Le début de la guerre n'affecte pas son activité et quelques-unes de ses œuvres sont montrées à Rome, Bruxelles ou Paris.
Ses problèmes d'argent tiennent tant à sa propre incurie qu'au conservatisme du public : considérant que vivre au-dessus de ses moyens est typiquement autrichien, réduit parfois à coudre ensemble des morceaux de toile, menacé d'expulsion, il est capable de se brouiller avec un acheteur hésitant : « Quand on aime, on ne compte pas ! » Début 1914, il a 2 500 couronnes de dettes (revenu annuel d'une famille modeste) et envisage un emploi de professeur ou de cartographe. Échappant en juillet à la mobilisation en raison d’une faiblesse cardiaque et poussé par Roessler parce que c'est plus lucratif, il s'initie à la pointe sèche, « seule technique de gravure honnête et artistique » selon lui : au bout de deux mois il la maîtrise parfaitement mais l'abandonne, préférant employer son temps à peindre et dessiner,.
Du moins vend-il ses quelques estampes et des dessins. Il a reçu des commandes grâce à Klimt, correspond avec la revue Die Aktion et peut écrire à sa mère : « J'ai l'impression que je vais enfin sortir de cette existence précaire ».

#### Un mariage en demi-teinte (1915-1916)

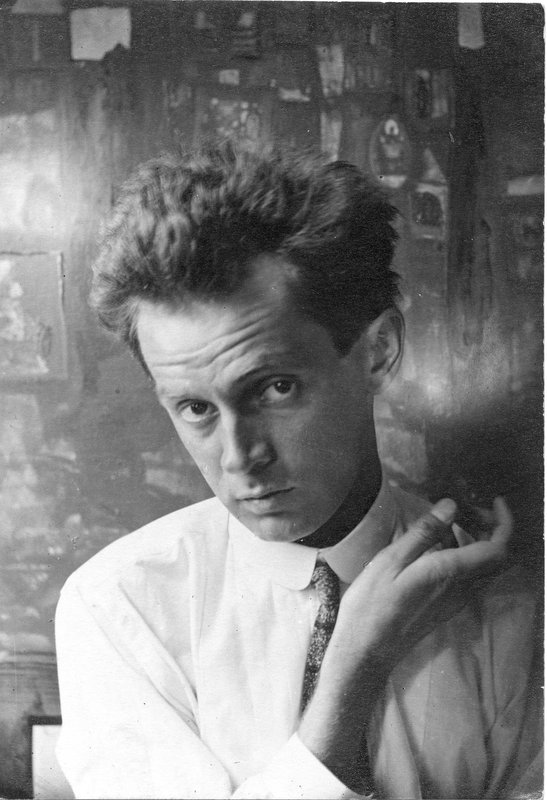
Egon Schiele vers 1916.

Egon Schiele connaît une période moins productive lorsqu’il doit s’adapter à sa condition d'homme marié et de soldat.

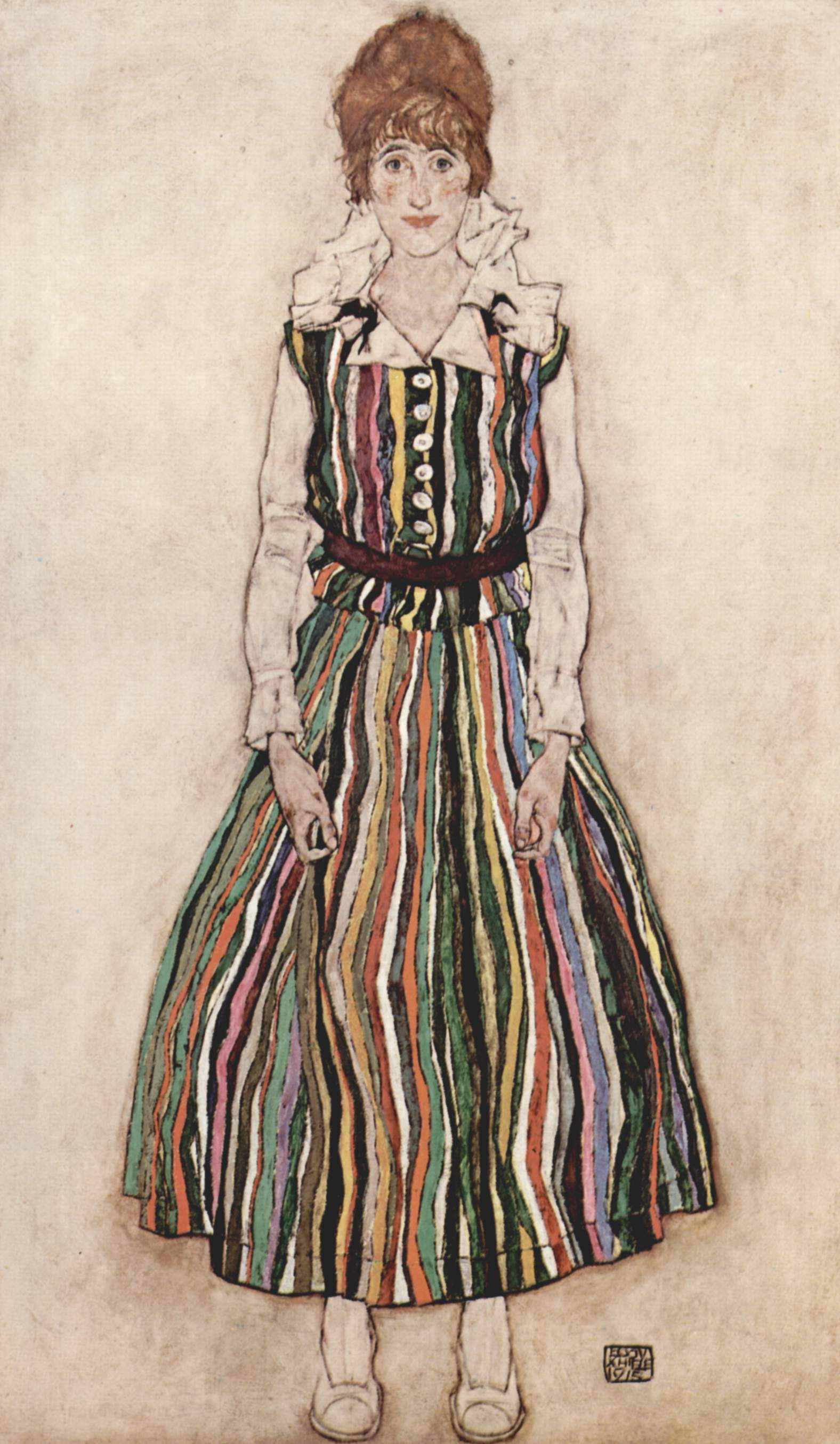
Portrait d'Edith Schiele en robe rayée, 1915, huile sur toile,, musée d'Art de La Haye.

Pense-t-il déjà « mariage de raison » à l'automne 1914, lorsqu'il essaie d'attirer par ses facéties l'attention de ses voisines d'en face ? Toujours est-il qu'il écrit le 10 décembre aux sœurs Harms, Adele (Ada) la brune et Edith la blonde, pour les inviter au cinéma, Wally Neuzil devant servir de chaperon,. Il opte finalement pour la seconde, sa cadette de trois ans, dont il réussit à convaincre le père, ancien mécanicien devenu petit propriétaire, qui a donné à ses filles une éducation bourgeoise et voit en tout artiste un être bohème immoral. L'union est célébrée le 17 juin 1915 selon le culte protestant des Harms, en l'absence de Marie Schiele et de façon précipitée car Egon, jugé entretemps apte au service non armé, doit rejoindre le 21 sa garnison à Prague,.
Il a revu une dernière fois Wally, qui a refusé sa proposition de passer chaque année des vacances ensemble. Il réalise alors une grande toile allégorique dont ils sont les modèles et qu'il rebaptisera en 1917 Mort et Jeune fille, apprenant que, engagée dans la Croix-Rouge, elle a succombé à la scarlatine sur le front des Balkans.

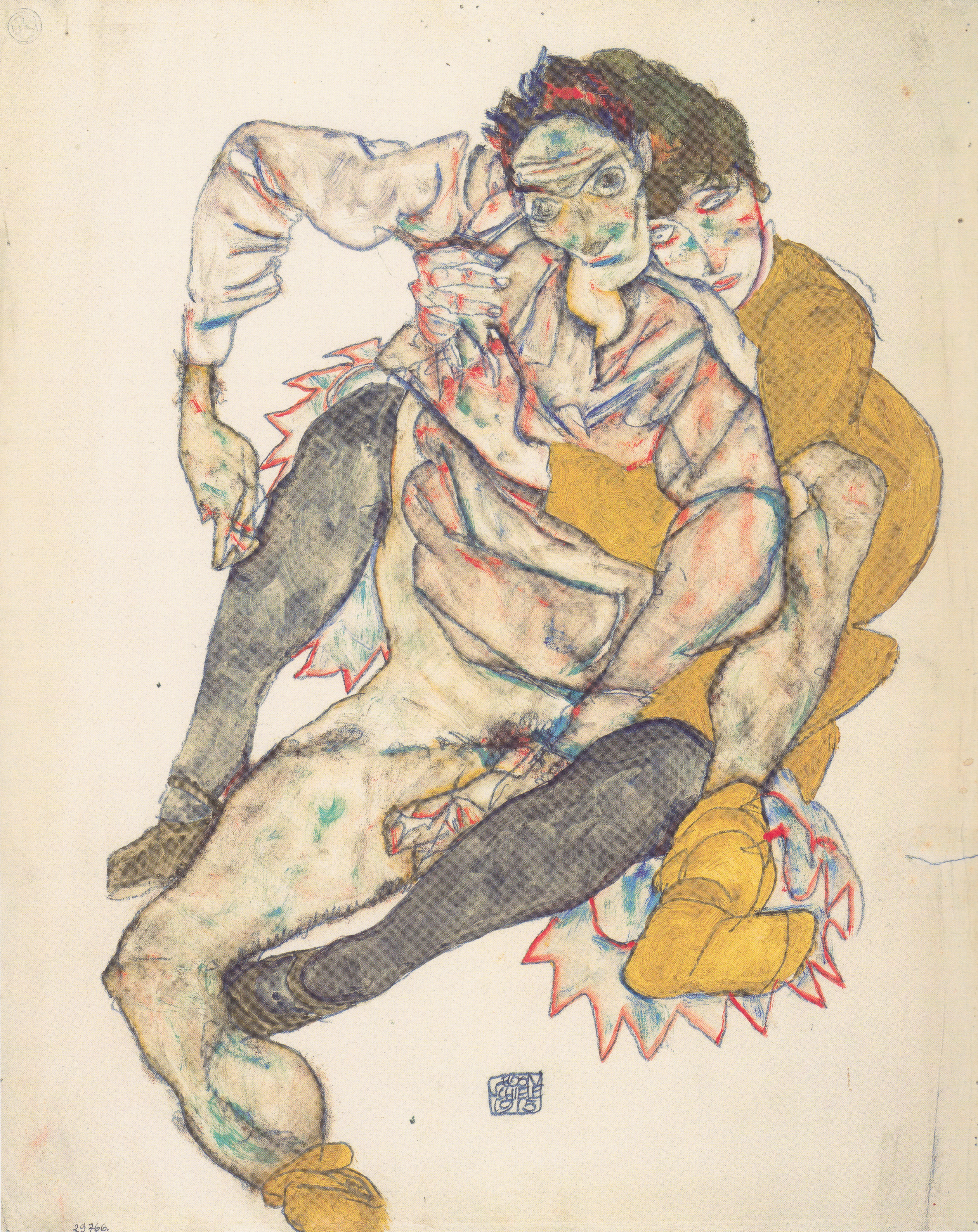
Couple assis, 1915, crayon et gouache sur carton,, Albertina.

En guise de voyage de noces Egon et Edith vont à Prague, où il est incorporé dans de rudes conditions à un régiment de paysans tchèques. Elle s'installe à l'hôtel Paris mais ils ne peuvent que se parler à travers une grille. Egon trouve ces premiers jours d'autant plus durs que, peu politisé mais anti-nationaliste et enviant les pays libéraux, il est un des rares artistes autrichiens à ne pas soutenir l'entrée dans le conflit ni l'effort de guerre,. Il fait ses classes à Neuhaus et passe ses permissions à l'hôtel avec Edith. Celle-ci toutefois, peu préparée à une vie autonome, flirte avec un ancien ami puis avec un sous-officier : Egon s'avère extrêmement jaloux et possessif, d'autant qu'il la trouve moins dévouée que Wally. Elle, quoique gênée de poser pour lui parce qu'elle doit ensuite vendre les dessins, voudrait lui interdire d'avoir d'autres modèles.
Leur relation s'améliore lorsqu'il revient en août près de la capitale. Envoyé en mai 1916 au camp de prisonniers de guerre russes de Mühling, au nord de Vienne, il est promu caporal. Un lieutenant lui procure un atelier et il loue une fermette avec Edith, mais celle-ci, isolée, s'y ennuie : chacun se renferme sur lui-même, leur entente n'étant sans doute pas assez profonde — le tableau Couple assis, qui les représente tous deux vers ce moment-là, semble ainsi moins refléter l'ivresse amoureuse qu'une sorte d'angoisse commune,.
En dehors des dessins — quelques nus, des officiers russes, des paysages —, Schiele ne peint qu’une vingtaine de tableaux en deux ans, notamment des portraits de son beau-père, qu'il apprécie, et d'Edith, qu'il peine à animer : elle y a souvent l'air d'une poupée bien sage,. Les occasions d'exposer se raréfient en temps de guerre. Le 31 décembre 1914 a été inaugurée à la galerie Arnot de Vienne une exposition personnelle dont Schiele a conçu l'affiche, un autoportrait en Saint Sébastien percé de flèches,. Il participe ensuite à des manifestations organisées par la Sécession viennoise et par celles de Berlin, Munich, Dresde,. Sa période de révolte et de constante recherche formelle touche à sa fin.

#### Reconnaissance et mort (1917-1918)
Affecté à Vienne même, Egon Schiele retrouve une intense activité artistique et acquiert une certaine notoriété, au moins dans le monde germanique.

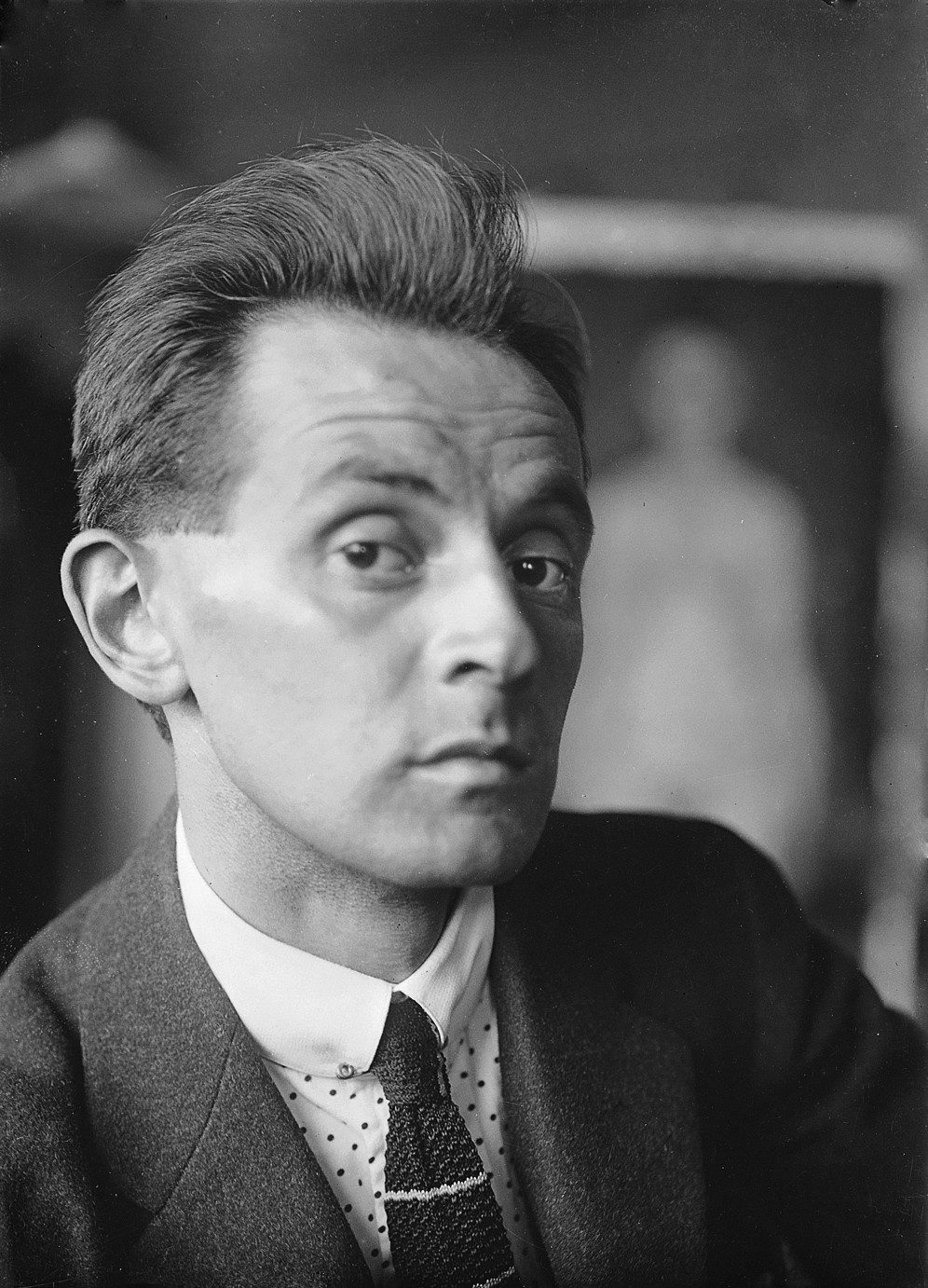
Egon Schiele en 1918.

En janvier 1917 il obtient par relations d’être affecté au siège de l'Intendance militaire, dans le quartier central Mariahilf. Un supérieur bienveillant lui confie la mission de dessiner, en vue d'un rapport illustré, les bureaux et entrepôts de ravitaillement du pays : il séjourne notamment au Tyrol,. Son retour dans son atelier de Hietzing et les loisirs que lui laisse l'armée le galvanisent : « Je veux tout recommencer à zéro. Il me semble que jusqu'ici je n'ai fait que fourbir mes armes », écrit-il à Anton Peschka qui entretemps a épousé Gerti et en a un fils,.

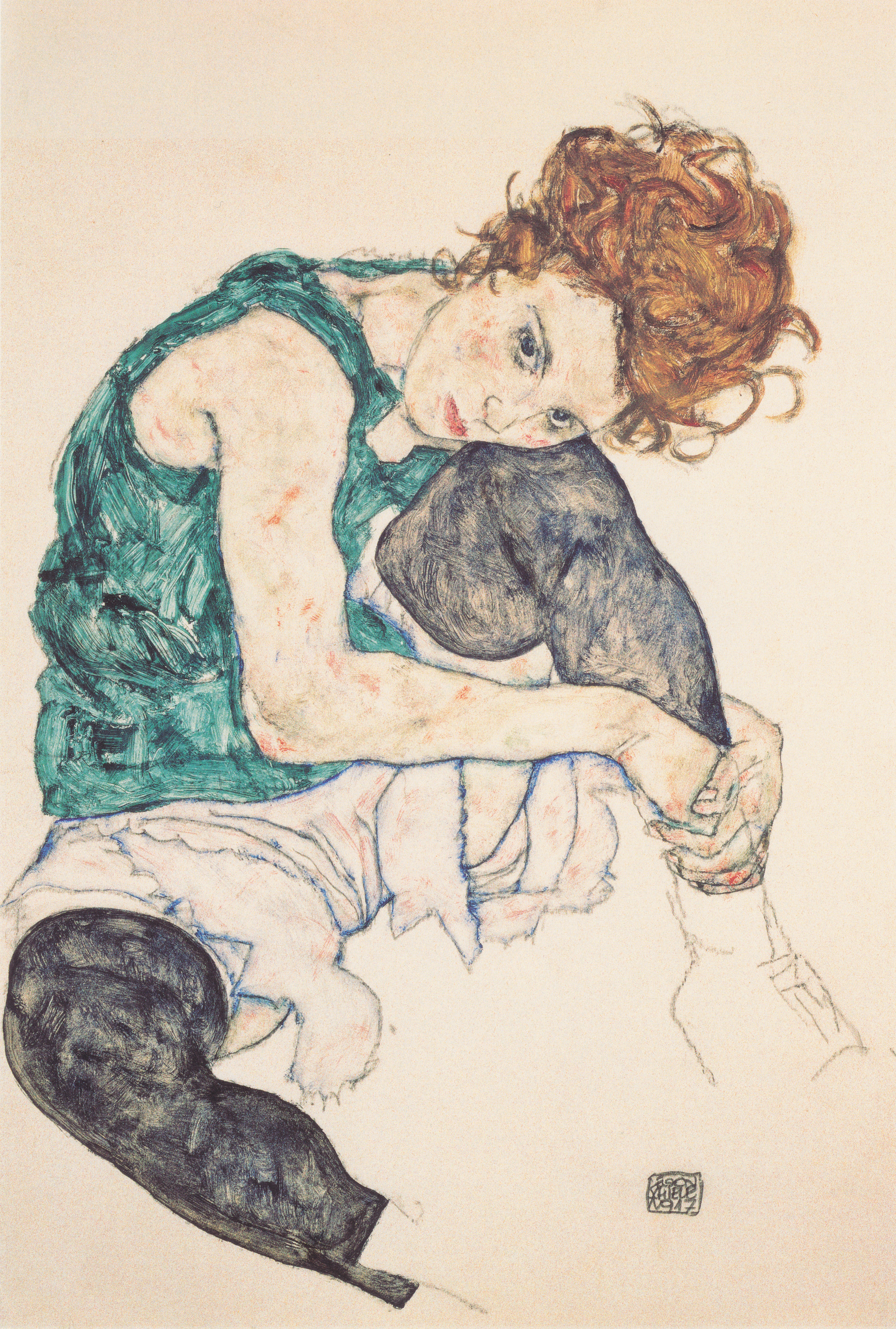
Femme assise au genou replié, 1917, crayon, aquarelle et gouache sur papier,, galerie nationale de Prague.

Egon Schiele se remet à dessiner des nus aux postures déroutantes ou des couples lesbiens, dans un style plus naturaliste délié de ses sentiments personnels. Il reprend la peinture de paysage, les portraits, et poursuit ses projets de compositions allégoriques monumentales à partir de petits formats,, qui se vendent d'ailleurs mal. L'année 1917 est l'une des plus productives de sa carrière. Reprenant après Anton Faistauer la tête de la Neukunstgruppe, il a l'idée d'une Kunsthalle, vaste galerie d'art qui se ferait lieu de rencontre avec le public pour promouvoir les jeunes artistes et relever la culture autrichienne : soutenu par Klimt, Josef Hoffmann ou Arnold Schönberg, le projet avorte faute de financement.
Schiele fait de nouveau poser ses amis, les membres de sa famille, ainsi qu'Adele Harms, qui ressemble à sa sœur au point que leurs portraits se confondent mais n'est, elle, pas du tout prude — elle affirmera avoir eu une liaison avec son beau-frère. Il peint de moins en moins Edith, qui a un peu grossi et se plaint dans son journal intime d'être délaissée : « Il m'aime sûrement à sa façon... » Elle ne peut plus empêcher que son atelier soit envahi comme celui de Klimt par « un harem de modèles », « sur lesquelles plane l'ombre jalouse de [la] jeune épouse ». Egon Schiele devient un portraitiste d'hommes assez recherché à Vienne. Le Portrait de la femme de l'artiste assise est acheté par la future Galerie du Belvédère : cette commande officielle — la seule de son vivant — l'oblige par ailleurs à recouvrir en gris-brun les carreaux bariolés de la jupe.
En février 1918, Schiele fait un portrait mortuaire de Gustav Klimt et publie dans une revue son éloge funèbre. En mars, la 49e exposition de la Sécession viennoise est une consécration : occupant la salle centrale avec 19 toiles et 29 œuvres sur papier,, il vend presque tout, ouvre une liste d'attente et est salué par une partie de la presse spécialisée internationale. Muté en avril au musée de l'armée pour y monter des expositions, il n'a à souffrir que des rationnements durant la dernière année de guerre.
Sollicité de toutes parts (portraits, illustrations, décors de théâtre), il note dans son carnet quelque 120 séances de pose. Ses revenus augmentent au point qu'il acquiert des œuvres d'autres artistes et loue en juillet un grand atelier, Wattmanngasse 6, non loin du précédent qui reste son appartement. Il apparaît surtout comme l'héritier naturel de Klimt et le nouveau chef de file et défenseur des artistes autrichiens : sur l'affiche de l'exposition il s'était d'ailleurs représenté présidant une de leur réunions en face de la chaise vide du maître défunt,,.

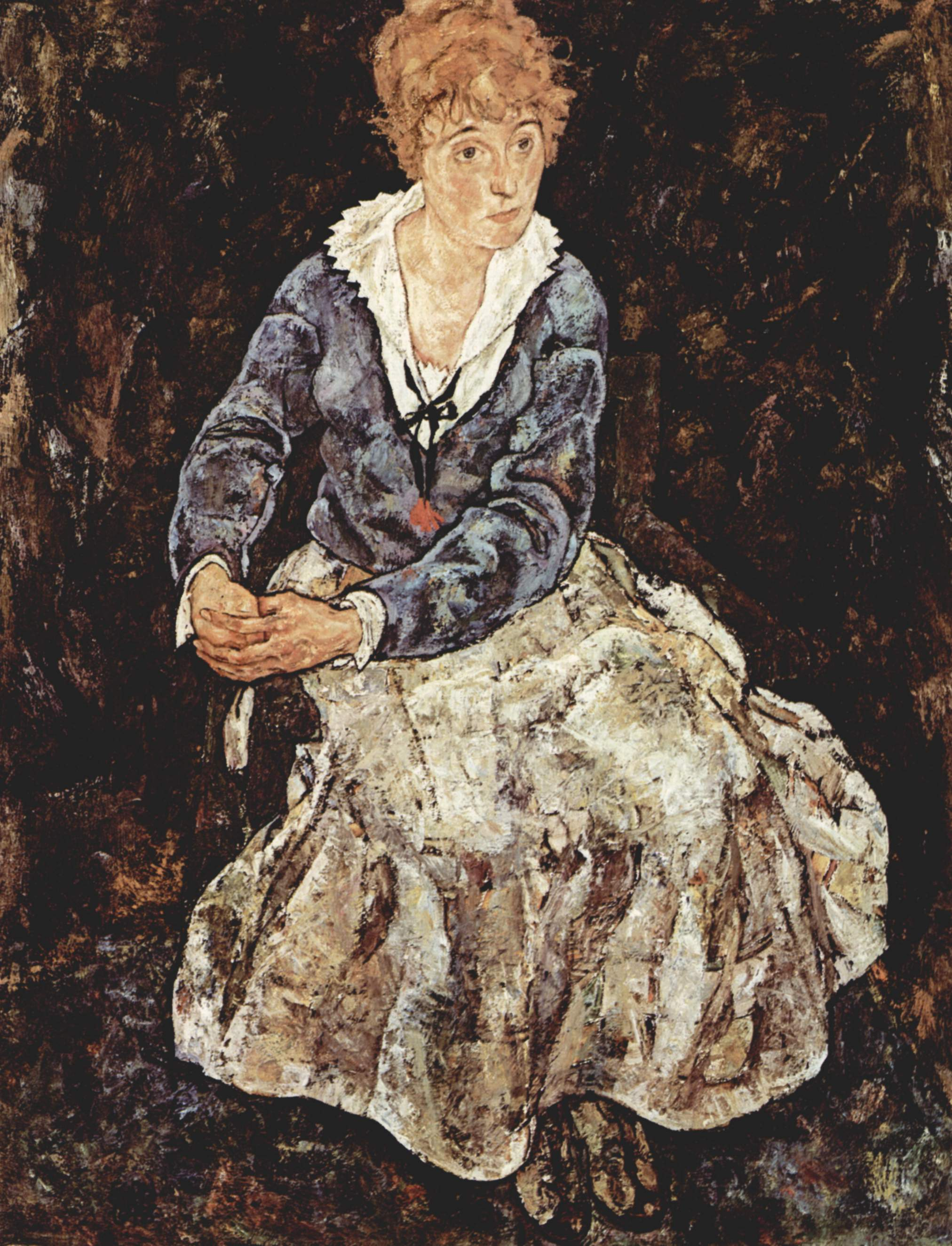
Portrait de la femme de l'artiste, assise, 1918, huile sur toile, 140 × 109 cm, Galerie du Belvédère.
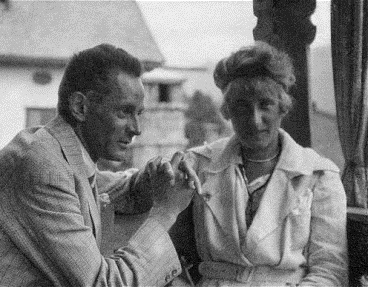
Egon et Edith Schiele vers 1918.
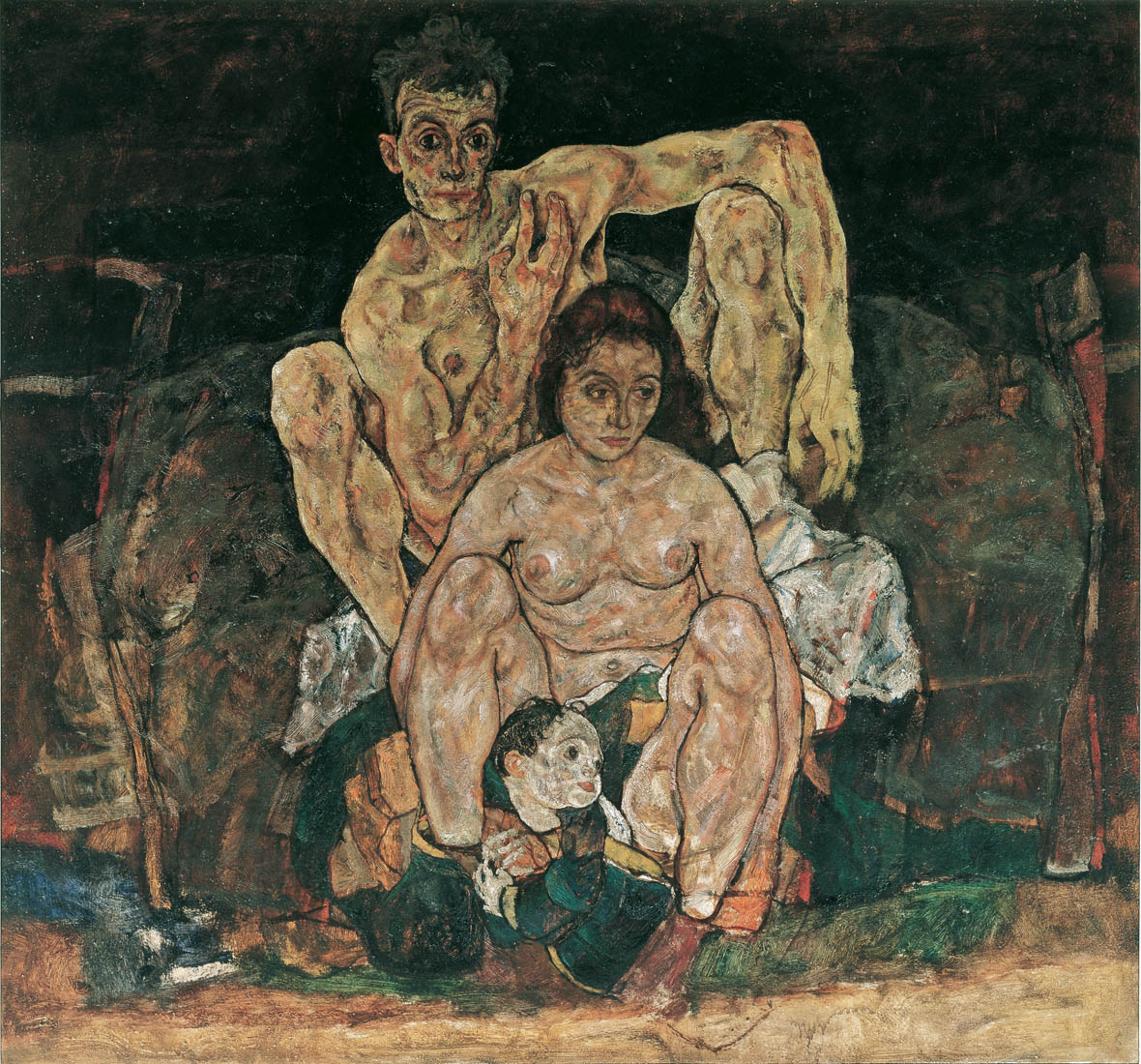
Couple accroupi (La Famille), huile sur toile, 150 × 161 cm, Galerie du Belvédère.

Egon Schiele et sa femme, enceinte depuis avril et dont le journal se fait l'écho d'une solitude désormais acceptée, vivent dans des sphères différentes ; il la trompe tout en veillant sur elle et l'envoie durant l'été se reposer en Hongrie. Le tableau Couple accroupi — exposé en mars et réintitulé La Famille après la mort du peintre — n'exprime pas plus un désir qu'un refus de paternité, mais plutôt une vision pessimiste de la condition humaine, par l'absence de communication entre les personnages, : il est néanmoins « devenu le symbole de la vie fulgurante et tragique de Schiele ».
Fin octobre 1918, Edith contracte la grippe espagnole, devenue pandémique. Le 27, Egon Schiele fait d'elle un dernier dessin et elle lui griffonne un message d'amour fou ; elle meurt le 28 au matin avec l'enfant qu'elle porte. Le lendemain, Peschka découvre son ami déjà malade grelottant dans son atelier et l'emmène chez les Harms où sa belle-mère le veille. Le 30 au soir, Egon Schiele reçoit une dernière visite de sa mère et de sa sœur aînée. Il s’éteint le 31 octobre 1918 à 13 h puis est inhumé le 3 novembre aux côtés de sa femme dans le cimetière viennois d'Ober-Sankt-Veit.
Apprenant sur son lit de mort l'imminence de l'armistice, Egon Schiele aurait murmuré : « La guerre est finie et je dois partir. Mes œuvres seront montrées dans les musées du monde entier »,.

## L'œuvre
S'il a pu s'initier avant-guerre aux techniques de l'estampe,, Egon Schiele demeure d'abord et avant tout un peintre et un dessinateur. Ses 300 tableaux, issus d'un long travail, et ses 3 000 œuvres sur papier, promptement exécutées, sont tous empreints des mêmes obsessions, et traités avec une intensité graphique qui transcende la classification par genres. La singularité absolue de l'artiste autrichien — qui reste résolument en marge des tendances de son temps — réside dans la façon dont il bouleverse la représentation du corps, chargé de tensions comme d'érotisme ou torturé jusqu'à la laideur,. Reflet d'un désenchantement sociétal et d'une crise du sujet, en ce début de XXe siècle, cette œuvre traversée d'angoisses intimes vise aussi l'universalité.

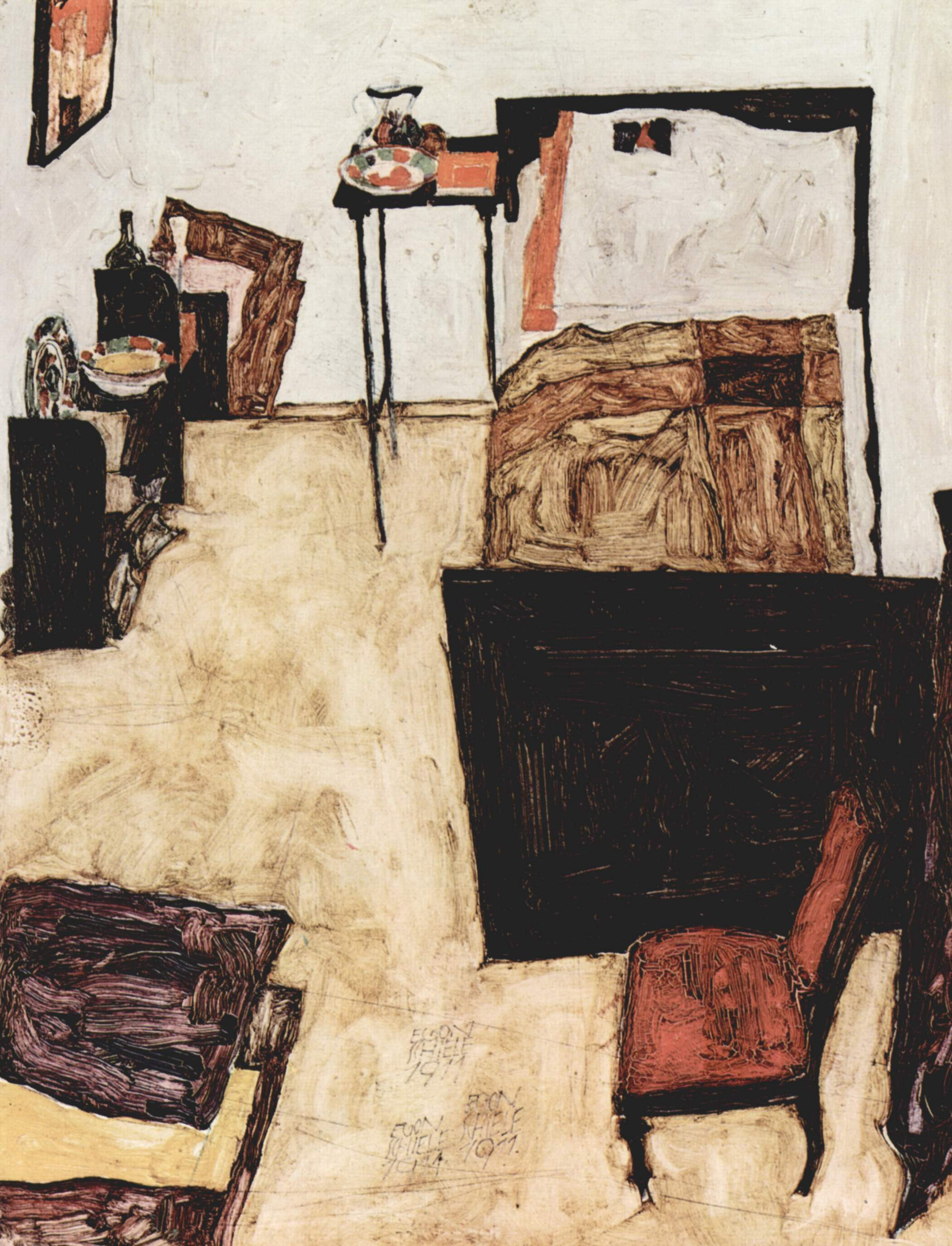
Chambre de l'artiste à Neulangbach (Mon salon), 1911, huile sur bois,, Musée de Vienne.

### Entre art nouveau et expressionnisme
Après une adhésion fervente à l'élégance de l'Art nouveau, Schiele penche vers l'expressionnisme naissant. Désormais tendu entre ces deux pôles, il en épure les artifices esthétisants pour extraire les moyens d'exprimer sa sensibilité à vif, sans cesser — ce qui le distingue d'un Kirchner ou d'un Grosz — de voir dans la ligne un élément d'harmonisation fondamental.

#### Influence modérée de Klimt
Indifférent aux théories et mouvements artistiques, Schiele n'a guère emprunté qu'à Gustav Klimt.
Son œuvre ne garde aucune trace du cursus traditionaliste de l'académie des beaux-arts de Vienne : il a abandonné dès l'hiver 1907-1908 la perspective classique ou certains détails formels. S'il n’a pas séjourné à Paris, foyer des avant-gardes européennes, il connaît par les expositions du Palais de la Sécession et par des collections privées Gustave Courbet, l'impressionnisme de Manet ou Renoir, dont se ressentent ses premiers paysages, et le postimpressionnisme, sensible dans ses vues de Trieste, : plus que Cézanne ou Gauguin, ce seraient Van Gogh — la Chambre à Neulengbach évoque ainsi La Chambre de Van Gogh à Arles —, Edvard Munch et le sculpteur George Minne qui l'auraient le plus marqué,,.
| |  |  |
| Gauche : Gustav Klimt, Danaé, 1907-1908, huile sur toile, 77 × 83 cm, coll. privée. Droite : Schiele, Danaé, 1909, huile et peinture métallique sur toile, 80 × 125 cm, coll. privée. |  |  |

Baignant dans l'ère d'influence du Jugendstil, Schiele emprunte d'abord à l'art nouveau « commercial » (affiches, illustrations), voire à Toulouse-Lautrec, des contours simples, des aplats de couleurs, une bi-dimensionnalité où se confondent premier et second plan. Désireux de mettre l'accent sur la surface picturale et l'esthétisme de la ligne, il s'inspire ensuite des compositions de Gustav Klimt, dont son art serait selon Serge Lemoine une « exagération violente et maniérée ». Figure moins érotisée, projetée dans un espace plus ouvert mais comme hostile : déjà sa Danaé s'éloigne de celle de Klimt.

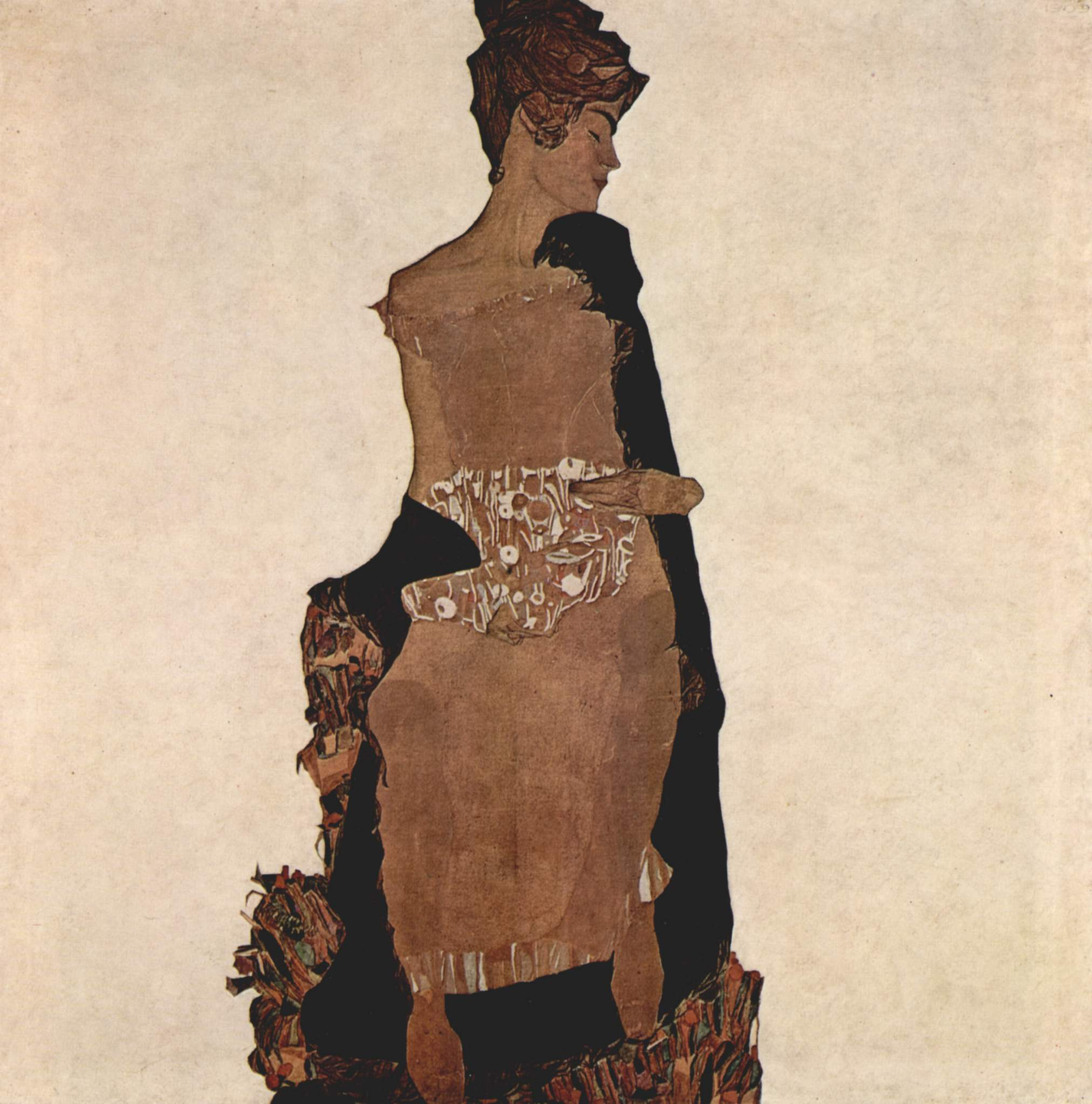
Portrait de Gerti Schiele, 1909, huile, crayon et peinture métallique sur toile,, Museum of Modern Art.

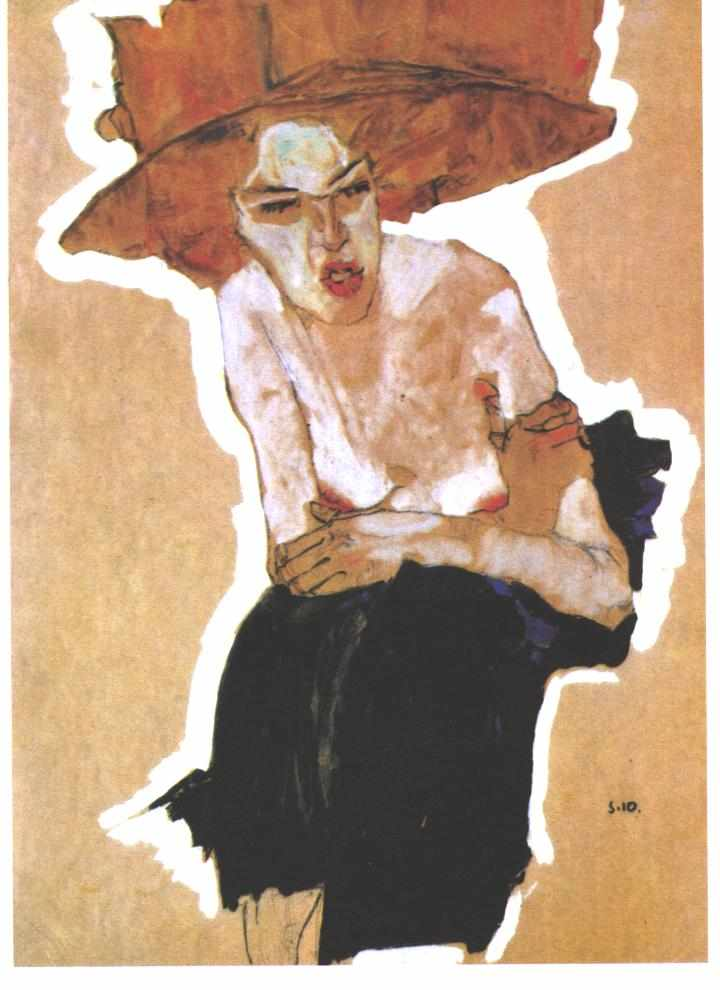
La Hargneuse (Gerti S.), 1909, gouache, aquarelle et fusain avec rehauts de blanc sur papier,, coll. privée.

La Kunstschau de 1908 — qui contribua à l'avènement de l'expressionnisme — révélait en effet un essoufflement de la tendance décorative et le besoin d’une peinture plus évocatrice. Exploitant la tension entre aspect décoratif et profondeur humaine, Schiele s'écarte rapidement de la stylisation et inverse la tendance de son mentor : loin de saturer les fonds dans l'espèce d’« horror vacui » (horreur du vide) centrale chez Klimt,, il en chasse quasiment tout motif pour redonner la primauté à l'humain. Moins radicalement toutefois qu'Oskar Kokoschka, Schiele abandonne l’art nouveau vers 1909 pour se concentrer sur la physionomie et la gestuelle du modèle.
Vers 1910 son trait se fait plus anguleux, avec des ruptures expressives, et sa palette plus sombre voire irréaliste, : dépouillement, désarticulation à la limite de la caricature, mise en relief du somatique caractérisent ses nus et autoportraits. Cherchant l'émotion avant tout, Schiele utilise des rouges, des jaunes, des verts qui ne se rencontrent pas chez Kokoschka ni Oppenheimer mais dans le fauvisme français et l'expressionnisme allemand : or il ne les connaît pas forcément — pas plus que le cubisme lorsqu'il géométrise ses formes en 1913.
Schiele est donc principalement influencé par Klimt, jusque vers 1909-1910. Au-delà, il explore les mêmes thèmes que lui, tels les liens entre vie et mort, mais dans une orientation expressionniste qui, indépendamment du dynamisme des couleurs, gomme l'aspect ornemental par un tracé incisif.
Même quand son style s'apaise à la veille de la guerre, son art s'expliquerait au fond toujours par une contradiction entre le désir klimtien de créer une surface décorative et celui d'« obtenir une intensité expressive extraordinaire ».

#### Aspects techniques
Étroitement corrélée à sa vie intérieure, l'évolution des moyens artistiques de Schiele a été fulgurante.
Il a toujours ambitionné « la ligne parfaite, le trait continu qui allie de façon inséparable rapidité et précision » : en 1918 il exécute ses dessins presque d'un jet. Les témoins ont vanté ses talents de dessinateur. Otto Benesch, fils de son premier mécène, évoque ainsi les séances de pose où quantité de dessins précédaient la réalisation d'un portrait : « Schiele dessinait rapidement, le crayon glissait comme conduit par la main d'un esprit, comme en se jouant, sur la surface blanche du papier. Il le tenait comme un peintre d'Extrême-Orient tient son pinceau. Il ne connaissait pas la gomme et, si le modèle bougeait, les nouvelles lignes s'ajoutaient aux anciennes avec la même sûreté ». Son trait est synthétique et précis.

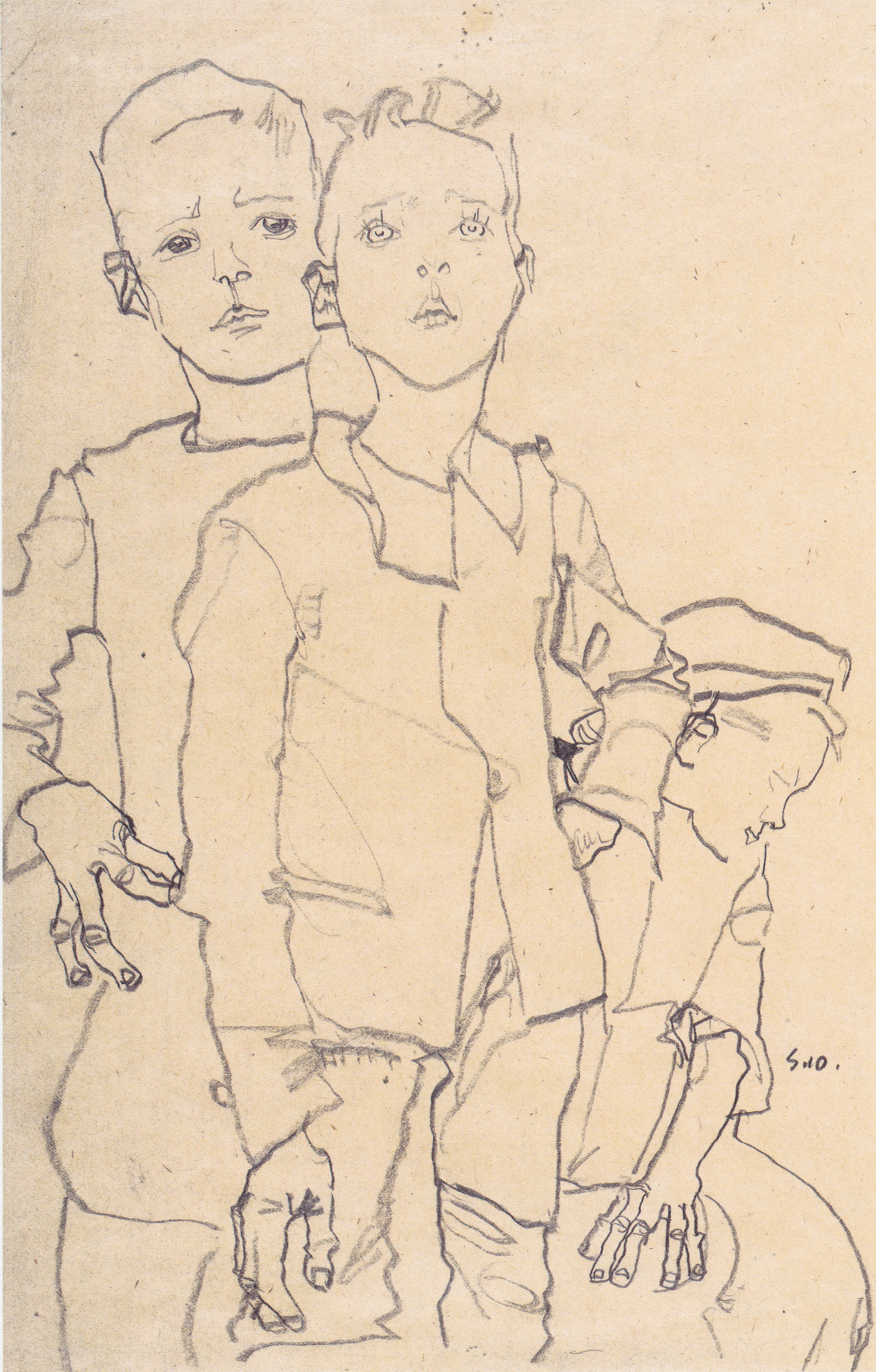
Trois gamins des rues, 1910, crayon sur papier, 44,5 × 31 cm, Albertina.
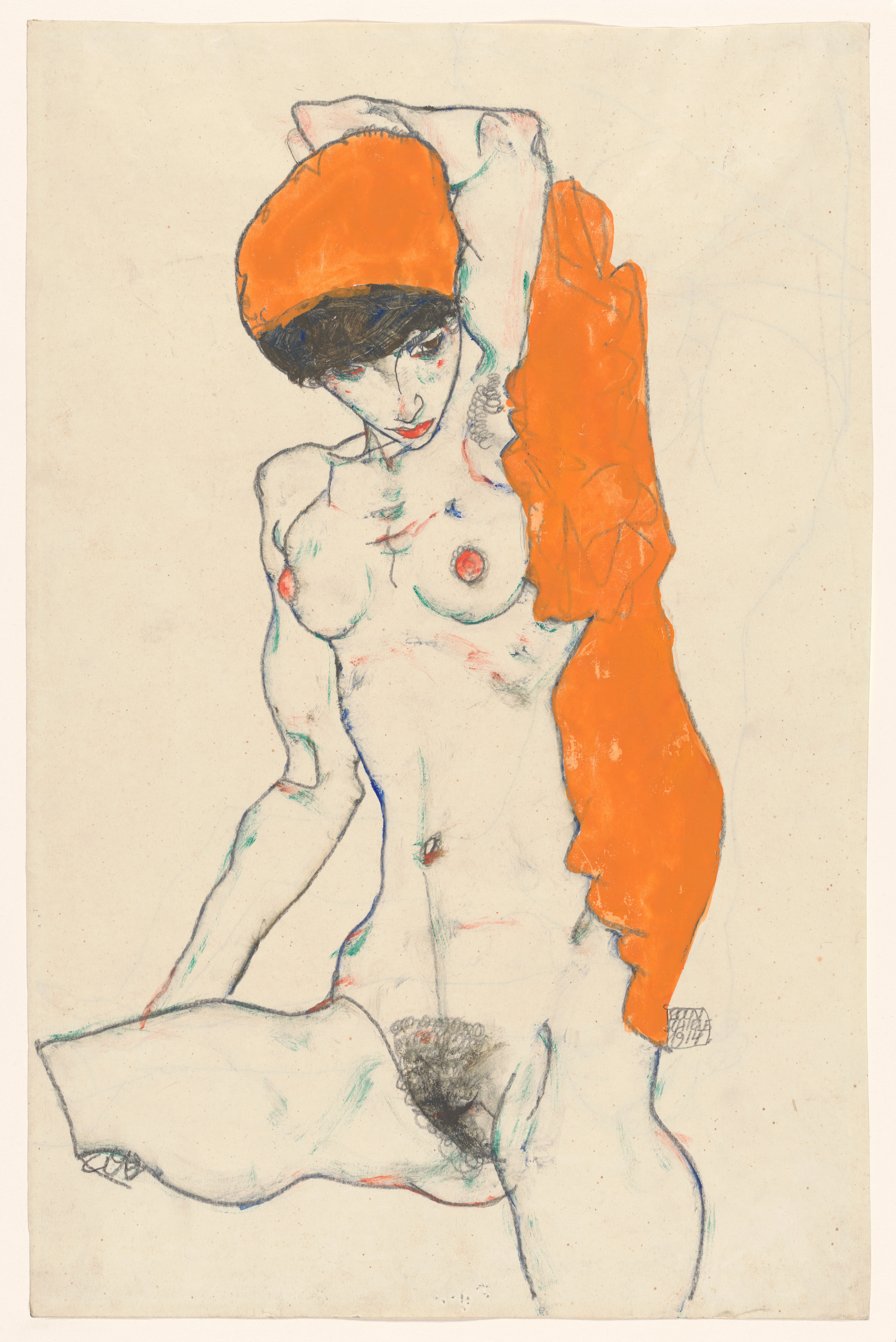
Nu au drapé orange, 1914, crayon et gouache sur papier, 46,5 × 30,5 cm, Metropolitan Museum of Art.
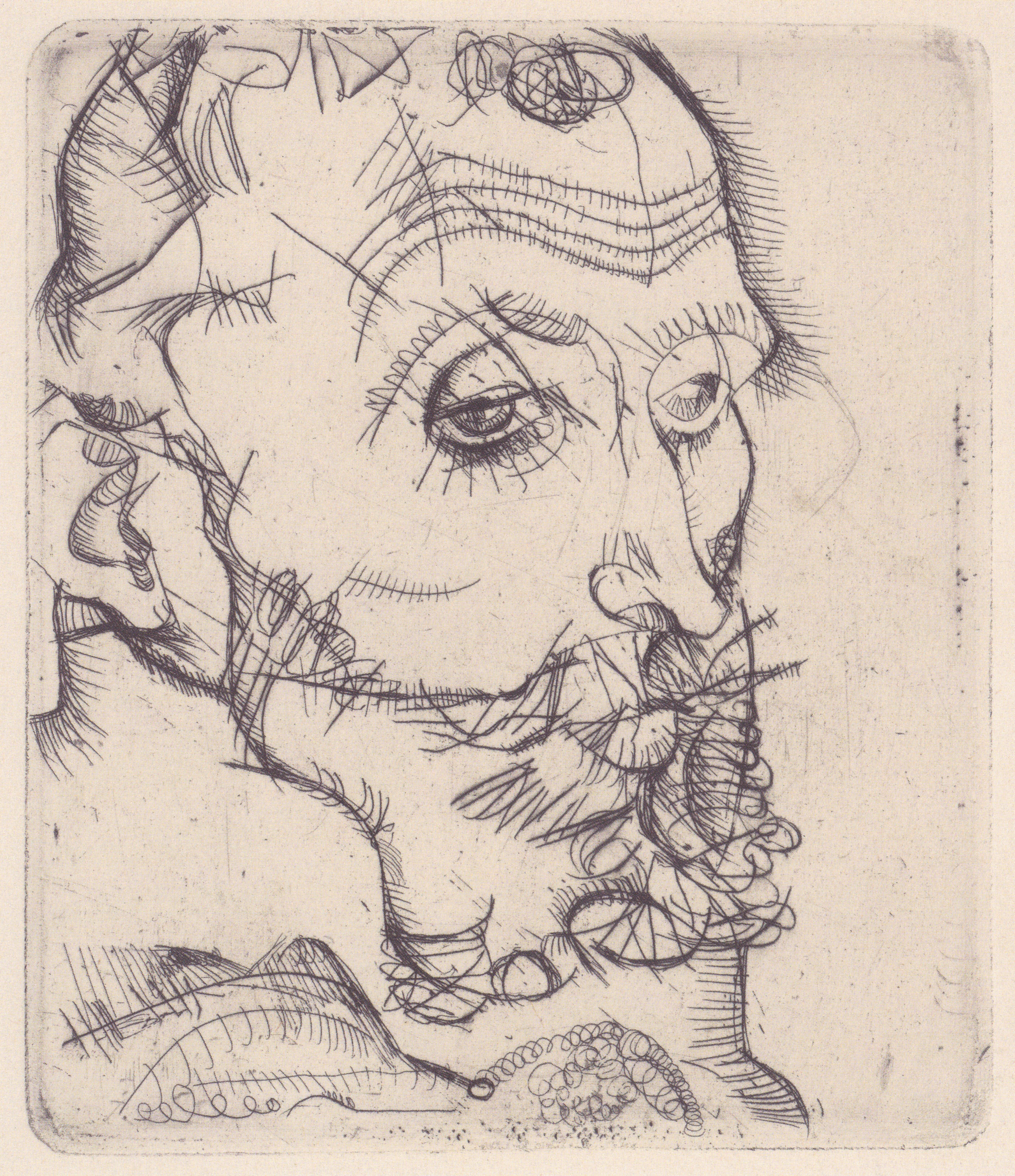
Portrait de Franz Hauer, 1914, pointe sèche, 13 × 11 cm, Albertina.
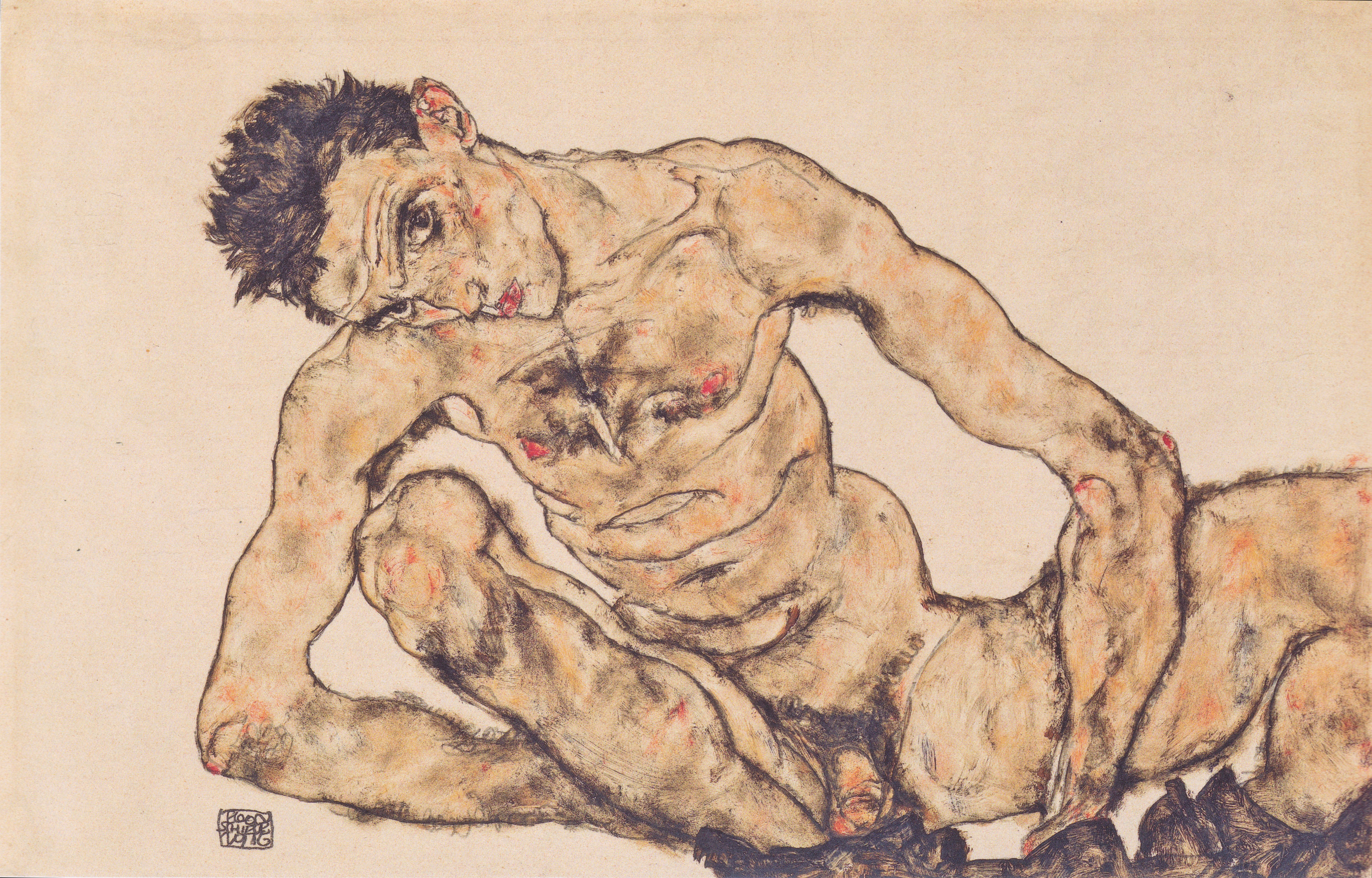
Autoportrait nu, 1916, crayon et gouache, 29,5 × 46 cm, Albertina.
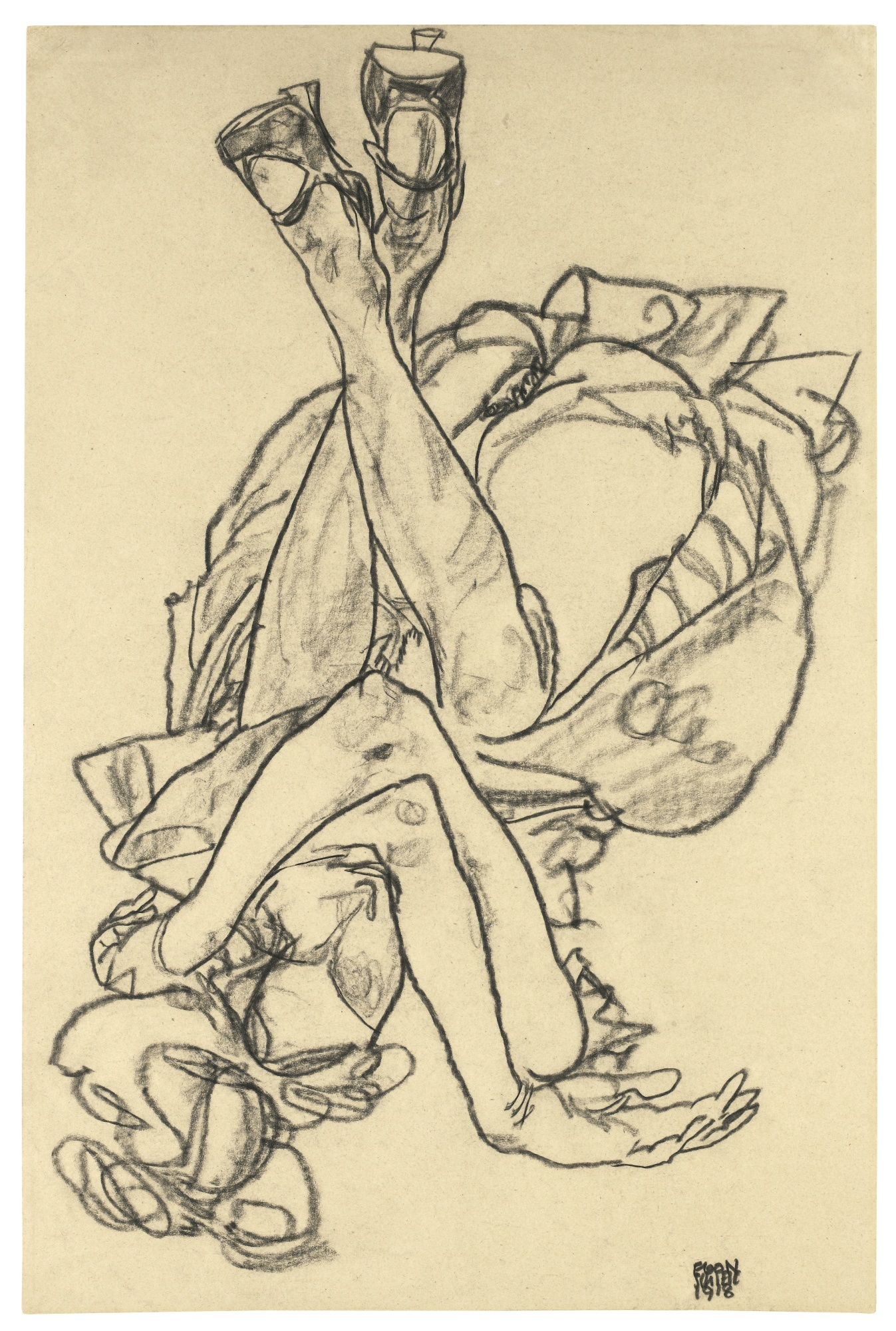
Jeune fille sur le dos bras et jambes croisés, 1918, crayon sur papier, 44,5 × 29,5 cm, coll. privée.

Qu'il ait ou non connu les réflexions de Vassily Kandinsky à ce sujet, Schiele travaille sa ligne pour la charger d'émotion, la brise pour en faire un support privilégié d’expressivité, de psychologie voire de spiritualité. Le trait anguleux du début des années 1910 cède progressivement à des contours plus ronds, plus voluptueux, agrémentés parfois de « déviations expressives » ou de hachures et petites boucles transposées peut-être de la gravure.
« En l'espace de quelques années, note Gianfranco Malafarina, la ligne de Schiele a connu tous les avatars possibles », tantôt nerveuse et saccadée, tantôt dolente et frémissante. Hormis entre 1911 et 1912 où le tracé à la mine de plomb très dure se voit à peine, les contours à la mine grasse sont appuyés. Ils marquent une frontière entre la planéité de la feuille et les volumes du sujet, que le peintre sculpte davantage les dernières années : il finit par ombrer ses portraits au fusain d'une façon presque académique.

Mort et Jeune fille, 1915, huile sur toile,, Galerie du Belvédère.

Dans ses dessins, Schiele use de l'aquarelle et de la gouache, plus maniable, parfois épaissie à la colle pour forcer le contraste. Il est passé d'aplats juxtaposés avec de légers chevauchements à des transitions plus fondues, et il pratique également le lavis. Dès 1911 sa technique est au point : sur un papier lisse voire traité pour repousser l'eau, il travaille ses pigments en surface ; la feuille est compartimentée en zones colorées soignées chacune à part, certaines, comme les vêtements, étant comblées à grands coups de brosse plus ou moins visibles. Sertir la figure d'un rehaut de blanc ou de pigment n'aura qu'un temps ; mêler mine de plomb, craie, pastel, peinture à l'eau et même à l'huile durera jusqu'à la fin.
« Jamais il ne coloriait ses dessins devant le modèle, poursuit Otto Benesch, mais toujours par la suite, de mémoire. » À partir de 1910, les couleurs acides ou discordantes s'atténuent au profit de bruns, noirs, bleus, violets foncés n'excluant ni le blanc ni les tons vifs, ocres, orangés, rouges, verts, bleus, même pour les chairs. Ce chromatisme peu soucieux de réalisme dérive volontiers « vers le macabre, le morbide et l'agonie ». De la veille à la fin de la guerre, la palette de Schiele, qui lui importe moins que la qualité sculpturale du dessin, s'assourdit,. En peinture il pose la couleur par petites touches, utilise aussi la spatule, expérimente la détrempe comme le glacis.
« Si Schiele imitait au début dans ses tableaux les lavis limpides de ses aquarelles, ses œuvres sur papier acquièrent à partir de 1914 l'expressivité picturale de ses tableaux », estime Jane Kallir. Son œuvre a évolué des lignes brisées et des formes agressives de la transgression vers une ligne fermée et des formes plus classiques : Malafarina compare son parcours à celui du « peintre maudit » qu'était Amedeo Modigliani et W. G. Fischer ajoute que « dans la géographie artistique de l'époque, l'Autrichien Schiele tient une place entre Ernst Ludwig Kirchner et Amedeo Modigliani, entre le Nord et le Sud, entre le style anguleux et dramatique de l'Allemand et les formes douces et mélodieuses de l'Italien ».

#### Compositions récurrentes
À l'instar de ses sujets non vivants, ses figures contorsionnées sont comme suspendues et saisies en plongée.

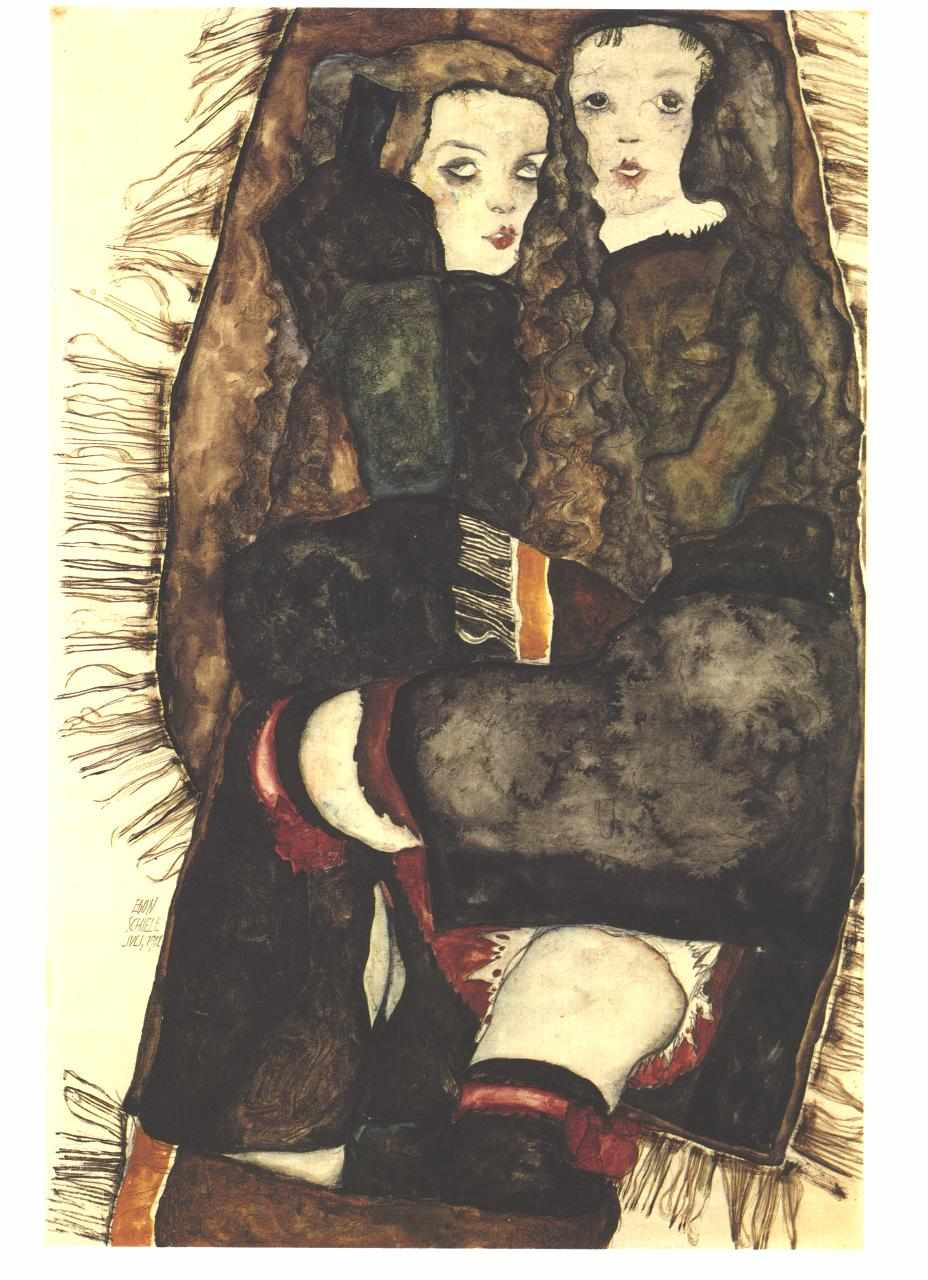
Deux filles sur une couverture à franges, 1911, gouache, aquarelle, encre et mine de plomb,, coll. privée.

Faisant table rase de la perspective linéaire en vigueur depuis la Renaissance et de l'illusion spatiale qu'elle induit, Schiele adopte sur ses sujets un point de vue surplombant inhabituel. Lui qui rêve de survoler les villes tel un rapace privilégie également dans ses nus et ses portraits une vision proche de la perspective aérienne : à Krumau, il se rend sur la colline du château pour voir la ville et le fleuve ; dans son atelier, il monte souvent sur un escabeau pour dessiner de plus ou moins haut, sur un genou, ses modèles allongés par terre ou sur un sofa,. Enfin il lui arrive de combiner vue plongeante, frontale et latérale quand il représente deux personnages, ou le même dans des positions différentes.

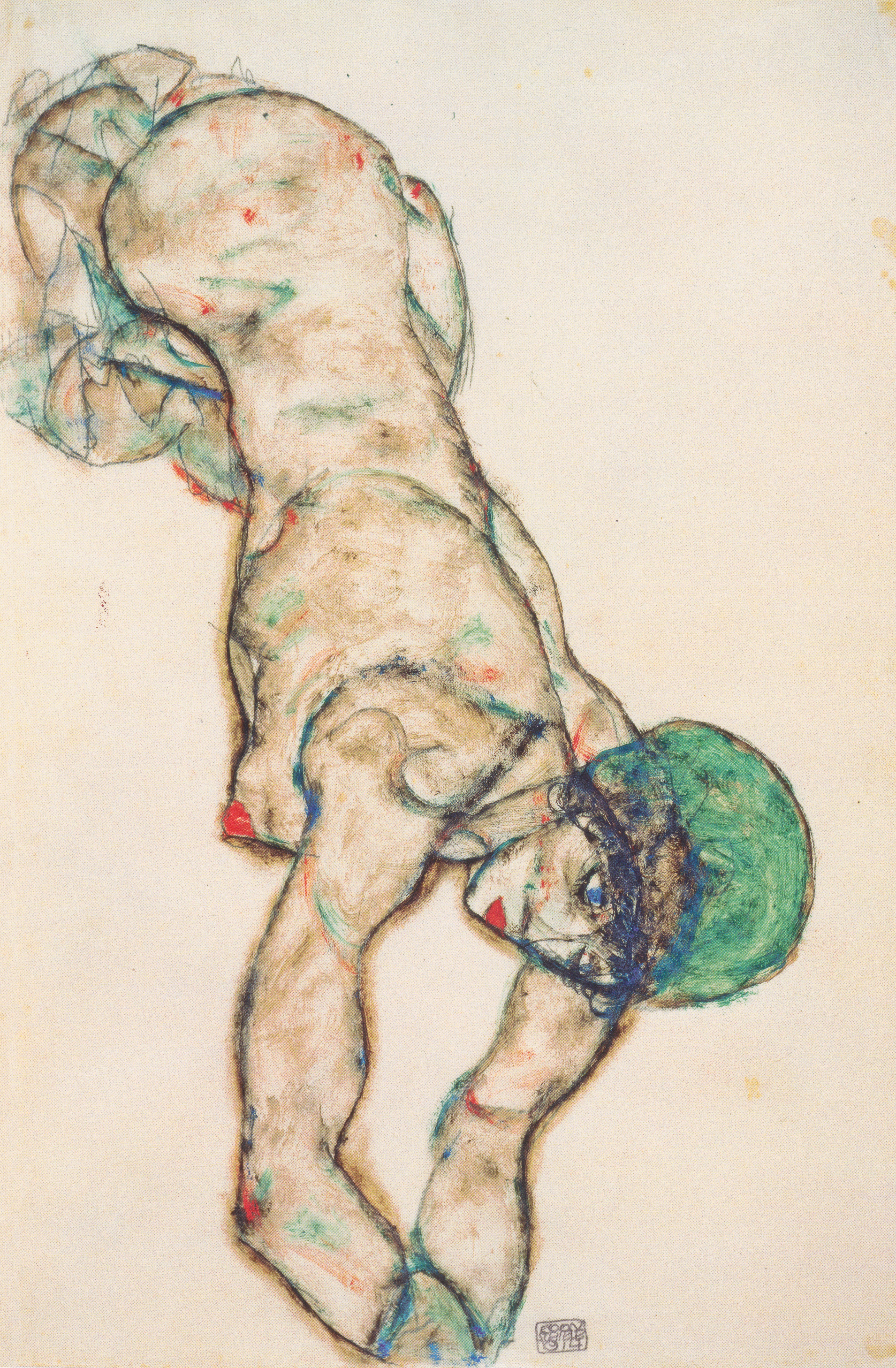
Nu au bonnet vert, 1914, crayon, aquarelle et gouache sur papier japon,, Albertina.

En réaction au foisonnement ornemental de l'Art Nouveau et de Klimt en particulier, Egon Schiele simplifie l'arrière-plan, le réduisant à un fond anodin jusqu'à l'éliminer complètement. Ses dessins laissent visible la couleur blanche ou crème du papier. Sur les toiles, le fond souvent gris clair d'avant 1910 devient ensuite plus sombre, indéterminé, ou se résume à une juxtaposition de surfaces colorées suggérant un décor qui confine à l'abstraction.
« Schiele traite sévèrement ses modèles, les projette en une forme condensée sur le devant d'une scène sans repères, vide de tout accessoire », ce qui leur confère, surtout quand ils sont nus, une sorte de vulnérabilité,. L'impression de flottement fait que certains dessins pourraient aussi bien être tournés dans un autre sens.
À la différence de Klimt, Schiele pense silhouette et structure avant mise en couleur. Tandis que les formats carrés des peintures appellent à centrer le sujet, les corps dessinés sont cadrés de façon particulière : décentrés, toujours susceptibles d'être tronqués (pieds, jambes, bras, haut de la tête…),, ils sont inscrits comme de force dans les marges de l'espace de représentation dont des pans restent vides.
Cadrages excentrés, fond vacant, vue plongeante, simultanéité d'états non synchrones provoquent chez le spectateur un sentiment d'inachèvement ou de décalage par rapport au réel.

### Appropriation des genres
Egon Schiele ne remet pas tant en cause les genres fixés par la tradition académique puis enrichis au XIXe siècle que leur traitement et leurs frontières : ainsi l'autoportrait envahit-il nus et allégories. Pour les portraits de commande et les thèmes existentiels, il choisit souvent de grandes toiles (140 × 110 cm) ou la forme carrée prisée par la Sécession viennoise : il réserve les petits formats sur papier à des sujets plus intimistes dont le choix choque certains de ses contemporains.

#### Paysages et natures mortes
Dominés par les paysages urbains, les motifs non humains de Schiele se font métaphores « de la tristesse et du caractère éphémère de l'existence ».
« Le dessin de nature ne signifie rien pour moi, assure Egon Schiele, parce que je peins mieux les tableaux de mémoire » : il pratique peu la peinture sur le motif mais garde de ses promenades des impressions visuelles qui nourrissent l'œuvre à l'atelier,. Ses paysages et natures mortes, d'abord réalisés dans les divers styles coexistant au début du XXe siècle — impressionnisme tardif, postimpressionnisme, Art nouveau —, glissent ensuite vers un anthropomorphisme plus ou moins symbolique.

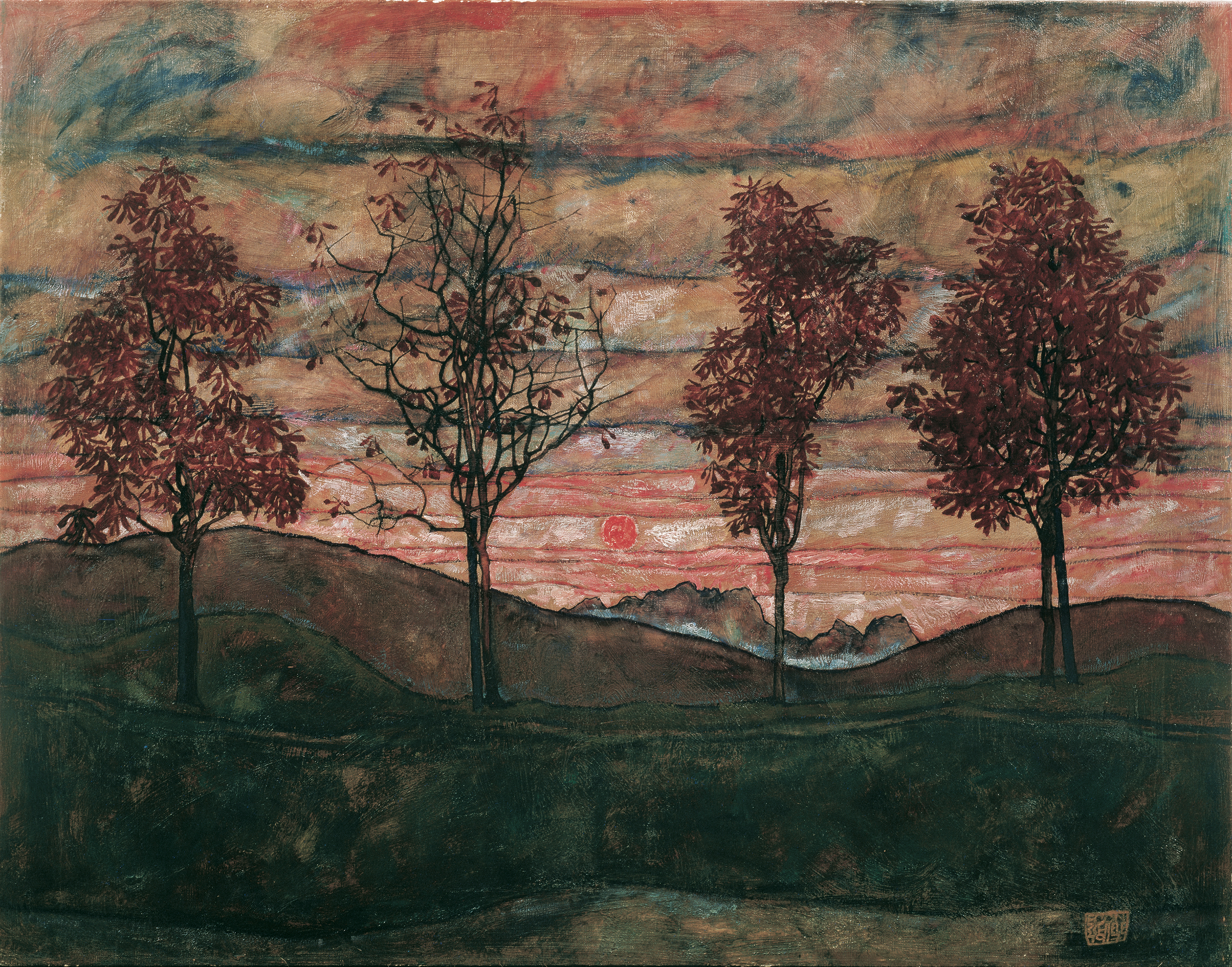
Quatre arbres, 1917, huile sur toile,, Belvédère.

L'artiste a toujours fui la métropole moderne et, à l'inverse des impressionnistes, des futuristes italiens ou d'un Ludwig Meidner, n'en montre ni le trafic ni l'agitation. Il préfère les bourgs du Danube ou de la Moldau, non sans les trouver déprimants. Désertes, bordées voire entourées d'une menaçante eau sombre, les fenêtres des maisons ouvrant sur des trous noirs : cette représentation subjective des villes correspond à l'état affectif du peintre, à son sentiment que les choses meurent ou que, emplies d'une vie cachée, elles existent indépendamment des hommes.
Loin de signifier une distance par rapport au motif, la perspective aérienne permettrait d'y projeter « les effroyables hôtes qui font soudain irruption dans l'âme de minuit de l'artiste », comme disait son ami le peintre Albert Paris Gütersloh : ceux-ci font place durant les dernières années à des observations plus concrètes, linge qui sèche par exemple. Un peu avant 1914 et quoique toujours privés de personnages, les paysages urbains de Schiele semblent « se réveiller » et, débarrassés de toute dimension symbolique, arborent des couleurs pimpantes ou servent de prétexte à des constructions très graphiques autour de verticales, horizontales et diagonales bien marquées.

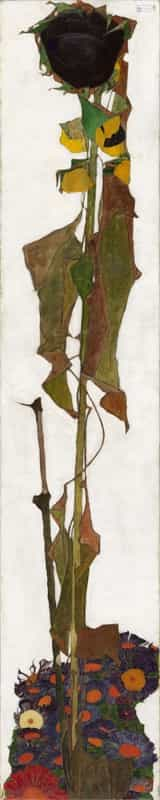
Tournesol II, 1909, 150 × 30 cm, musée de Vienne.
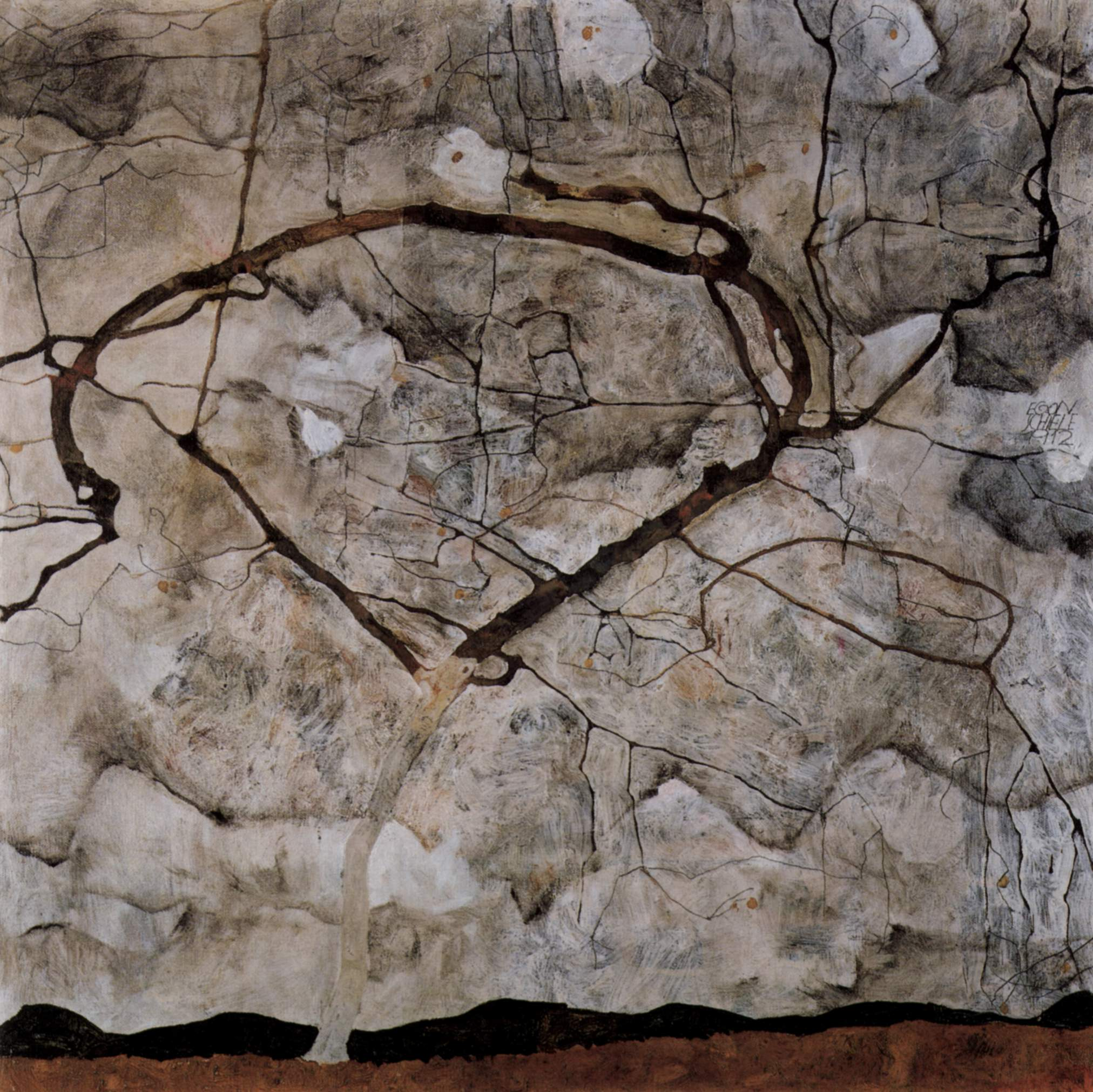
Arbre d'automne au vent, 1912, huile sur toile, 80 × 80,5 cm, musée Leopold.
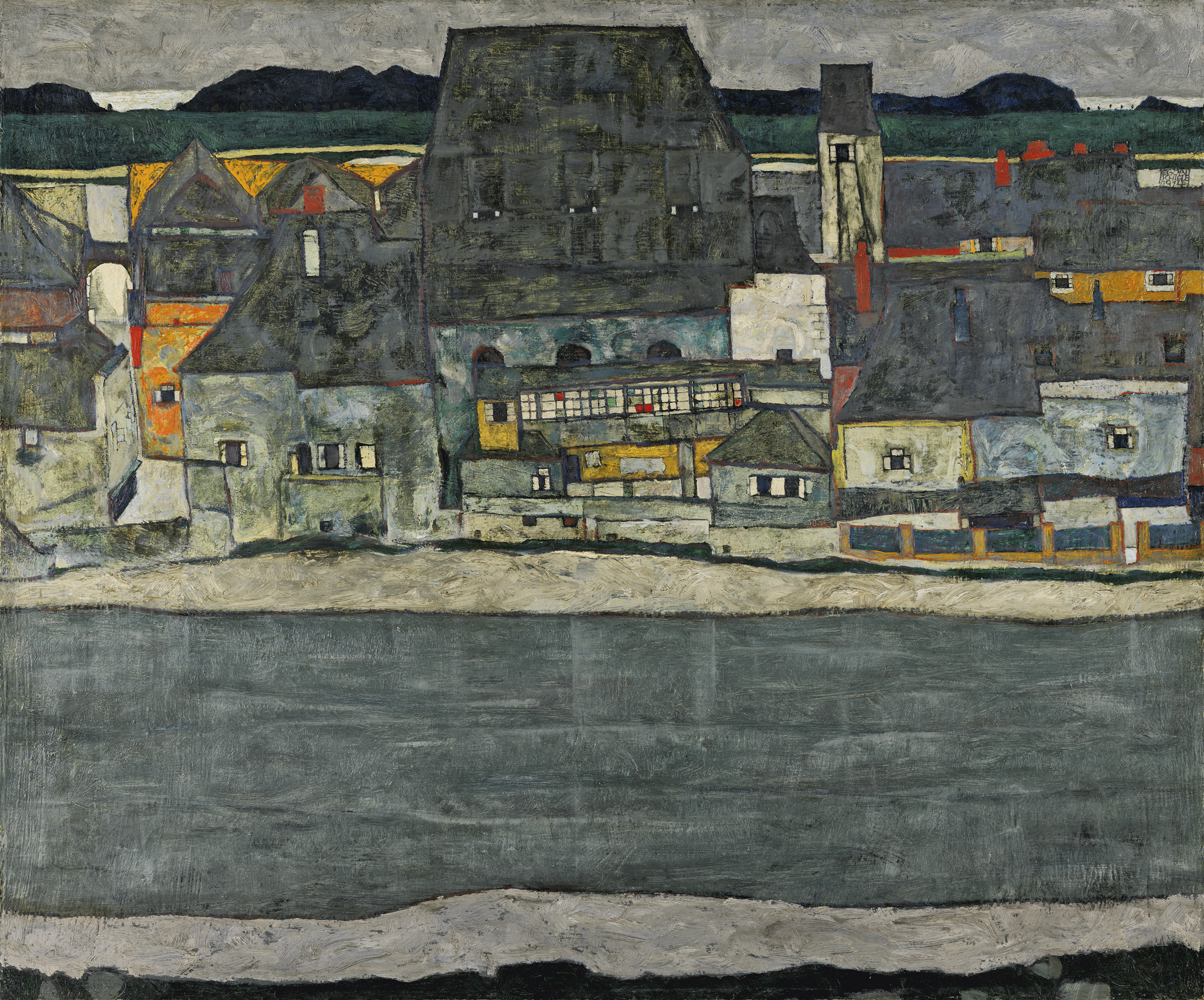
Maison au bord du fleuve, 1914, huile sur toile, 100 × 120,5 cm, musée Thyssen-Bornemisza.
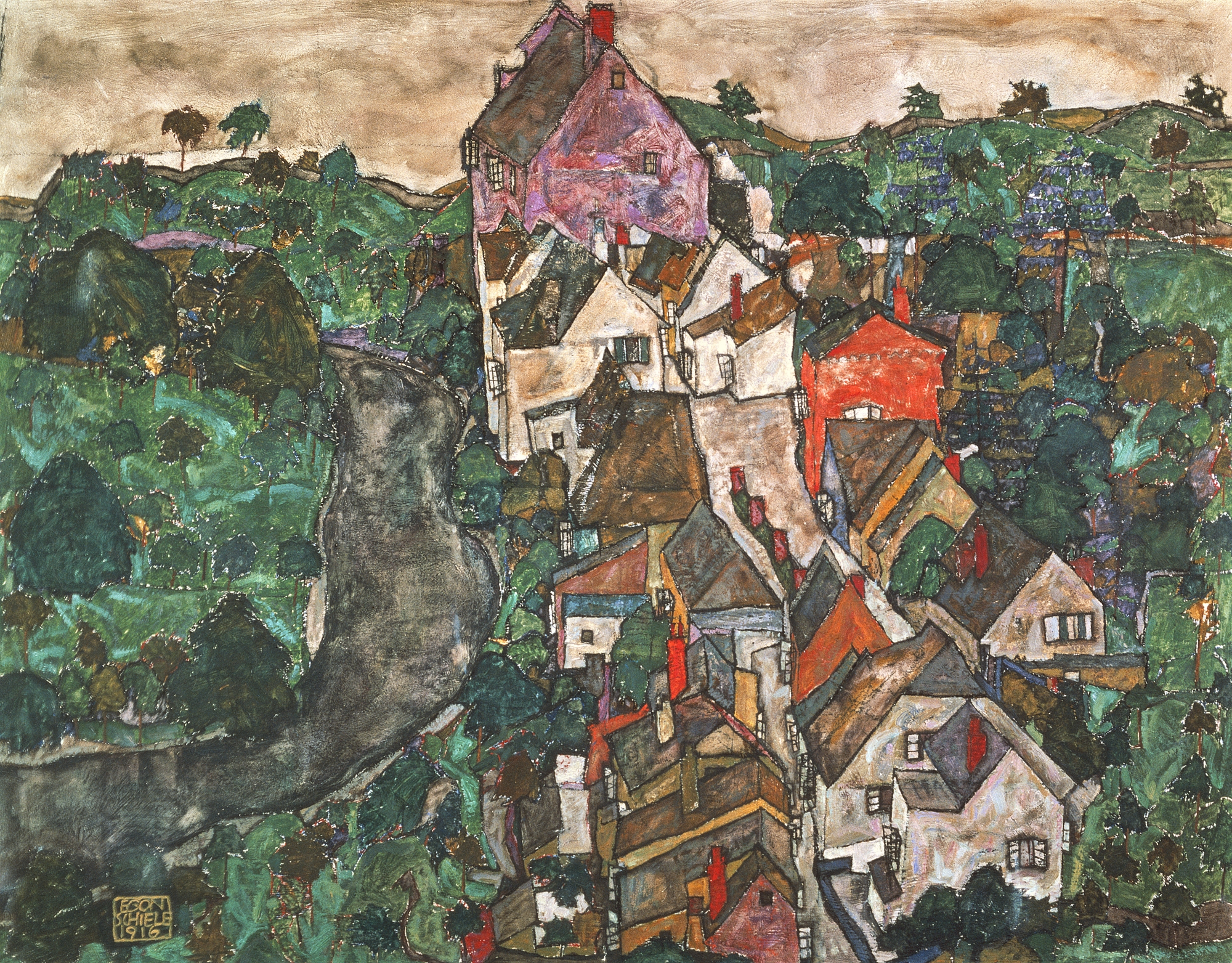
Paysage à Krumau, 1916, huile sur toile, 110,5 × 141 cm, coll. privée.
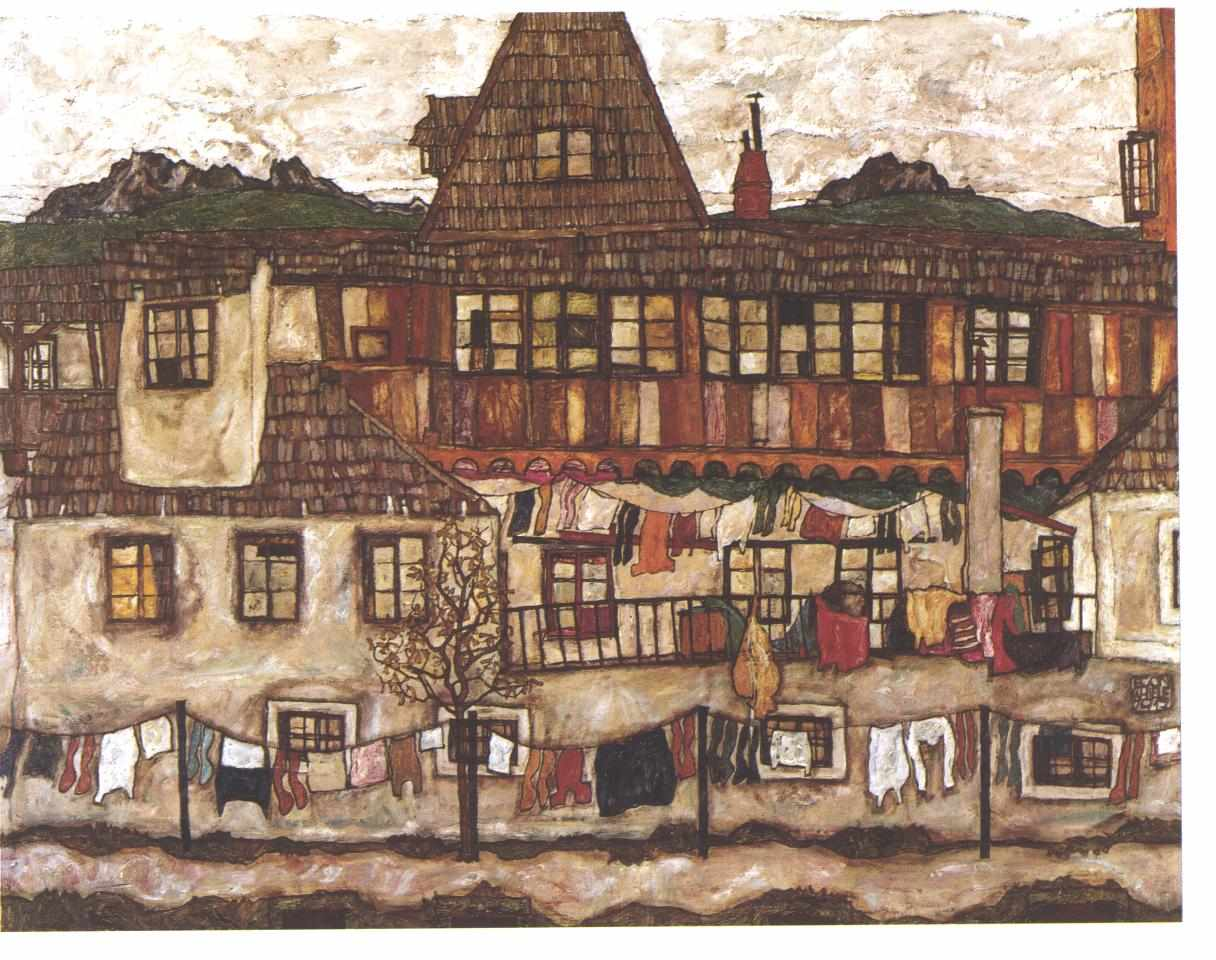
Maison au linge qui sèche, 1917, huile sur toile, 110 × 140 cm, musée d'Art du comté de Los Angeles.

Comme dans ses poèmes de jeunesse ou ceux de l'expressionniste Georg Trakl, Schiele privilégie l'automne pour sa peinture de paysage, souvent centrée sur des arbres : chez lui, « l'expérience de la nature est toujours élégiaque », avance Wolfgang Georg Fischer. Dans une stylisation qui frise l'abstraction, il semble s'identifier aux éléments du paysage, évoquant d'ailleurs dans une lettre à Franz Hauer « les mouvements corporels des montagnes, de l'eau, des arbres et des fleurs » ainsi que leurs sentiments « de joie et de souffrance ». Jusqu'à la fin, ses paysages moins réalistes que visionnaires demeurent très construits et plutôt mélancoliques, même lorsque la palette se réchauffe et que les formes s'adoucissent,.
Quant aux natures mortes, Schiele en a peint très peu. Hormis quelques objets ou des coins de la prison de Sankt Pölten, ce sont des fleurs, surtout des tournesols, isolés et étiques comme ses arbres voire étêtés par le cadrage, dépourvus de la chaleur qu'ils peuvent avoir chez Van Gogh : la manière dont les feuilles brunies pendent par exemple le long de la tige évoque des attitudes humaines ou quelque chose de mort.

#### Portraits
« La tension entre la gestuelle expressive et la fidélité de la représentation [paraît] une des caractéristiques essentielles de l'art du portrait chez Schiele. »

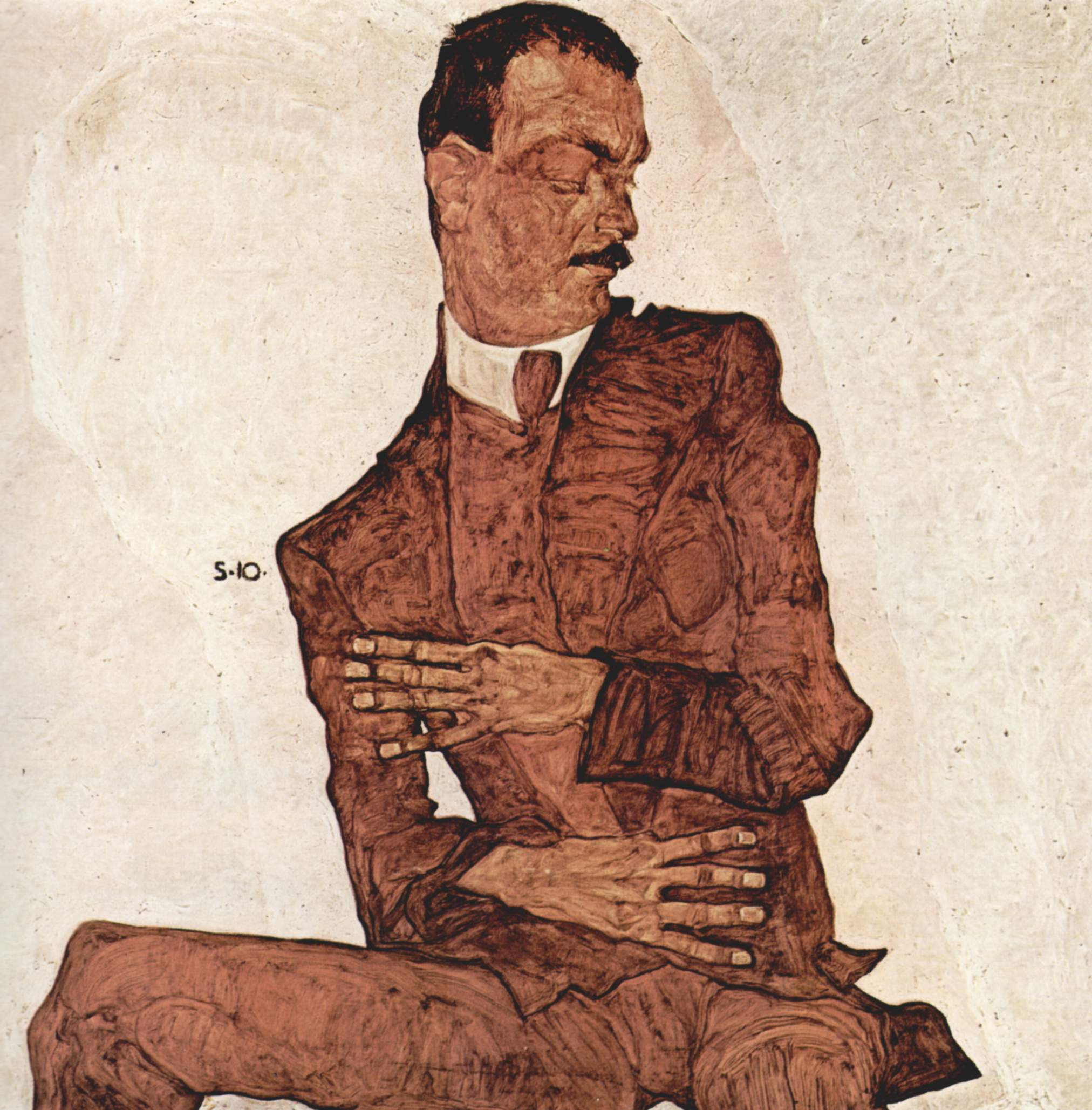
Portrait d'Arthur Roessler, 1910, huile sur toile,, musée de Vienne.

Egon Schiele a d'abord peint ses sœurs, sa mère, son oncle, puis a élargi le cercle de ses modèles à ses amis artistes et aux critiques d'art ou collectionneurs s'intéressant à son travail — mais non aux célébrités viennoises comme le lui suggérait l'architecte Otto Wagner.
Arthur Roessler observe chez lui une indéfectible fascination pour les personnages ou gestes expressifs stylisés : marionnettes exotiques, pantomimes, danses de Ruth Saint Denis. Le portrait de Roessler lui-même, en 1910, est ainsi structuré par un jeu de mouvements et directions contraires ; une forte tension intérieure émane du regard hypnotique de l'éditeur Eduard Kosmack ; une symbolique indécise — geste de protection ? mise à distance? — unit dans une certaine raideur Heinrich Benesch à son fils Otto. De tels portraits posent la question de savoir « qui, du sujet ou de l'artiste, met véritablement son âme à nu ».
Cessant de s'identifier à ses modèles (masculins) après 1912, Schiele témoigne d'une finesse de perception croissante, d'abord dans ses dessins puis dans les portraits de commande. Il parvient à rendre les états d'âme des modèles à l'aide d'un nombre réduit de détails, attitudes, mimiques, même si par exemple Friederike Maria Beer, fille d'une amie de Klimt, paraît encore un peu désincarnée, suspendue en l'air telle un insecte dans sa robe de la Werkstätte. Dans certains portraits, estimait Roessler, Schiele « était capable de retourner l'intériorité de l'homme vers l'extérieur ; on était horrifié de se confronter à la possible vision de ce qu'on avait soigneusement occulté »,.

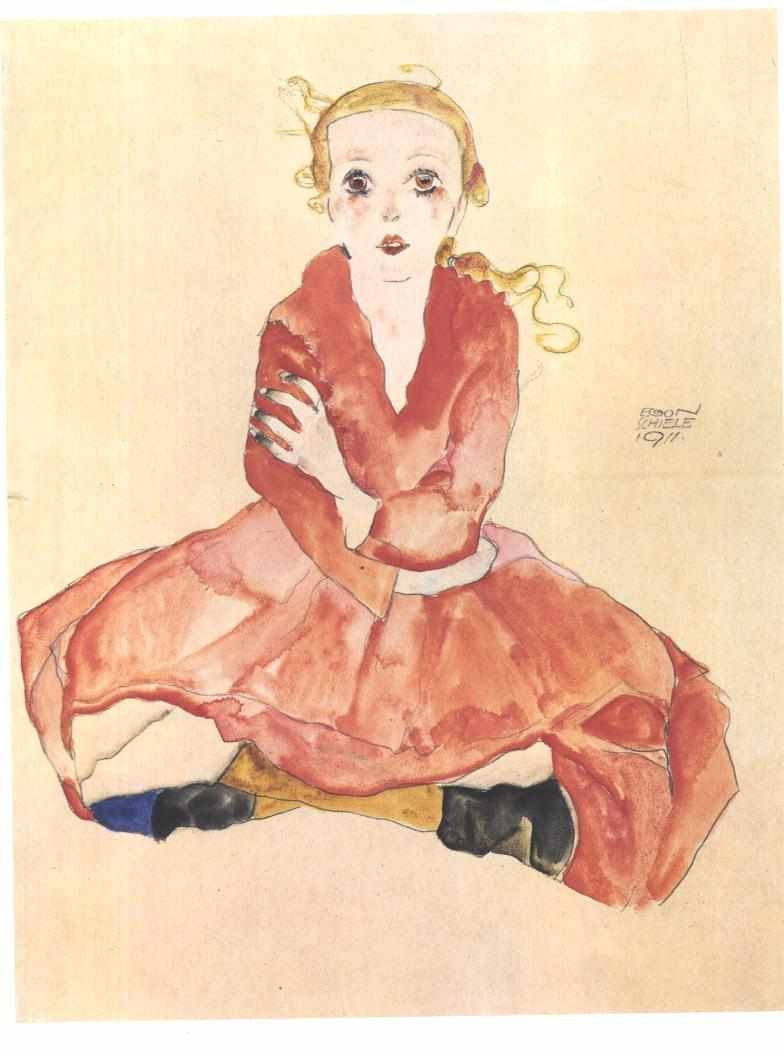
Fille assise, de face, 1911, aquarelle et mine de plomb, 46,5 × 32 cm, Neue Pinakothek.
Double portrait (H. Benesch et son fils Otto), 1913, huile sur toile, 121 × 131 cm, musée Lentos de Linz.
Friederike Maria Beer, 1914, huile sur toile, 190 × 120,5 cm, coll. privée.
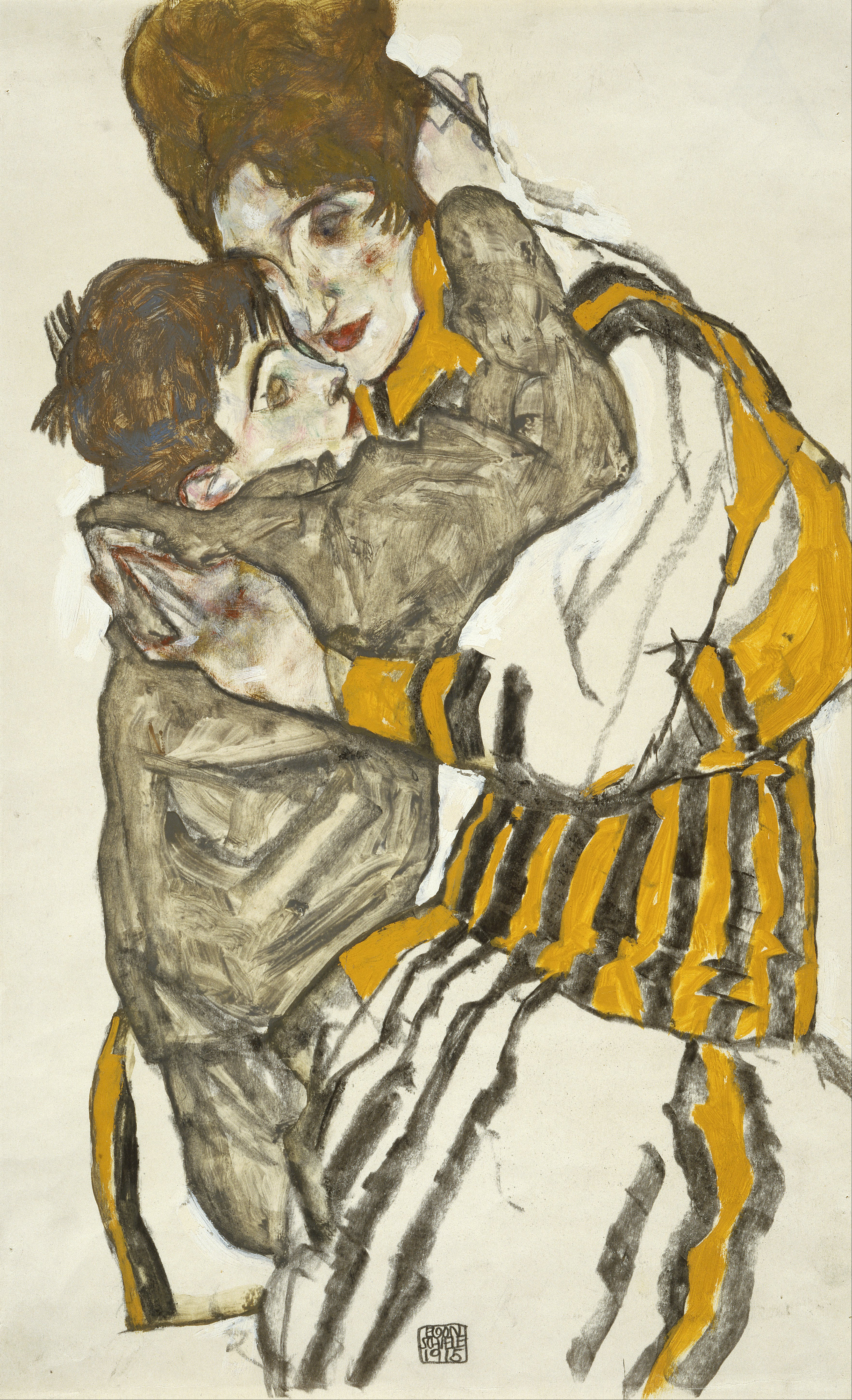
Edith Schiele avec son neveu, 1915, crayon et gouache, musée des Beaux-Arts de Boston.
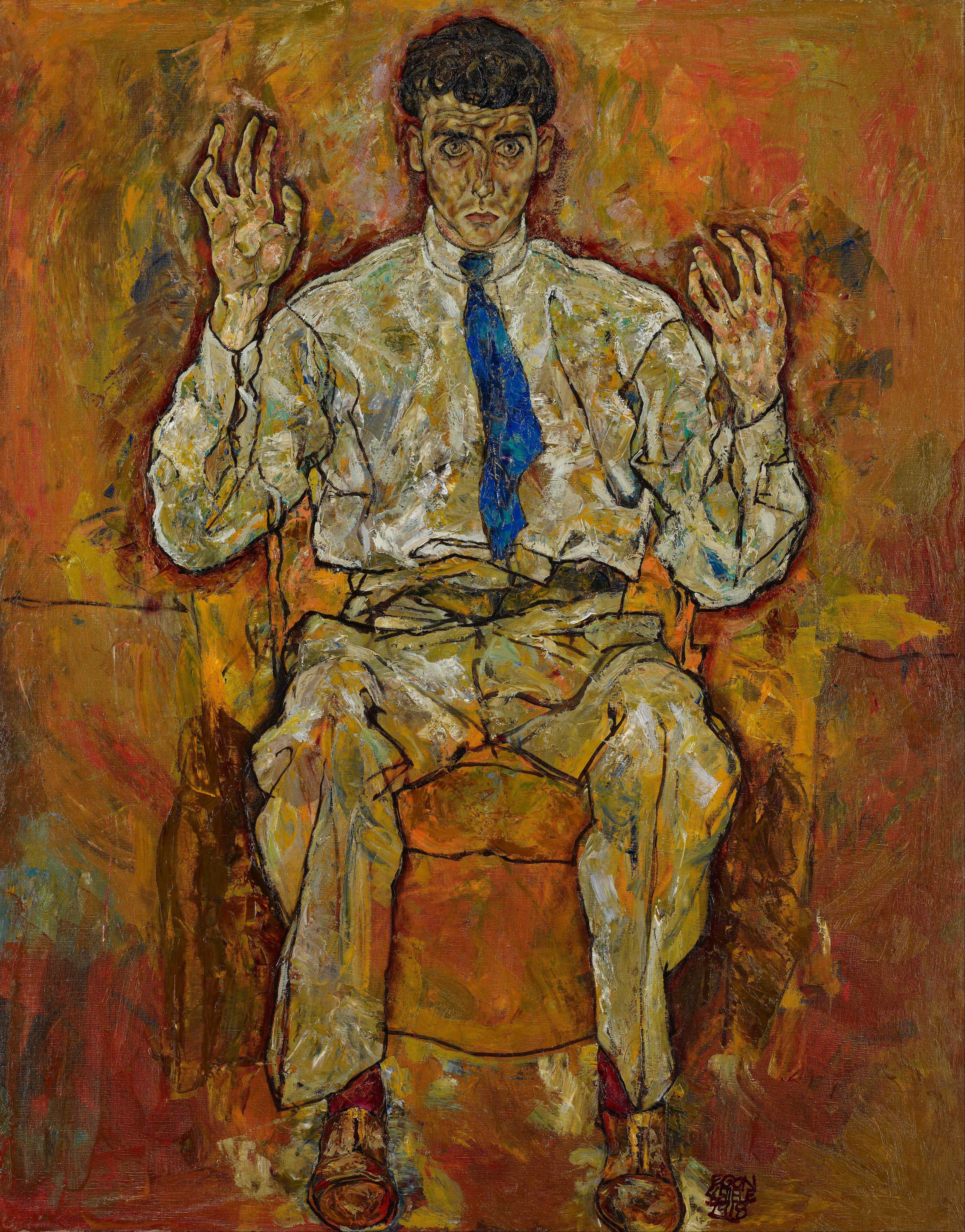
Portrait du peintre Paris von Gütersloh, 1918, huile sur toile, 140 × 110 cm, Minneapolis Institute of Art.

Vers 1917-1918, l'artiste cadre toujours ses personnages de façon serrée mais se réapproprie l'espace autour d'eux, parfois un décor censé les représenter, comme les livres amoncelés autour du bibliophile Hugo Koller. Dans le portrait de son ami Gütersloh, l'application vibratoire des couleurs annonçait peut-être un nouveau tournant esthétique dans la carrière de Schiele.

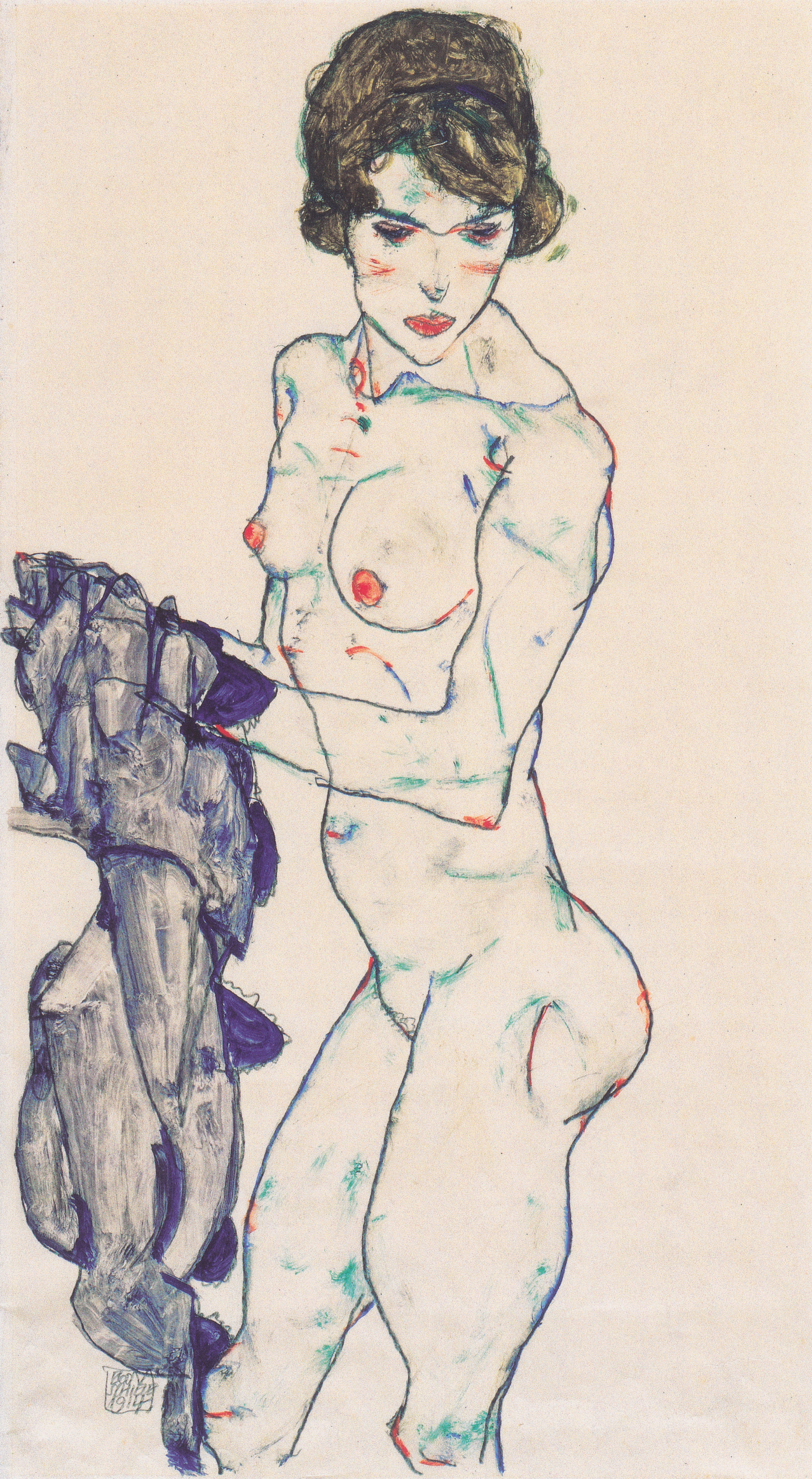
Nu debout au drap bleu, 1914, gouache, aquarelle et mine de plomb,, Germanisches Nationalmuseum.

#### Nus
« Jamais les critères de la beauté nue, codifiés par Winckelmann et l'Académie, n'ont été à ce point bafoués. »

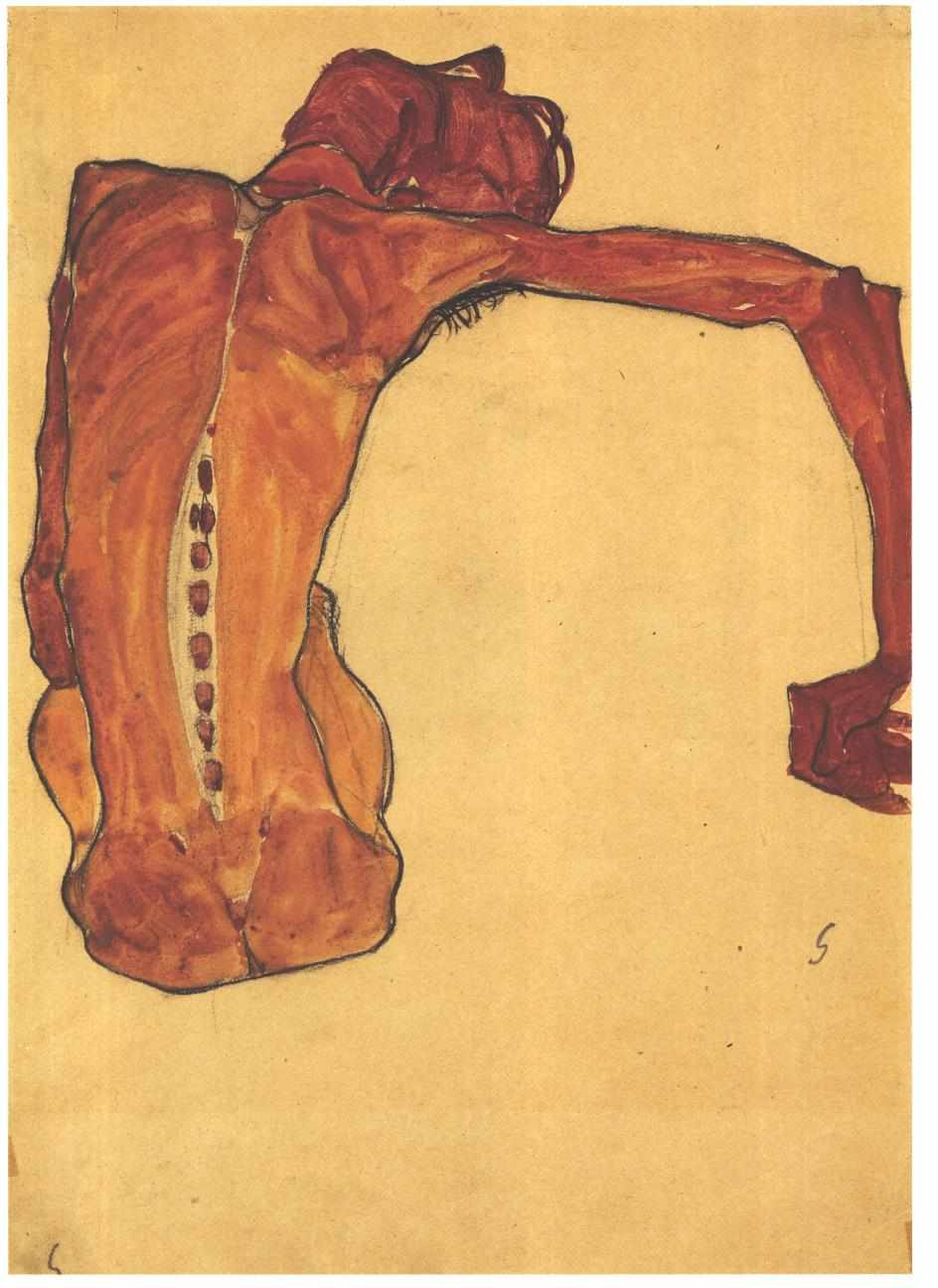
Nu masculin assis vu de dos, v. 1910, aquarelle et fusain sur papier, coll. privée.

La nudité crue, privée du voile de la mythologie ou de l'histoire, non canalisée ni esthétisée par les canons classiques, scandalise encore beaucoup au début du XXe siècle. Or, abandonnant l'Art nouveau qui célèbre lui aussi la beauté et la grâce, le peintre autrichien casse d'abord des images traditionnellement idéalisées avec ses dessins provocateurs de jeunes prolétaires, de couples homosexuels notamment lesbiens, de femmes enceintes et, dans un registre parodique, de nouveau-nés « homoncules d'une choquante laideur ». Ses modèles féminins et masculins, y compris lui-même, ont l'air mal nourris ou rachitiques et leur physique volontiers asexué a pu faire parler d'« inféminité » à propos de ses nus féminins.
Jusque vers 1914 et comme Oskar Kokoschka, Egon Schiele dessine ou peint avec « la crudité d'une vivisection » des visages émaciés déformés par des rictus et des corps dont la chair se raréfie : membres osseux, articulations noueuses, squelette affleurant sous la peau, brouillant la frontière entre intérieur et extérieur. Si les hommes sont plus souvent vus de dos que les femmes, tous donnent l'impression de corps souffrants, brutalisés par leur posture, disloqués ou avec des moignons : tandis que la ligne brisée leur confère une fragilité crispée, la vision plongeante augmente leur présence suggestive et le vide leur vulnérabilité. Quant aux parties génitales, elles sont tantôt escamotées, ou suggérées par une note rouge, tantôt soulignées, exhibées au milieu de vêtements relevés et de chairs blanches, comme dans le tableau Vue en rêve.
Sur les dessins, des surfaces quasi abstraites distinguées par la couleur s'opposent à la facture plus réaliste des parties corporelles, et les zones de chairs aux masses sombres des cheveux ou des vêtements. « Le recours sporadique et partiel à la couleur apparaît comme le lieu d'une autre brutalité infligée au corps », estime Bertrand Tillier, rappelant que la critique viennoise parlait de « pourriture » face aux teintes verdâtres ou sanguinolentes des débuts. Dans les peintures de la fin, les corps se détachent sur un vague mobilier ou un drap froissé pareil à un tapis volant.

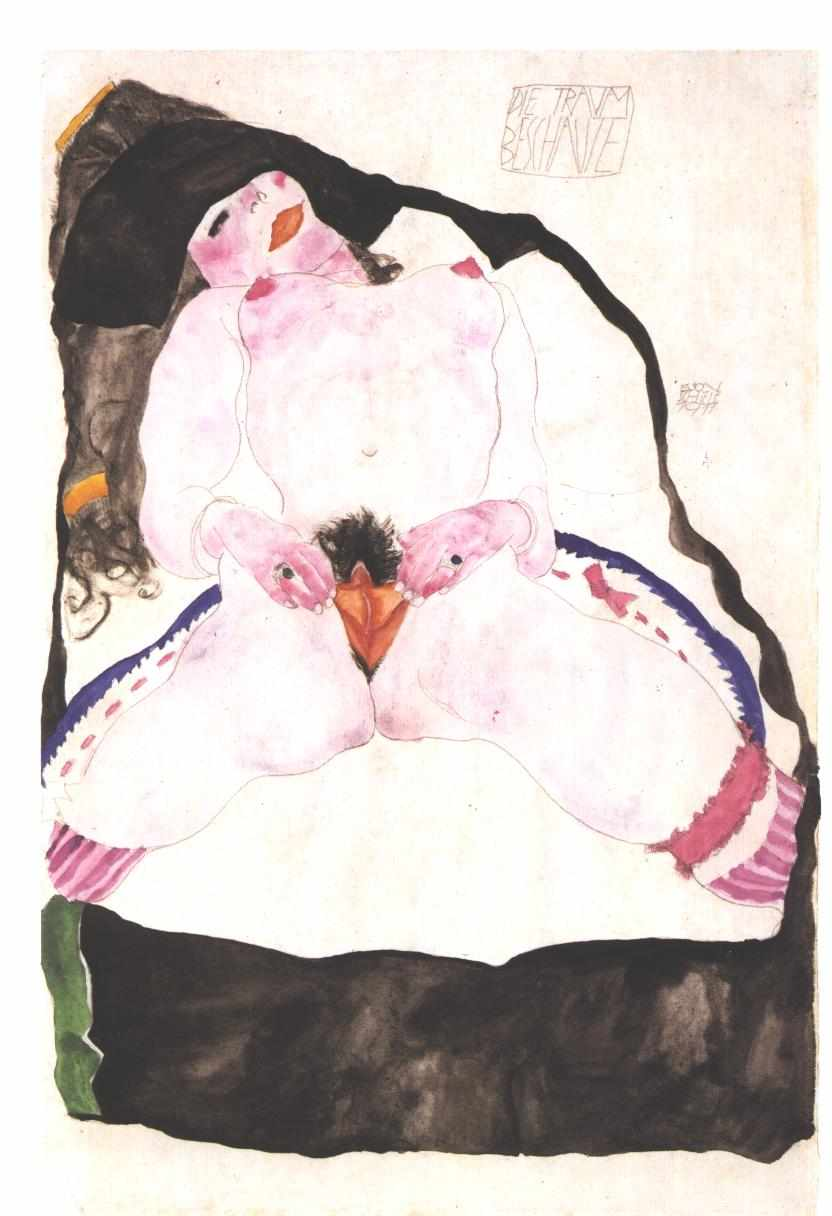
Vue en rêve, 1911, mine de plomb et aquarelle sur papier, 48 × 32 cm, Metropolitan Museum of Art.
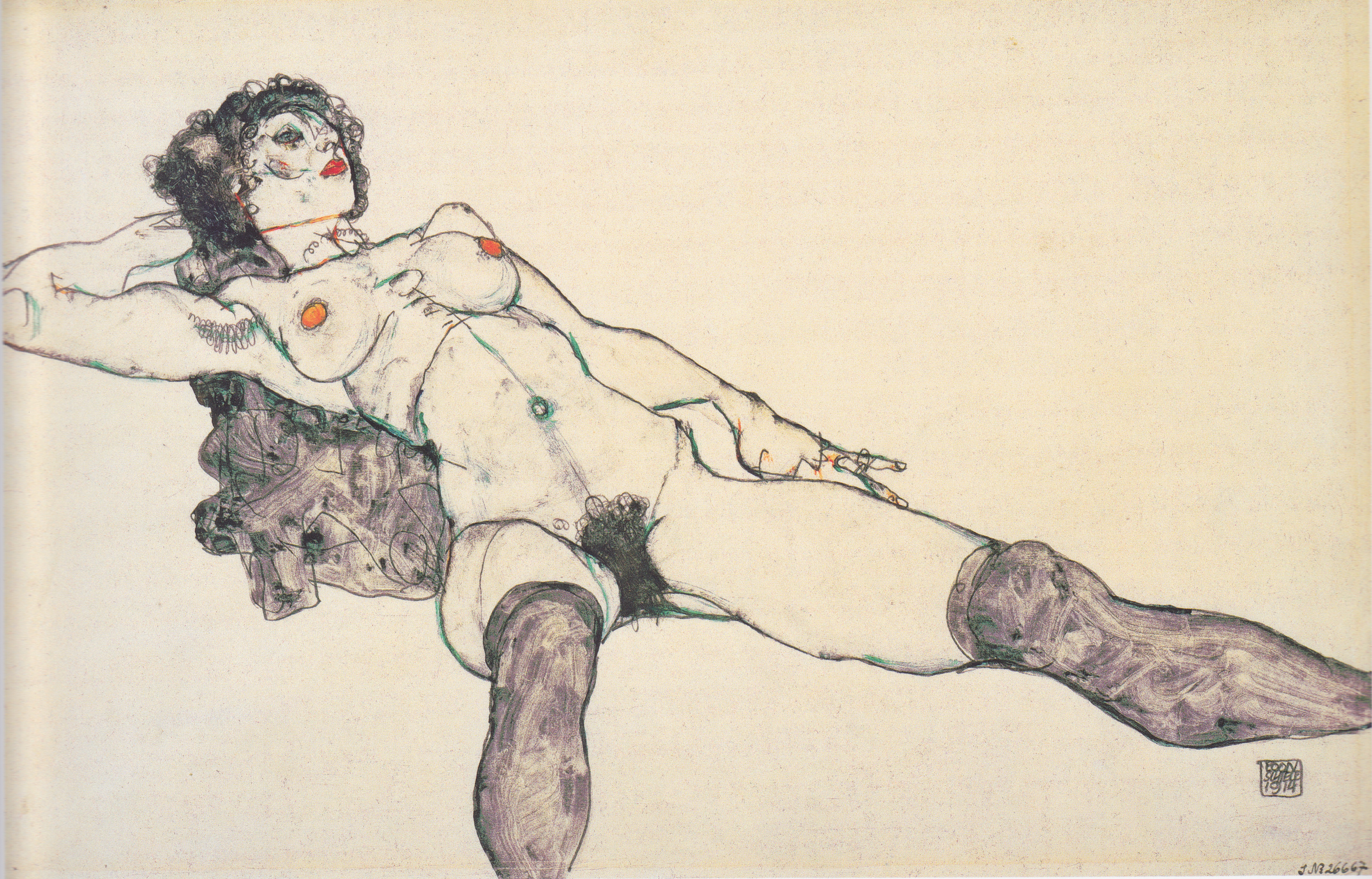
Nu allongé jambes écartées, 1914, crayon et gouache sur papier japon, 31,5 × 48 cm, Albertina.
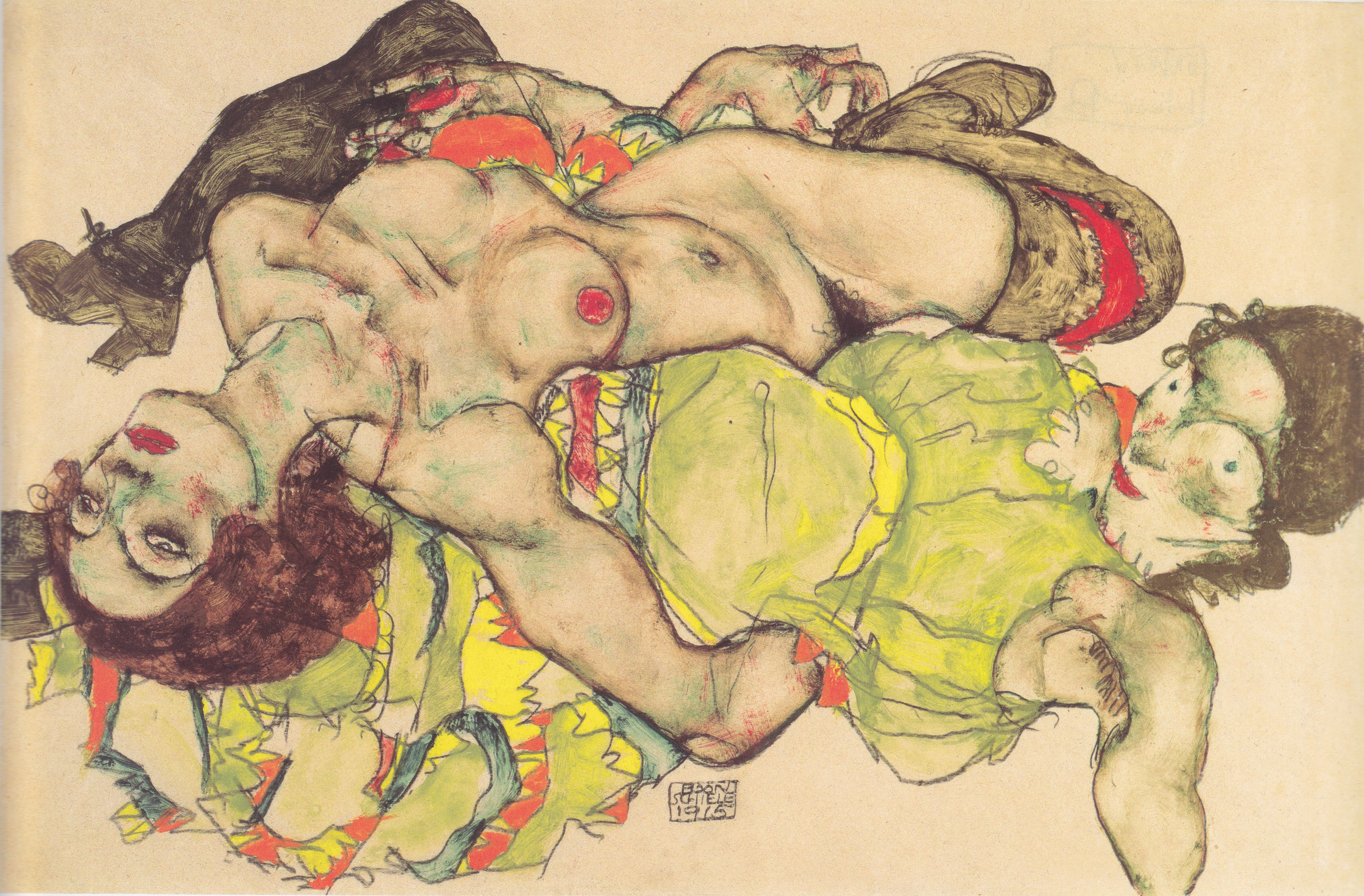
Couple d'amantes, 1915, crayon et gouache sur papier, 32,5 × 49,5 cm, Albertina.
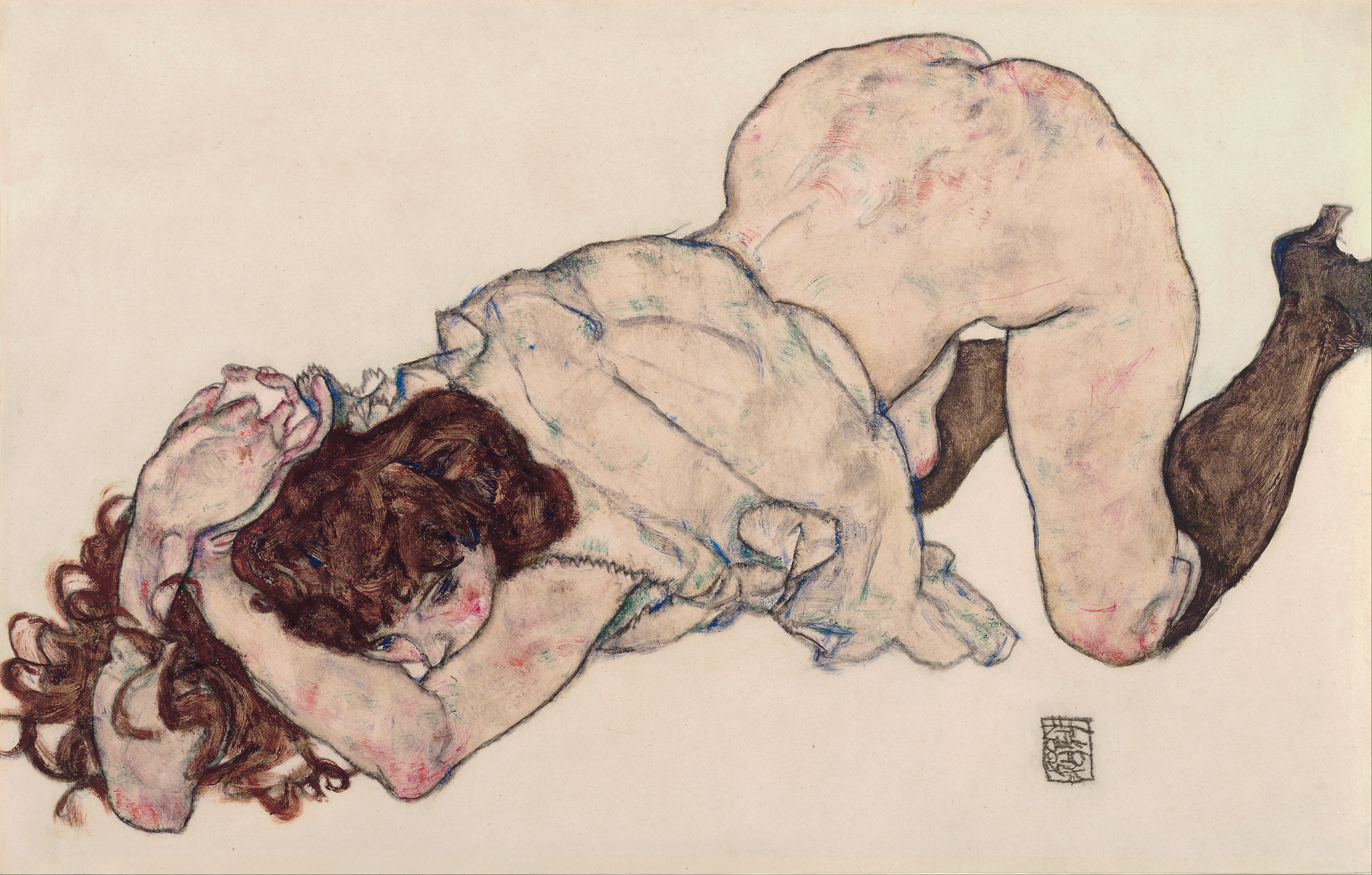
Fille à genou appuyée sur ses coudes, 1917, crayon et gouache sur papier, 29 × 44 cm, musée Leopold.
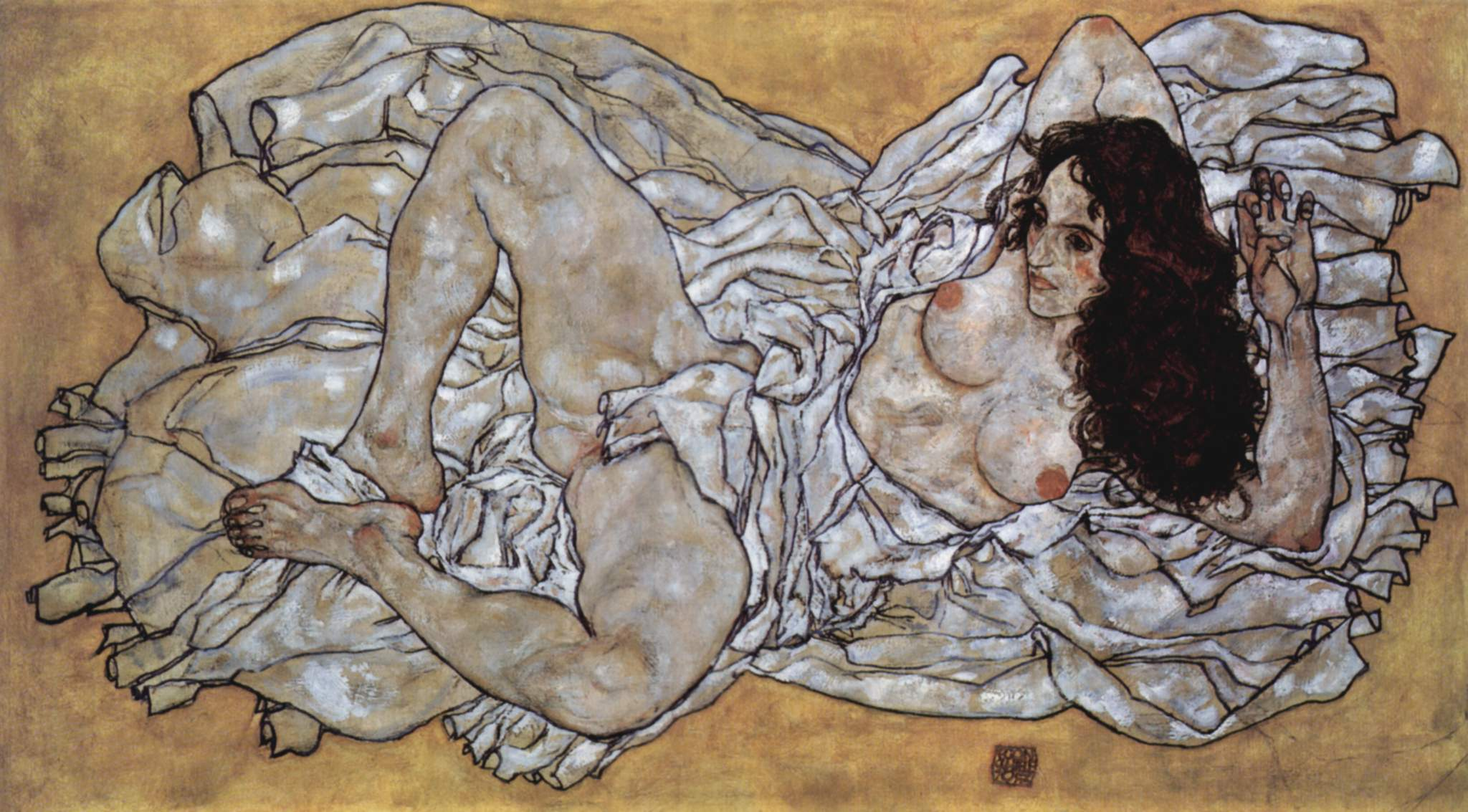
Femme allongée, 1917, huile sur toile, 96 × 171 cm, musée Leopold.

L'évolution des dernières années conduit le peintre à représenter des icônes plutôt que des femmes individualisées. Gagnant en réalisme, en épaisseur distincte de la personnalité de l'artiste, ses nus deviennent paradoxalement interchangeables, : les modèles professionnelles ne se distinguent pas toujours des autres, ni Edith d'Adele Harms. Pour Jane Kallir, « ce sont désormais les portraits qui sont pleinement animés tandis que les nus sont relégués dans un esthétisme éthéré ».

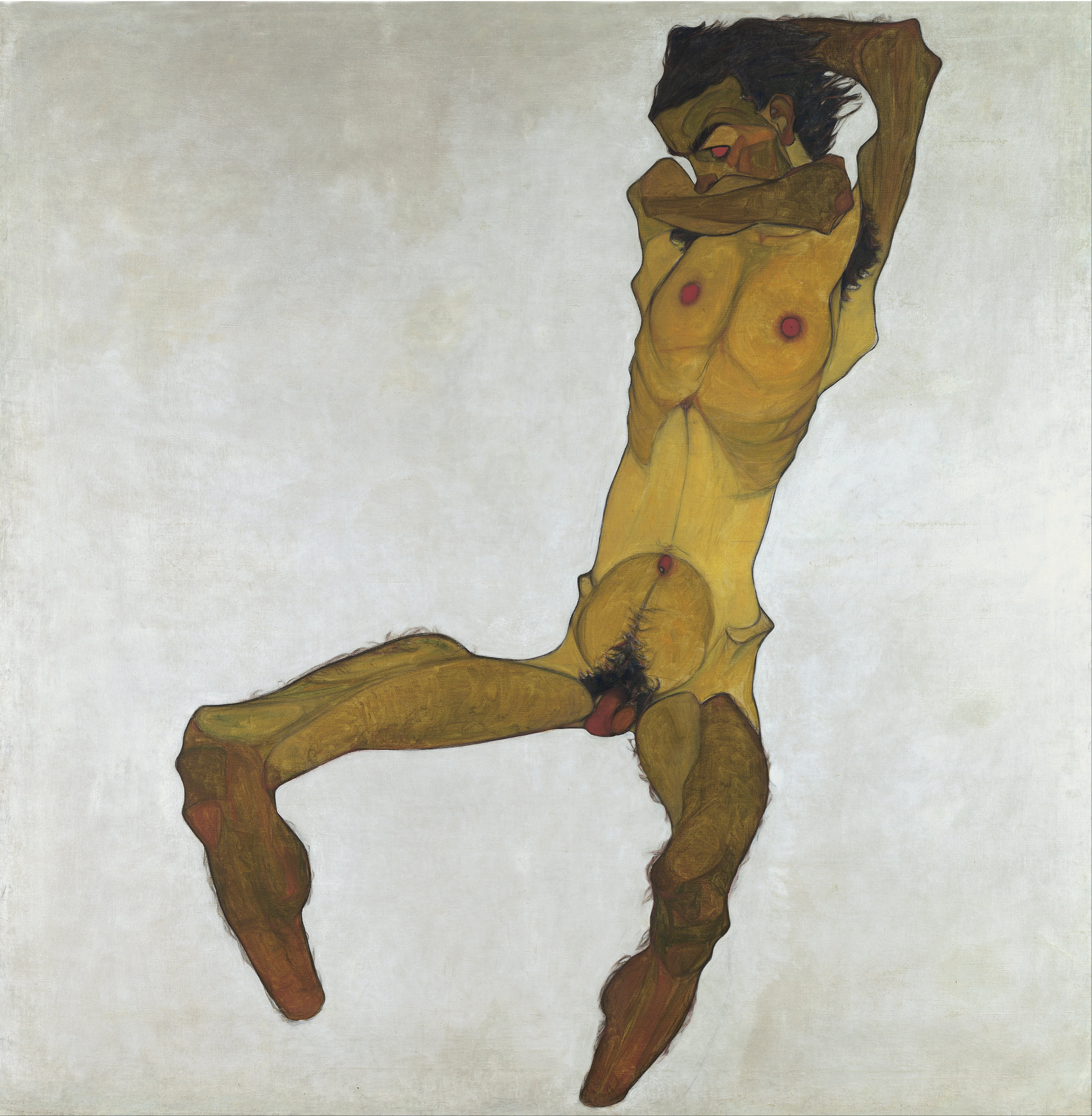
Nu masculin assis (autoportrait), 1910, huile et gouache sur toile,, musée Leopold.

#### Autoportraits
Egon Schiele a laissé une centaine d'autoportraits dont des nus « aux allures de pantins désarticulés, aux chairs tuméfiées, se masturbant, [qui] n'ont aucun précédent dans l'art occidental ».
Surchargés d'éléments expressifs, notamment de 1910 à 1913, ses autoportraits ne sont pas flattés : d'une maigreur ascétique, le peintre se montre dans d'étranges contorsions, le visage hirsute, grimaçant ou encore affligé d'un strabisme, clin d'œil probable à son nom de famille, schielen signifiant « loucher » en allemand. Comme dans les portraits, sa quête de vérité impliquant une nudité impudique, n'a pas de rapport mimétique avec l'aspect réel. Son corps poilu, plissé, marbré de couleurs fantasmatiques, ou tronqué quand il n'est pas à moitié coupé par le cadrage, n'illustre pas seulement son désir de contester l'idéalisation classique mais le fait que chez lui, « l'autoreprésentation [a] peu de choses à voir avec l'extériorité ».

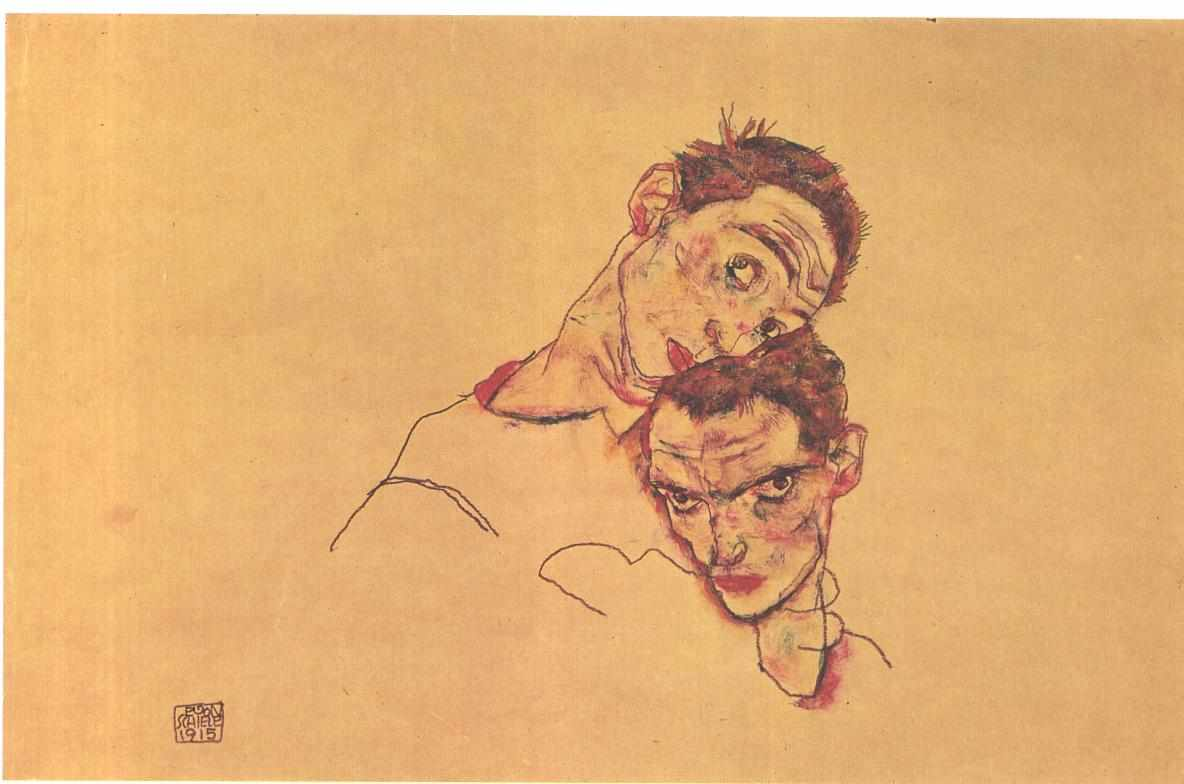
Autoportrait double, 1915, crayon et aquarelle sur papier, coll. privée.

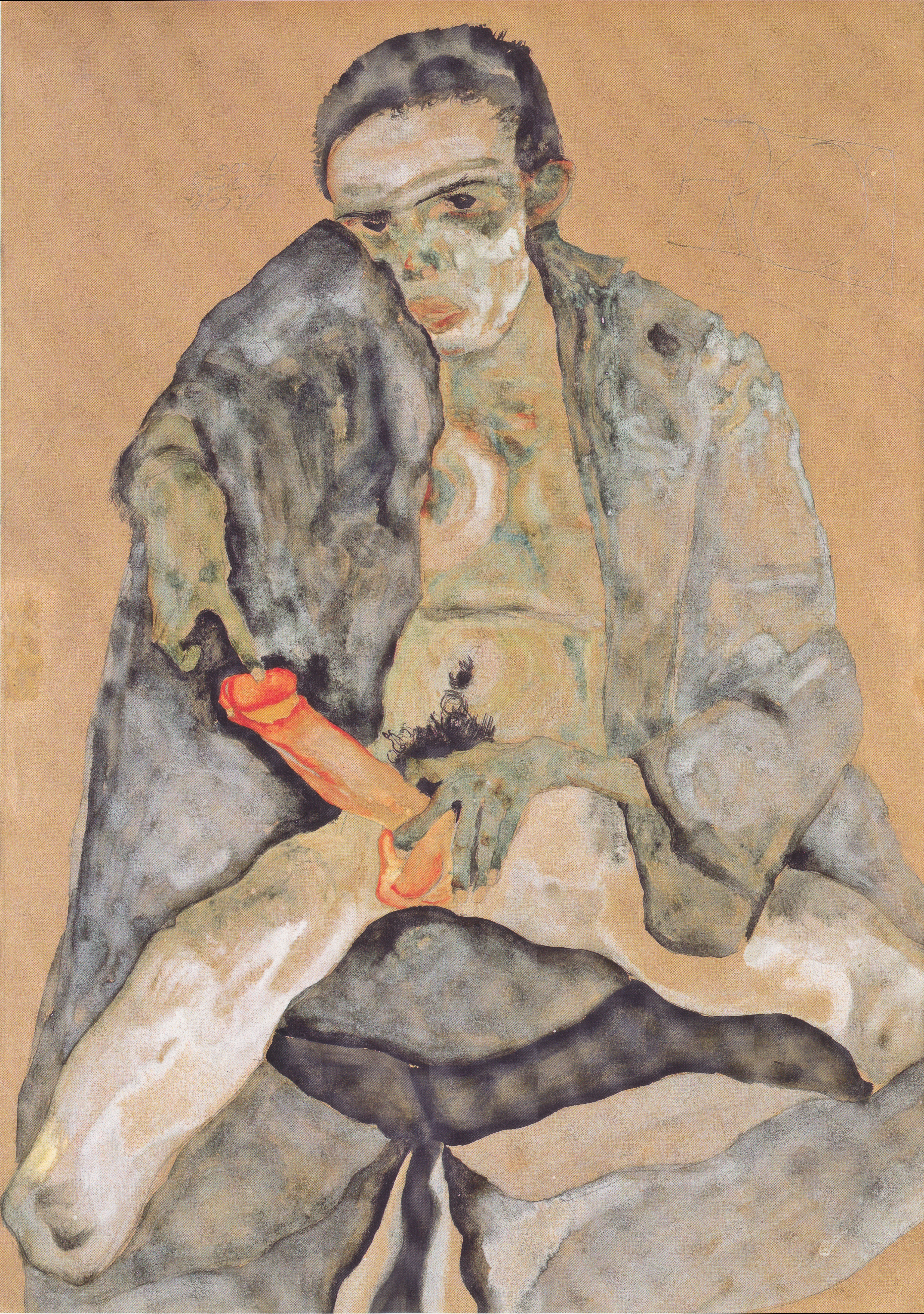
Eros, 1911, craie, gouache et aquarelle sur papier,, coll. privée.

Le motif symbolique du double, hérité du romantisme allemand, apparaît dans plusieurs autoportraits. Schiele pense-t-il à la variabilité de ses traits, ou à un corps astral ? Suggère-t-il les contradictions de sa psyché, la crainte d'une dissociation de son moi, cherche-t-il à le réunifier ou à suggérer une dualité ? Figure-t-il — sans connaître les travaux de Freud ni la psychanalyse — une image du père, l'idée d'un surmoi ?
« Les poses les plus convulsives des autoportraits pourraient être analysées comme des orgasmes [et] la masturbation expliquerait aussi l'apparition du « double », seul manipulateur, seul responsable ». C'est dans ce sens qu'Itzhak Goldberg se penche sur l'importance des mains dans les tableaux et particulièrement les autoportraits nus de Schiele. Ceux-ci d'après lui « se présentent tantôt comme une démonstration ostentatoire et provocante de la masturbation, un défi lancé à la société, tantôt comme la mise en scène d'une riche série de stratagèmes servant à empêcher la main d'entreprendre ces activités irrépressibles » : le sujet projette alors ses mains loin de son corps ou tourne vers le spectateur un regard inquiet, comme pour se dédouaner d'agissements coupables.
Jean-Louis Gaillemin voit dans ces séries d'autoportraits une quête de soi volontairement inaboutie, une sorte d'expérimentation. Reinhardt Steiner pense que Schiele cherche plutôt à y exprimer une force vitale ou spirituelle dont l'idée lui viendrait de Friedrich Nietzsche et du théosophisme alors en vogue : « Je suis si riche que je dois m'offrir aux autres », écrivait-t-il. Quoi qu'il en soit, Jane Kallir leur trouve « un mélange de sincérité et d'affectation qui les empêche de tomber dans le sentimentalisme ou le maniérisme » tandis que Wolfgang Georg Fischer conclut à une « pantomime du moi qui fait de lui un artiste unique parmi tous les autres artistes du XXe siècle ».

#### Allégories
Dès 1910 et jusqu'à sa mort, Egon Schiele « imagine de grandes compositions allégoriques destinées à renouveler le rôle social de la peinture. Ce sera un échec ».

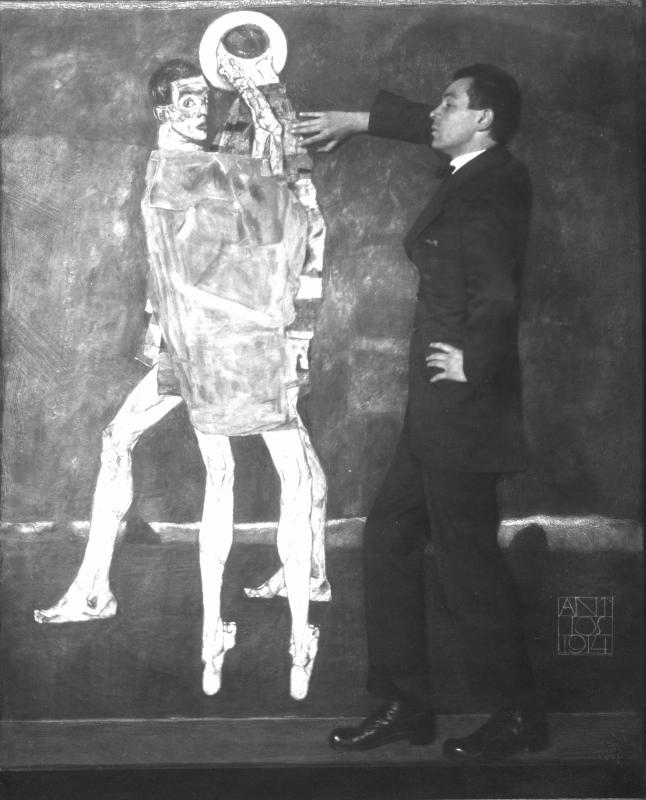
Schiele devant la toile Rencontre (cliché Anton Trčka).

Il se rappelle peut-être les toiles monumentales qui ont lancé la carrière de Klimt. Il s'attribue surtout une réceptivité proche du mysticisme et, valorisant la peinture à l'huile, cherche à y traduire ses visions quasi religieuses. Depuis 1912 Schiele a gardé une vision de lui-même comme saint martyr victime des philistins : dans Les Ermites, hommage à Klimt, tous deux en robe de bure semblent faire bloc sur un fond vide. Ses compositions s'inscrivent comme celles d'un Ferdinand Hodler dans une tradition « mystico-pathétique » héritée du XIXe siècle, qui voit en l'artiste un prophète voyant ou un martyr : leur interprétation n'en est pas moins délicate, beaucoup ayant en outre disparu.
L'année 1913 le voit se lancer dans des toiles empreintes d'une spiritualité obscure : il aurait ambitionné une immense composition grandeur nature pour laquelle il multiplie des études d'hommes dont un cartouche calligraphié précise le caractère psychologique (Le Danseur, Combattant, Le Mélancolique) ou ésotérique (Dévotion, Rédemption, Résurrection, Conversion, Celui qui appelle, La vérité fut dévoilée). Carl Reininghaus est très intéressé mais ce travail reste inachevé : les toiles sont redécoupées, seule subsiste Rencontre (Autoportrait avec un saint) devant laquelle Schiele se fait photographier en 1914 par son ami Anton Trčka.
Dans les années qui suivent, les grands formats carrés l'invitent à développer le sujet sur un mode emphatique ; des autoportraits se mêlent à des personnages dont le corps s'étoffe, dont les attitudes évoquent des extases ritualisées (Cardinal et Nonne, Les Ermites, Agonie),. Celles qui ont pour sujet la mère ou la naissance relèvent d'une thématique symboliste traitée de manière lugubre du fait des rapports entre Egon et Marie Schiele. Titres — Mère morte, Mère aveugle, Femme enceinte et la mort —, figures maternelles closes sur elles-mêmes, thème récurrent de la cécité, indiquent qu'il s'agit de maternité non pas heureuse mais « aveugle », c'est-à-dire sans amour, et liée au malheur,. En même temps, « la mère qui porte et nourrit le génie de l'enfant devient […] la figure symbolique centrale d'une conception mystique qui fait de l'art un sacerdoce ».

Mère morte I, 1910, huile et mine de plomb sur bois, 32 × 26 cm, musée Leopold.
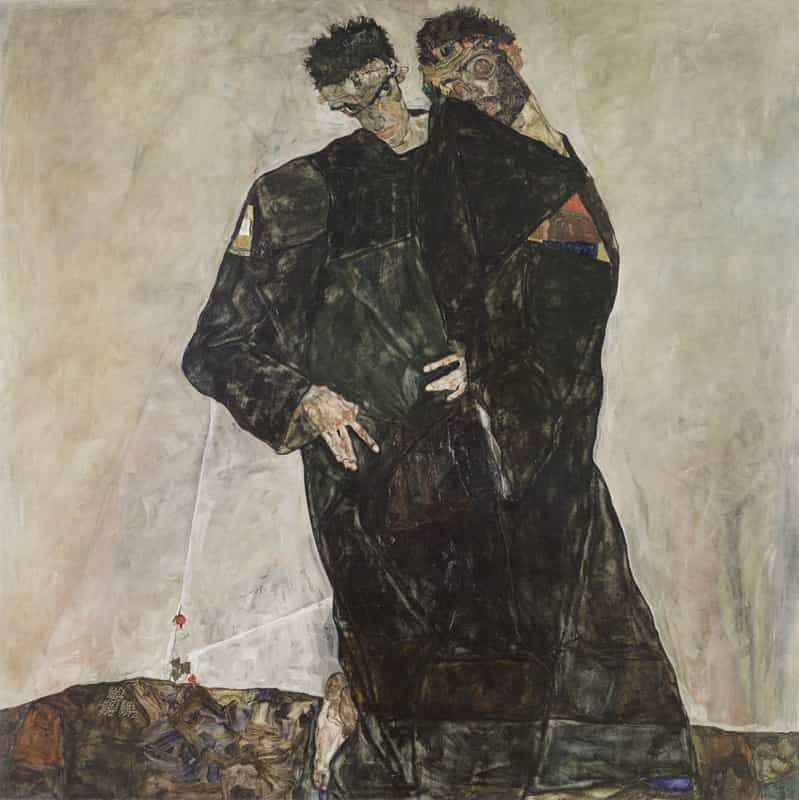
Les Ermites, 1912, huile sur toile, 181 × 181 cm, musée Leopold.
Agonie (Combat à mort), 1912, huile sur toile, 70 × 80 cm, Neue Pinakothek.
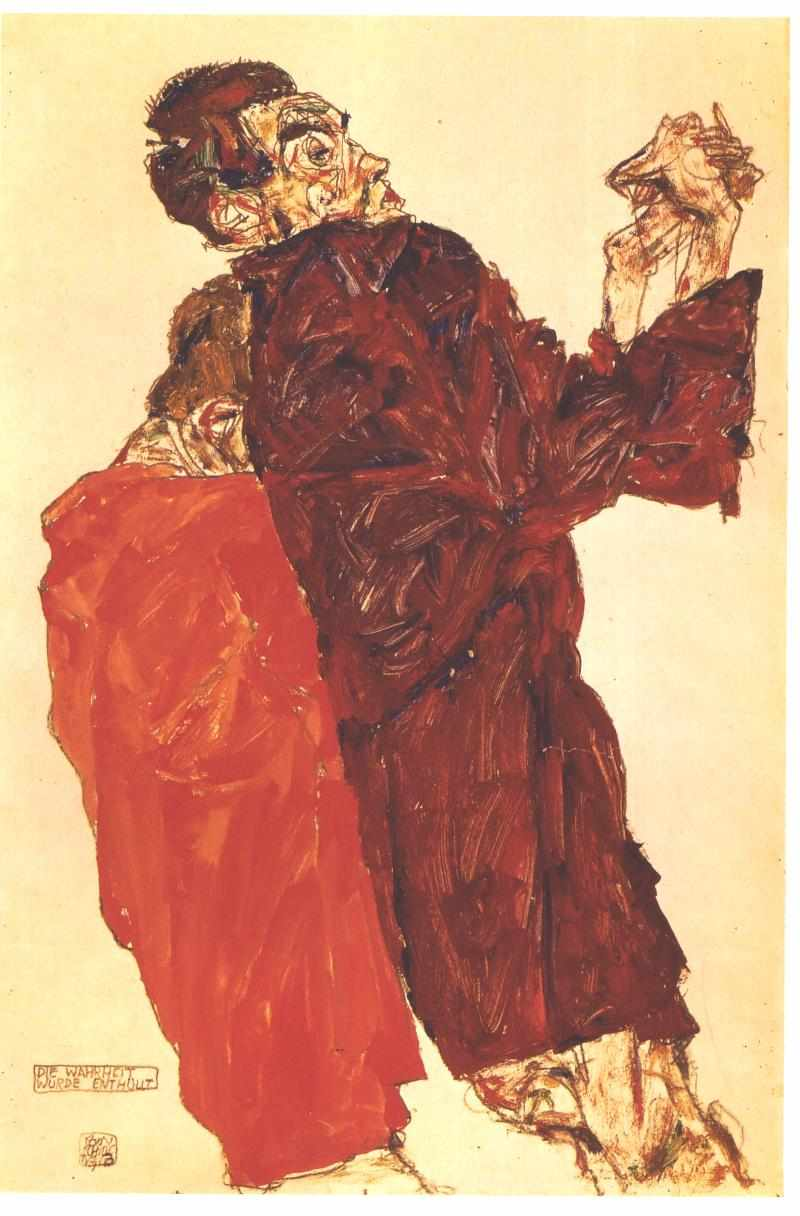
La vérité fut dévoilée, 1913, gouache, aquarelle et mine de plomb, 48,5 × 32 cm, coll. privée.
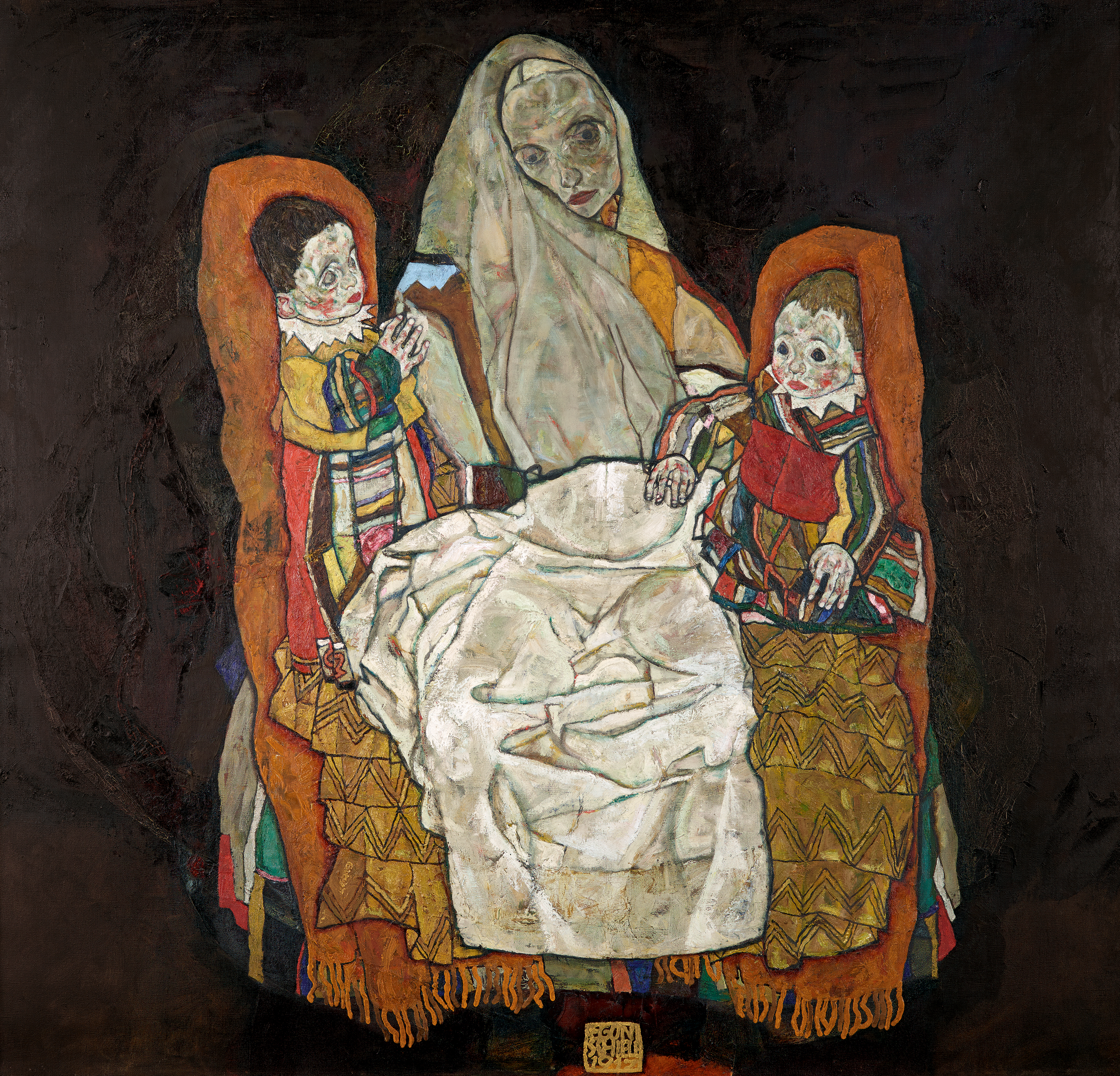
Mère avec deux enfants, 1917, huile sur toile, 150 × 159 cm, Galerie du Belvédère.

Si les dernières grandes toiles paraissent plus voluptueuses et moins sombres — Femme allongée se livrant au plaisir solitaire, Amants qui s'étreignent timidement —, le message derrière l'anecdote demeure énigmatique car elles sont coupées de leur finalité, sinon inachevées.

### Singularité et significations
Dès 1911 émergent au fond dans l'œuvre de Schiele trois thématiques interdépendantes et transversales : naissance, mortalité, transcendance de l'art,. Cela explique son goût pour l'allégorie mais passe avant tout par sa manière unique de traiter le corps humain, influencée moins par ses fantasmes — ce qui n'évacue pas les questions sur ses nus — que par son époque et une société dont il traduit assez consciemment faiblesses et obsessions.

#### Le corps et les pulsions
Egon Schiele « s'est emparé du corps avec une rare violence », la place du sexe dans son œuvre étant souvent mal comprise,.

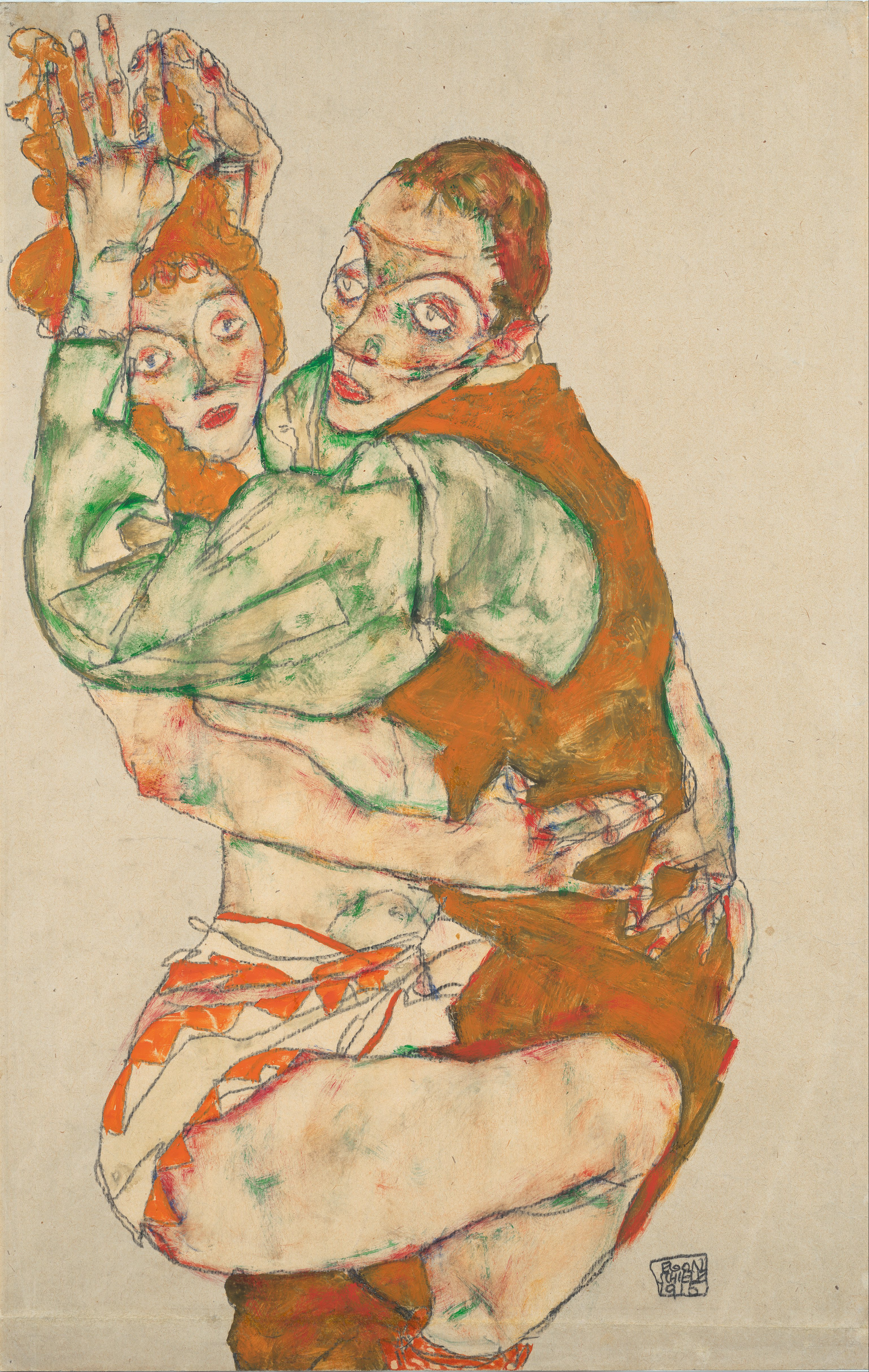
Acte d'amour, 1915, crayon de couleur sur papier,, musée Leopold.

Quoique s'abstenant de tout rapport physique avec ses modèles mineures, il ne cache pas qu'elles le troublent et la rumeur lui prête la plus importante collection viennoise d'estampes japonaises pornographiques : au vu de ses premiers nus, nombre de ses contemporains voient en lui un obsédé sexuel voyeur et exhibitionniste. Si ces œuvres ont d'abord été le lieu d'expression de ses angoisses personnelles, une distanciation affective et stylistique après 1912 prouve en tout cas qu'il a intégré les normes sexuelles de son temps, et son ami Erich Lederer déclare : « De tous les hommes que j'ai connus […], Egon Schiele est un des plus normaux. »
« Mais où finit le nu et où commence l'érotique ? interroge J.-L. Gaillemin. Où l'artiste « voyant » devient-il voyeur? » Depuis le début, le travail de Schiele sur les corps est indissociable de sa quête artistique, de ses expérimentations formelles sans lien nécessaire avec le sujet représenté,. Contorsionnés jusqu'au grotesque, ces corps demeurent aux yeux de certains d'une charge érotique intense, tandis que d'autres jugent inverse l'effet de leur nudité torturée,, : « ses nus n'ont absolument rien d'excitant », écrit J. Kallir, mais sont au contraire « souvent effrayants, dérangeants ou franchements laids » ; « si ses nus sont ambigus, concède Gaillemin, ses « érotiques » sont d'une inquiétante froideur » ; sensualité et érotisme « ne sont qu'esquissés, car leur effet est aussitôt nié », renchérit Bertrand Tillier.

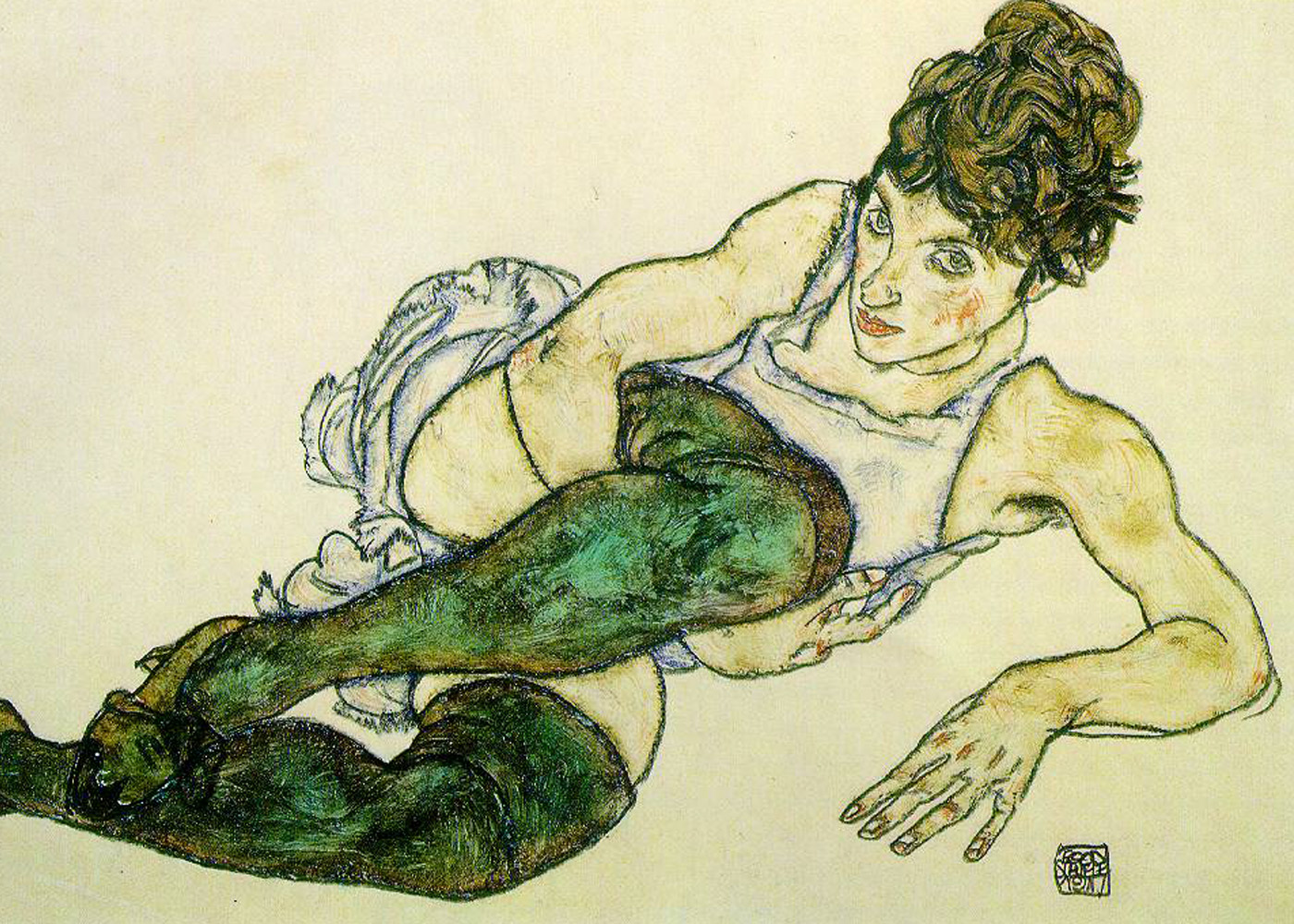
Femme allongée aux bas verts, 1917, gouache et crayon gras sur papier,, coll. privée.

À travers une gestuelle au besoin exagérée, les nus de Schiele se font le véhicule privilégié d'une représentation de sentiments ou tendances universels, à commencer justement par les émotions et pulsions sexuelles. La provocation vise les normes esthétiques imposées comme les interdits de la société Belle Époque : obscène peut-être mais non voyeur, Schiele est un briseur de tabous qui ose évoquer le sexe, la masturbation ou l'homosexualité, masculines et féminines.
Or il en donne le plus souvent une image non pas jouissive ni sereine, mais inquiète, sans joie, marquée d'une composante névrotique voire morbide,. Ses modèles ont rarement l'air détendu ou épanoui — leurs poses contraintes étant justement d'après Steiner ce qui distingue le regard quasi clinique de Schiele de celui de Klimt, plus voyeur au sens où il invite le spectateur dans des scènes d'abandon intime. Ses autoportraits donnent à voir un phallus triste et privé d'objet, qui trahit les obsessions comme le malaise coupable de l'homme civilisé. Tillier rapproche de l'art du poète Hugo von Hofmannsthal cette aptitude peut-être sado-masochiste à traquer les petits secrets honteux de l'individu.
De même que les mouvements de ses modèles seraient des fantasmagories, « ses nus et ses couples érotisés illustrent des fantasmes sexuels », note Fischer. Les nus de Schiele, « tourmentés par les effets du refoulement sexuel, offrent des similitudes étonnantes avec les découvertes de la psychanalyse » sur la puissance de l'inconscient, confirme Itzhak Goldberg après Jane Kallir, et la plupart des commentateurs d'évoquer les recherches de Charcot et Freud sur l'hystérie,. Schiele a d'abord violé à sa façon le même tabou que ce dernier : le mythe de l'enfance asexuée qui avait pu permettre à un Lewis Carroll de photographier en toute bonne conscience des petites filles plus ou moins dévêtues.
| |  |  |
| Gauche : Dr Paul Richer, Études cliniques sur l'hystéro-épilepsie ou grande hystérie, 1881. Droite : Schiele, Fille à genou tête penchée, 1915, crayon et gouache sur papier, 32,5 × 48 cm, musée Leopold. |  |  |

Explorant les ressources expressives de la physionomie jusqu'aux limites de la pathologie, Schiele a produit des dessins que Steiner rapproche, par leurs crispations spasmodiques ou extatiques, des dessins et sculptures anatomiques du Dr Paul Richer. Il est d'ailleurs possible qu'il ait pu voir des photographies prises à l'Hôpital de la Salpêtrière lorsque Charcot mettait en scène ses malades. « Schiele n'a pas représenté des hystériques, précise le plasticien Philippe Comar, il s'est servi de ce répertoire d'attitudes pour donner corps aux angoisses d'une époque. »

#### Reflet d'un monde en déclin

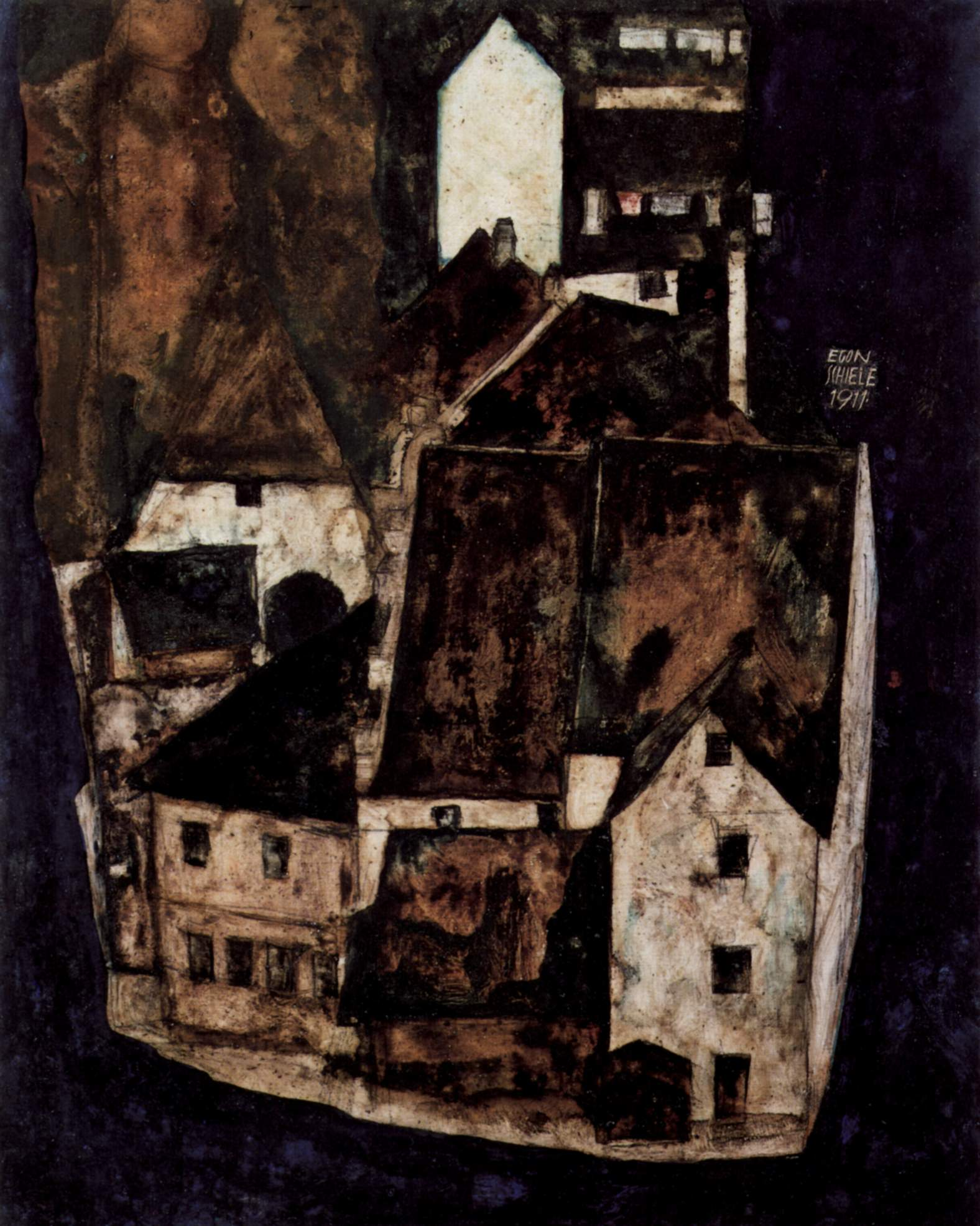
Ville morte III, 1911, huile sur bois,, musée Leopold.

La brutalité traversant l'œuvre de Schiele est à comprendre comme une réaction à une société sclérosée qui étouffe l'individu.
Ses fonds vides dégagent une impression onirique rappelant l'intérêt de l'époque pour le rêve (Freud, Schnitzler, Hofmannsthal, Trakl) mais, loin de l'univers hédoniste de la Sécession viennoise, Egon Schiele repousse le voile ornemental qu'un Klimt, dans sa quête d'harmonie, tente de jeter sur la dureté des réalités sociales et le mal-être de la Belle Époque en Autriche-Hongrie,,.
La ville morte, thème très « fin de siècle » en Europe (Gabriele D'Annunzio, Georges Rodenbach), paraît dans la série des années 1911-1912 le symbole « d'une époque en décomposition », « du déclin ou de dangers à venir ». Par ailleurs, esthétique expressionniste de la fragmentation, rictus asymétriques, corps tétanisés atteignant au tragique par leur dépouillement ou leur laideur incarneraient les souffrances de toute une société et participeraient à la dénonciation des conventions bourgeoises,. Dans les portraits et surtout les autoportraits, le thème du double ainsi qu'une représentation infidèle au sens réaliste peuvent figurer « le déchirement moderne de la personne » et renvoyer, comme chez Freud, Ernst Mach ou Robert Musil, à la crise du sujet, à une identité devenue problématique dans un monde désenchanté insaisissable.
Moins rebelle par exemple qu'un Kokoschka, Egon Schiele n'est pas l'anarchiste qu'ont voulu voir de nombreux critiques. Il reflète l'esprit de l’avant-garde viennoise qui, sans vouloir révolutionner l’art de fond en comble, revendique plutôt une tradition qu’elle estime dévoyée par l’académisme. Dans le sillage de la Sécession, Schiele est convaincu que les arts sont seuls à même d'enrayer la décomposition culturelle et les tendances matérialistes de la civilisation occidentale, dont la vie moderne, la misère sociale puis l'horreur de la Première Guerre mondiale lui paraissent les conséquences directes : il ne fait pas place à celles-ci dans son œuvre, non par nostalgie mais dans une sorte d'espoir de rédemption esthétique.

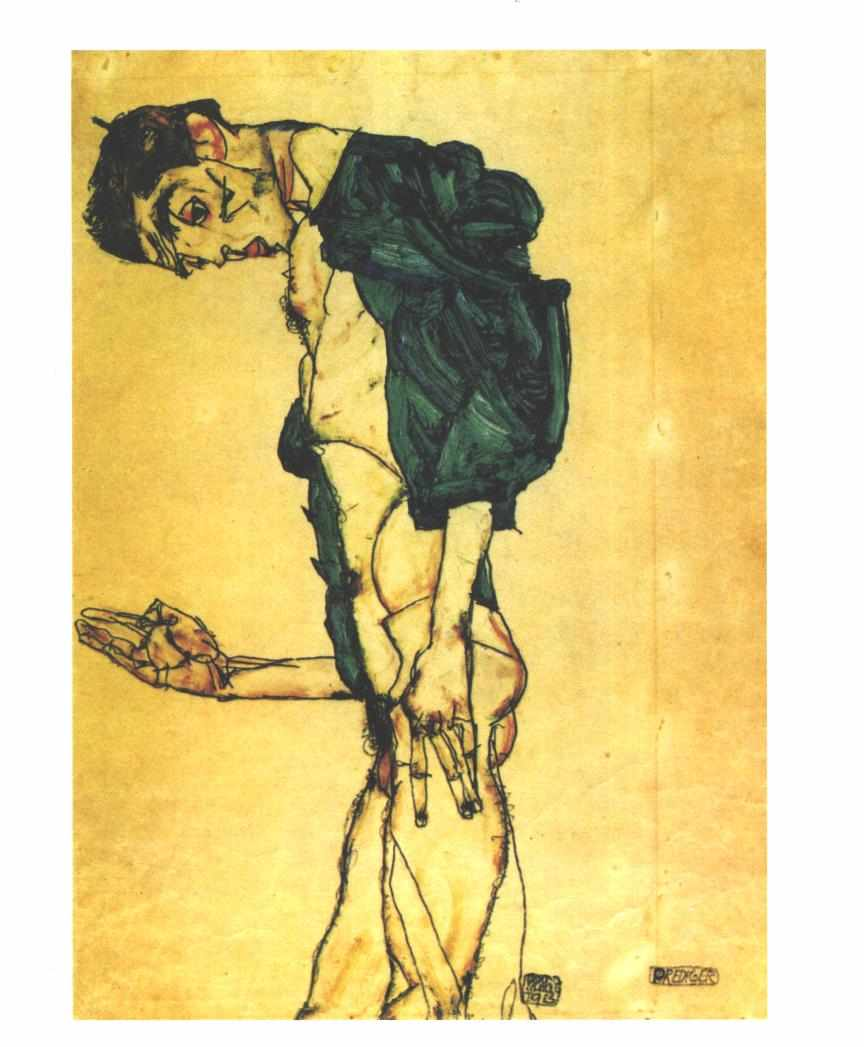
Prédicateur, 1913, gouache, aquarelle et crayon sur papier,, musée Leopold.

« La carrière naissante de Schiele, qui est tellement un produit de son temps, s'achève avec la période qui a permis son éclosion. » Passant du symbolisme allégorique de Klimt à un modernisme plus brutal, il achève la transition du XIXe au XXe siècle. Dans un environnement plus novateur, peut-être aurait-il franchi le pas vers l'abstraction.

#### Condition humaine et transcendance de l'art
Egon Schiele acquiert très tôt la conviction que l'art, et lui seul, peut vaincre la mort.
Il est possible qu'il ait d'abord trouvé dans l'art un moyen de s'affranchir des autorités et contraintes diverses qu'il supportait mal. Son œuvre n'en pose pas moins des questions existentielles sur la vie, l'amour, la souffrance, la mort.
Sa prédilection pour l'autoportrait peut s'expliquer parce que ce serait le seul genre artistique « à même de toucher tous les domaines essentiels de l'existence humaine ». Tout comme ses villes désertes et ses façades aveugles, les paysages de Schiele, ses arbres frêles, ses fleurs fanées offrent en marge de leur aspect décoratif une image de la condition humaine et de sa fragilité. Ses enfants laids, ses mères mélancoliques dégagent une impression de totale solitude, « il les peint et les dessine comme s'il voulait signifier une fois pour toutes que son travail n'est pas de montrer l'homme dans sa splendeur, mais dans sa plus profonde misère ».
« Je suis homme, j'aime la mort et j'aime la vie », écrit-il dans un de ses poèmes vers 1910-1911, et elles sont conjointes dans son œuvre. Si à l'instar d'Arthur Schnitzler ou d'Alfred Kubin, Schiele conçoit la vie comme une lente maladie mortelle, il éprouve face à elle et à la nature un élan que contrebalance son angoisse de s'y perdre, et traduit son ambivalence en corsetant cette surabondance d'énergie pulsionnelle « dans une sorte de camisole de force plastique ». Roessler disait que dans ses nus il avait « peint la mort sous la peau », persuadé que « toute chose est morte-vivante »,. Et dans un autoportrait comme Les voyants d'eux-mêmes, le double figurant la mort paraît lui-même la regarder avec effroi tandis qu'il tente d'immobiliser le vivant. Chaque tableau deviendrait dès lors « comme une conjuration de la mort par la réappropiration méticuleuse, timide, analytique, morcelée des corps » et de la nature. L'œuvre est pour Schiele une incarnation véritable : « J'irai si loin, affirmait-il, qu'on sera saisi d'effroi devant chacune de mes œuvres d'art « vivantes »,. »
« Par sa vie et son œuvre, Egon Schiele incarne de façon emblématique l'histoire d'un jeune homme qui accède à l'âge adulte et lutte inexorablement pour atteindre quelque chose qui ne cesse de lui échapper. » « L'art de Schiele, estime Reinhard Steiner, ne propose aucune issue pour l'homme, qui reste une marionnette sans défense livrée au jeu omnipotent des forces de l'affect ». Philippe Comar pense aussi que « jamais une œuvre n'aura montré avec autant de force l'impossibilité de saisir la vérité humaine dans une âme et un corps unifiés ». Jane Kallir conclut néanmoins que « la précision objective et la profondeur philosophique, l'aspect personnel et la dimension universelle, le naturalisme et la spiritualité coexistent enfin organiquement dans ses dernières créations ».

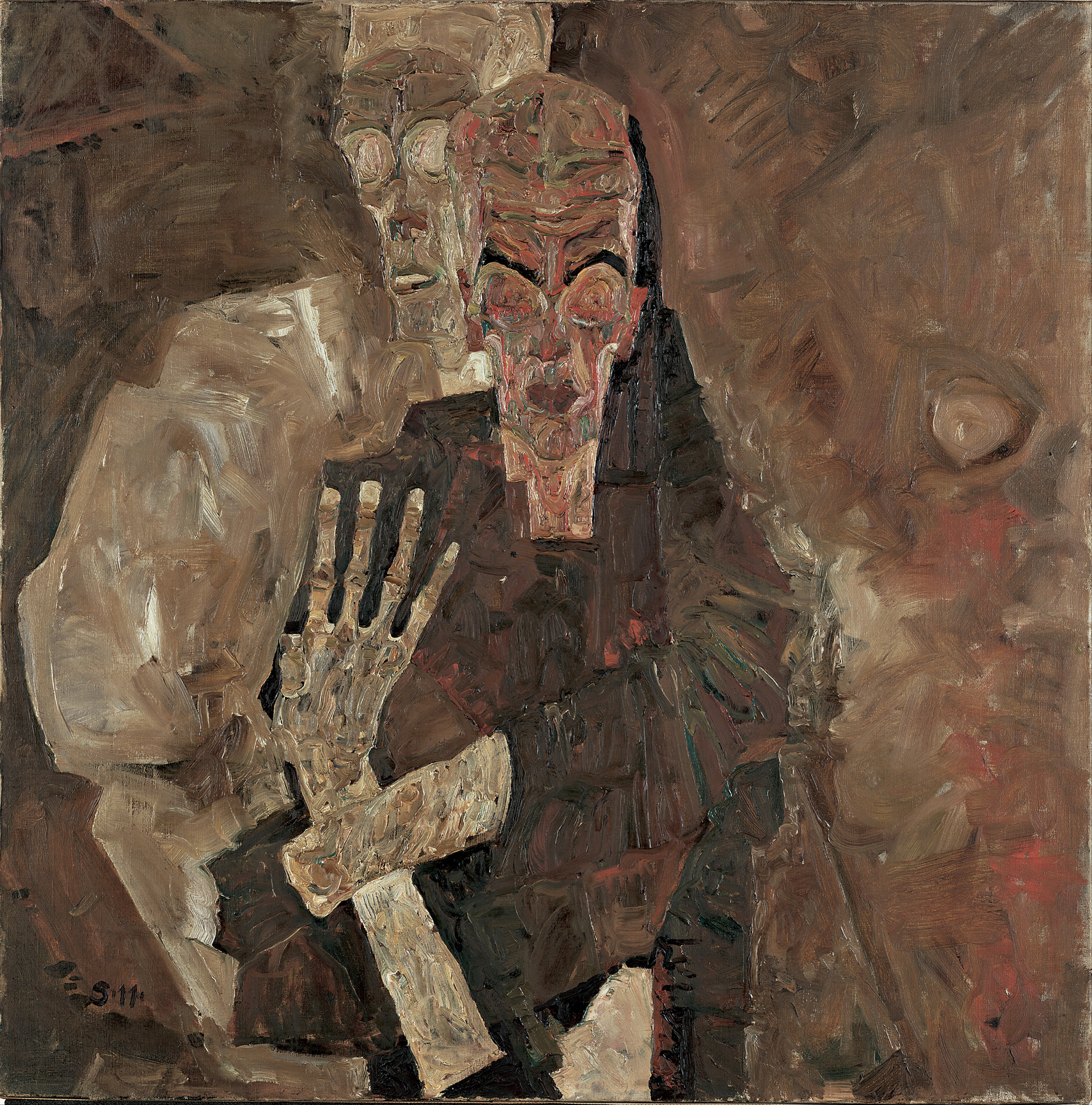
Les voyants d'eux-mêmes II (L'Homme et la Mort), 1911, huile sur toile,, musée Leopold.

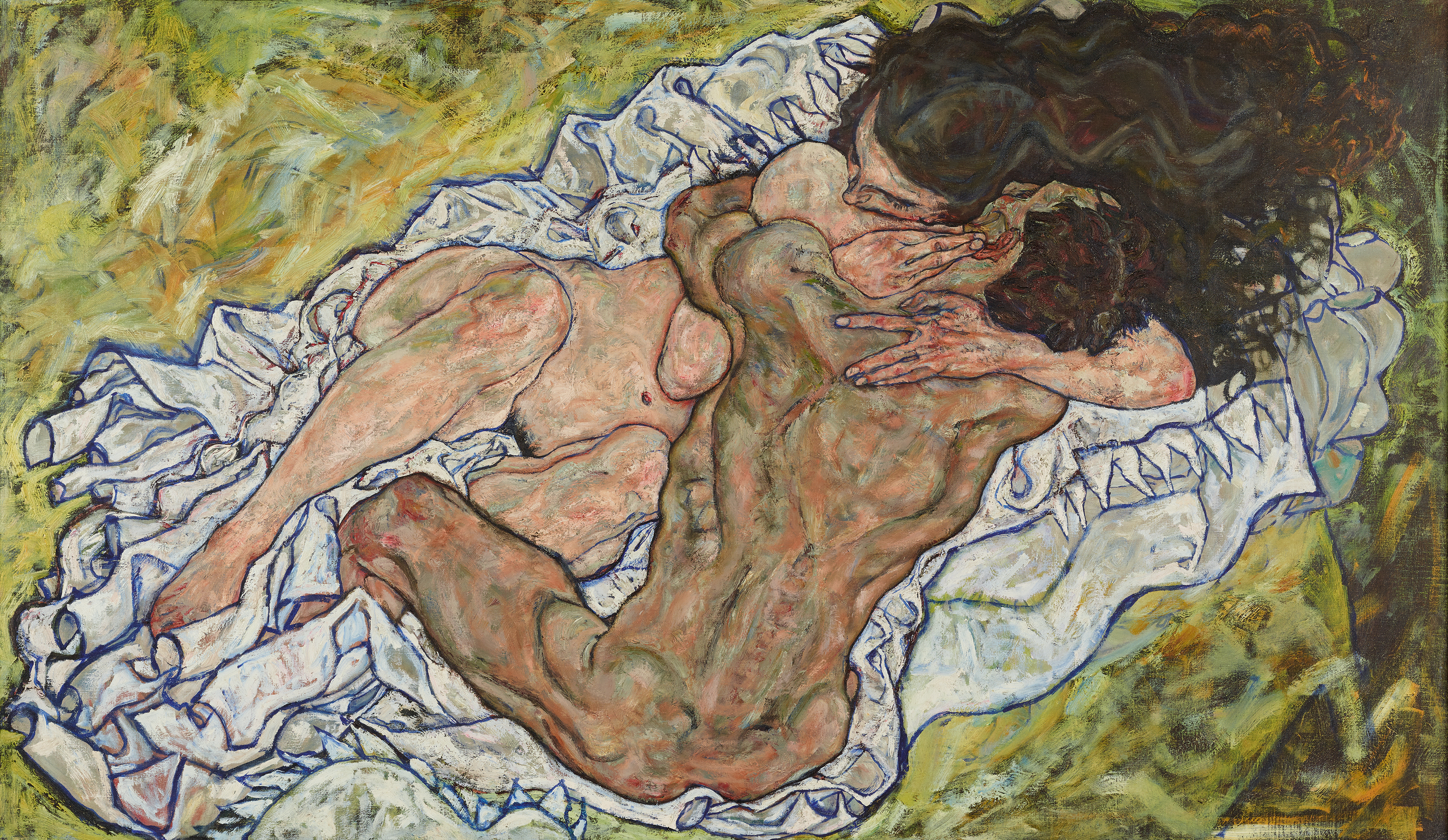
L'Étreinte, 1917, huile sur toile,, Galerie du Belvédère.

Il semble d'ailleurs qu'il projetait en 1918 — suite peut-être à une commande et préparant pour cela des études de femmes — un mausolée où des chambres emboîtées se seraient succédé sur les thèmes « existence terrestre », « mort », « vie éternelle ».

## Postérité
La reconnaissance d'Egon Schiele sur le plan international n'a pas été immédiate ni linéaire mais s'est faite d'abord dans le monde anglo-saxon et surtout après la Seconde Guerre mondiale. L'esprit subversif émanant de ses corps torturés commence à hanter d'autres artistes dès les années 1960. S'il est présent dans les grands musées du monde, Vienne conservant les plus importantes collections publiques, la plupart de ses œuvres, désormais très cotées, appartiennent à des particuliers.

### Fortune de l'œuvre

#### Reconnaissance internationale
La consécration de Schiele comme artiste de premier plan a plus tardé en France que dans d'autres pays.
Le recensement chronologique de ses œuvres n'est pas simple. Elles sont généralement datées et signées, dans une sorte de cartouche au graphisme changeant influencé par le Jugendstil : mais le peintre, qui ne leur donnait pas toujours de titre et les datait souvent de mémoire dans ses listes, se trompait à l'occasion. Des centaines de faux ont en outre commencé à se répandre, peut-être dès 1917-1918, alors que certaines œuvres attestées par des documents ont été perdues. Plusieurs spécialistes se sont donc successivement attelés à des catalogues raisonnés : Otto Kallir en 1930 puis en 1966, Rudolf Leopold en 1972, Jane Kallir, petite-fille d'Otto, en 1990 — elle entreprend notamment de répertorier les dessins — puis derechef en 1998, le Kallir Research Institute mettant son catalogue en ligne vingt ans plus tard, après que la maison d'édition Taschen a publié en 2017 celui de Tobias G. Netter.

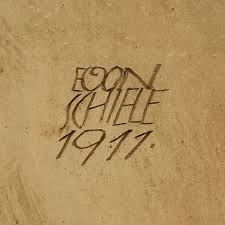
Signature d'un dessin, 1911.
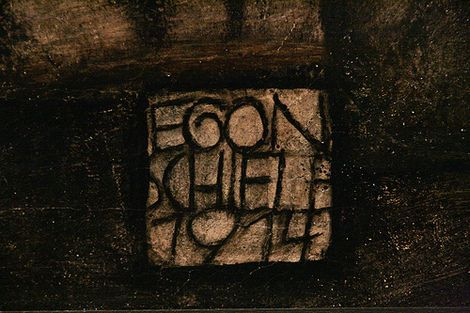
Signature d'une huile, 1914.
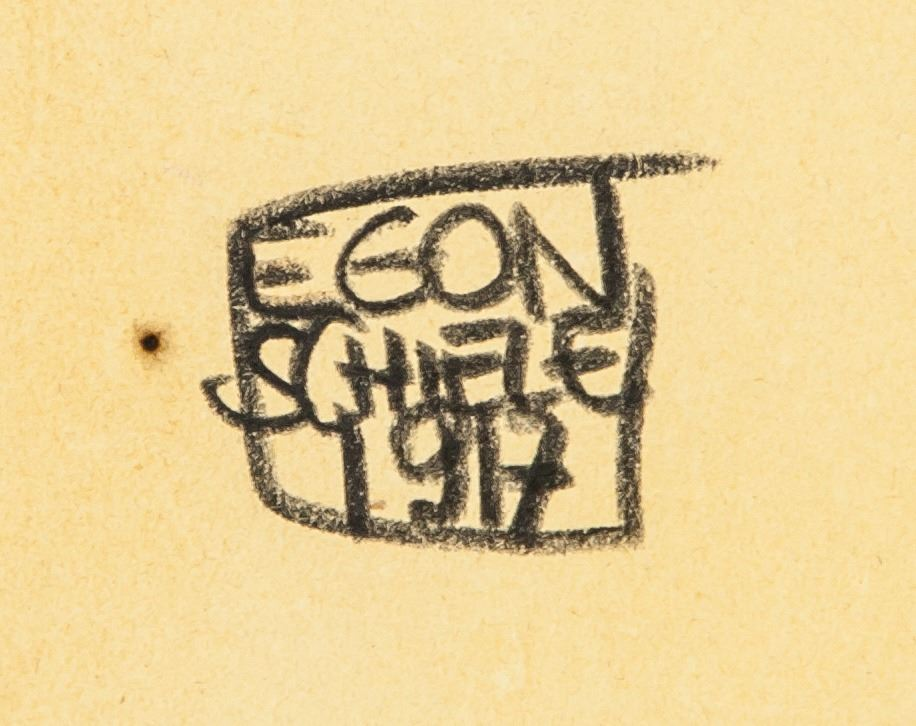
Signature d'un dessin, 1917.

À sa mort, Egon Schiele est un peintre reconnu dans le monde germanique, mais plus pour ses dessins et aquarelles que pour ses huiles — du moins en dehors de Vienne où un portfolio de reproductions avait paru en 1917 et où il est régulièrement exposé dans les années 1920. Pendant la période du nazisme, ses œuvres sont considérées comme de l'art dégénéré : si plusieurs collectionneurs juifs autrichiens émigrent avec une partie de leurs acquisitions, beaucoup d'œuvres de Schiele sont spoliées — ainsi du petit Portrait de Wally Neuzil peint sur bois en 1912 — ou détruites. Il faut attendre l'après-guerre pour qu'il soit de nouveau à l'affiche en Autriche, en Allemagne de l'Ouest, en Suisse, à Londres ainsi qu'aux États-Unis.
En dehors de Rudolf Leopold, dont les collections d'art moderne ont servi de base au musée éponyme, le galeriste et historien d'art Otto Kallir (1894-1978) a joué un rôle essentiel pour la notoriété de Schiele dans puis en dehors de la sphère culturelle germanique. En 1923, il inaugure à Vienne sa Neue Galerie (« Galerie nouvelle »), située à proximité de la cathédrale Saint-Étienne (Stephansdom), par la première grande exposition posthume de toiles et dessins d'Egon Schiele, dont il dresse un premier inventaire en 1930. Contraint après l'Anschluss de quitter l'Autriche, il ouvre à Paris une galerie qu'il nomme « Saint-Étienne », rapidement transférée à New York sous le nom de Galerie St. Etienne, et travaille dès 1939 à faire découvrir aux États-Unis les œuvres de Schiele : grâce à lui elles commencent à entrer dans les musées américains au cours des années 1950 et à faire l'objet d'expositions durant la décennie suivante.
En France, l'art autrichien est longtemps tenu pour essentiellement décoratif donc secondaire. Jusque vers 1980, les musées nationaux ne possèdent aucun tableau de Schiele, ni même de Klimt, vu pourtant comme le « pape » de l'Art nouveau viennois. L'exposition de 1986 au Centre Pompidou à Paris marque un tournant : sous la direction de Jean Clair, cet événement intitulé « Vienne. 1880-1938 : naissance d'un siècle » n'expose que des artistes viennois, sans y mêler les avant-gardes françaises. Vingt ans plus tard, l'exposition du Grand Palais « Vienne 1900 : Klimt, Schiele, Moser, Kokoschka », dont le commissaire principal est Serge Lemoine, sort de l'ombre le peintre et décorateur Koloman Moser mais consacre surtout les trois autres comme une « sorte de triumvirat de la peinture à Vienne » de la fin du XIXe siècle à 1918 : avec 34 œuvres, Schiele est le plus représenté.
S'il demeure longtemps étudié avant tout pour ses sujets plus ou moins choquants (symboliques, sexuels, etc.), l'exposition qui se tient à la Fondation d'entreprise Louis-Vuitton, à Paris, pour le centenaire de sa mort, tente une approche formelle, technique de l'œuvre, autour de la ligne, et non par genres ou sujets.

#### Importance dans le monde de l'art
Depuis le dernier quart du XXe siècle, des artistes de toutes sortes se réfèrent à Egon Schiele, dont la cote grimpe sur le marché de l'art.

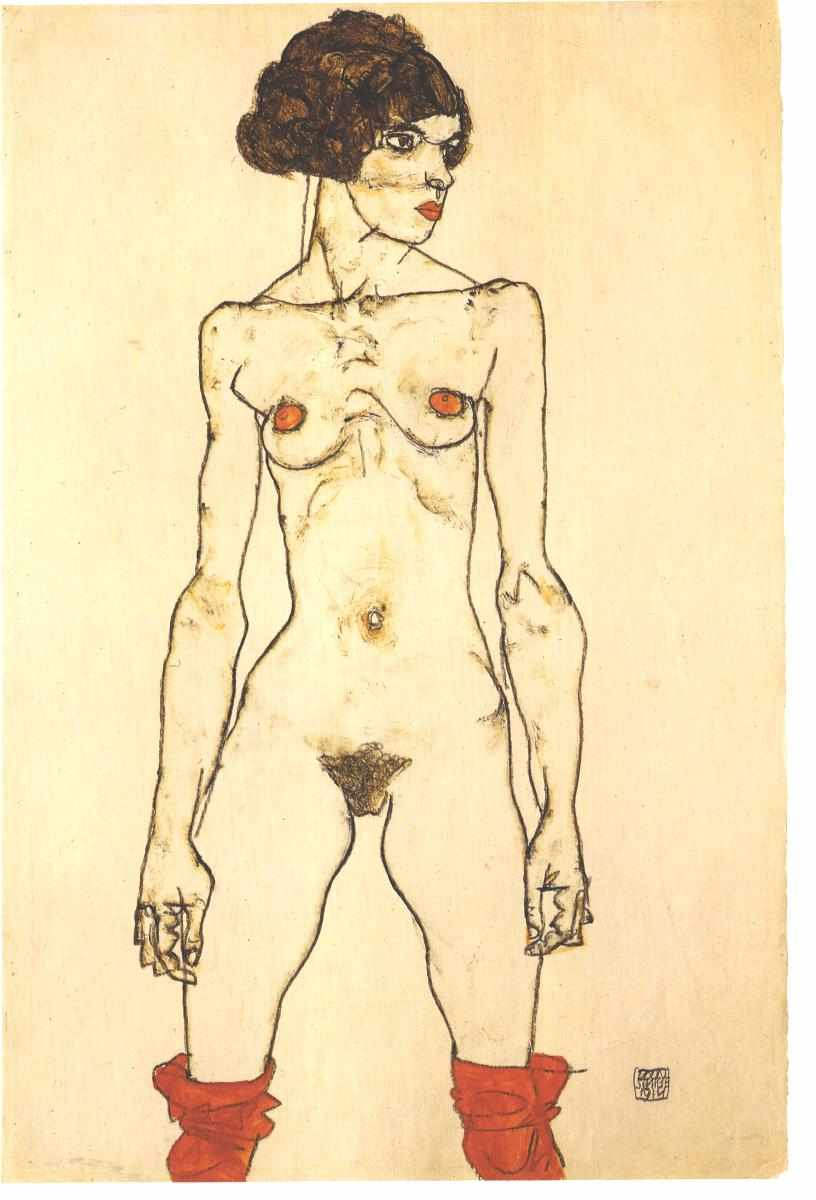
Nu debout aux bas rouges, 1914, crayon, aquarelle et gouache sur papier,, musée Leopold.

Une quarantaine d'années après sa mort, ses nus impudiques et angoissés, traduisant son refus du carcan moral austro-hongrois, ont une influence sur le mouvement rebelle de l'Actionnisme viennois, qui place le corps au cœur de ses performances : « Le souvenir des corps douloureux d'Egon Schiele surgit dans les photos de Rudolf Schwarzkogler (1940-1969), de même que dans les actions radicales de Günter Brus (né en 1938) », estime la critique d'art Annick Colonna-Césari,. Depuis les années 1980, diverses expositions au musée Leopold ou au musée des Beaux-Arts de Winterthour ont montré qu'à travers des moyens différents s'exprime « une même obsession du corps, un même goût de la provocation, une même interrogation existentielle » chez Schiele d'une part et d'autre part chez Schwarzkogler, Brus, la plasticienne féministe Valie Export, la peintre néo-expressionniste Maria Lassnig, ou encore, pour les plus jeunes, Elke Krystufek et d'autres.
Peut-être parce que s'y est tenue la première rétrospective Egon Schiele hors des frontières d'Autriche et d'Allemagne, c'est aux États-Unis et dans une moindre mesure au Royaume-Uni que son influence est la plus forte : les personnages grimaçants de Francis Bacon s'inscrivent dans son sillage tandis que la photographe Sherrie Levine s'approprie dix-huit de ses autoportraits dans son œuvre After Schiele (« Après Schiele »). Jean-Michel Basquiat ne s'est pas plus réclamé de lui que Cy Twombly en son temps : mais il connaissait son travail, ce qui pousse la Fondation Vuitton à monter en 2018 en parallèle les expositions Schiele et Basquiat. L'artiste Tracey Emin revendique, elle, cette filiation, et raconte avoir découvert Schiele grâce aux pochettes d'albums de David Bowie inspirées de certains autoportraits. Dans plusieurs chorégraphies enfin, de Christian Ubl ou Léa Anderson, les mouvements des danseurs paraissent calqués sur les postures des modèles du peintre autrichien.

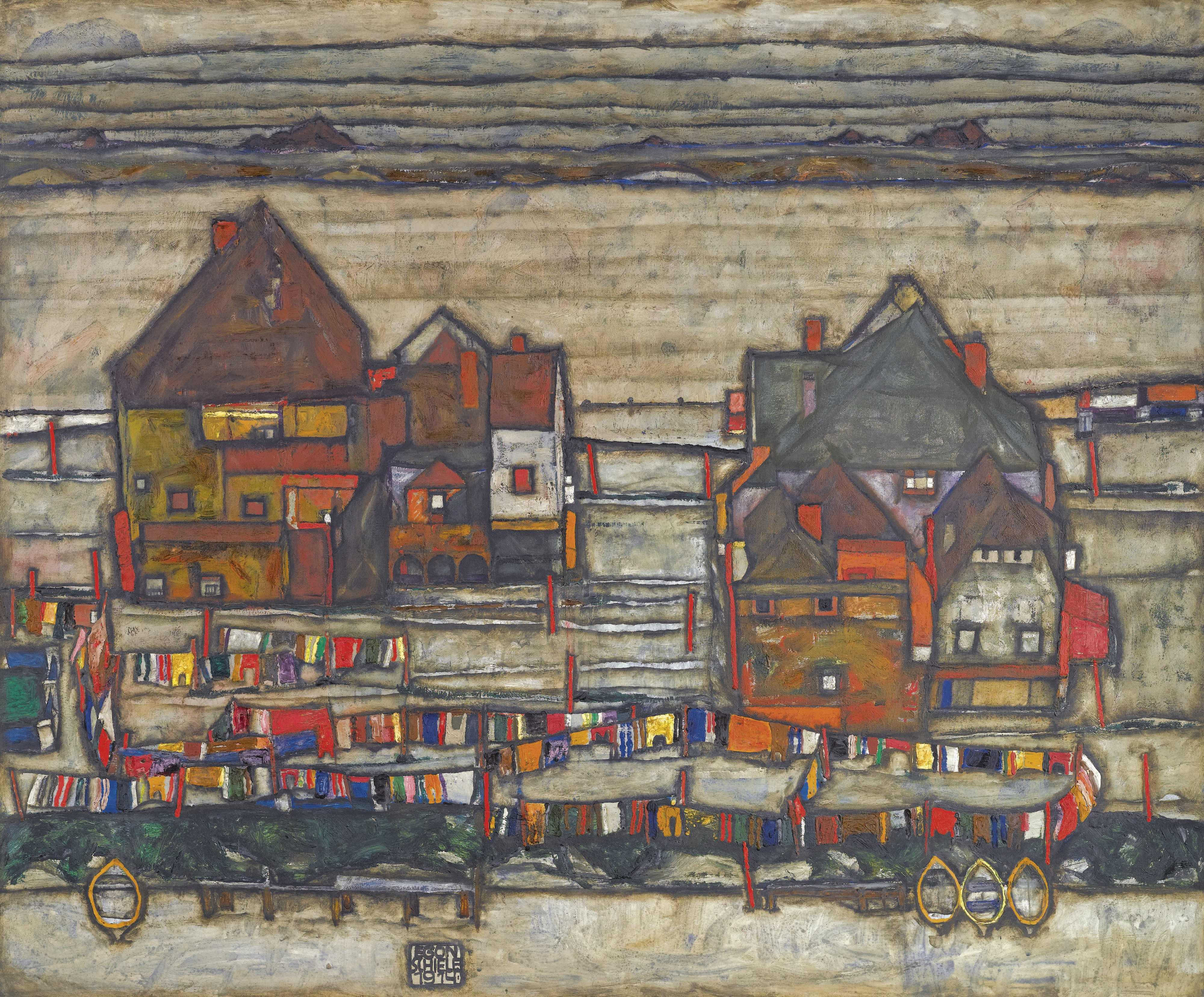
Maison avec lessive colorée, Banlieue II, 1914, huile sur toile,, coll. privée.

Les nus de Schiele continuent à heurter : en 2017, lors d'une campagne annonçant les manifestations prévues à Vienne pour le centenaire de sa mort, les municipalités de Londres, Cologne et Hambourg exigent que les affiches reproduisant des nus, tels le Nu masculin assis de 1910 ou le Nu debout aux bas rouges de 1914, soient barrées d'un bandeau masquant les parties sexuelles et sur lequel est inscrit : « Sorry ! 100 years old but still too daring today ! » (« Désolé ! Vieux de 100 ans et pourtant encore trop osé pour aujourd'hui ! »),.
La cote de Schiele n'en progresse pas moins depuis le début du XXIe siècle. À titre d'exemple, une huile de dimensions modestes, un Bateau de pêche à Trieste datant de 1912, est estimé en 2019, avant sa mise en vente chez Sotheby's, entre 6 et 8 millions de livres (entre 6 et 8,8 millions d'euros), tandis qu'un petit dessin découvert par hasard dans un dépôt-vente du Queens est évalué entre 100 000 et 200 000 dollars (90 000 à 180 000 euros). En 2011 déjà, afin de pouvoir conserver le Portrait de Walburga Neuzil (Wally) en indemnisant ses légitimes propriétaires à hauteur des 19 millions de dollars fixés à l'issue d'une longue bataille juridique, le musée Leopold met en vente le paysage Maisons avec lessive colorée de 1914 : le tableau part à plus de 32 millions de dollars (plus de 27 millions d'euros),, battant le record de 22,4 millions de dollars (plus de 19 millions d'euros) atteint cinq ans avant par un autre, car les paysages de Schiele sont rares sur le marché,.

### Demandes de restitution liées à la Shoah
De nombreux tableaux de Schiele ont été pillés par les nazis chez des collectionneurs juifs qui ont été tués pendant l'Holocauste ou forcés à l'exil. Des cas notables concernent les œuvres de Schiele  provenant notamment des collections de Fritz Grünbaum,,, Karl Mayländer et Heinrich Rieger,, ainsi que de Leah Bondi, contrainte à l'exil. La base de données allemande sur l'art perdu (Lostart.de) recense 254 inscriptions pour Schiele.

### Domaine muséal

#### Cinq musées en Autriche
Hormis les acquisitions des grands musées du monde, les plus importantes collections publiques d'œuvres d'Egon Schiele se trouvent dans les musées autrichiens, quatre à Vienne, un à Tulln an der Donau.
En plus des carnets de croquis et d'un gros fonds d'archives, la Graphische Sammlung Albertina, collection graphique de l'Albertina, rassemble plus de 150 dessins et aquarelles issus de ceux qu'avait commencé à acheter en 1917 la Galerie nationale de Vienne, complétés ensuite par des œuvres acquises sur les collections d'Arthur Roessler et Heinrich Benesch, ainsi que par des dons du fils d'August Lederer, Erich.
Le musée Leopold est riche de plus de 40 huiles et 200 dessins de Schiele, réunis à partir de 1945 et durant près de quarante ans par Rudolf Leopold, qui s'est attaché notamment à racheter celles des Juifs autrichiens ayant émigré à cause du nazisme.
La Galerie du Belvédère possède en marge de son énorme fonds Gustav Klimt des œuvres importantes de l'expressionnisme autrichien, dont un bon nombre de toiles parmi les plus célèbres de Schiele, telles Mort et Jeune fille, L'Étreinte, La Famille, Mère avec deux enfants ou le Portrait d'Otto Koller.
Quant au musée de Vienne, ensemble de musées historiques de la capitale, il détient des œuvres provenant principalement de la collection d'Arthur Roessler, comme son portrait ou celui d'Otto Wagner, des natures mortes, etc.
Le musée Egon Schiele enfin, inauguré en 1990 dans la ville natale de l'artiste, met surtout l'accent sur sa jeunesse et ses études à l'Académie des beaux-arts de Vienne, à travers des œuvres originales et des reproductions.

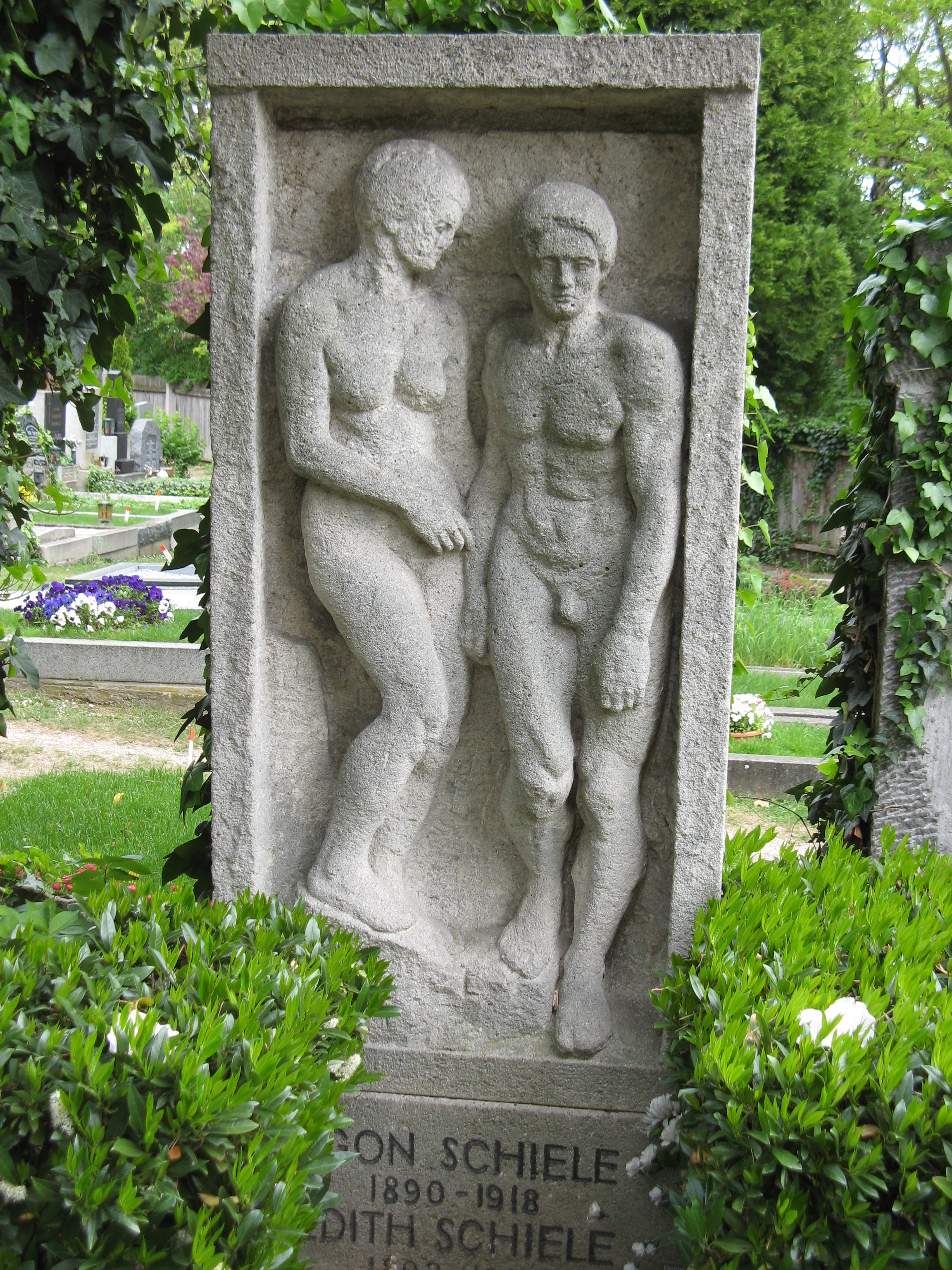
Tombe de Edith et Egon Schiele au cimetière d'Ober-Sankt-Veit.
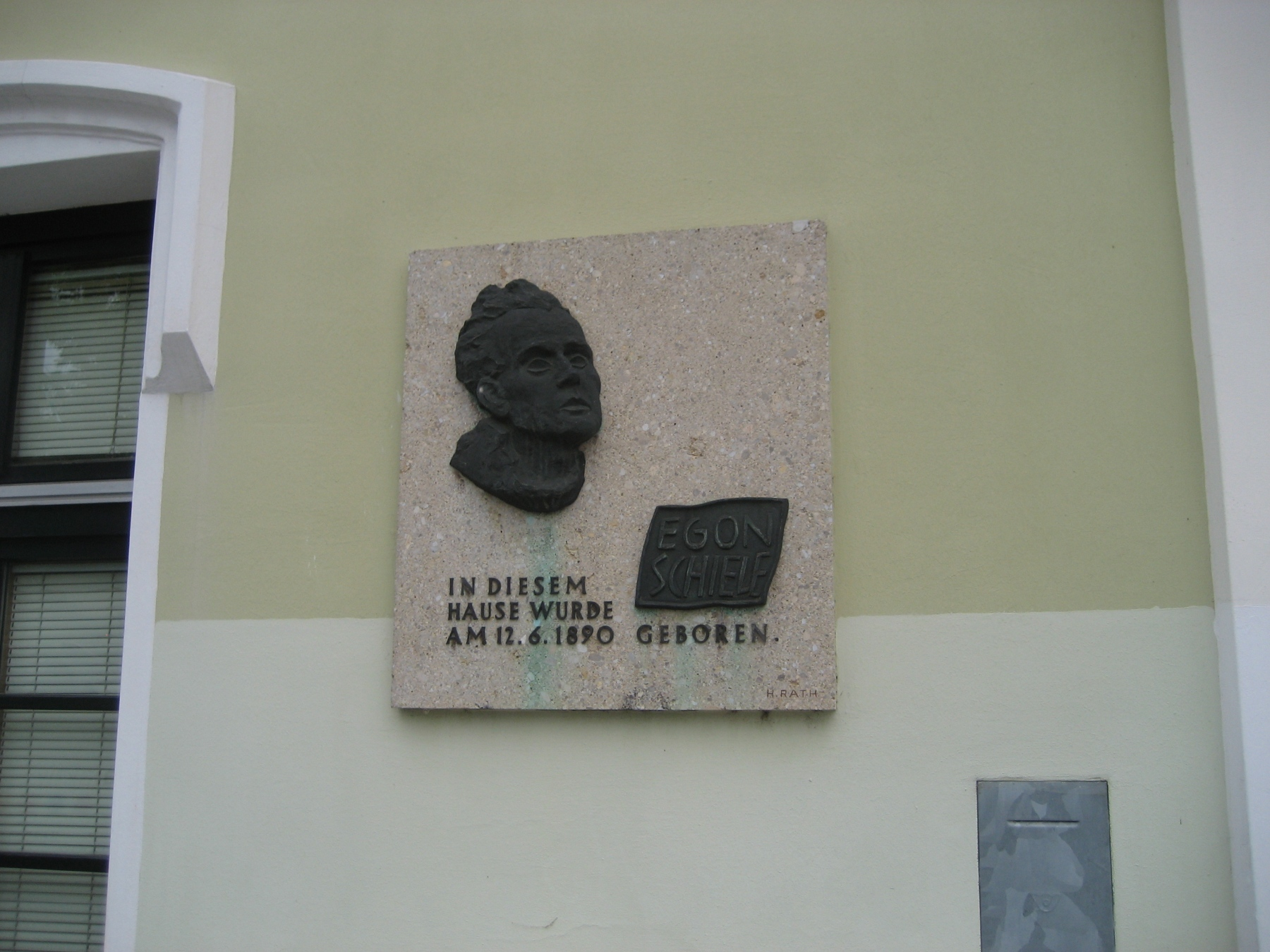
Plaque commémorative sur la gare de Tulln an der Donau où Schiele est né.
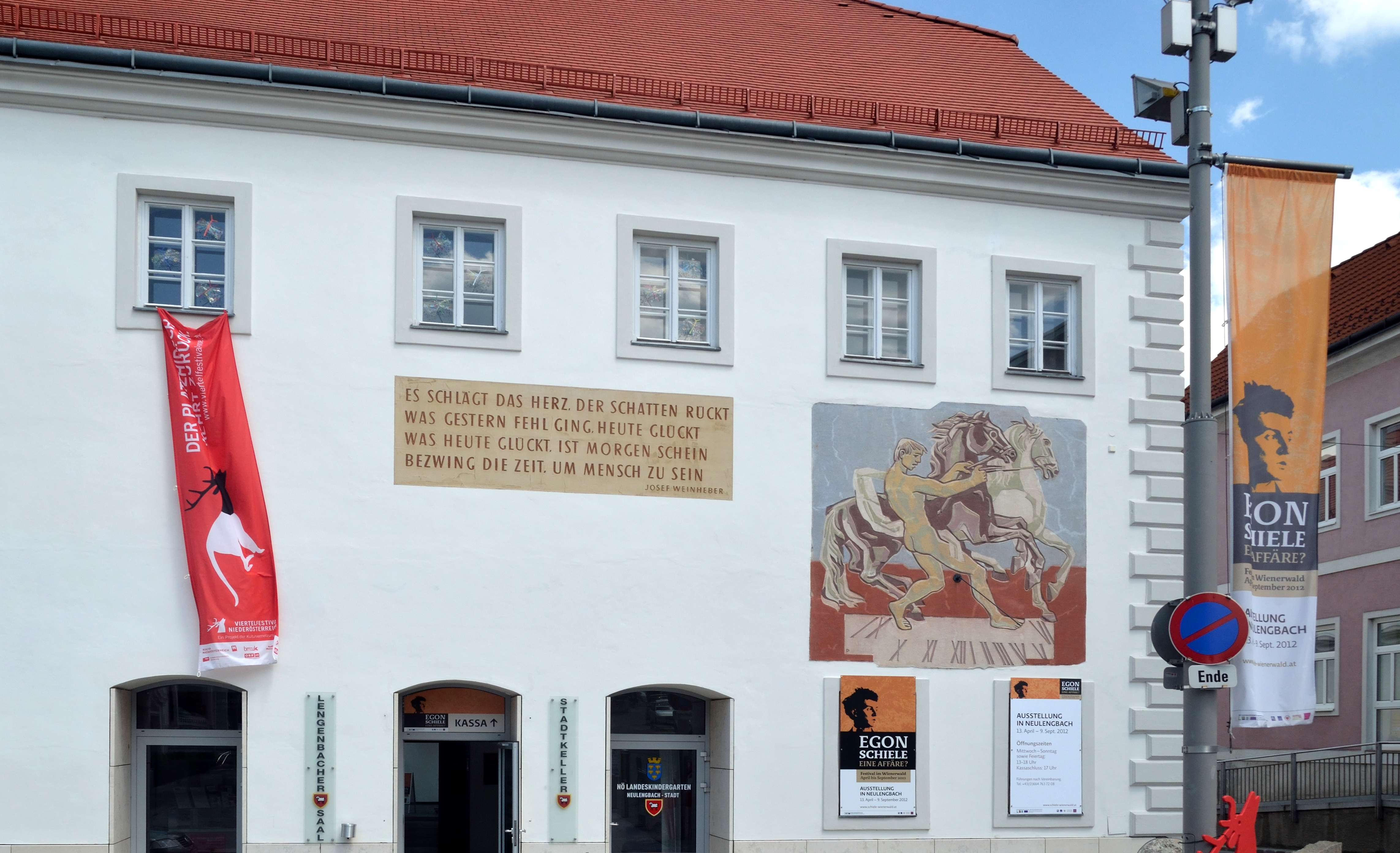
Le tribunal de Neulengbach transformé en lieu artistique.
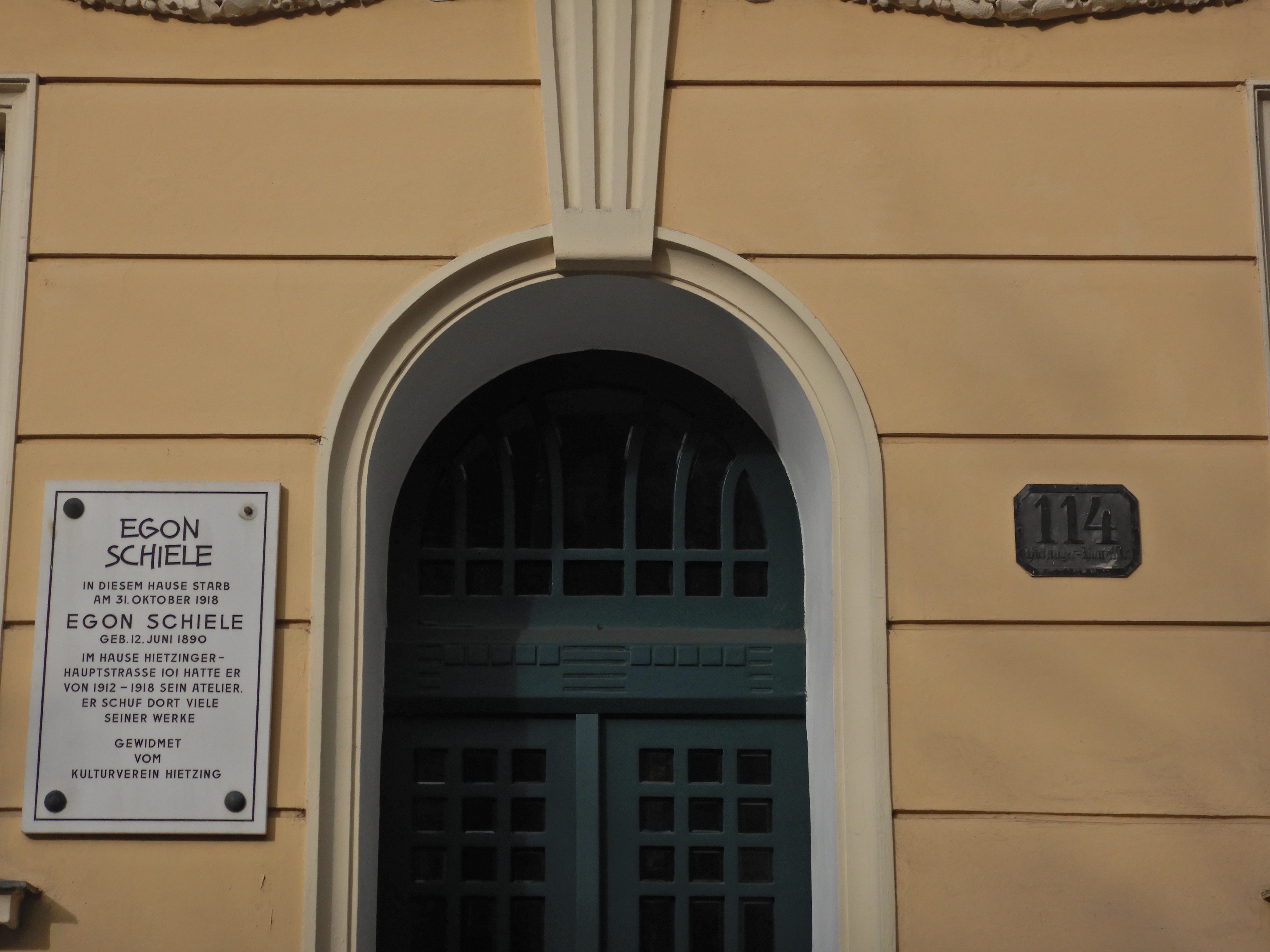
Entrée du 114 Hietzinger Hauptstraße où Schiele avait son atelier viennois.
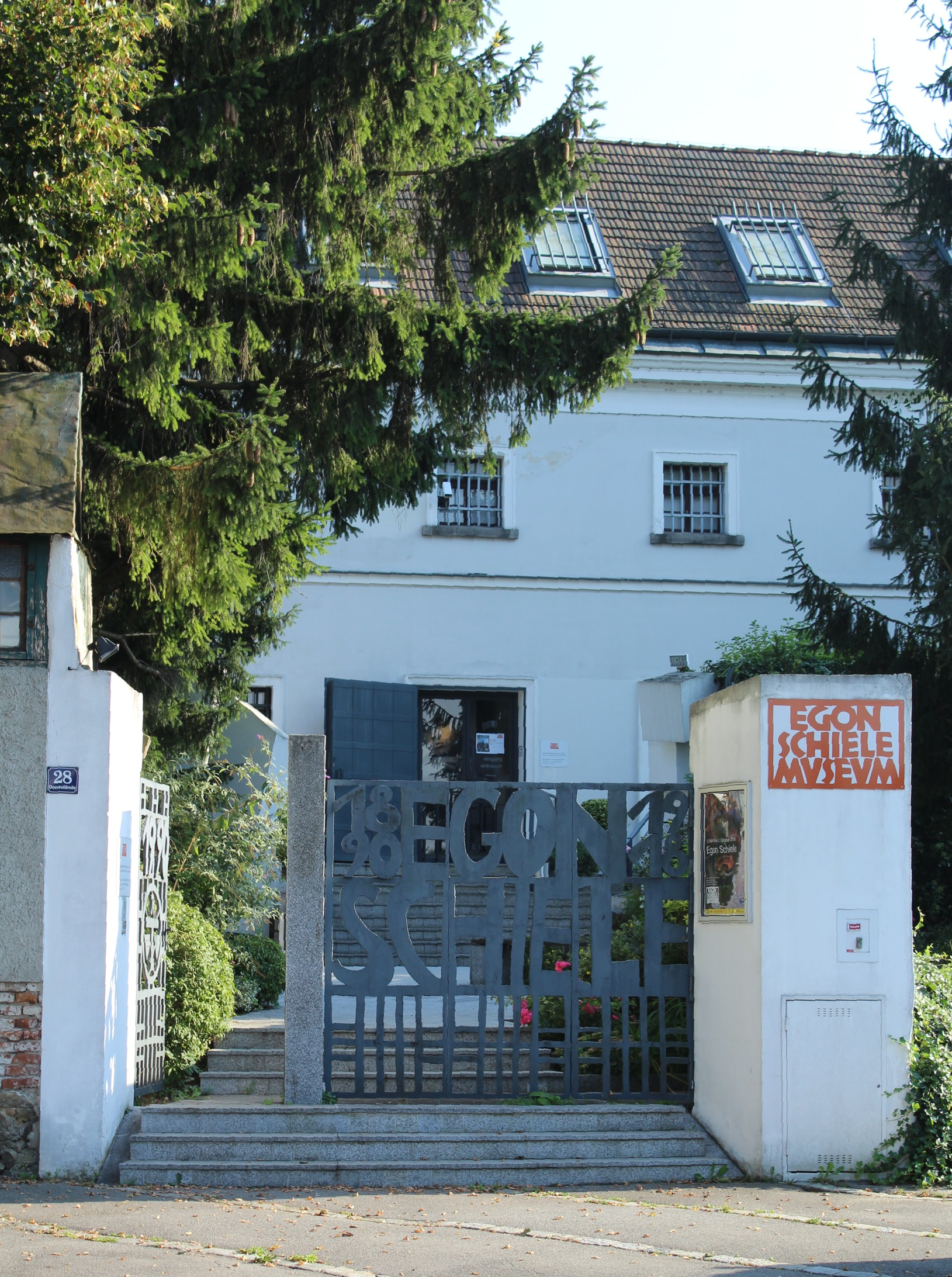
Le musée Egon Schiele de Tulln.
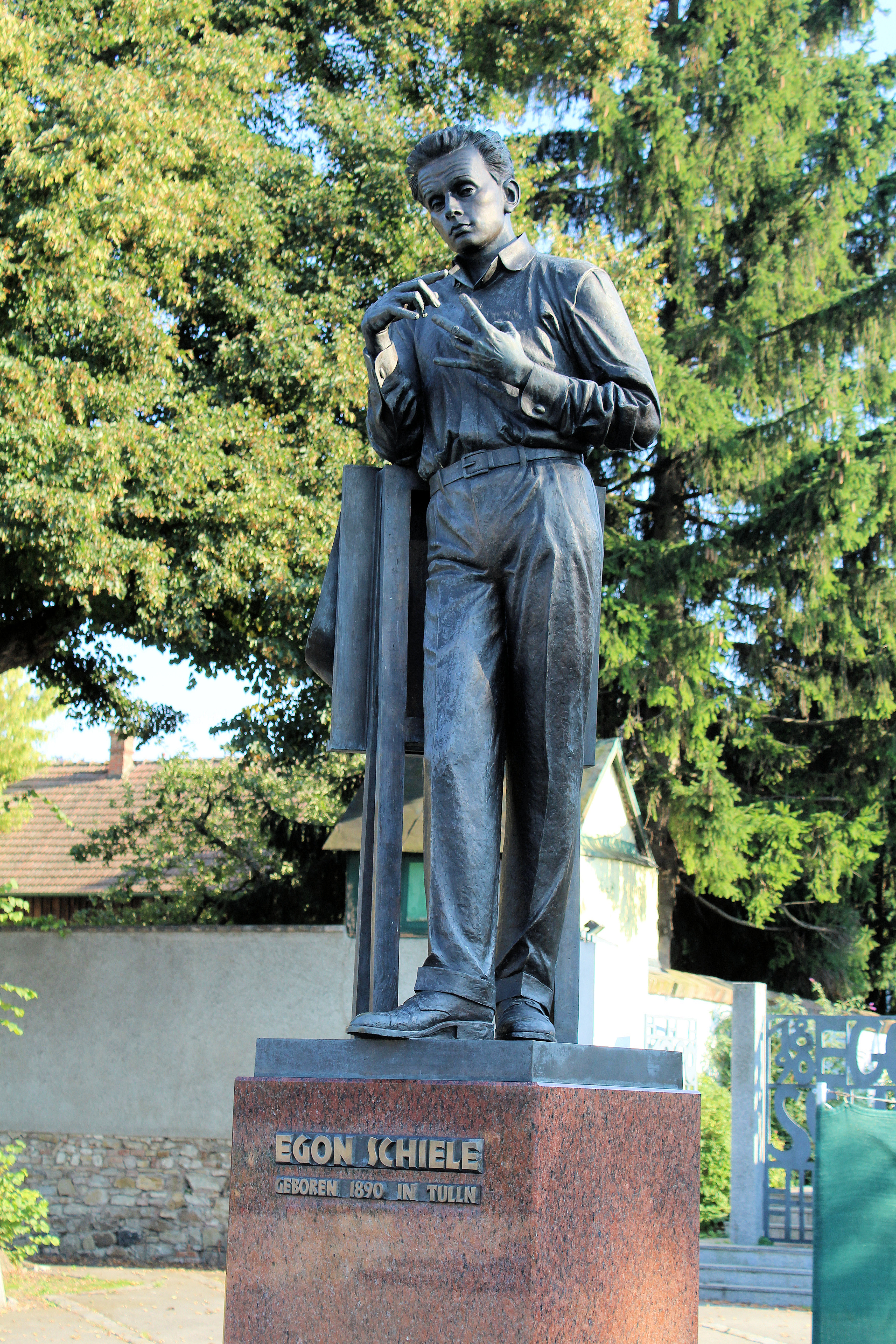
Statue d'Egon Schiele à Tulln, devant le musée.

#### Principales expositions

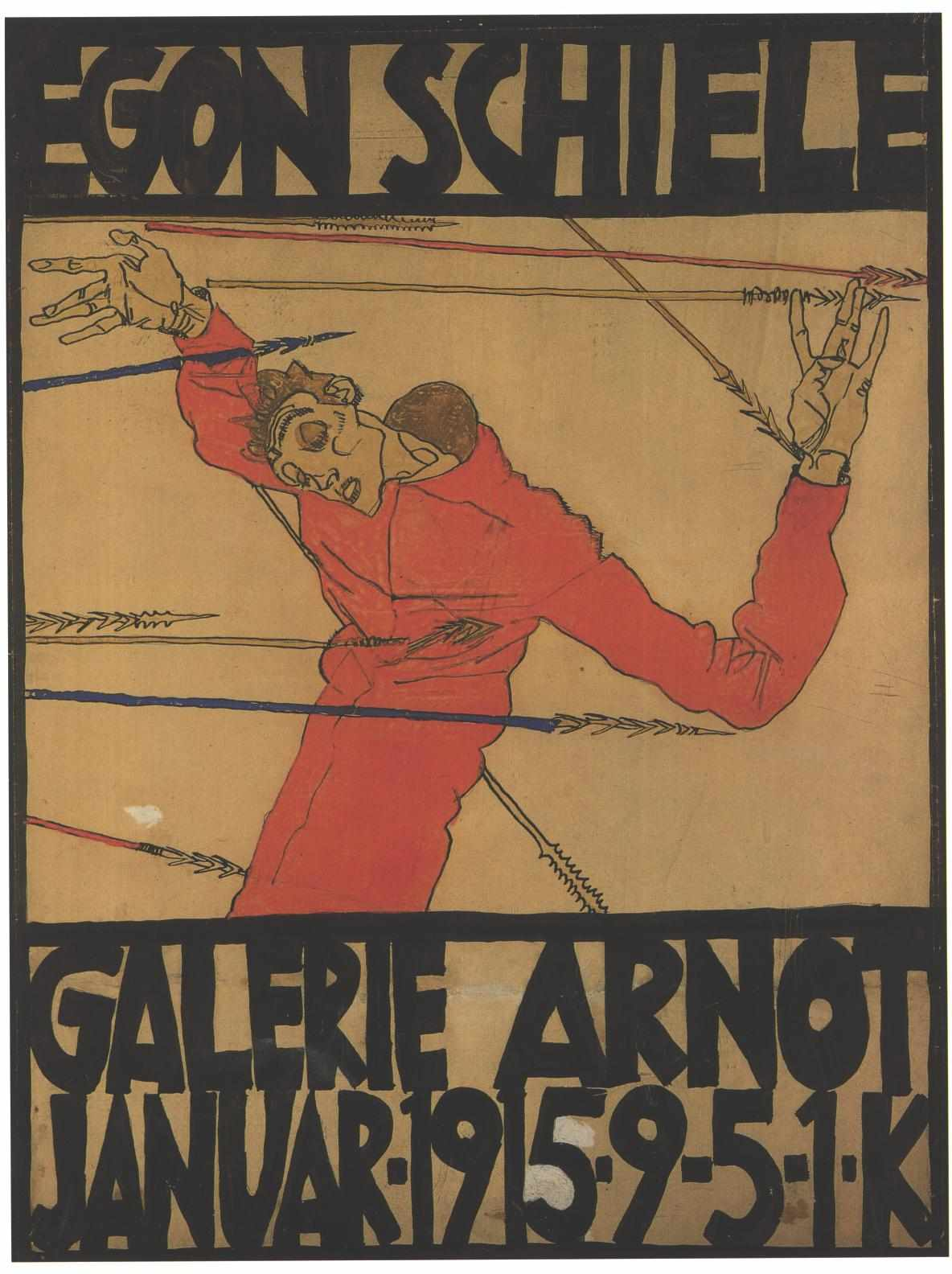
Autoportrait en Saint Sébastien, 1915, couleurs et encre de Chine,, musée historique de Vienne.

##### De son vivant
1908 : Klosterneuburg, Kaisersaal de la maison religieuse.

1909 : « Internationale Kunstschau Wien », Vienne ; « Neukunstgruppe », Vienne, galerie Pisko.

1910 : « Neukunstgruppe », Prague.

1911 : « Egon Schiele », Vienne, galerie Miethke ; « Buch und Bild », Munich, galerie Hans Goltz.

1912 : « Frühlingsausstellung », Sécession de Munich et Vienne, Hagenbund.

1913 : « IX. Kollektiv-Austellung : Egon Schiele, Wien », Munich, galerie Hans Goltz.

1914 : « Ausstellung Preis-Konkurrenz Carl Reininghaus : Werke der Malerei », Vienne, galerie Pisko ; « Internationale Ausstellung », Kunsthalle de Brême.

1915 : « Kollektiv-Austellung : Egon Schiele, Wien », Vienne, galerie Arnot.

1917 : « Österrikiska Konstutställningen », Stockholm, Liljevalchs konsthall.

1918 : « XLIX. Ausstellung der Vereinigung bildender Künstler Österreichs », Vienne, Palais de la Sécession.

##### Posthumes

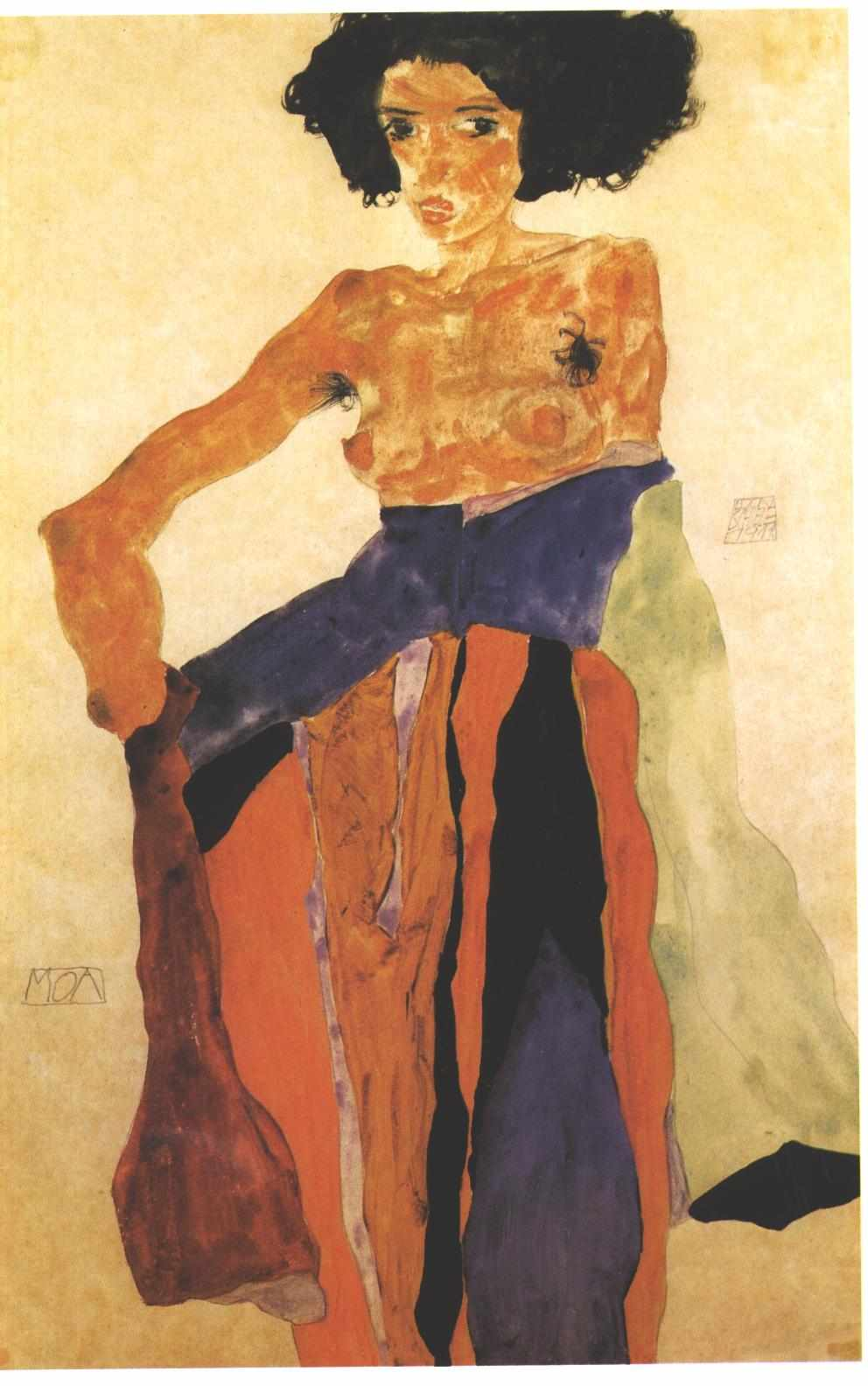
Moa, 1911, mine de plomb, gouache et aquarelle sur papier,, coll. privée.

1919 : « Die Zeichnung : Egon Schiele », Vienne, Gustav Nebehay Kunsthandlung.

1923 : « Egon Schiele », Vienne, Neue Galerie.
 
1925-1926 : « Egon Schiele », Vienne, Kunsthandlung Würthle.

1928 : « Gedächtnisausstelung Egon Schiele », Vienne, Neue Galerie et Hagenbund.

1939 : « L'Art autrichien », Paris, Galerie Saint-Étienne ; « Egon Schiele », New York, Galerie St. Etienne.

1945 : « Klimt, Schiele, Kokoschka », Vienne, Neue Galerie.

1948 : 24e Biennale de Venise ; « Egon Schiele : Gedächtnisausstelung », Vienne, Graphische Sammlung Albertina ; « Egon Schiele : Gedächtnisausstelung zum 30. Todestag », Vienne, Neue Galerie.
 
1956 : « Egon Schiele : Bilder, Aquarelle, Zeichnungen, Grafik », Berne, Gutekunst & Klipsetin.

1960 : « Egon Schiele » : Boston, Institute of Contemporary Art ; New York, Galerie St. Etienne ; Louisville (Kentucky), Speed Art Museum ; Pittsburgh, Carnegie Institute ; Minneapolis Institute of Art.

1964 : « Egon Schiele : Paintings, Watercolours and Drawings, Londres, Marlborough Fine Arts ; « Twenty-Fifth Anniversary Exhibition », New York, Galerie St. Etienne.

1965 : « Gustav Klimt & Egon Schiele », New York, Musée Solomon R. Guggenheim.

1967 : « 2e Internationale der Zeichnung », Darmstadt, Mathildenhöhe.

1968 : « Gustav Klimt, Egon Schiele : « Zum Gedächtnisausstelung zum 50. Todestag », Vienne, Graphische Sammlung Albertina et musée d'histoire de l'art ; « Egon Schiele : Leben und Werk », Vienne, Österreichische Galerie Belvedere ; « Egon Schiele : Gemälde » et « Egon Schiele (1890-1918) : Watercolours and Drawings », New York, Galerie St. Etienne.

1969 : « Egon Schiele : Drawings and Watercolours, 1909-1918 », Londres, Marlborough Fine Art.

1971 : « Egon Schiele and the Human Form : Drawings and Watercolours », Des Moines Art Center.

1972 : « Egon Schiele : Oils, Watercolours and Graphic Work », Londres, Fischer Fine Art.

1975 : « Egon Schiele », Munich, Haus der Kunst ; « Egon Schiele : Oils, Watercolours en Graphic Work », Londres, Fischer Fine Art.

1978 : « Egon Schiele as He Saw Himself », New York, Serge Sabasky Gallery.

1981 : « Experiment Weltuntergang : Wien um 1900 », Kunsthalle de Hambourg ; « Egon Schiele : Zeichnungen und Aquarelle », musée historique de la ville de Vienne ; Linz, Neue Galerie ; Munich, Villa Stuck ; Hanovre, Kestnergesellschaft.

1985 : « Traum und Wirklichkeit », Vienne, Künstlerhaus (Maison des artistes).

1986 : « Otto Kallir-Nirenstein : Ein Wegbereiter österrreichischer Kunst », musée historique de la ville de Vienne ; « Vienne, 1880-1938. L'Apocalypse joyeuse », Paris, Centre Pompidou.
 
1989 : « Egon Schiele und seine Zeit : Österreichische Malerei und Zeichnungen von 1900 bis 1930, aus der Sammlung Leopold », Kunsthaus de Zurich ; Vienne, Kunstforum ; Munich, Kunsthalle der Hypo-Kulturstiftung.

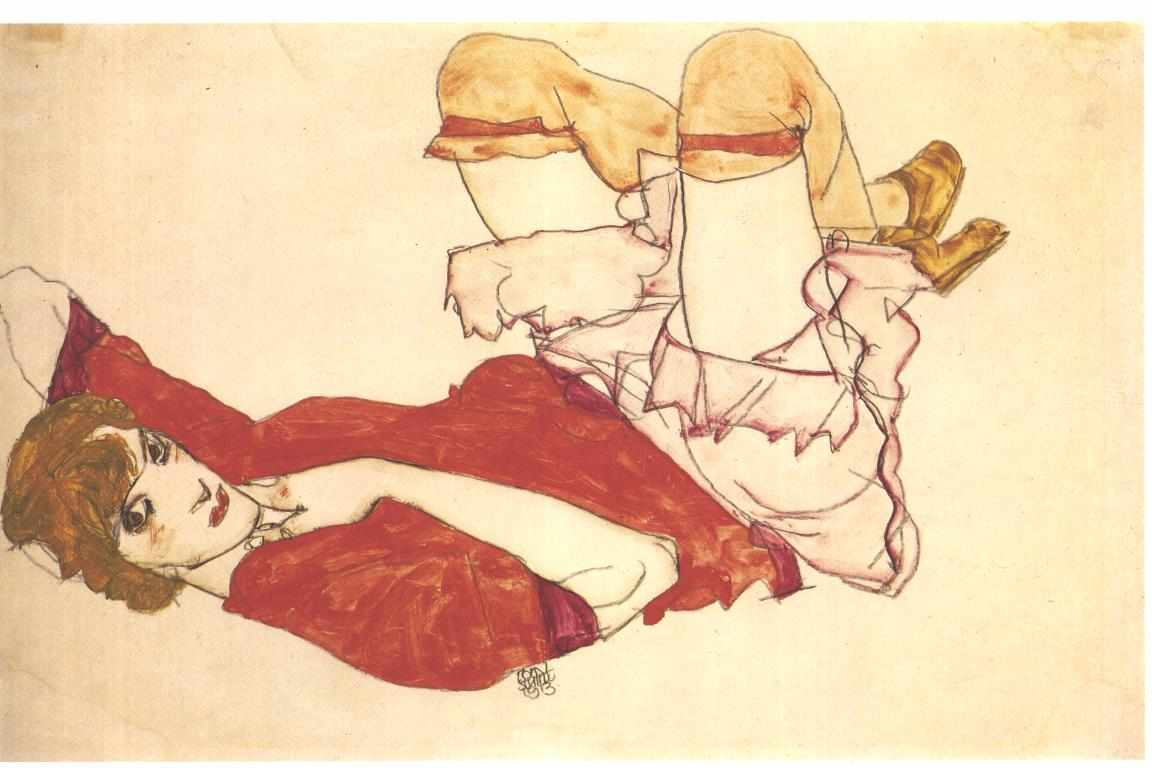
Wally à la blouse rouge, 1913, crayon, gouache et aquarelle sur papier,, Neue Galerie.

1990 : « Egon Schiele in der Albertina. Die Zeichnungen und Aquarelle aus eigenem Besitz », Vienne, Albertina ; « Egon Schiele : A centennial retrospective », musée du Comté de Nassau (New York) ; « Egon Schiele : frühe Reife, ewige Kindheit », musée historique de la ville de Vienne.

1991 : « Egon Schiele : a centerary exhibition », Londres, Royal Academy.

1995 : « Schiele », Martigny, Fondation Gianadda ; « Egon Schiele. Die Sammlung Leopold », Kunsthalle Tübingen ; Düsseldorf, Kunstsammlung Nordrhein-Westfalen ; Kunsthalle de Hambourg ; Paris, musée national d'Art moderne.

2001 : « La Vérité nue : Gerstl, Kokoschka, Schiele, Boeckl », musée Maillol de Paris.

2003 : « Egon Schiele, entre érotisme et angoisse », musée d'Art moderne de Lugano.

2004 : « Egon Schiele : Landscapes », Vienne, musée Leopold.

2005 : « Egon Schiele : liefde en dood », Amsterdam, musée Van Gogh.

2005-2006 : « Klimt, Schiele, Moser, Kokoschka, Vienne 1900 », Paris, Grand Palais.

2018-2019 : « Egon Schiele », Paris, Fondation Louis Vuitton.

2020 : « Hundertwasser-Schiele. Imagine Tomorrow », Vienne, musée Leopold.

### Hommages divers
- Cinéma :
  - Egon Schiele, enfer et passion (1981) : film biographique de Herbert Vesely avec Mathieu Carrière et Jane Birkin.
  - Klimt (2006) : film de Raoul Ruiz retraçant la vie de Gustav Klimt et où Egon Schiele est interprété par Nikolai Kinski.
  - Egon Schiele : Tod und Mädchen (2016) : film de Dieter Berner tiré du roman Tod und Mädchen - Egon Schiele und die Frauen (Mort et Jeune Fille - Egon Schiele et les femmes) de Hilde Berger (2009), avec Valerie Pachner dans le rôle de Wally Neuzil.
  - La peinture d’Egon Schiele est évoquée dans le film La Vie d'Adèle d'Abdellatif Kechiche (2013).
  - Le film Le Tableau volé réalisé par Pascal Bonitzer (2024) évoque l'histoire d'un tableau oublié d'Egon Schiele, spolié par les nazis en 1939 et que l'on pensait disparu jusqu'à sa redécouverte chez un jeune ouvrier.
- Bande dessinée :
  - Xavier Coste, Egon Schiele, vivre et mourir, Paris, Gallimard/Casterman, 2012, 66 p., 32 cm (ISBN 978-2203047785) : biographie romancée.
  - Dimitri Joannidès (texte) et Nicolas Sure (dessin), Egon Schiele : le Cardinal et la Nonne, Grenoble, Glénat, coll. « Les Grands Peintres, no  13 », 2016, 56 p. (ISBN 978-2344006887) : biographie romancée centrée sur le scandale de 1912.
- Arts visuels :
  - Brigitte Tast (photographe née en 1948), Rot in Schwarz-Weiß, Schellerten, 2020  (ISBN 978-3-88842-605-6).
  - Aux Bassins de Lumières de Bordeaux, œuvres colorées et lumineuses de Gustav Klimt, de ses contemporains et de ceux qu’il a inspirés, Culturespaces, 2020.
- Domaine musical :
  - Rachel's, Music for Egon Schiele (1995)[28].
  - Mylène Farmer, chanson Je te rends ton amour de l'album Innamoramento (1999).